# Videoconsola

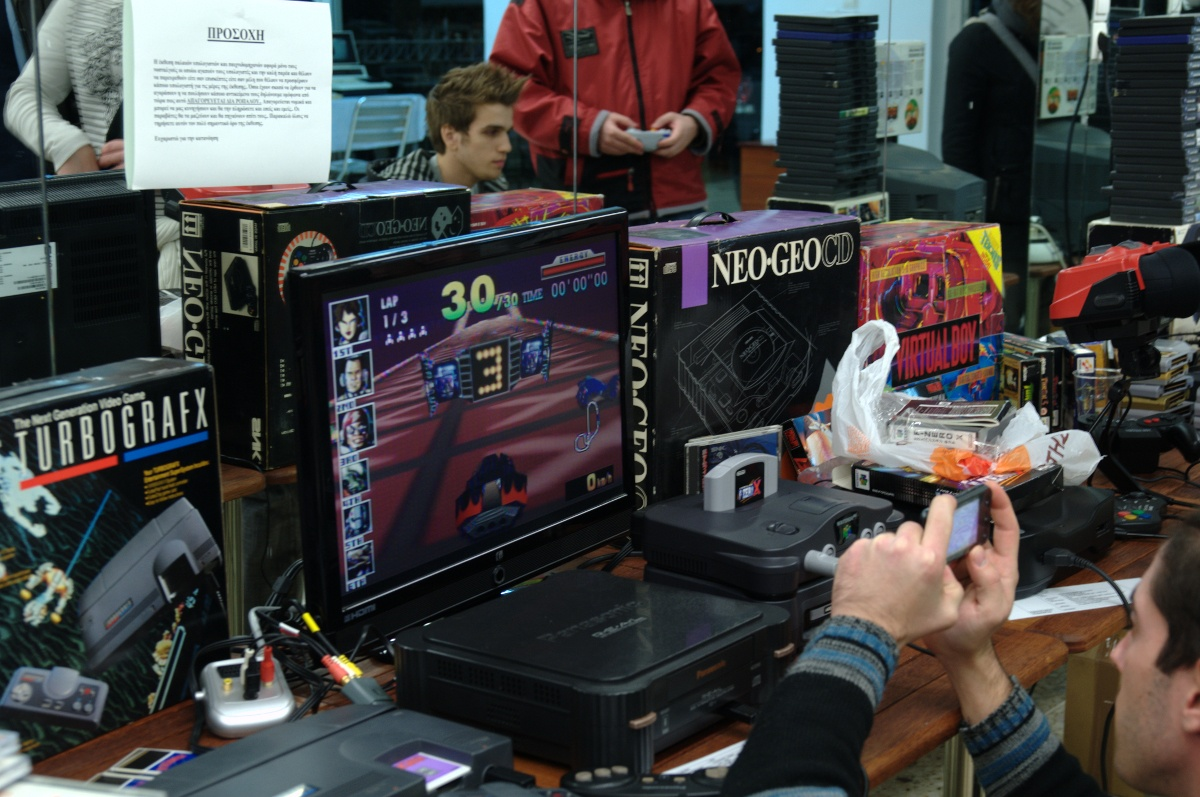
Una colección de varias consolas de videojuegos en un programa de juegos

Una videoconsola, o simplemente una consola, es un sistema electrónico de entretenimiento que ejecuta videojuegos contenidos en cartuchos, discos ópticos, discos magnéticos, tarjetas de memoria o en cualquier dispositivo de almacenamiento.
Los primeros sistemas de videoconsolas fueron diseñados únicamente para jugar videojuegos pero a partir de la quinta generación de videoconsolas han sido incorporadas características importantes de multimedia, internet, tiendas virtuales y servicio en línea como: Nintendo Switch Online, PlayStation Network, y Xbox Network.
Una videoconsola es un pequeño sistema electrónico que está diseñado para ejecutar principalmente juegos desarrollados en una computadora o servidor. Al igual que las computadoras, pueden adoptar diferentes formas y tamaños; de este modo, pueden ser de sobremesa, es decir, requieren ser conectadas a un televisor para la visualización del videojuego, y a la red eléctrica para su alimentación, en la cual suelen consumir 12 voltios, o bien el dispositivo electrónico videoconsola portátil, que cuenta con una pantalla de visualización integrada y una fuente de alimentación propia (baterías o pilas).
Los videojuegos pueden presentarse en forma de cartuchos de plástico que protegen una placa con chips en los que está almacenado el software, o también en disquete (como en Commodore 64), tarjeta de memorias, disco compactos (como en el caso de PlayStation, Sega Saturn), discos GD-ROM (en el caso de Sega Dreamcast), discos "GOD" (en el caso de Nintendo GameCube), DVD (como en PlayStation 2, Wii, Xbox, Xbox 360), Blu-ray (en el caso de la PlayStation 3, Xbox One, PlayStation 4), o Blu-ray Ultra HD (en el caso de PlayStation 5, Xbox Series X). El DVD-ROM y el BD-ROM son los que se han impuesto como estándar en las videoconsolas de séptima generación. El formato cartucho se utilizaba básicamente para videoconsolas portátiles o en generaciones pasadas de videojuegos, siendo las últimas más destacables la Nintendo 64 y Game Boy Advance. A la fecha septiembre de 2021, PlayStation Portable usa UMD, formato propietario de Sony, Nintendo DS, Nintendo 3DS y Nintendo Switch utilizan dispositivos portátiles de tarjetas SD.

## Historia
En la industria de los videojuegos, las videoconsolas han sido clasificadas en distintas generaciones. Esta clasificación la determina su tiempo de lanzamiento y la tecnología existente en ese momento. Las empresas fabricantes lanzan una nueva consola en determinado tiempo (que puede variar entre 5 o 6 años). Por otro lado, algunas generaciones están señaladas por un número determinado de bits, los cuales determinan el ancho de bus del procesador, (de la segunda generación hasta la sexta generación).
Los primeros fabricantes ya presentaban equipos de 16 bits. A partir de esta cantidad, se fueron realizando las siguientes generaciones de consolas. Una consola de generación superior no tiene que poseer necesariamente un procesador de ancho de bus de datos de más bits, al contrario que la creencia popular que piensa que en cada generación se dobla el número de la anterior, ya que la potencia de un procesador está determinada además de por su ancho de bus por su estructura y velocidad.
En las videoconsolas de reciente generación ya no solo depende la potencia de la unidad CPU sino también del procesador gráfico GPU que es el procesador encargado del manejo de gráficos en la consola. Cada componente tiene una determinada cantidad de bits y velocidad.

### Primera generación
Si bien los primeros juegos de computadora aparecieron en la década de los 1960, éstos utilizaban pantallas vectoriales, no de vídeo analógico. No fue hasta 1972 cuando se lanzó la primera videoconsola de sobremesa por la compañía electrónica Magnavox. La Magnavox Odyssey, fue creada por Ralph Baer, considerado como el padre de los videojuegos. La Odyssey tuvo un moderado éxito, sin embargo, con el lanzamiento del juego arcade Pong de Atari, comenzaron a popularizarse los videojuegos, el público comenzó a mostrar interés ante la nueva industria. En el otoño de 1975, la compañía Magnavox, cede ante la popularidad del Pong, se cancela el proyecto Odyssey, ya que el público solo jugaba al Pong y Hockey en la Odyssey 100.
Una posterior actualización de la consola Odyssey 100, la 200, llevaba incorporada una pantalla de puntuación, permitía hasta 4 jugadores, y se vendía junto con un tercer juego: Smash. Casi simultáneamente, la cadena de centros comerciales Sears compró los derechos del sistema Atari Pong y lo introdujeron en el mercado de consumo bajo el nombre de Sears-Telegames. Al igual que en el mercado arcade, el mercado pronto fue inundado por consolas clones de Pong y juegos derivados.

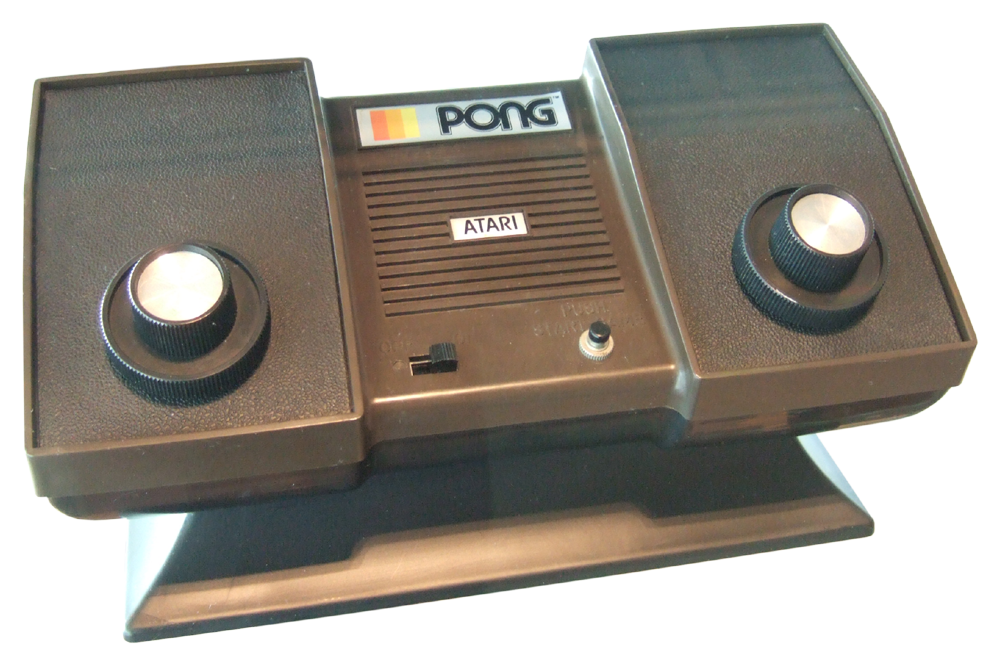
Atari Pong de Atari
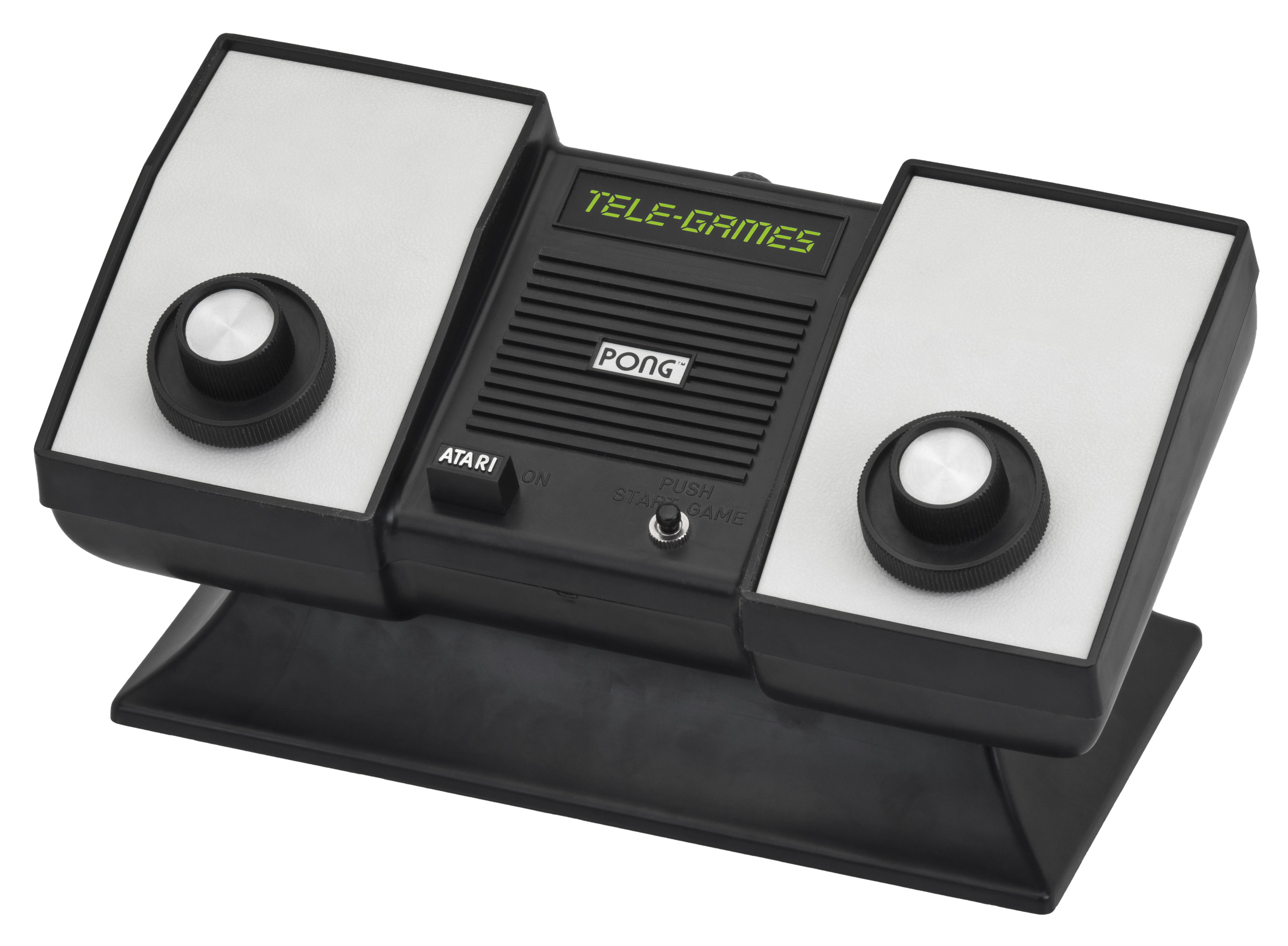
Tele-Games Pong de Sears Licenciado por Atari
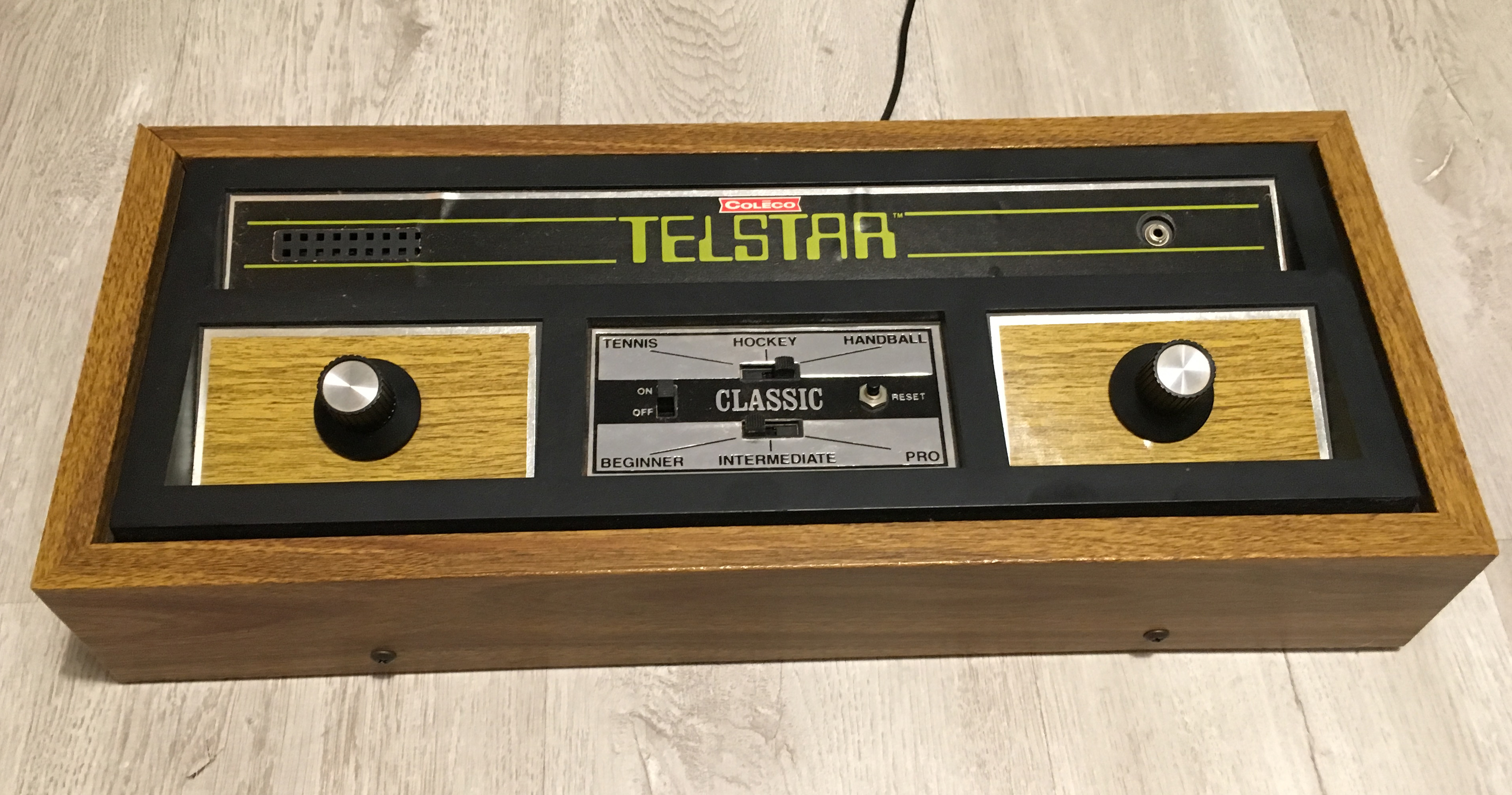
Coleco Telstar de Coleco
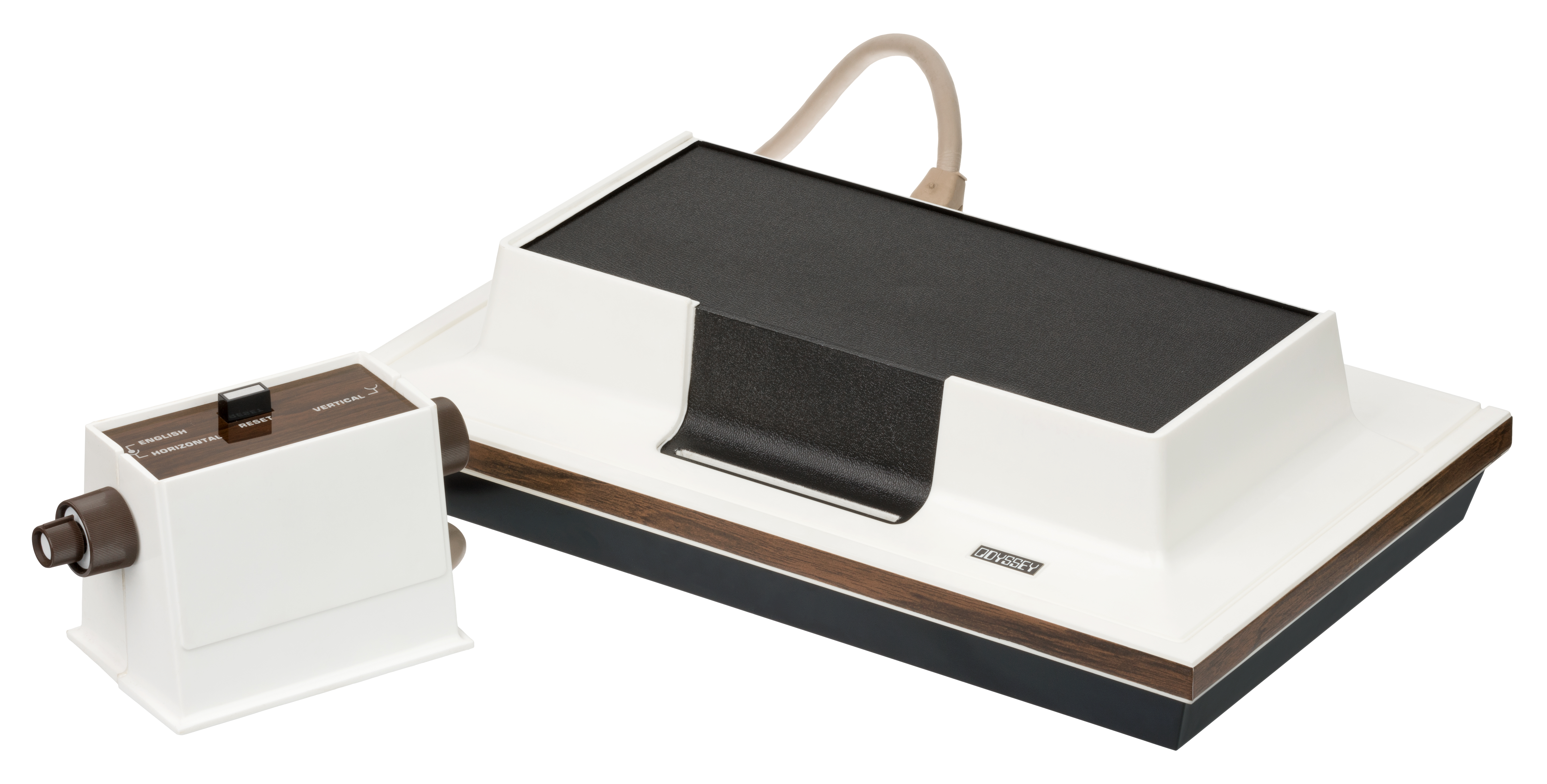
Magnavox Odyssey de Magnavox y Philips
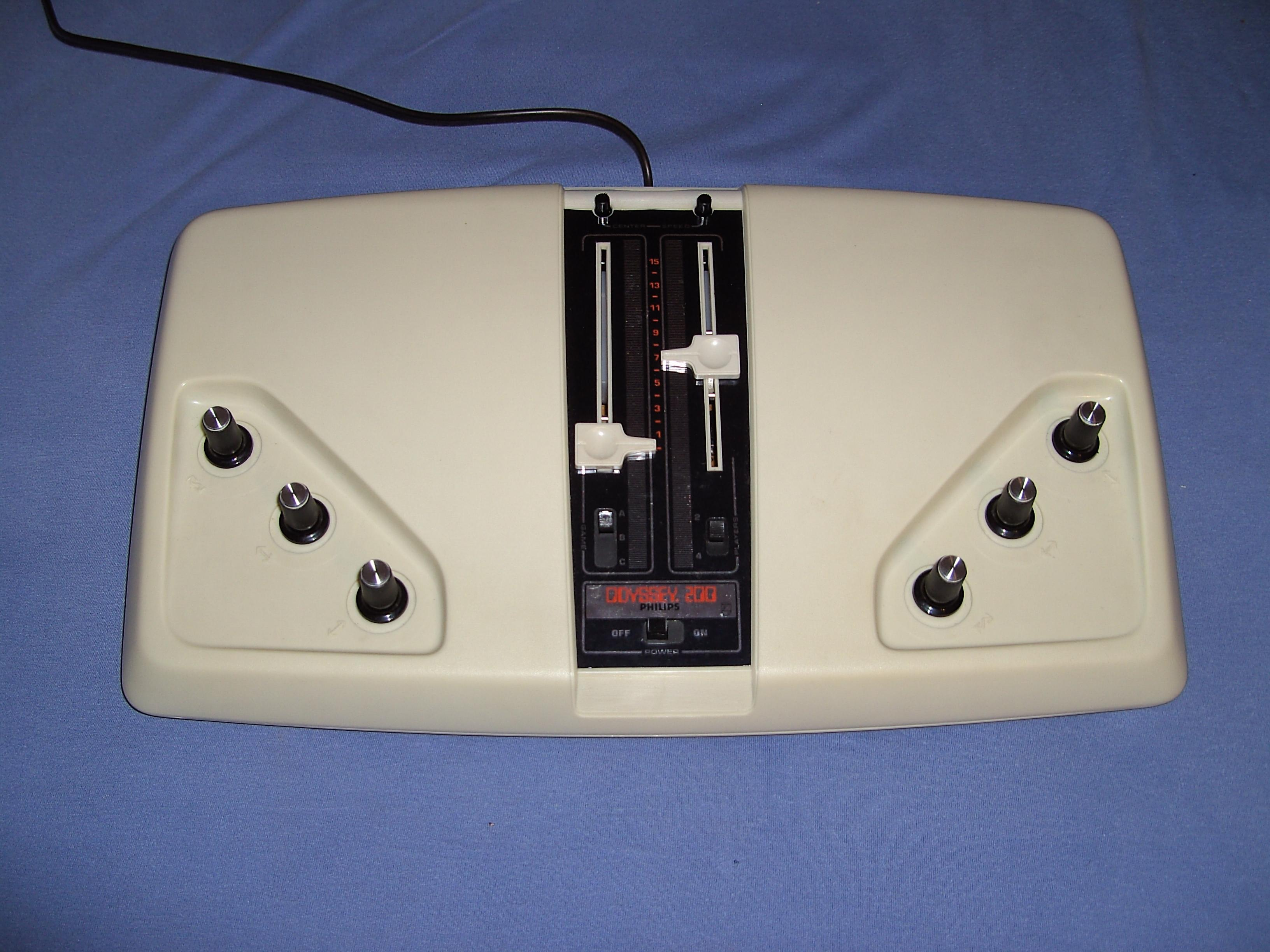
Magnavox Odyssey 200 de Magnavox y Philips
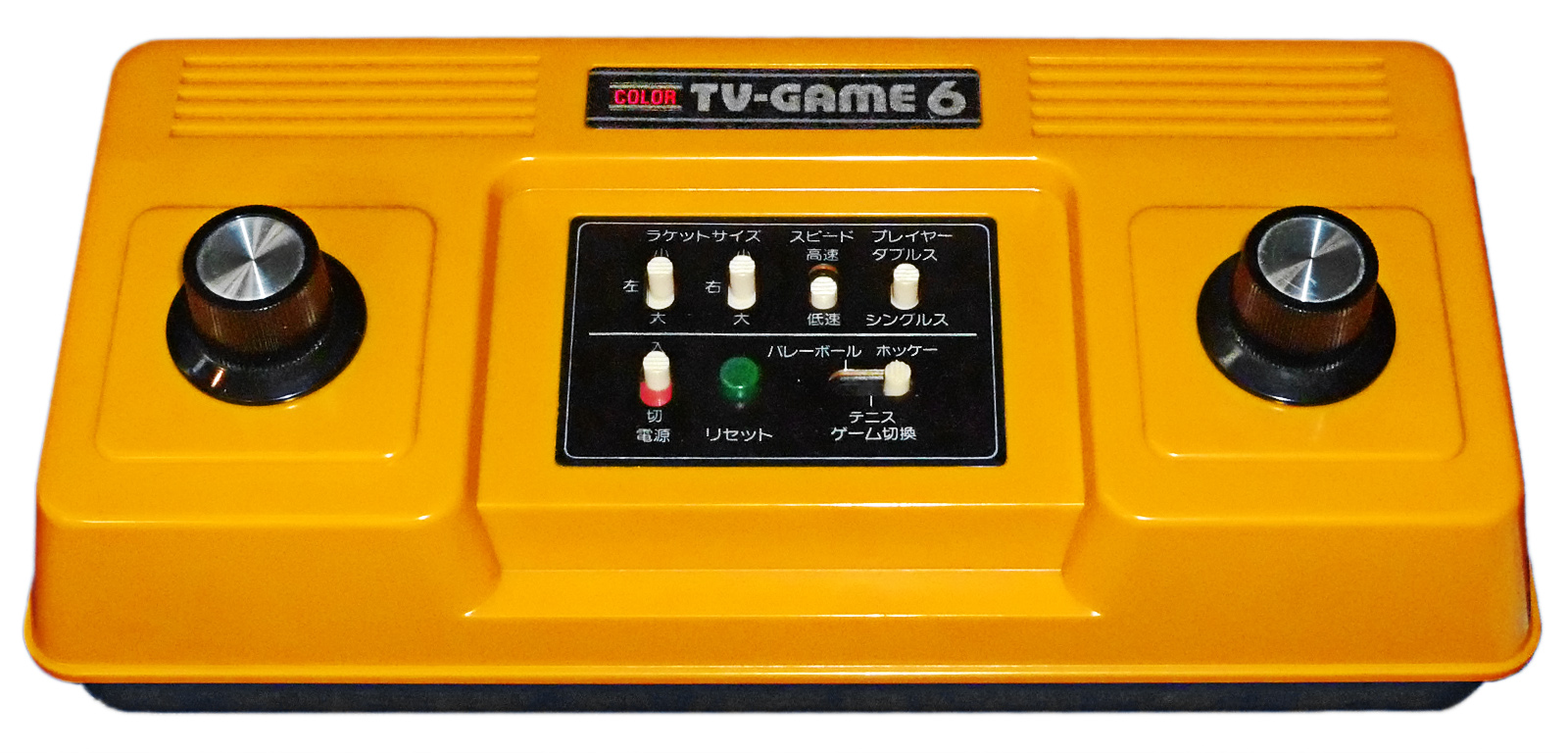
Color TV-Game de Nintendo
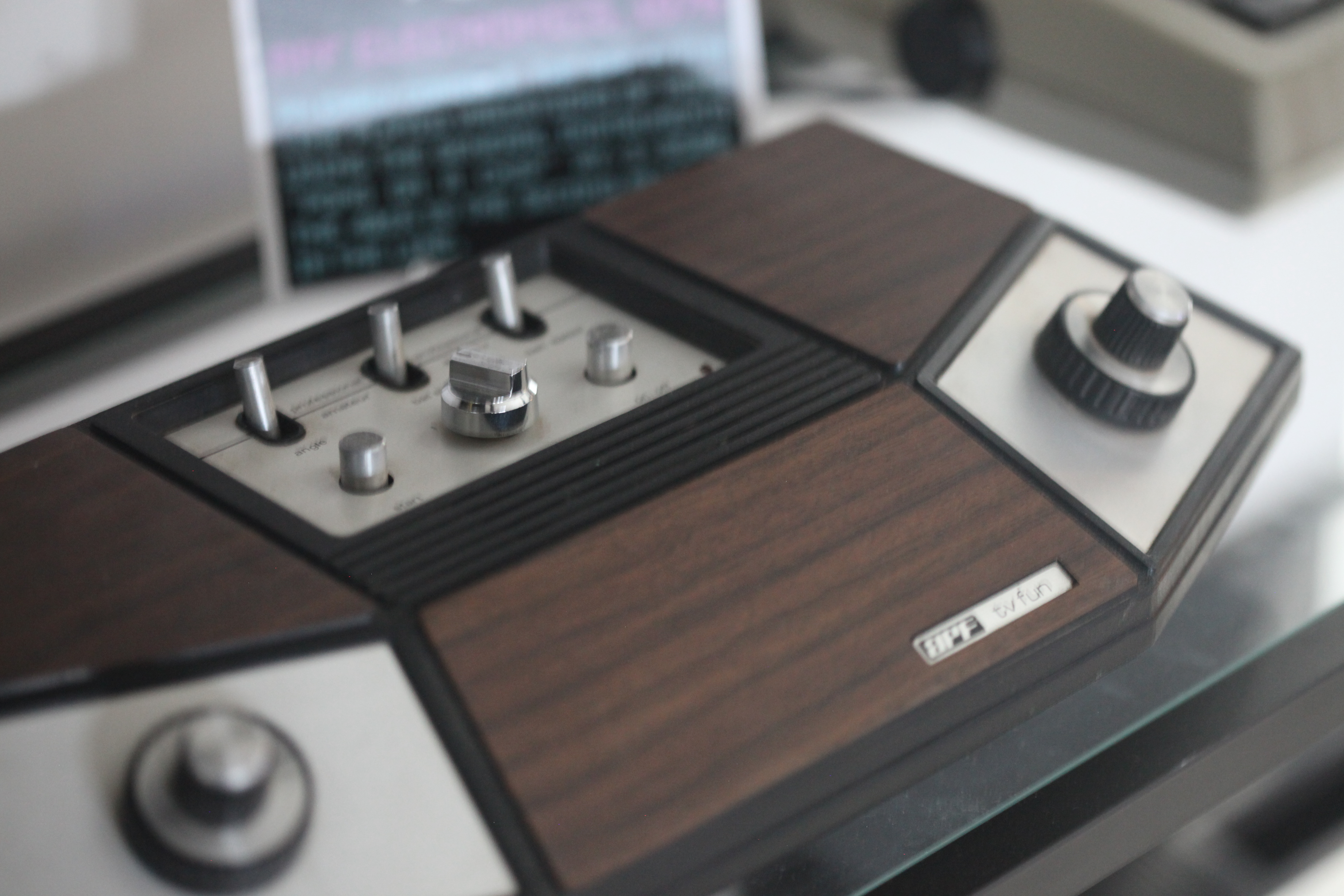
APF TV Fun de APF Electronics Inc
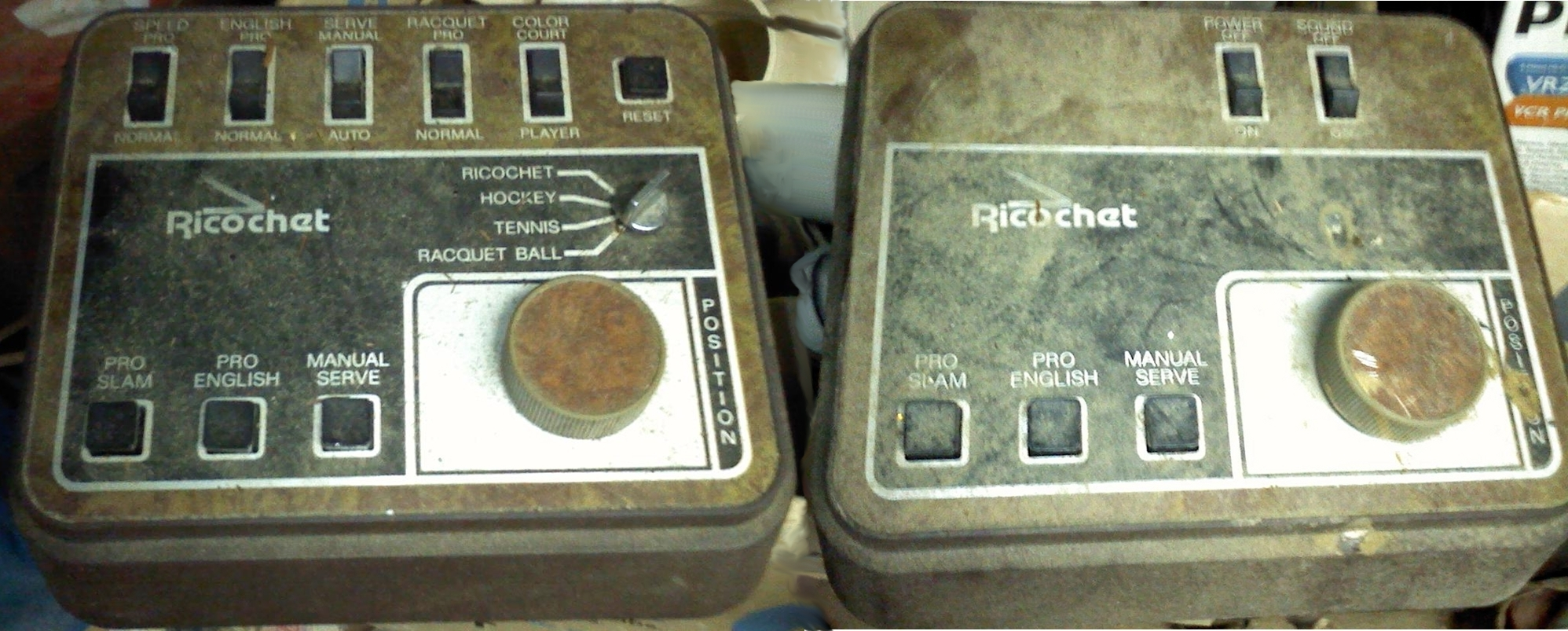
Color TV Game System de Ricochet Electronic
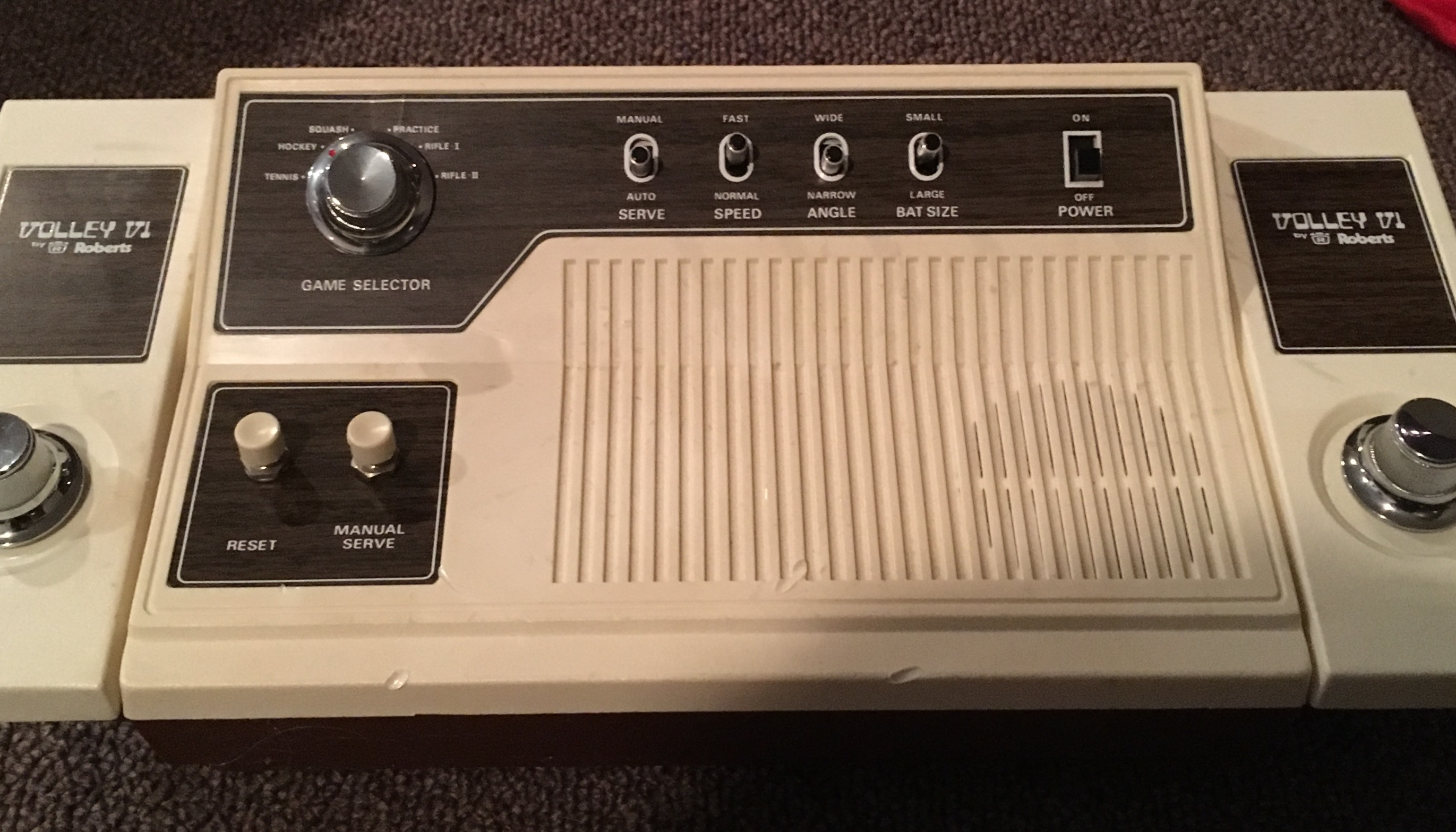
Volley VI de Roberts
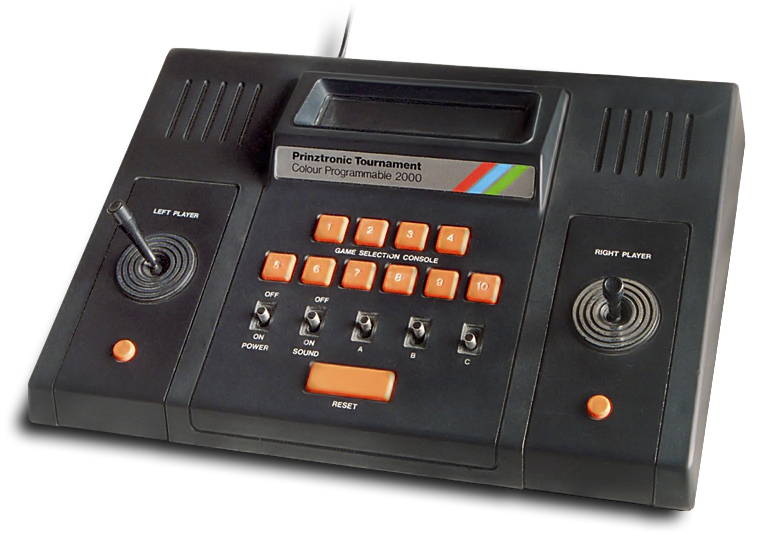
Serie de consolas PC-50x
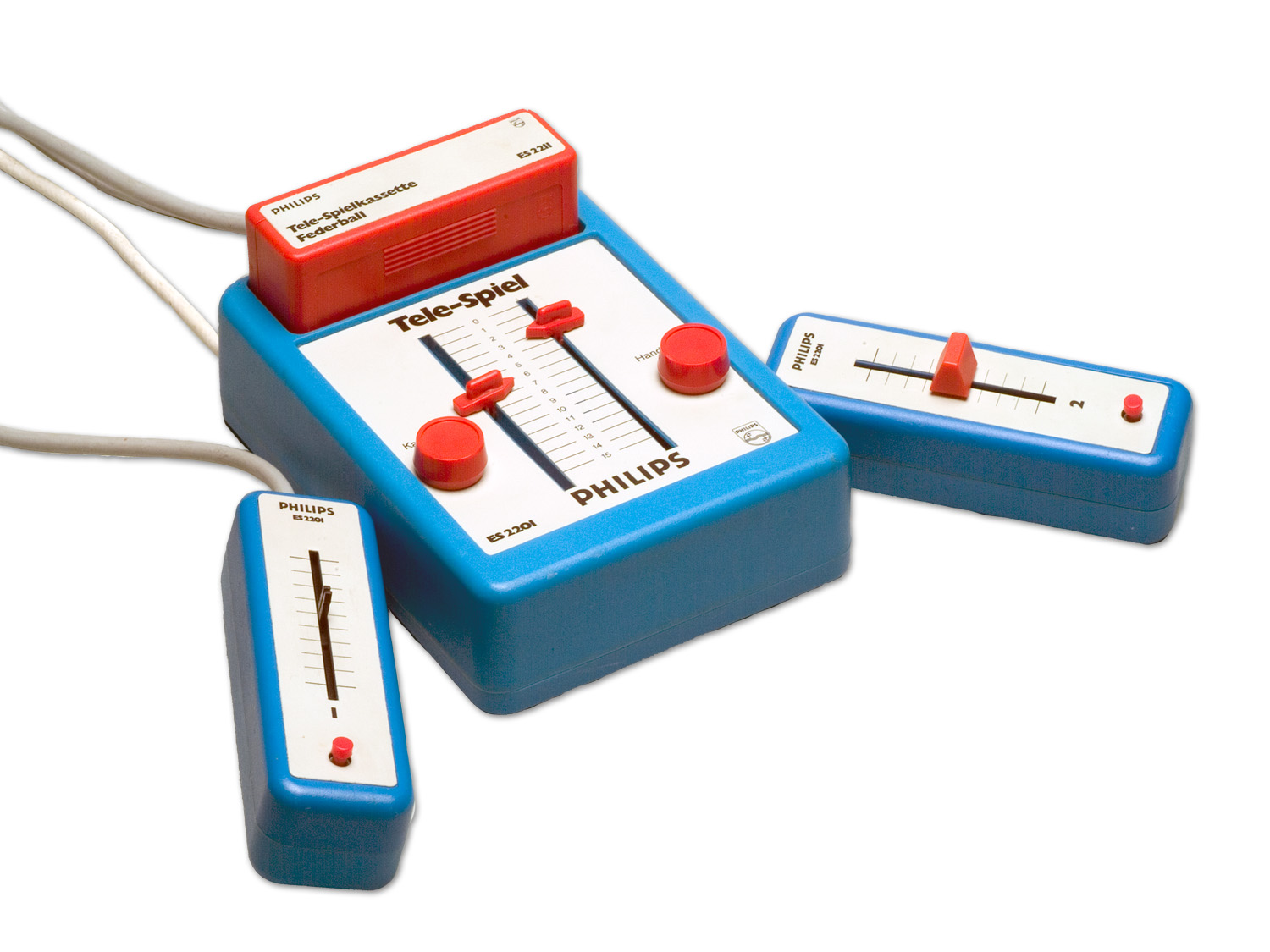
Serie Philips Tele-Spiel de Philips
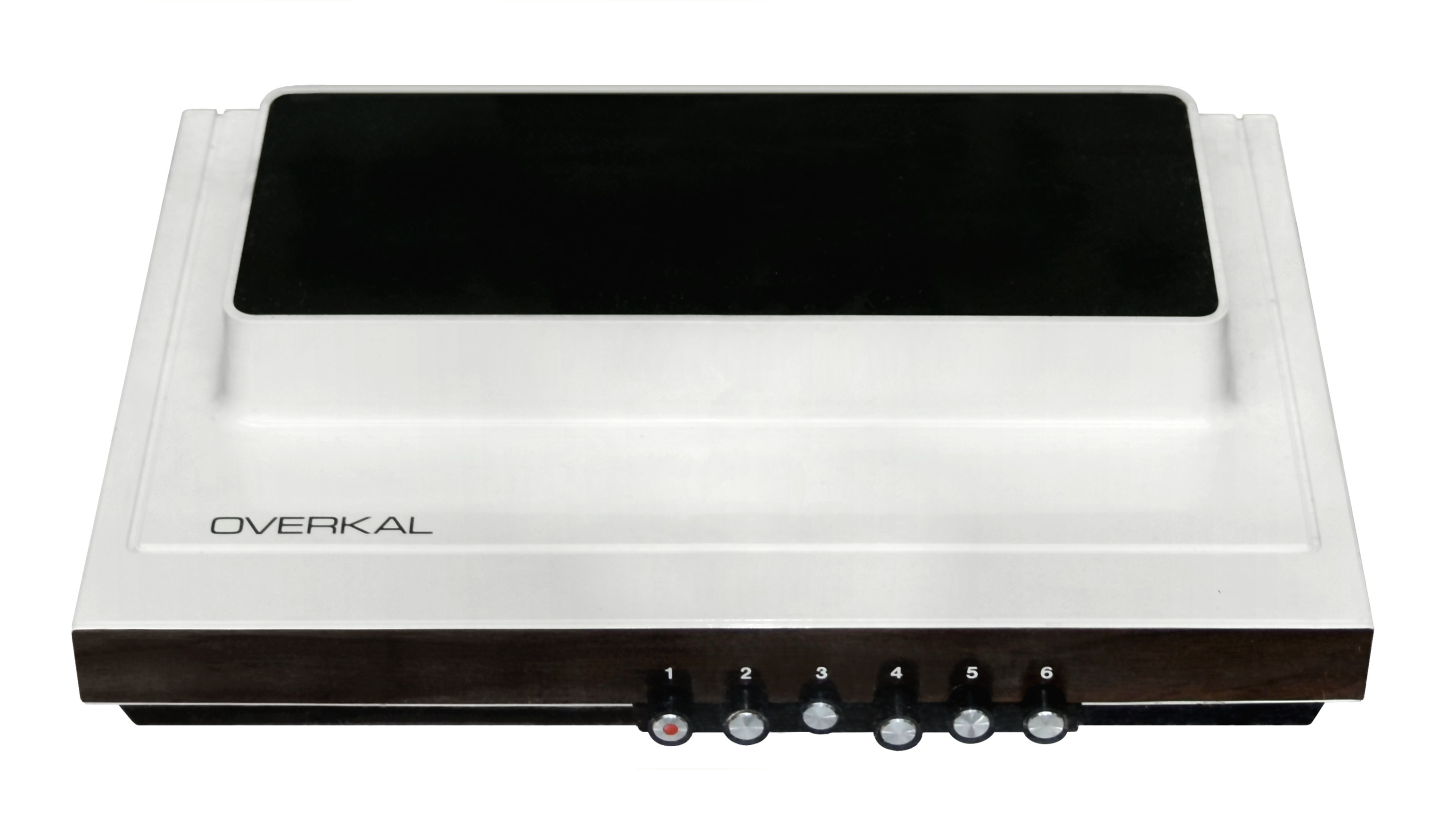
Overkal de Inter Electrónica

### Segunda generación
En esta generación resaltaron Atari 2600, Colecovision, Mattel Intellivision y la Atari 5200. El dominio absoluto fue de Atari, aunque tuvo al menos dos rivales destacables. Colecovision con el doble de colores que la 2600 e Intellivision de Mattel que por primera vez en la historia incluye una CPU de 16 bits.(1976-1983)

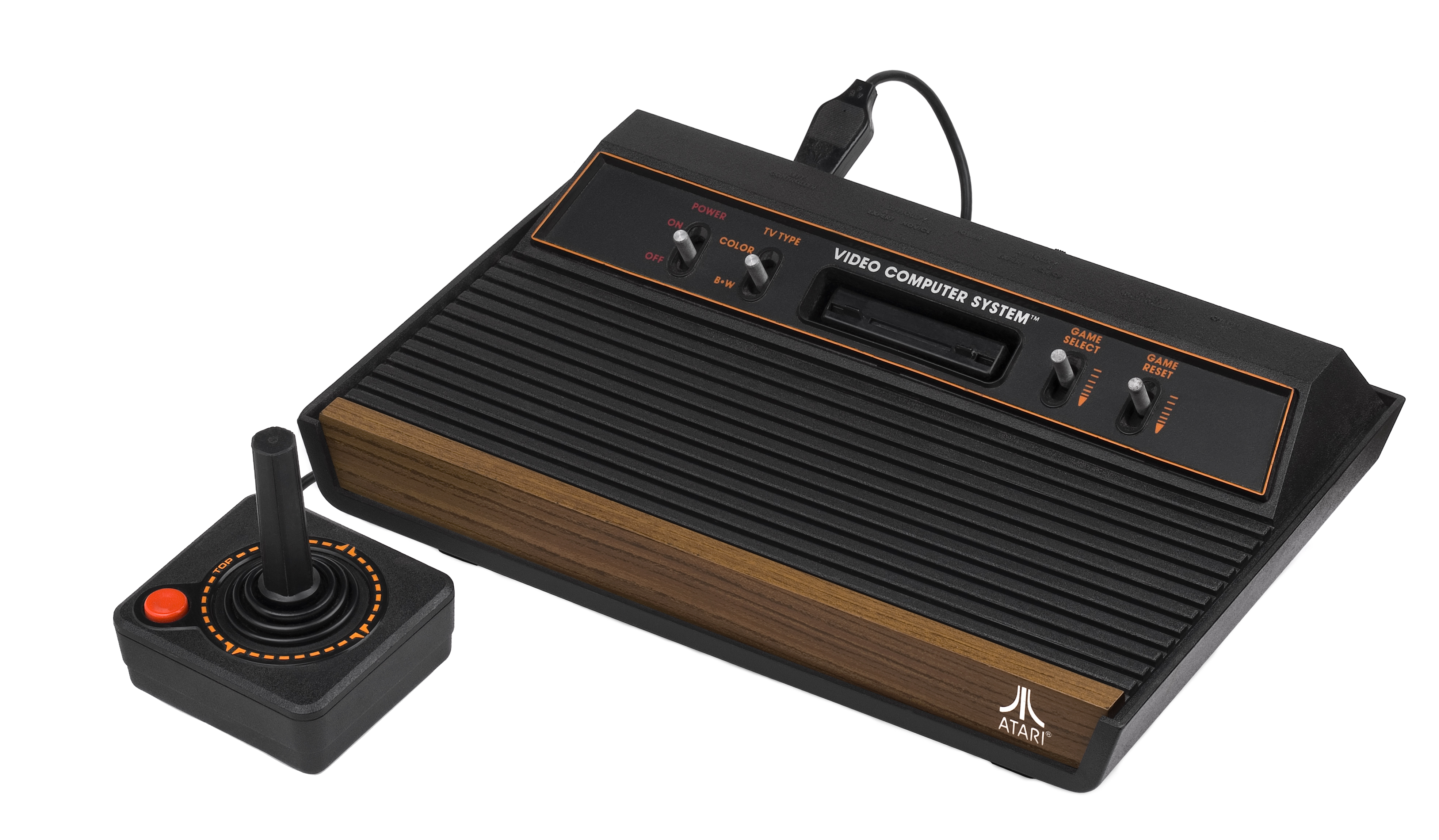
Atari 2600 de Atari
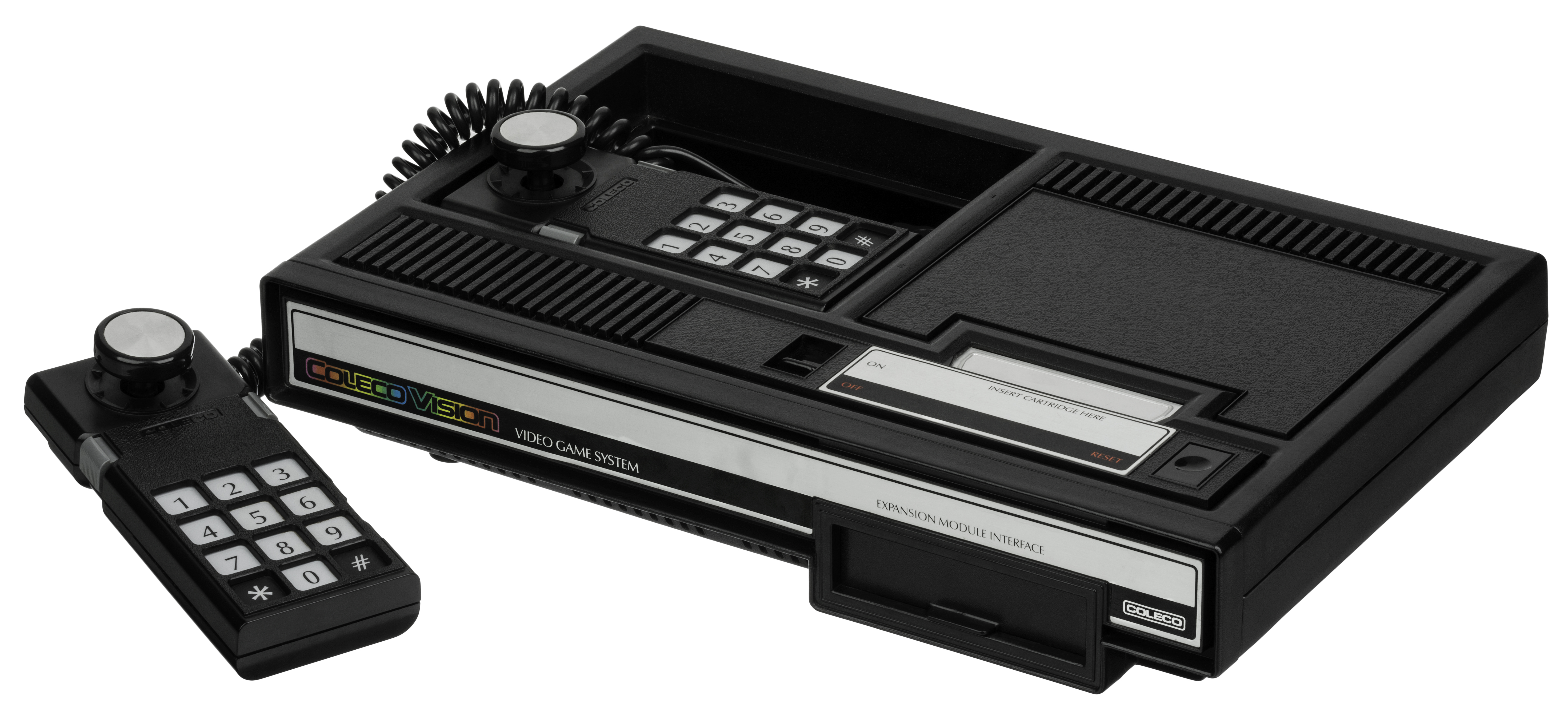
ColecoVision de Coleco
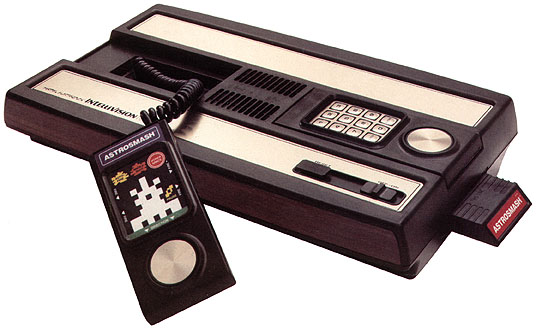
Intellivision de Mattel
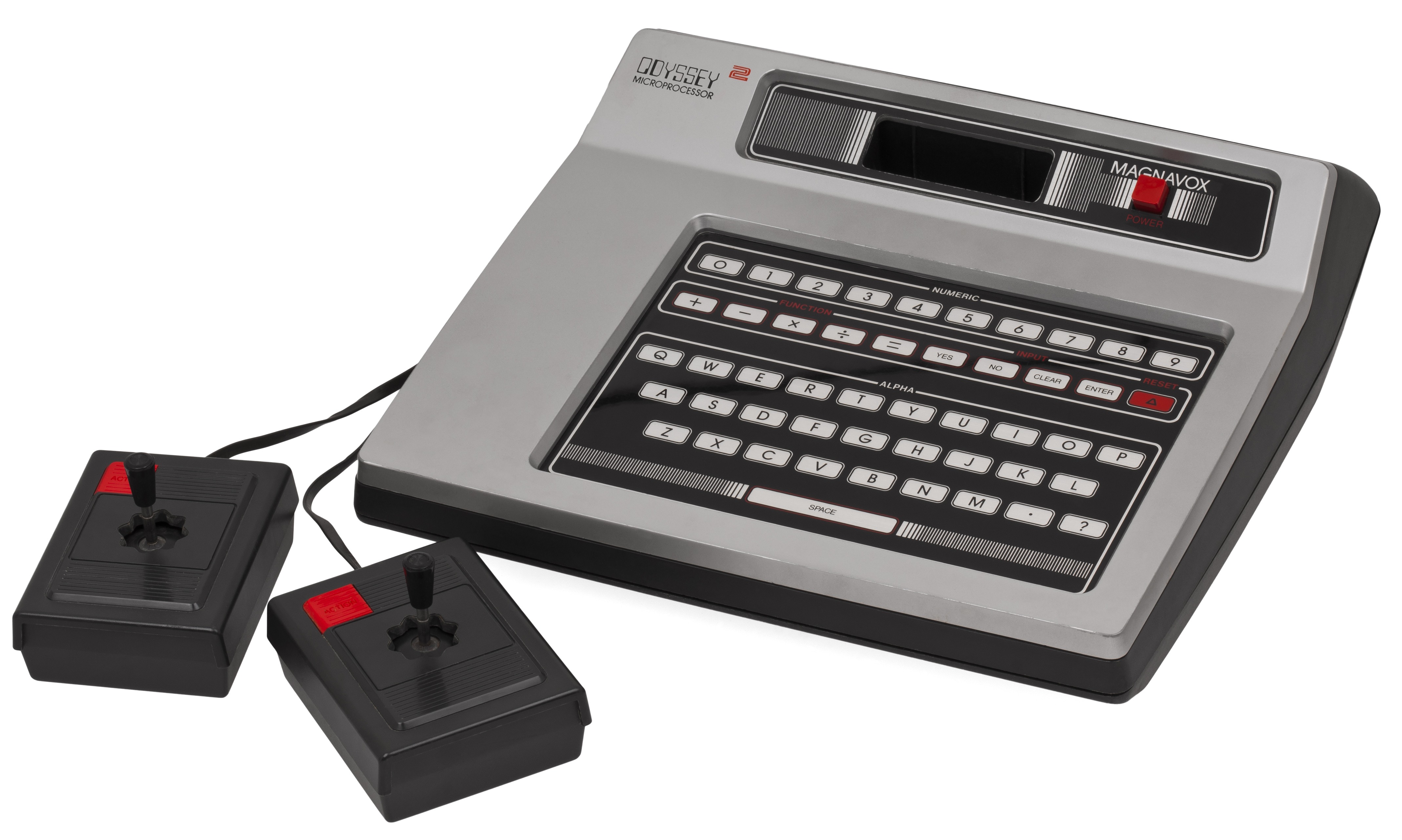
Magnavox Odyssey² de Magnavox y Philips
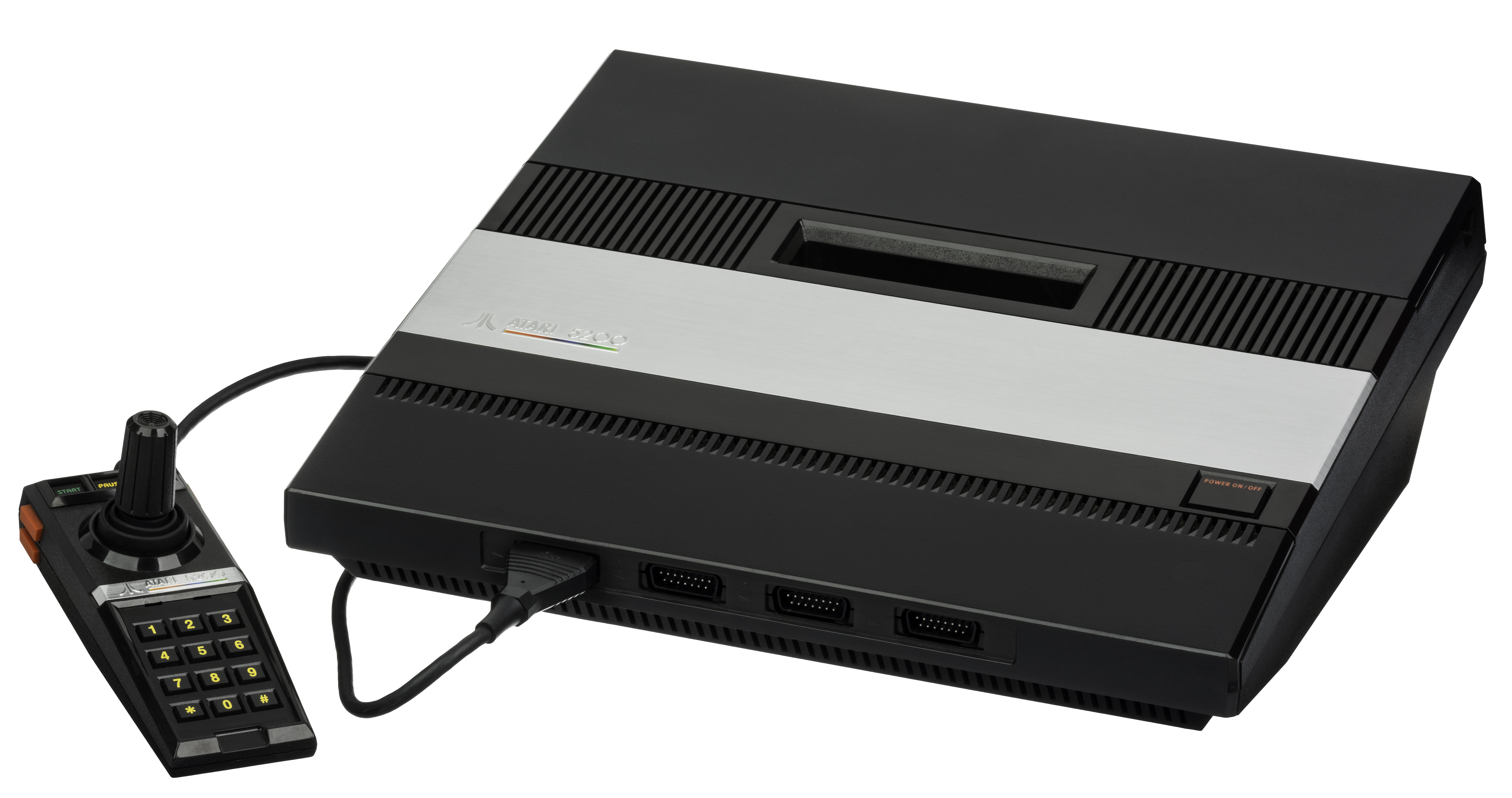
Atari 5200 de Atari
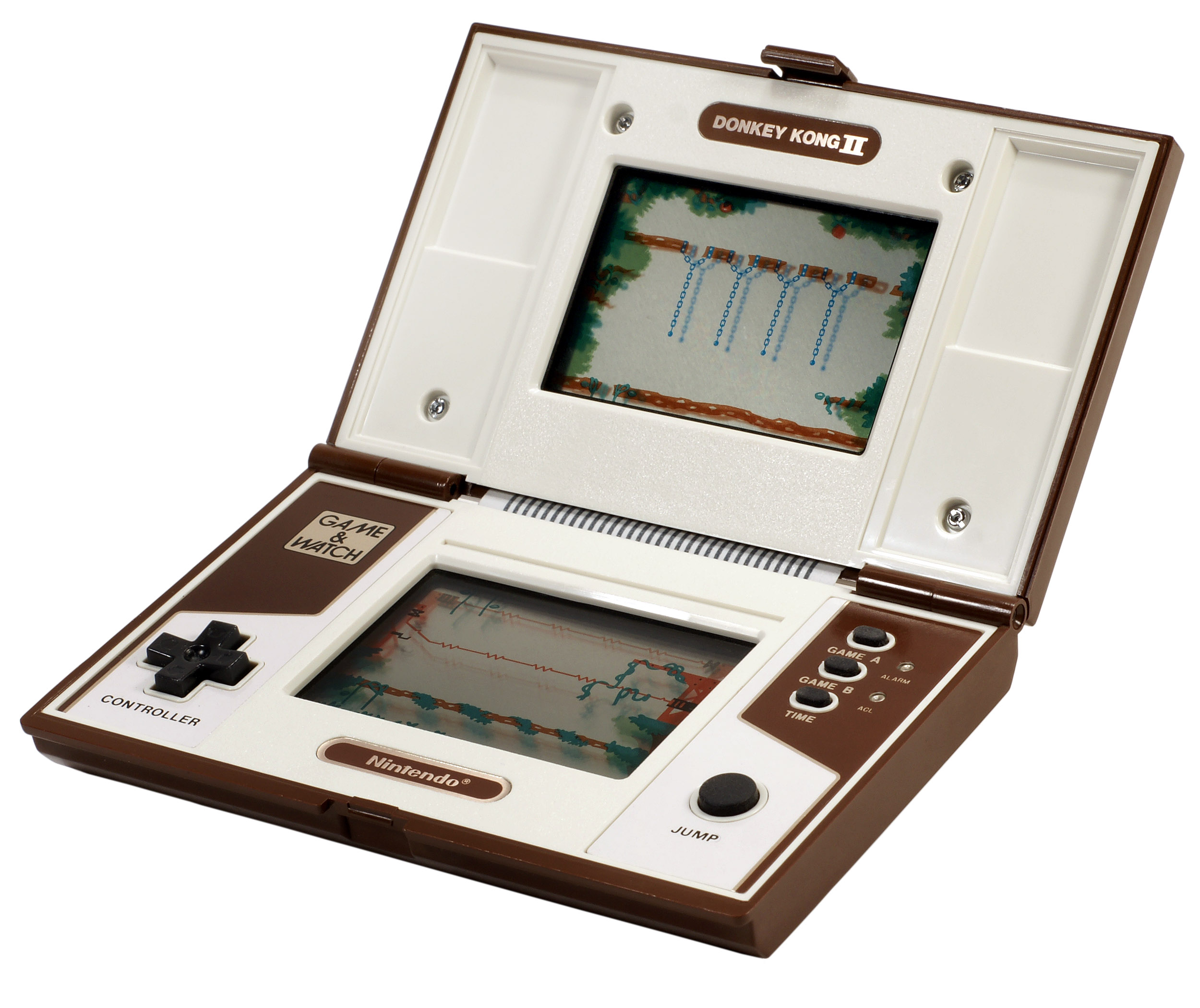
Game & Watch de Nintendo
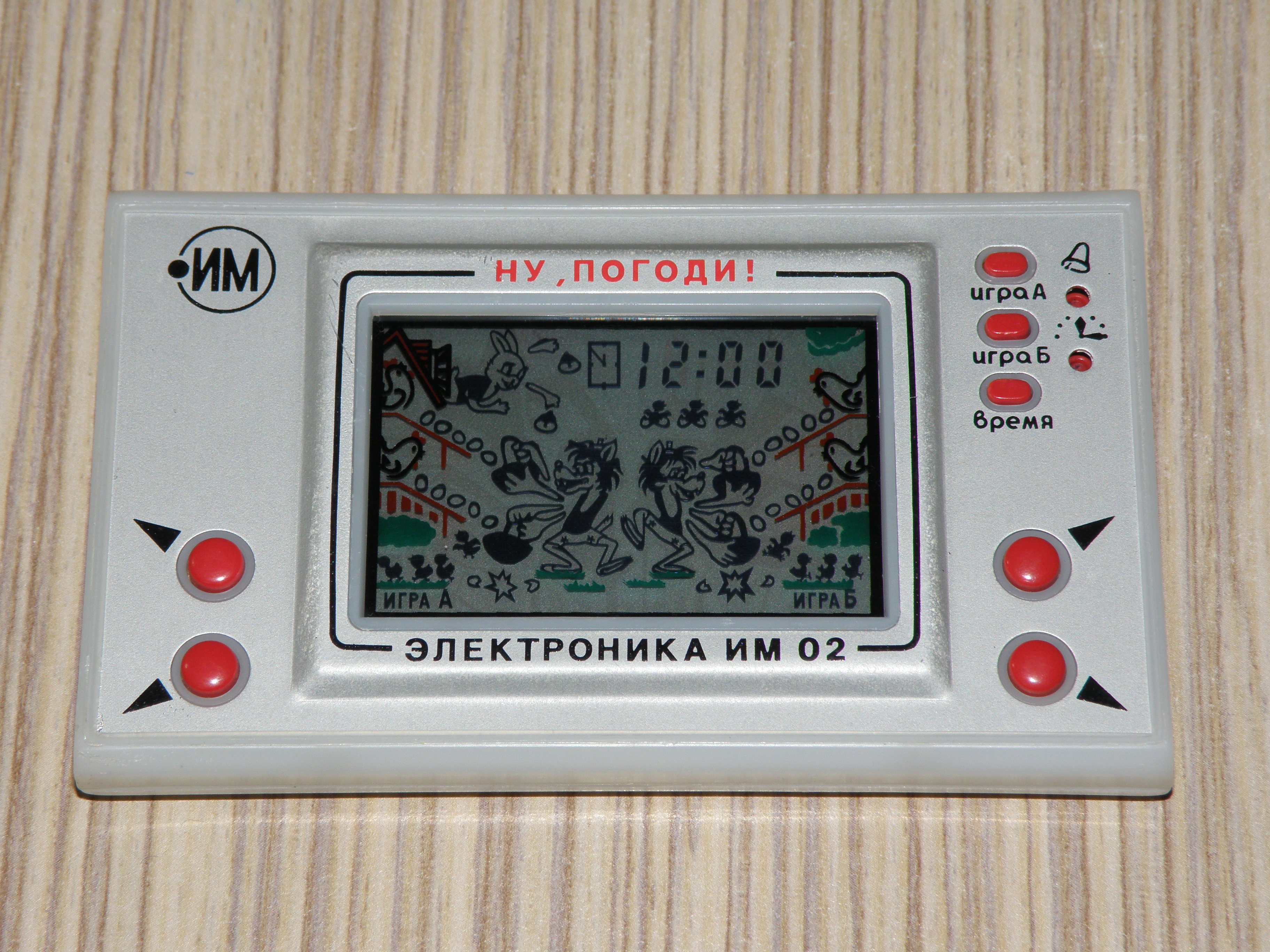
Juegos Elektronika IM de Elektronika
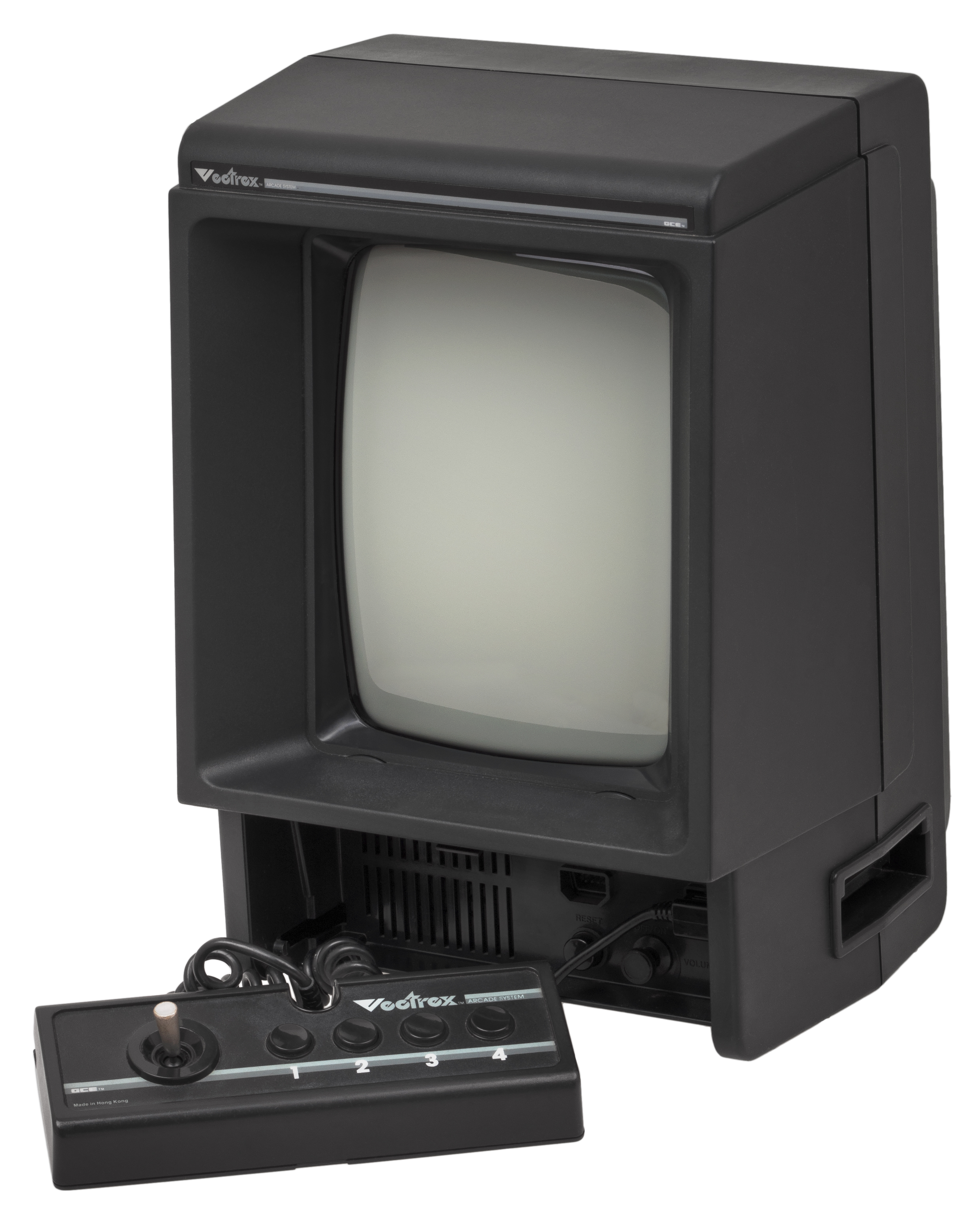
Vectrex de Milton Bradley Company
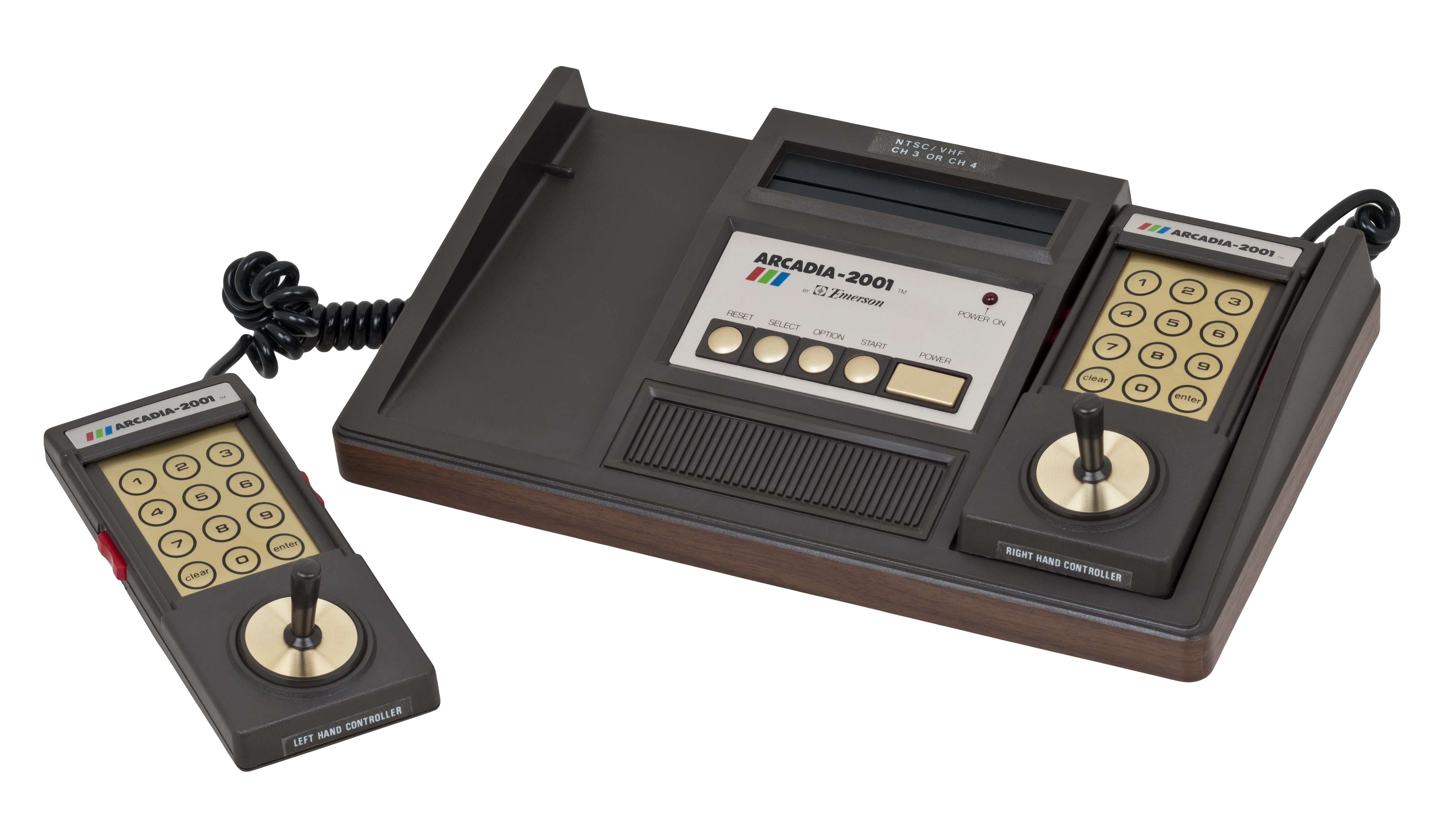
Arcadia 2001 de Arcadia Corporation
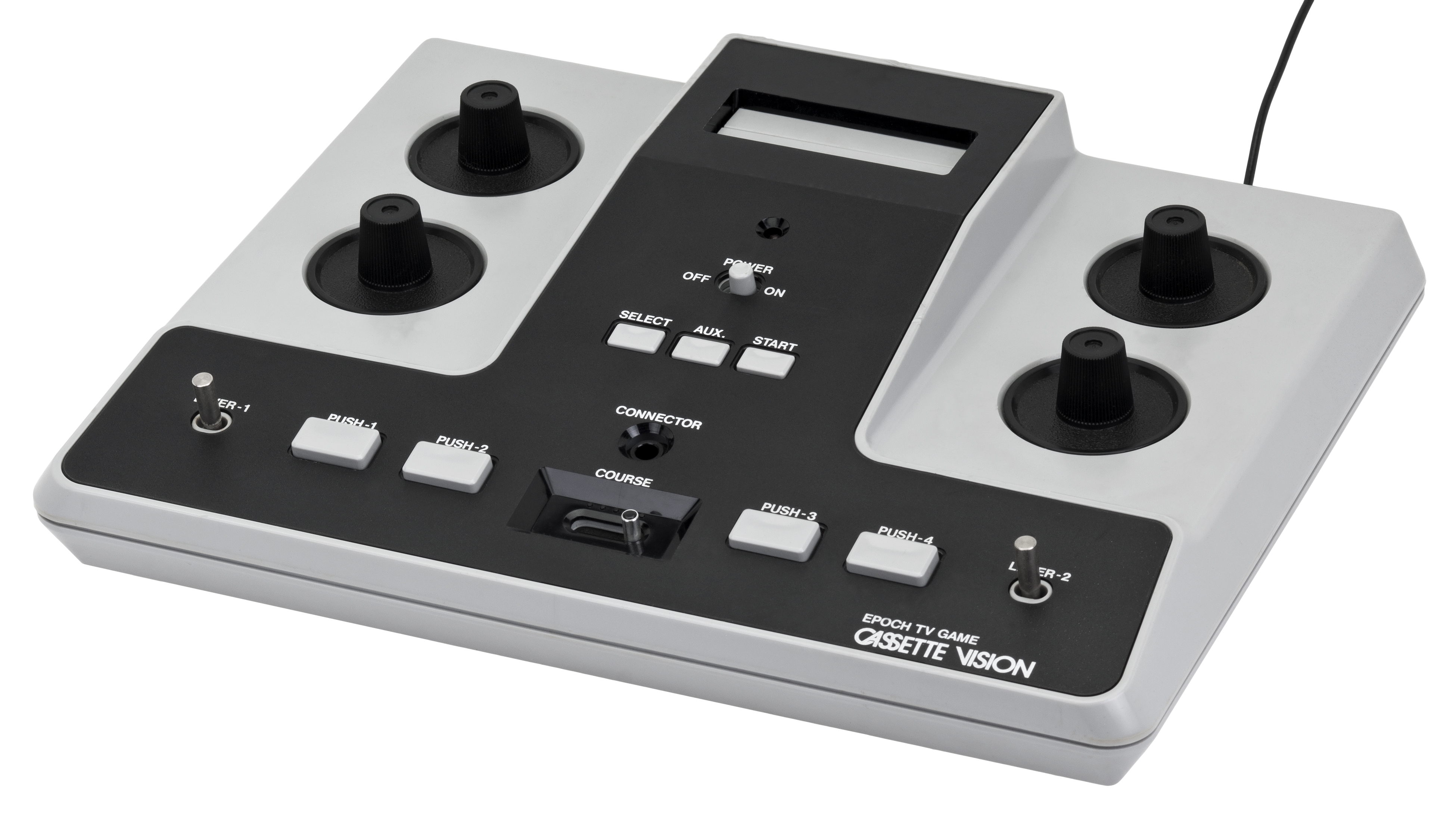
Epoch Cassette Vision de Epoch
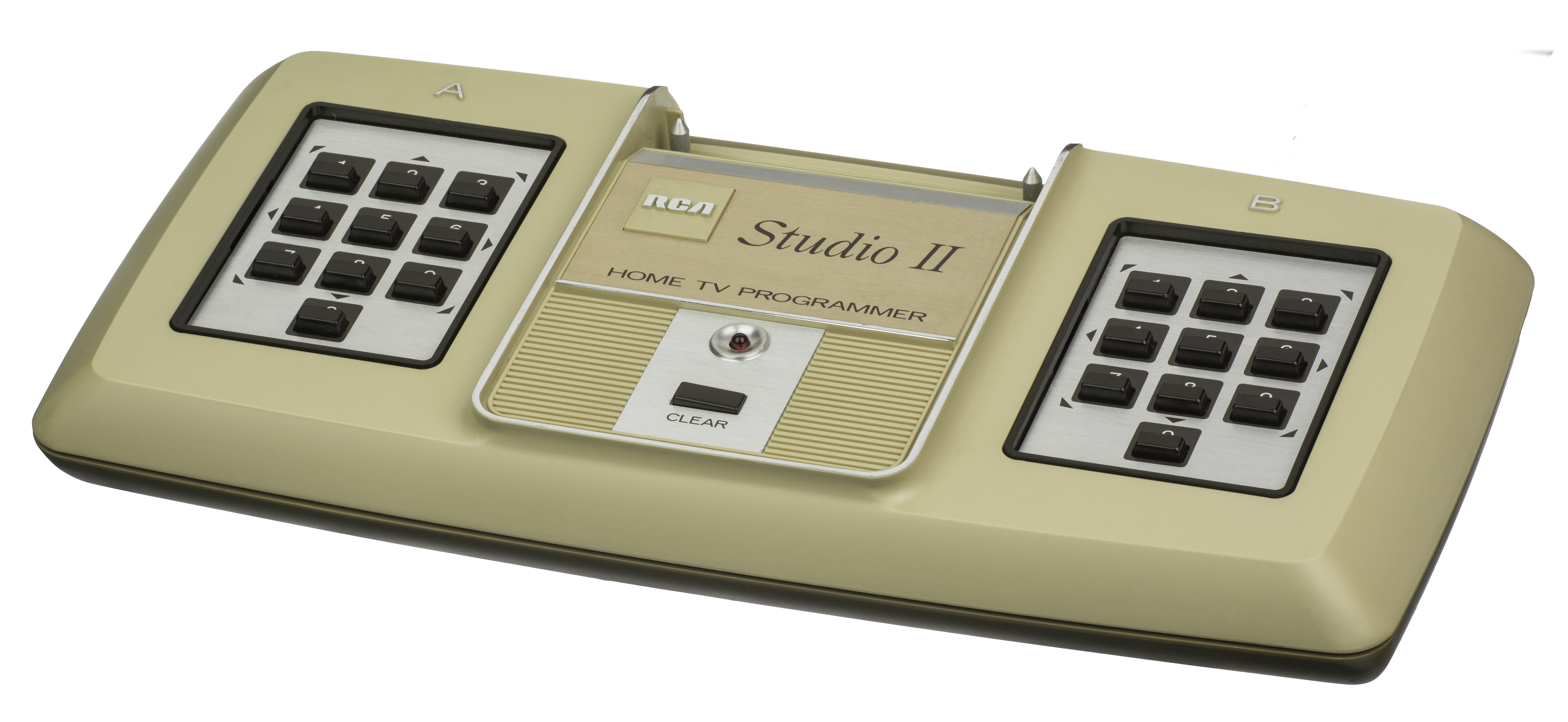
RCA Studio II de RCA
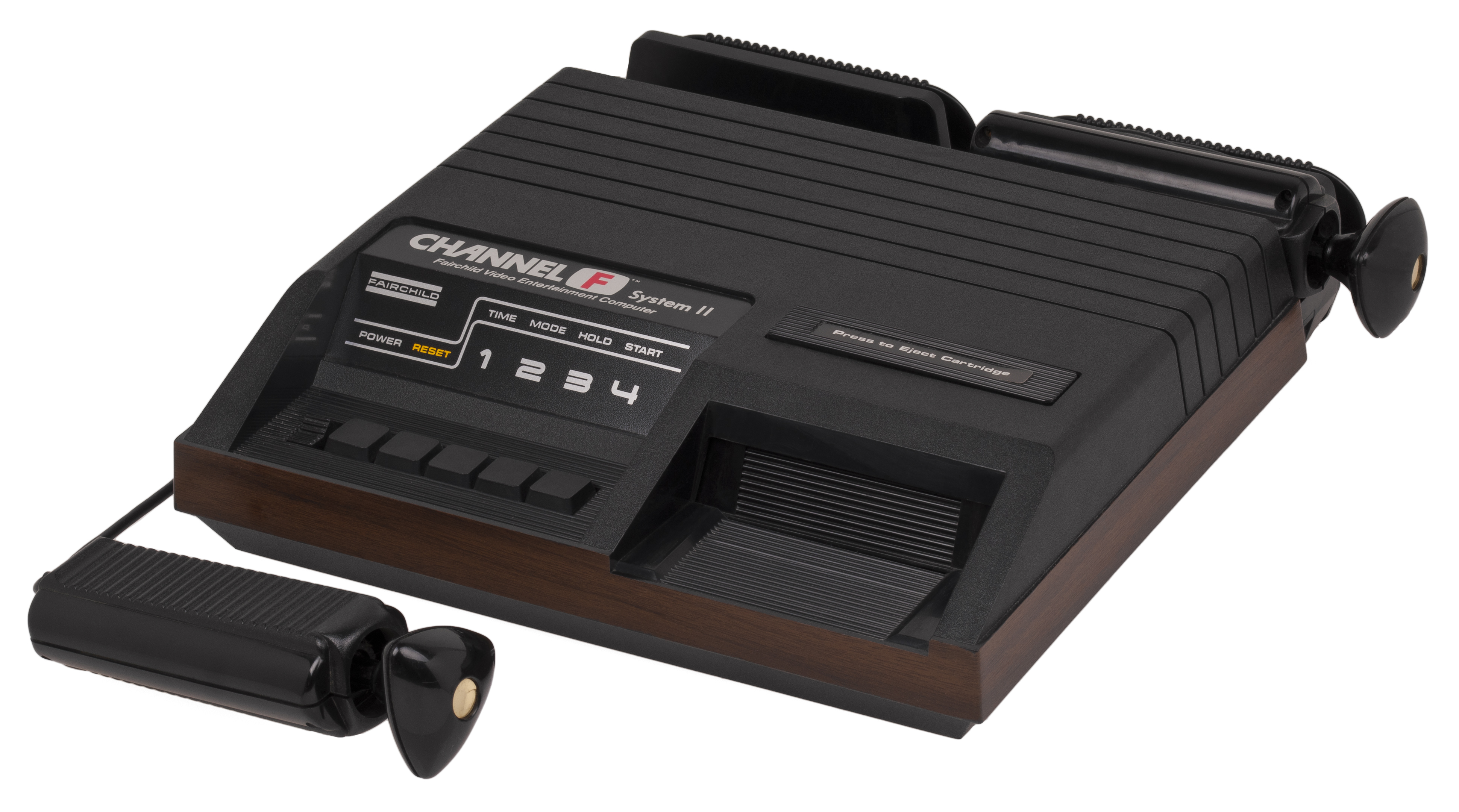
Fairchild Channel F de Fairchild Semiconductor
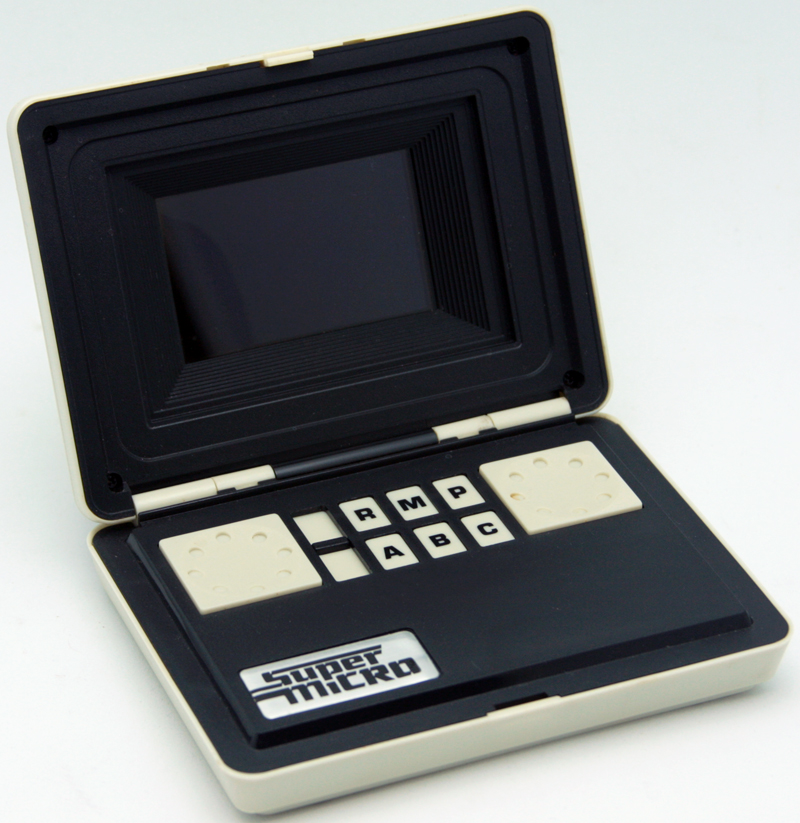
Palmtex Portable Videogame System de Palmtex
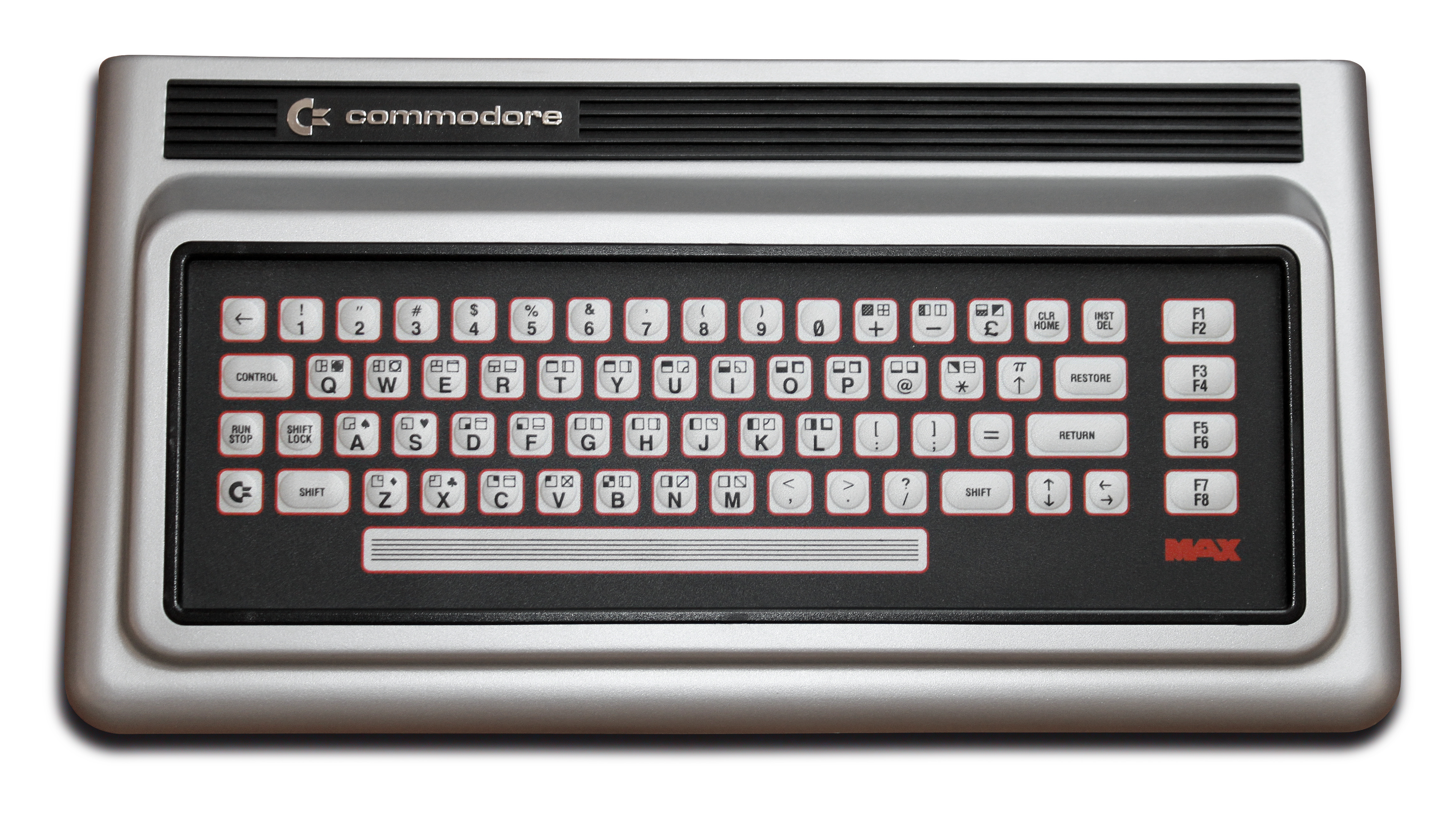
Commodore MAX Machine de Commodore
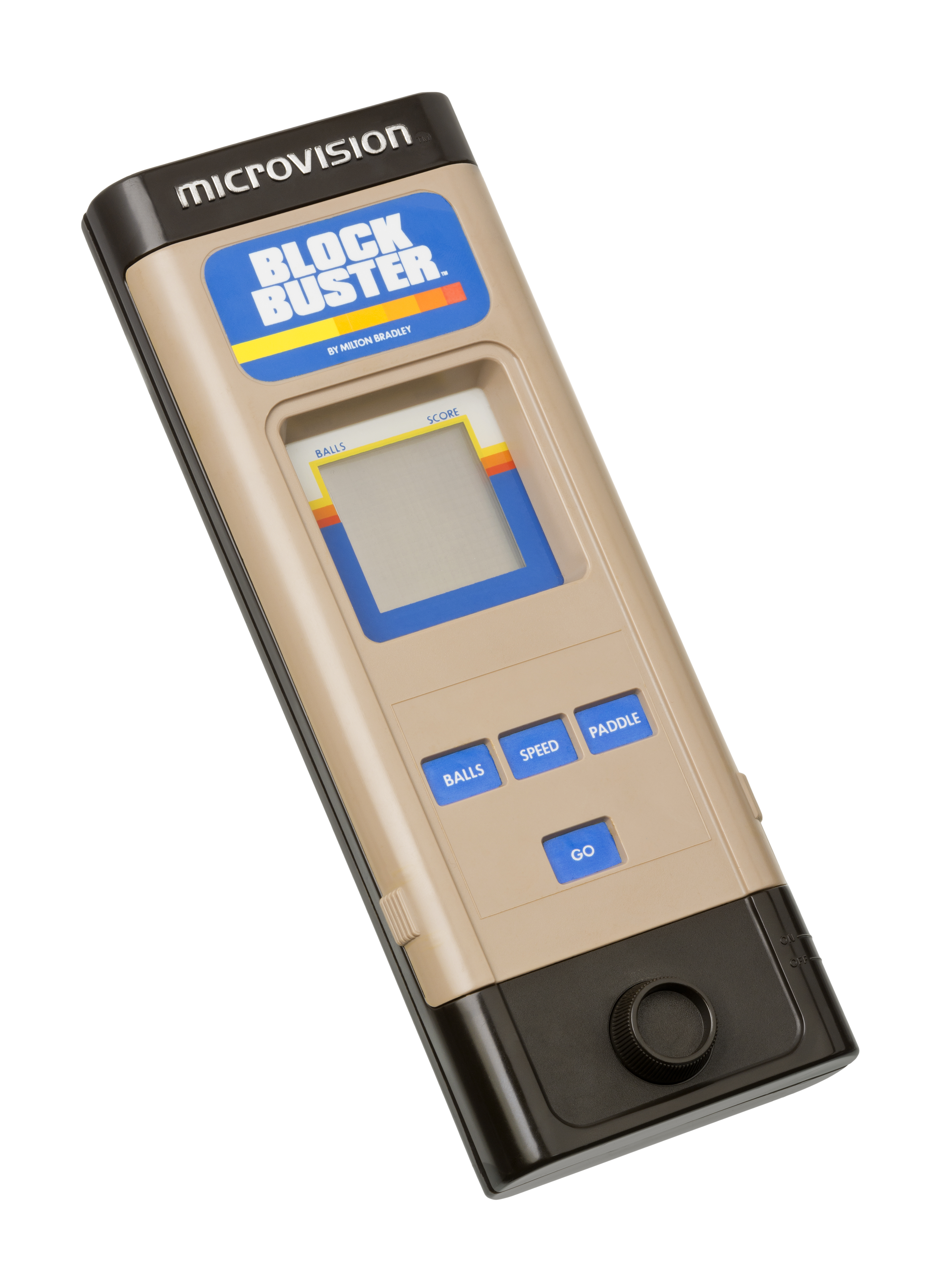
Milton Bradley Microvision de Milton Bradley Company
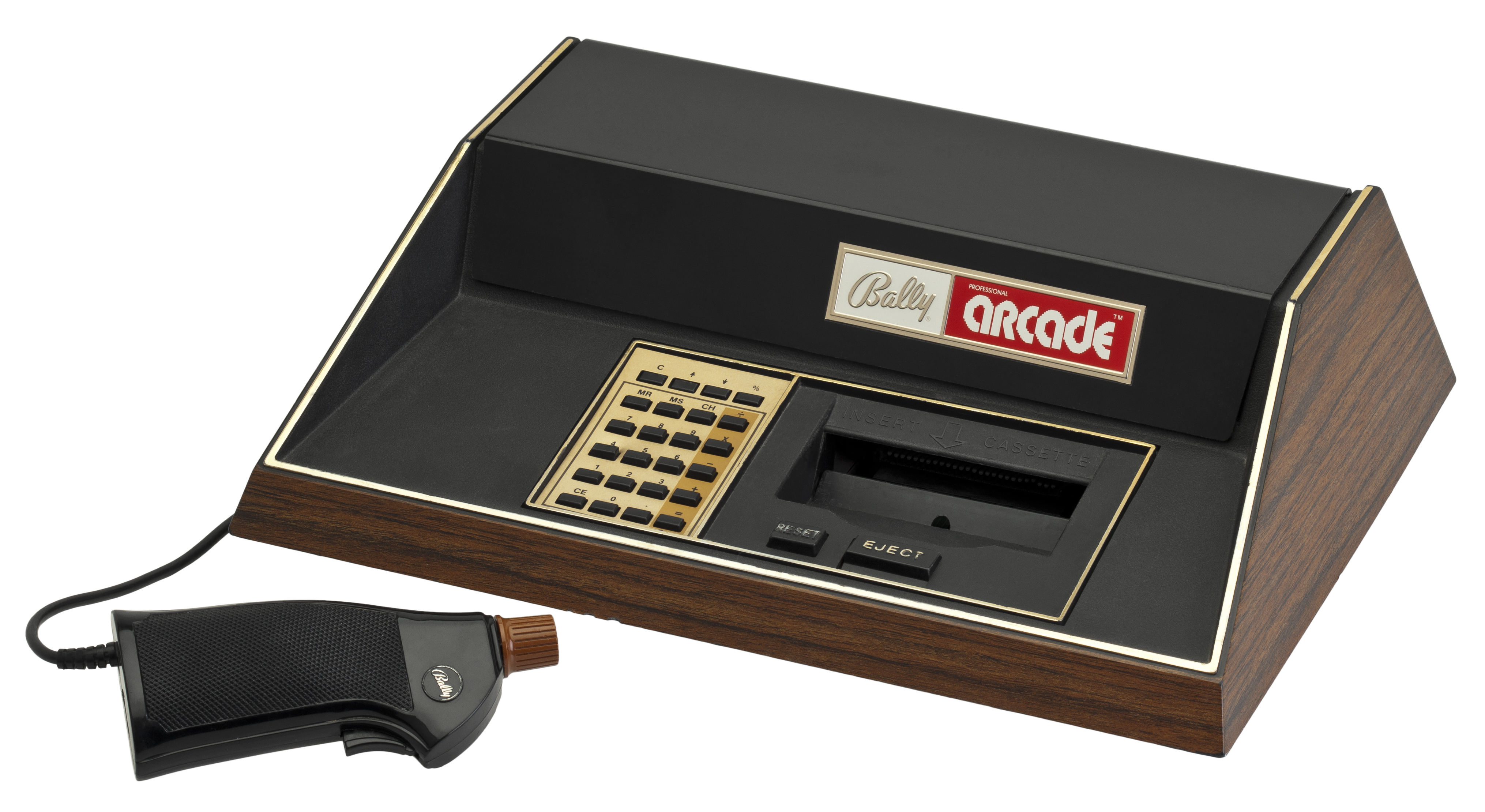
Bally Astrocade de Bally Manufacturing

### Tercera generación
Tras la crisis de los videojuegos, el mundo de las consolas prácticamente es un monopolio japonés. En esta generación las consolas como la NES (Nintendo Entertainment System), Famicom (así se llamaba la NES en Japón) o Hyundai Comboy (llamada así en Corea del Sur) y la Sega Master System tenían 8 Bits. La NES domina prácticamente sola hasta la llegada de Mega Drive en 1988.

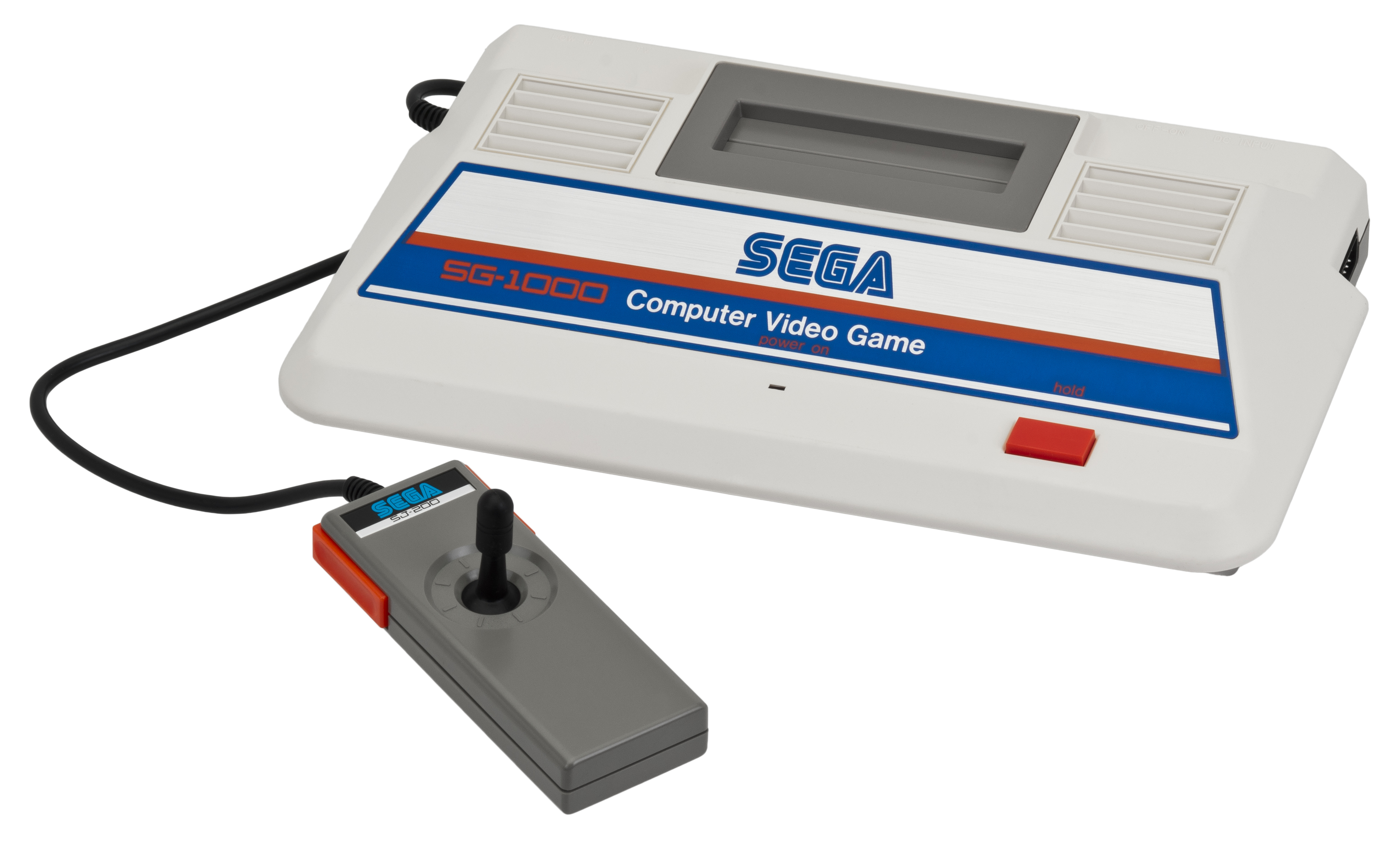
SG-1000 de Sega
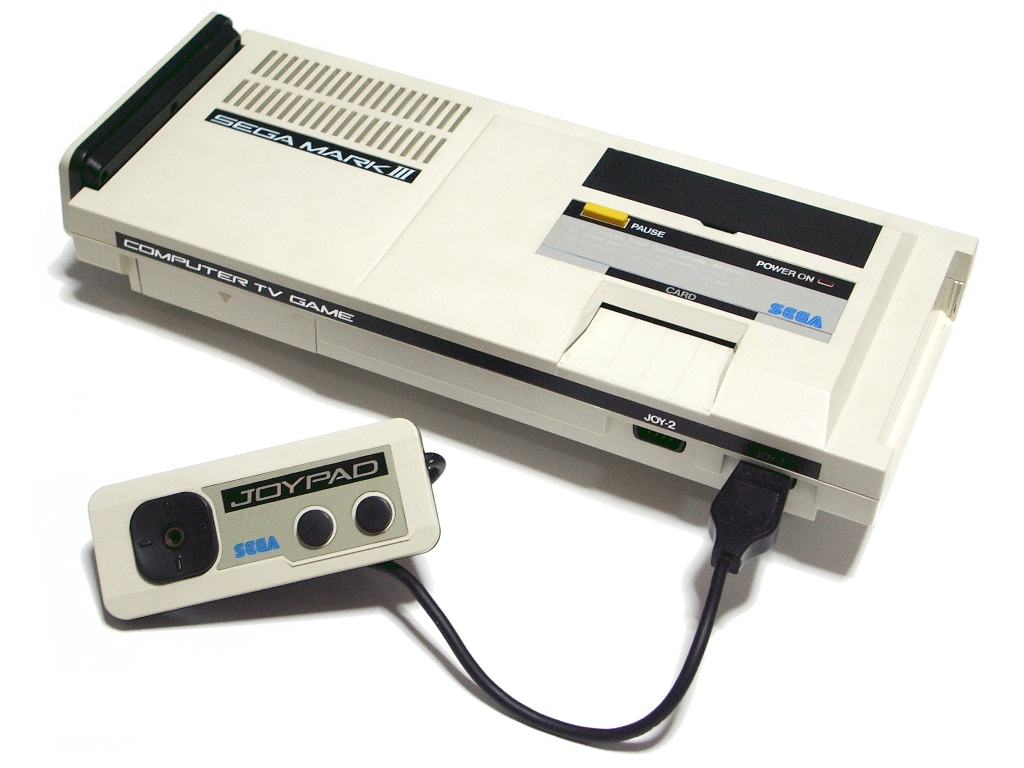
SG-1000 Mark III Sega Mark III de Sega Versión Japonesa de la Master System
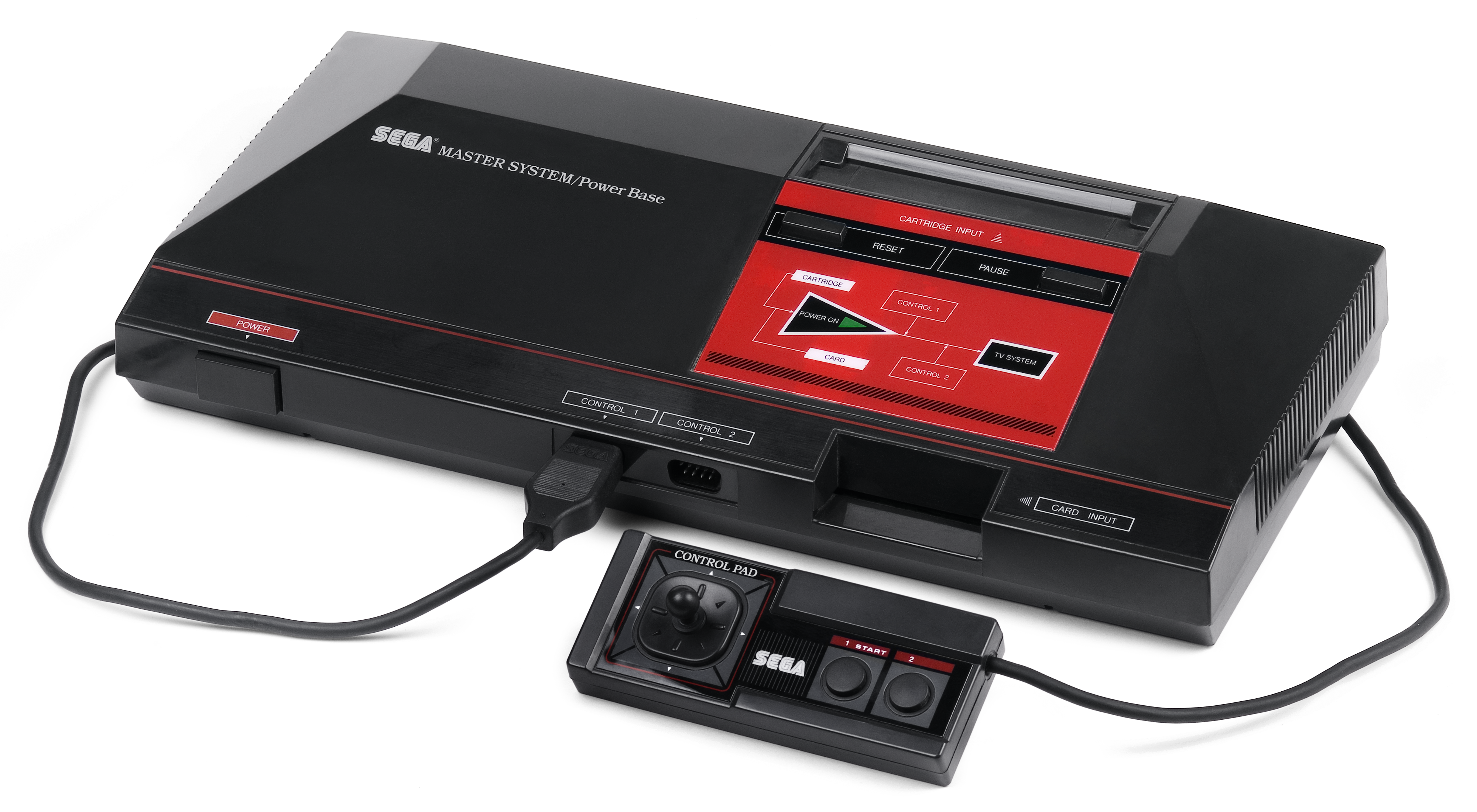
Master System de Sega
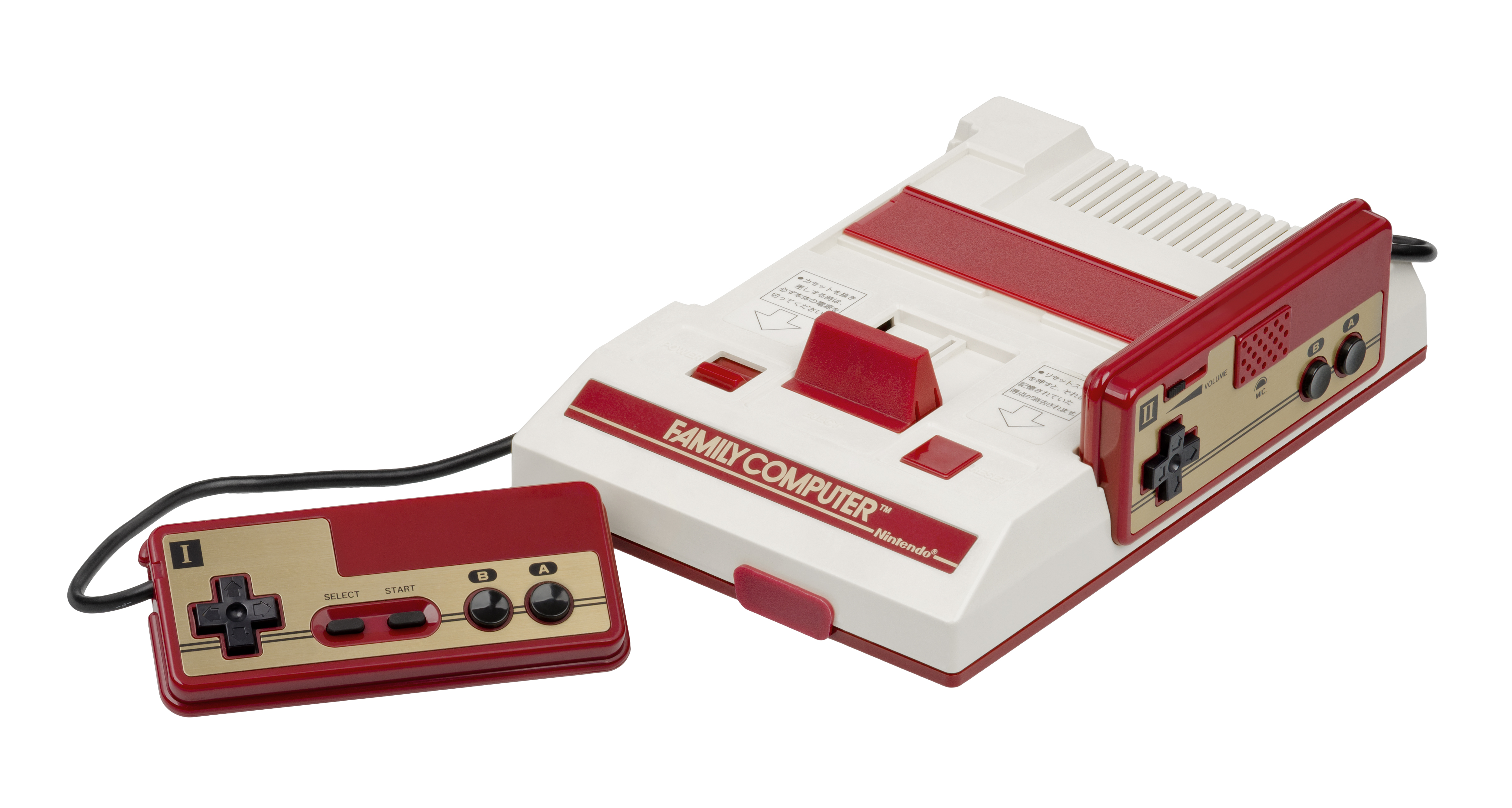
Famicom de Nintendo Versión Japonesa de la NES
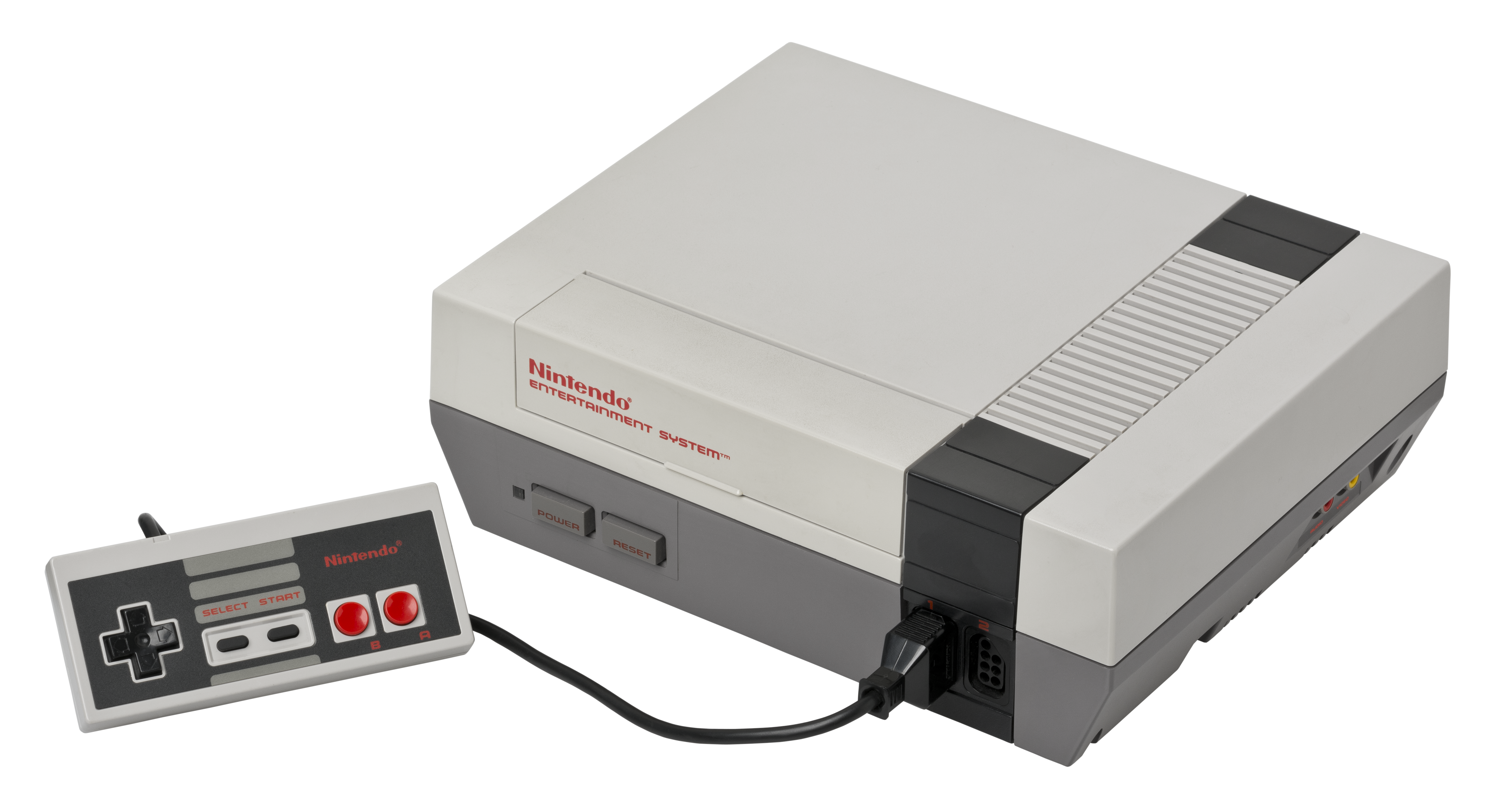
Nintendo Entertainment System de Nintendo
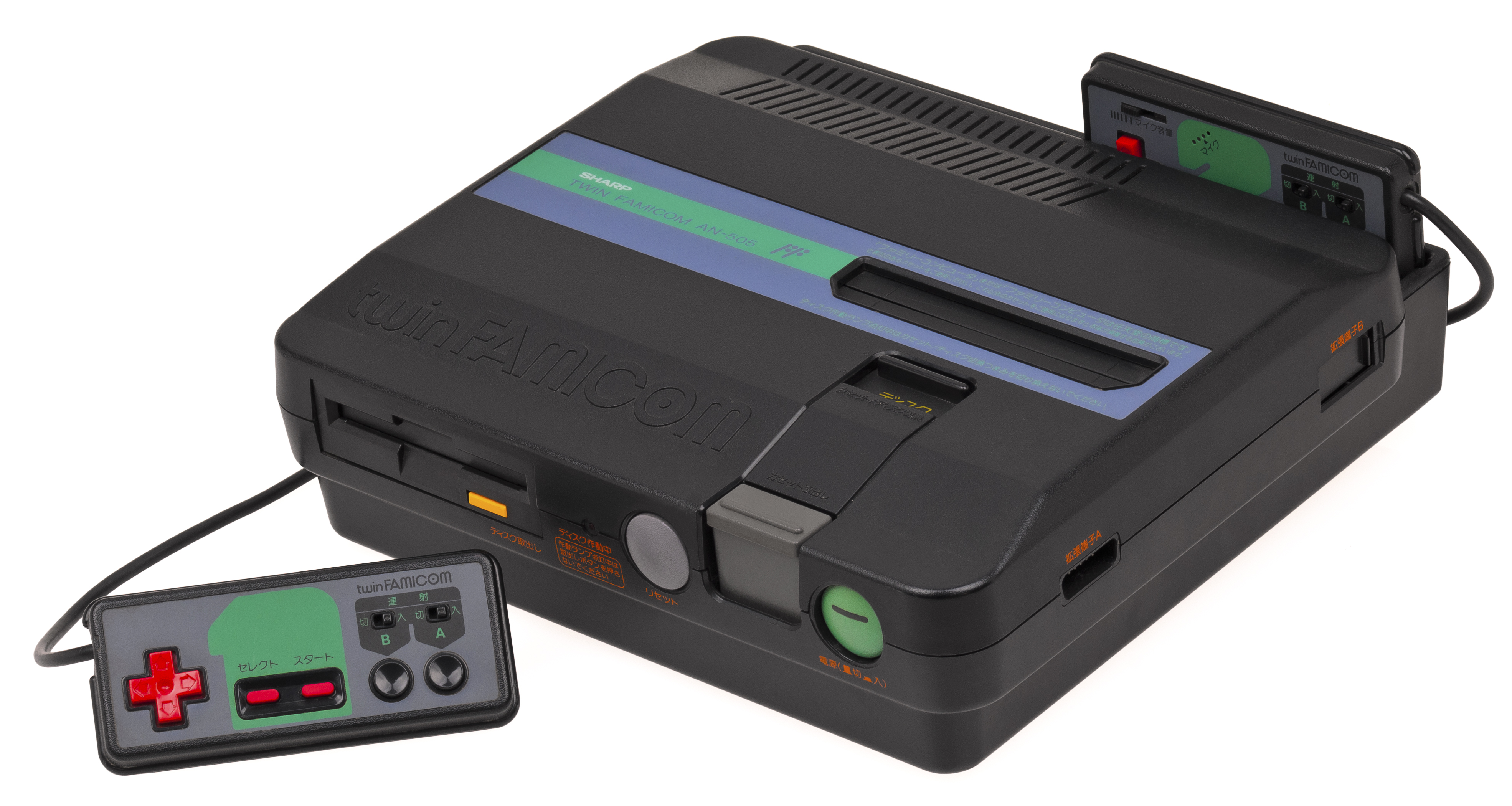
Twin Famicom de Sharp Corporation Licenciado por Nintendo
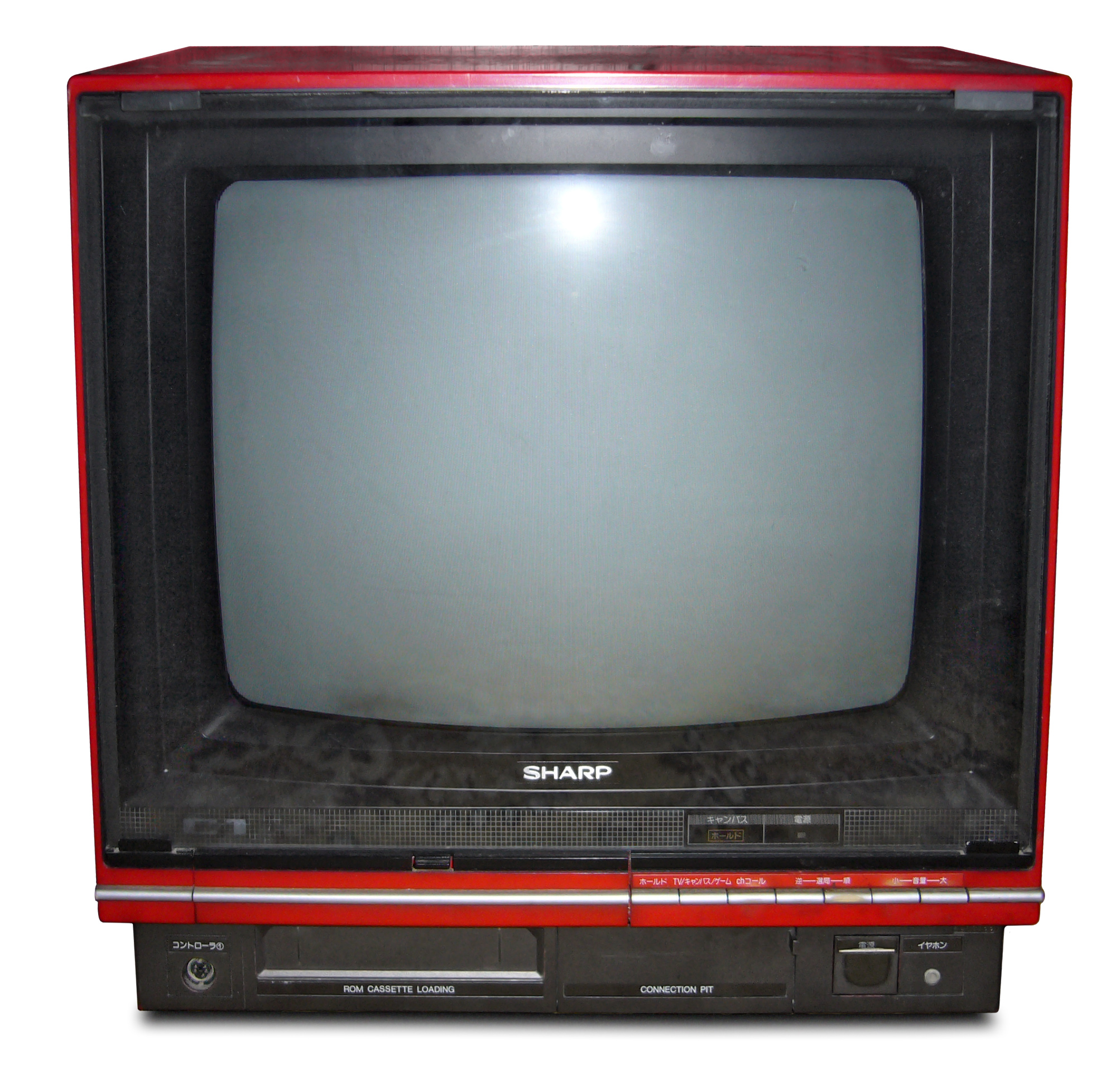
Sharp Nintendo Television de Nintendo y Sharp
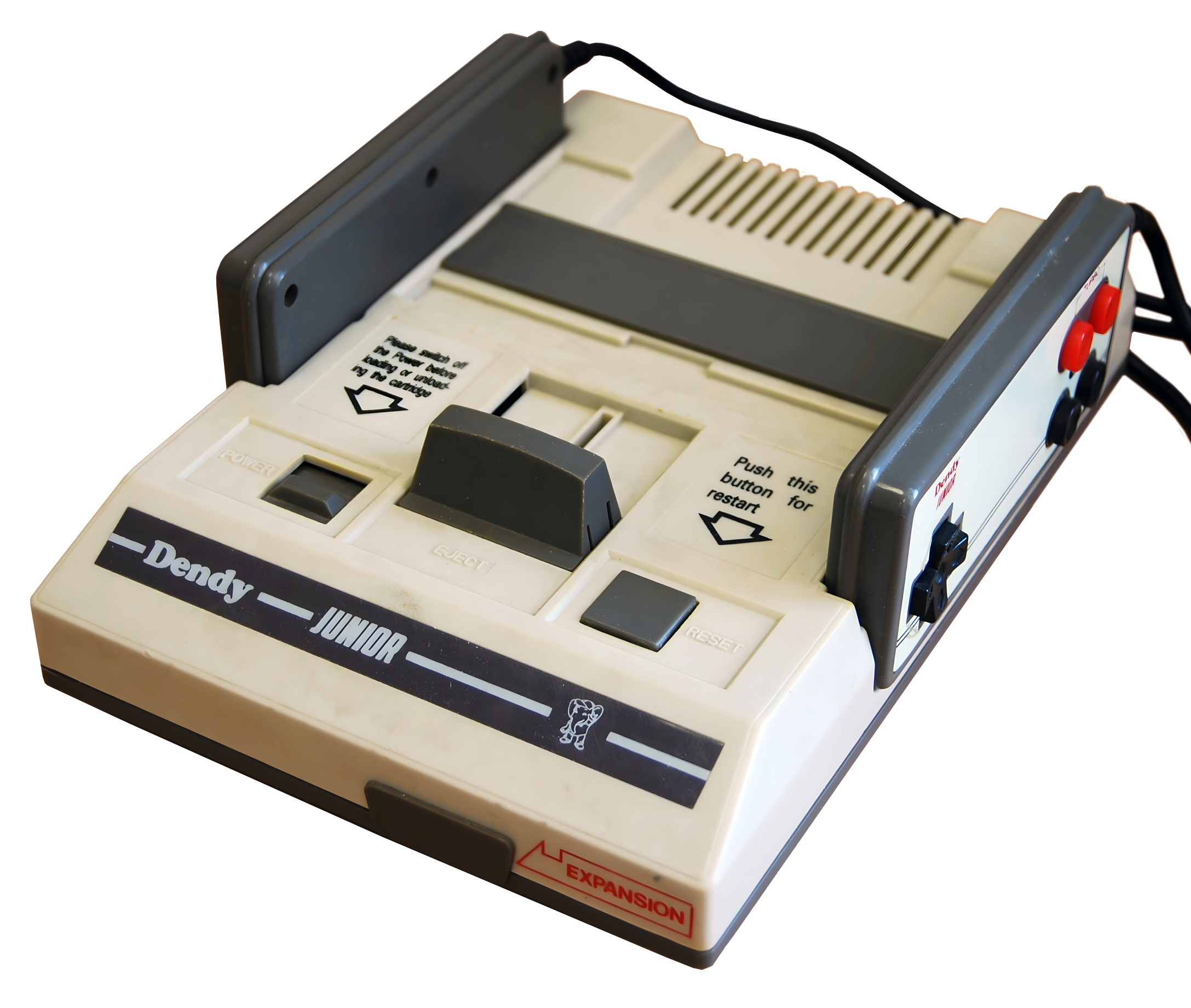
Dendy de Steepler Clon Taiwanesa de la NES
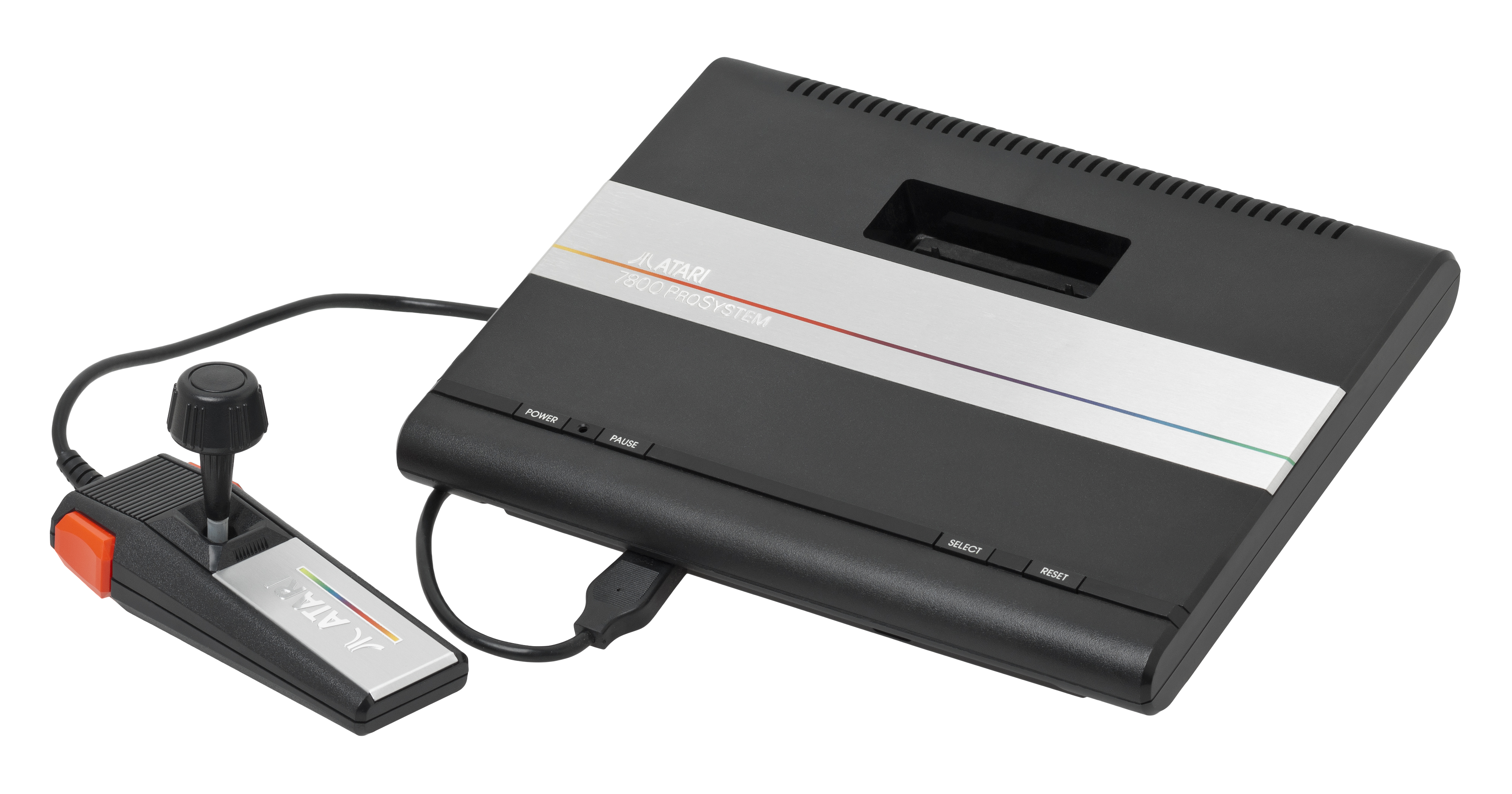
Atari 7800 de Atari
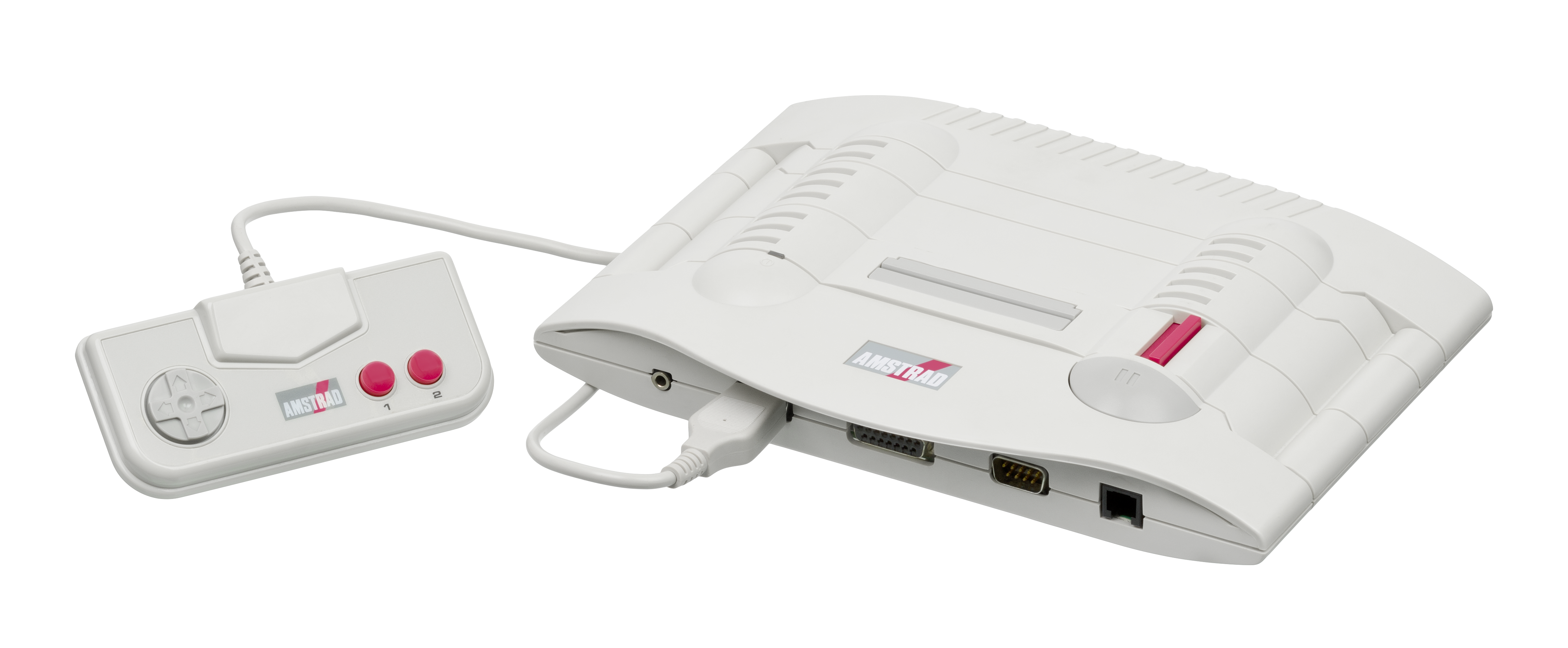
Amstrad GX4000 de Amstrad
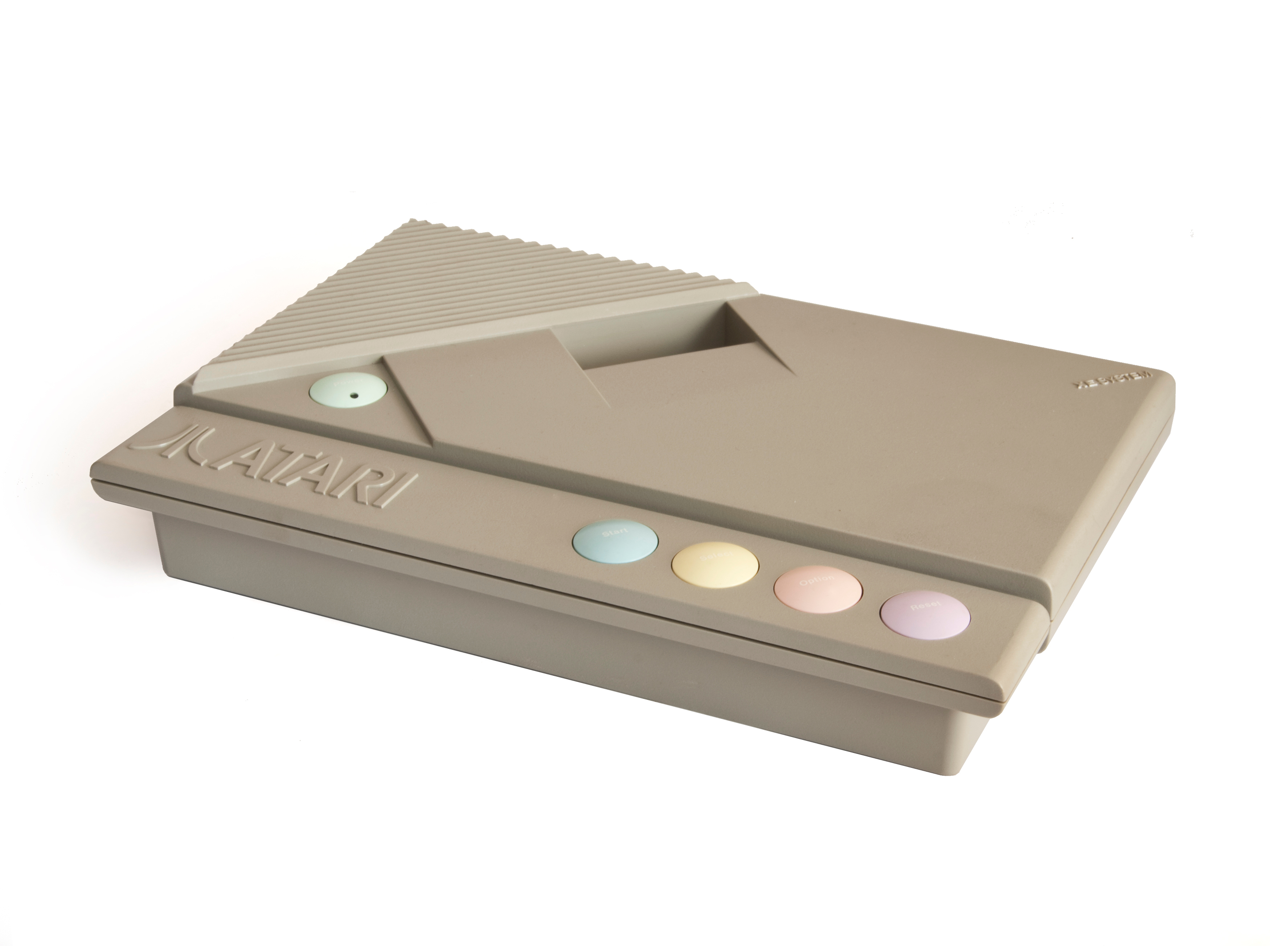
Atari XE Game System de familia Atari de 8 bits
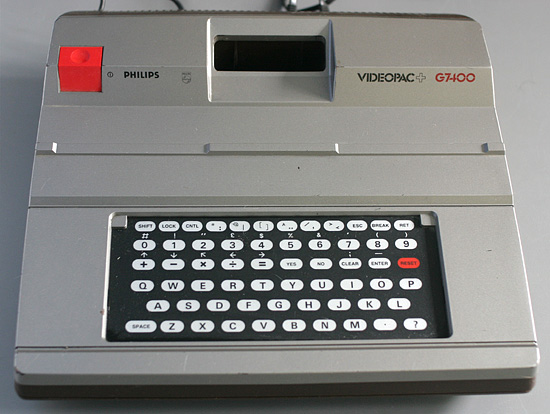
Videopac + G7400 de Philips
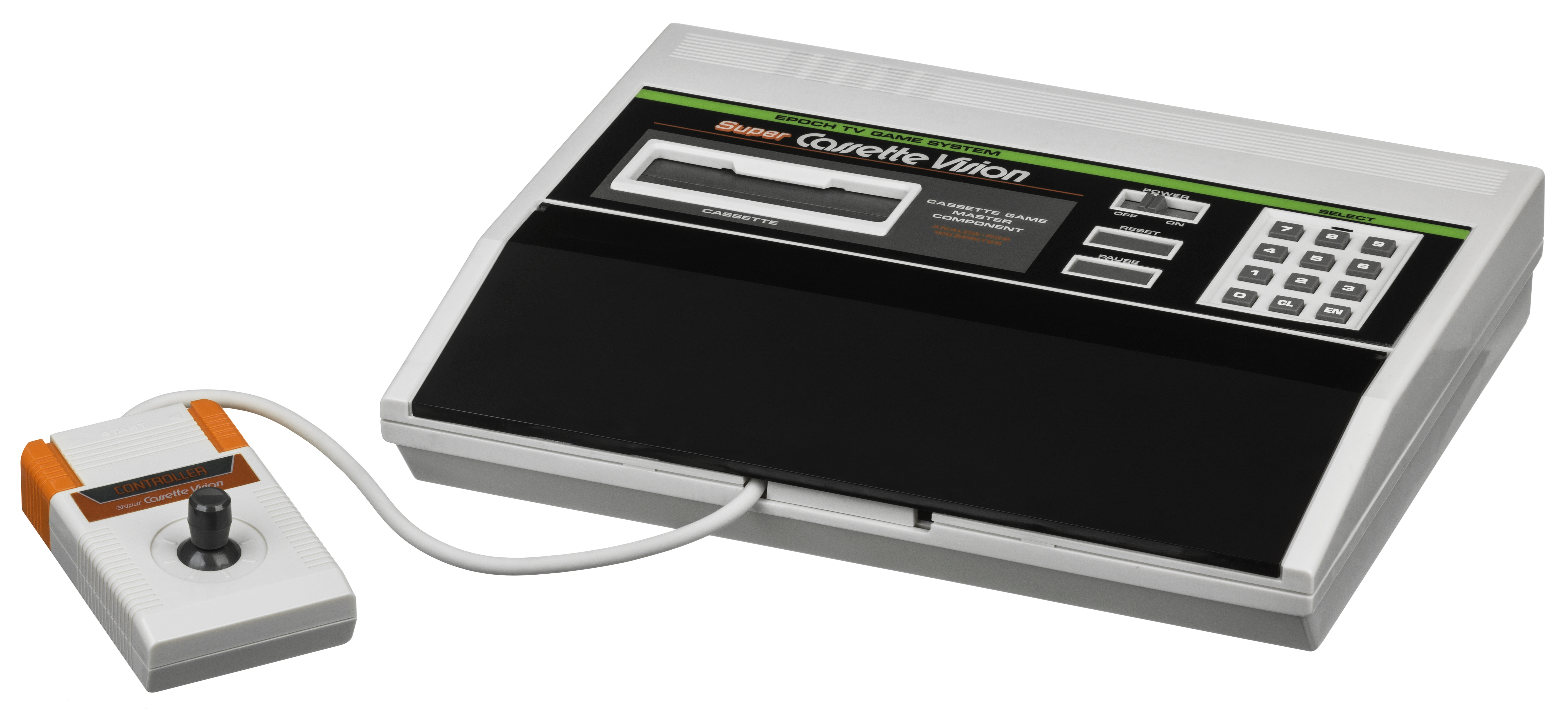
Super Cassette Vision de Epoch Co.
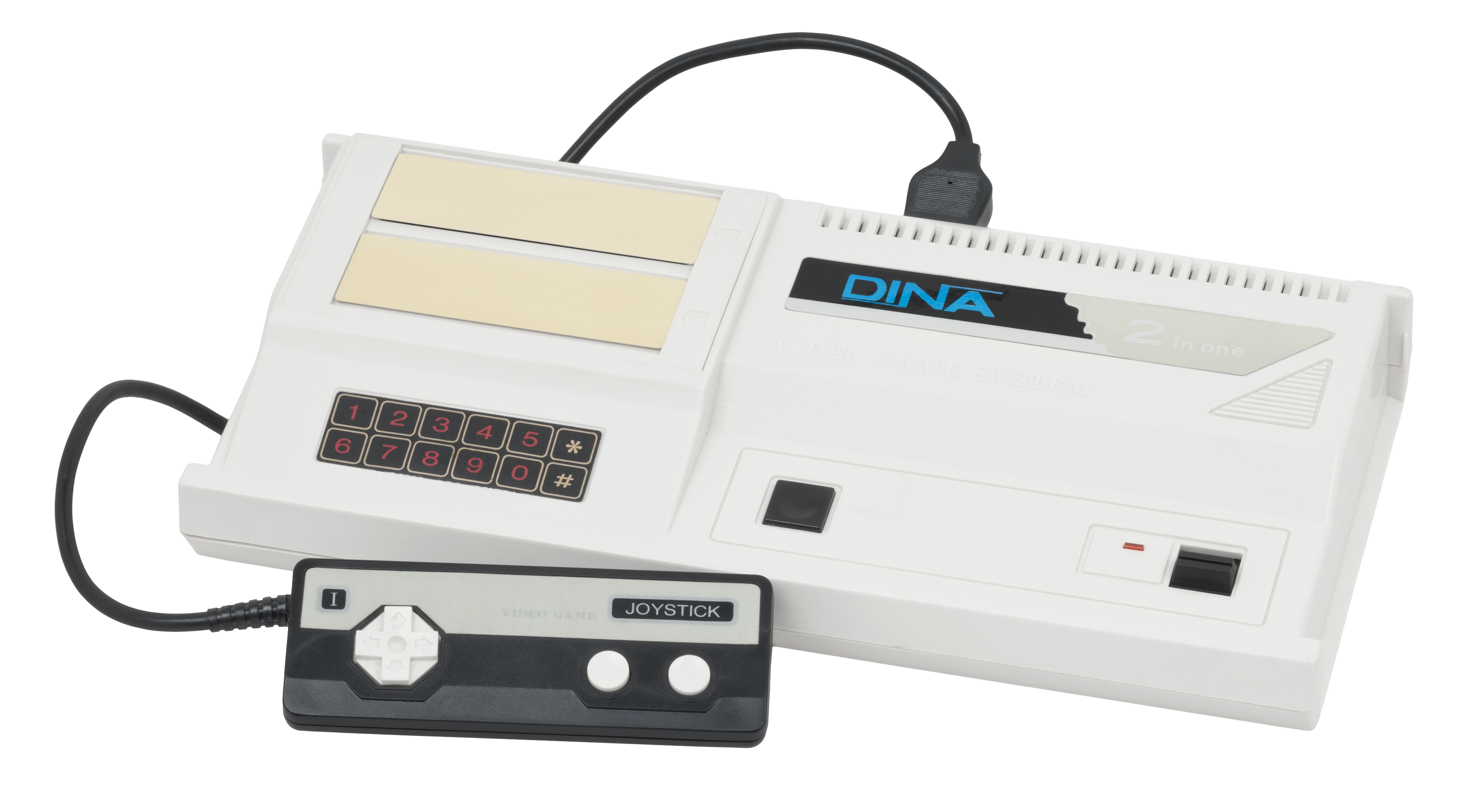
Dina de Bit Corporation
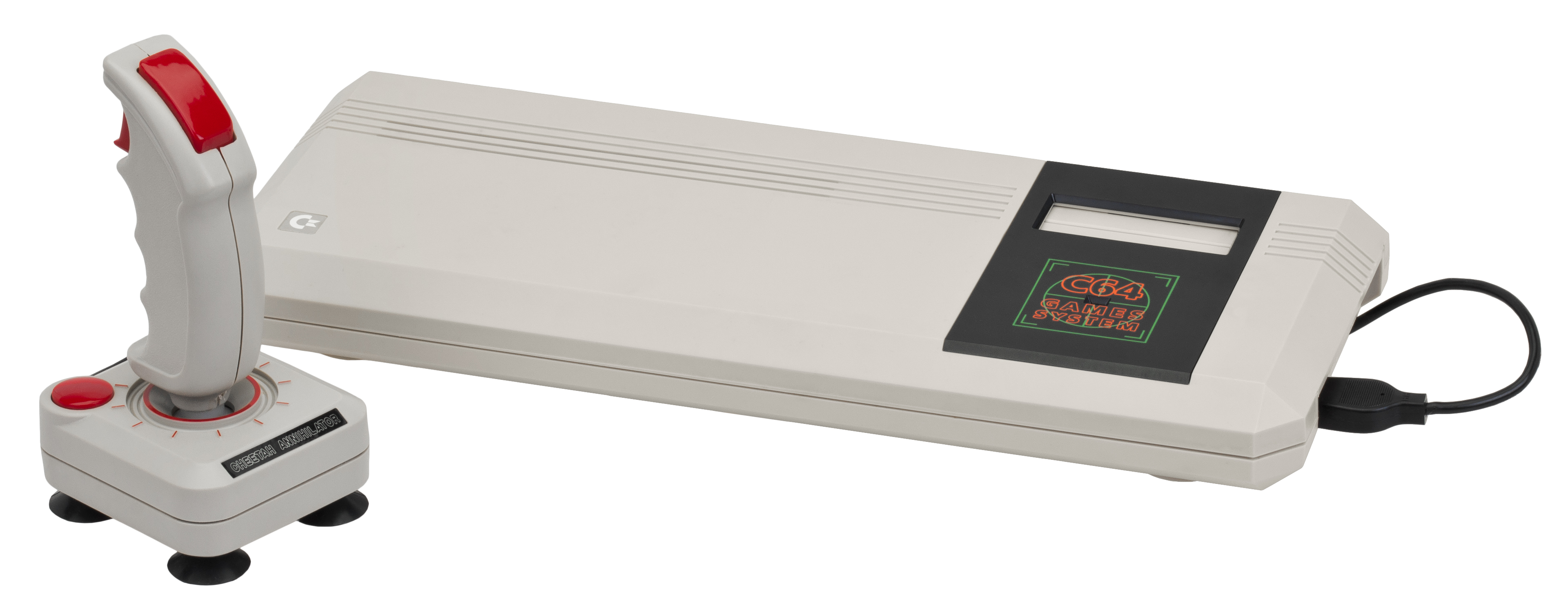
Commodore 64 Games System de Commodore
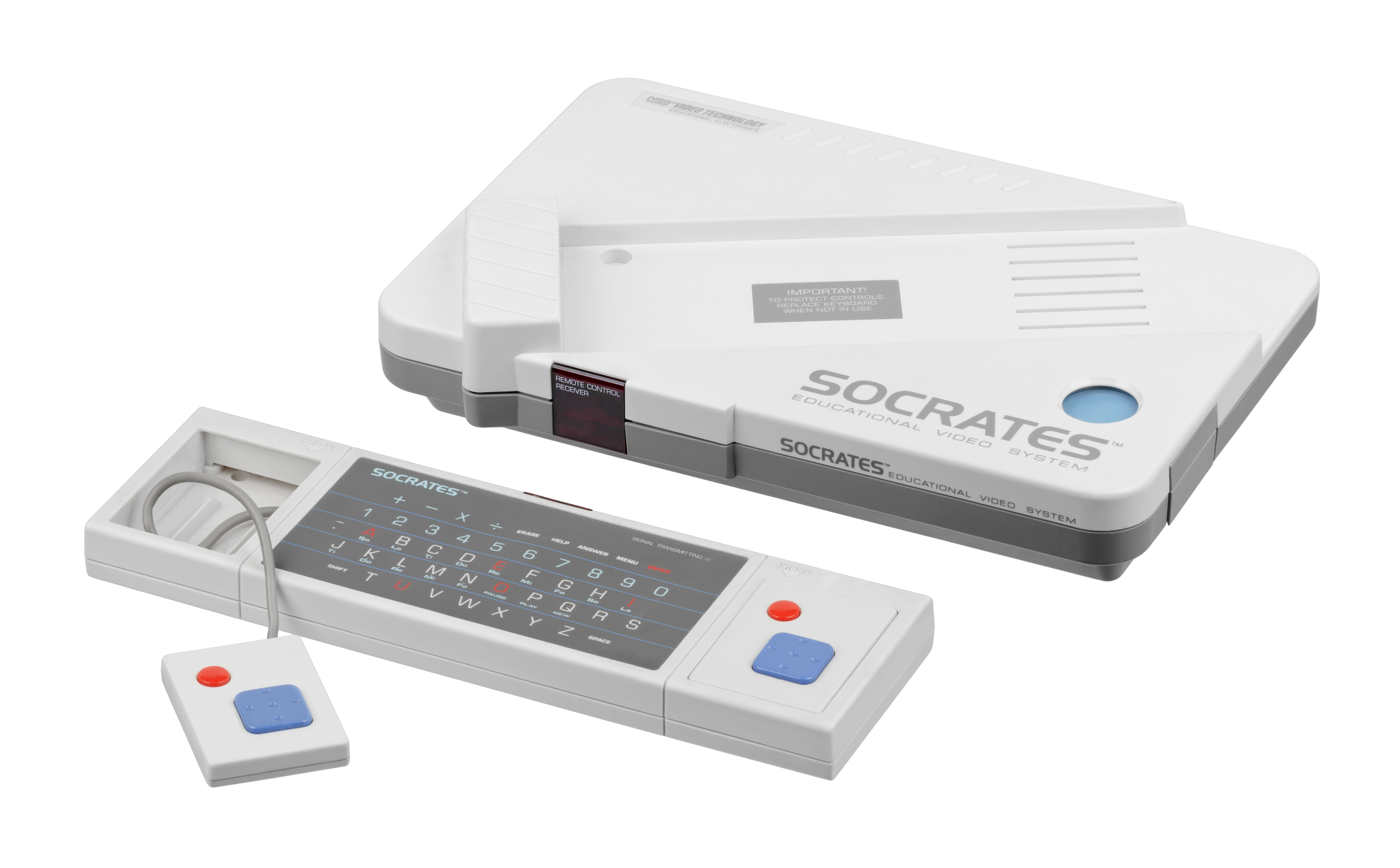
VTech Socrates de VTech
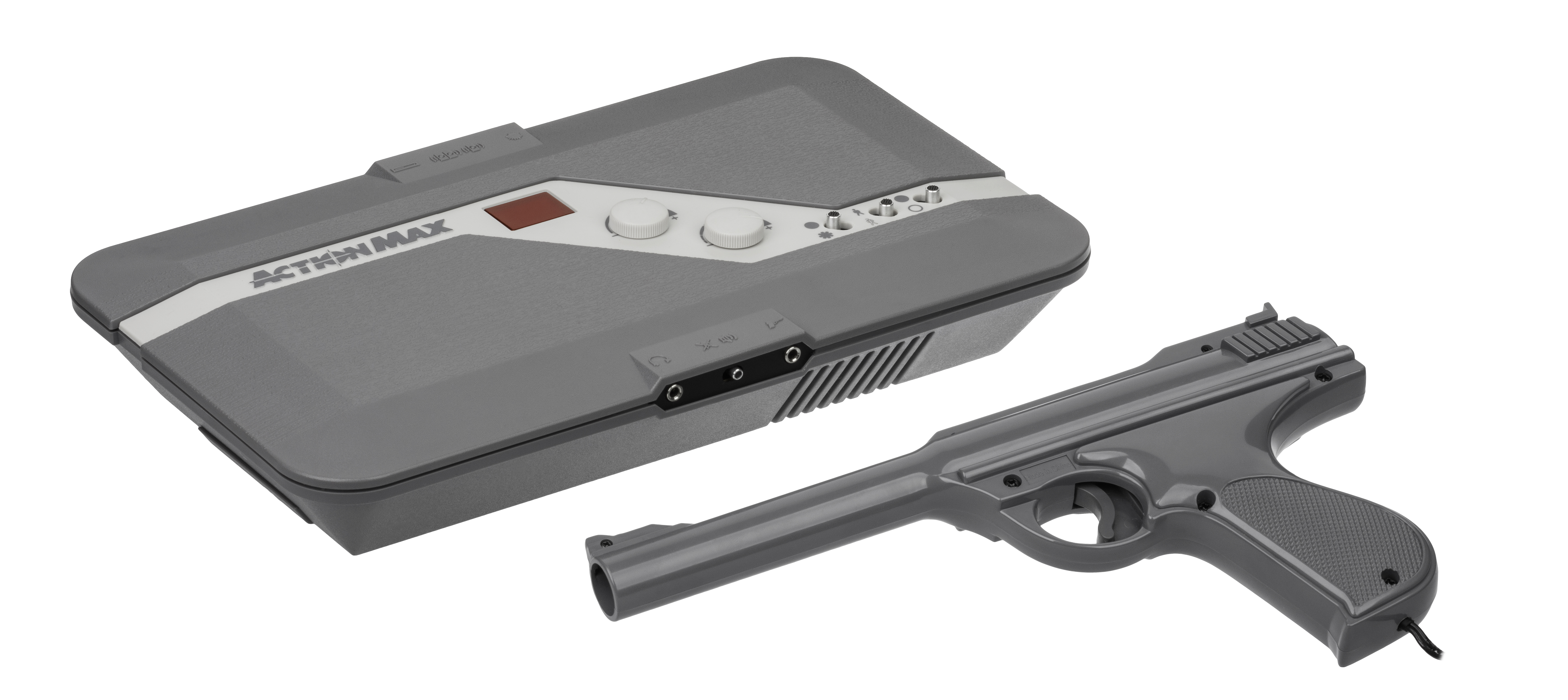
Action Max de Worlds of Wonder

### Cuarta generación
En 1987 NEC y Hudson, ponen la consola PC Engine en Japón o Turbografx en el resto del mundo, que tienen una CPU de 8 bits pero un chip gráfico de 16 bits. En 1988 Sega presenta su consola con una CPU de 16 bits conocida como Sega Genesis en América y Sega Mega Drive en Europa y Asia. En 1990 Nintendo saca su consola de 16bits Super Nintendo y este mismo año, la productora de arcades SNK saca Neo-Geo, la consola más potente de esta generación llamada el Rolls Royce de las consolas por su elevado precio. Esta generación destaca, por los chips gráficos añadidos al cartucho, como el Super FX y SVP y las ampliaciones de hardware de Mega Drive: Mega CD y Sega 32X. Aparecen conceptos como multitarea, multimedia, gráficos vectoriales, etc. Super Nintendo es la consola más vendida con 49 millones de unidades, aunque la más vendida en Europa es Mega Drive.

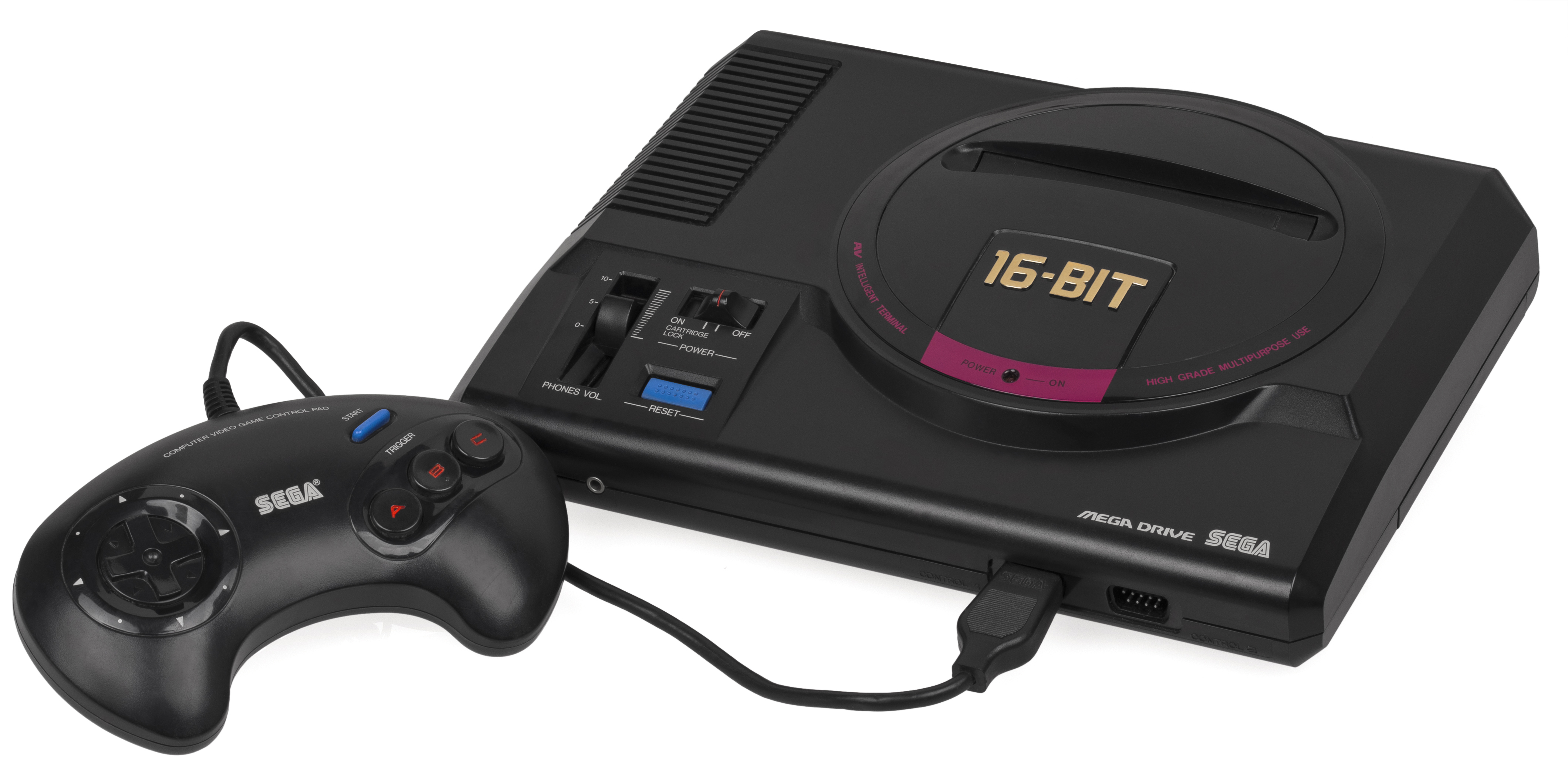
Sega Mega Drive de Sega Versión Europea de la Sega Genesis.
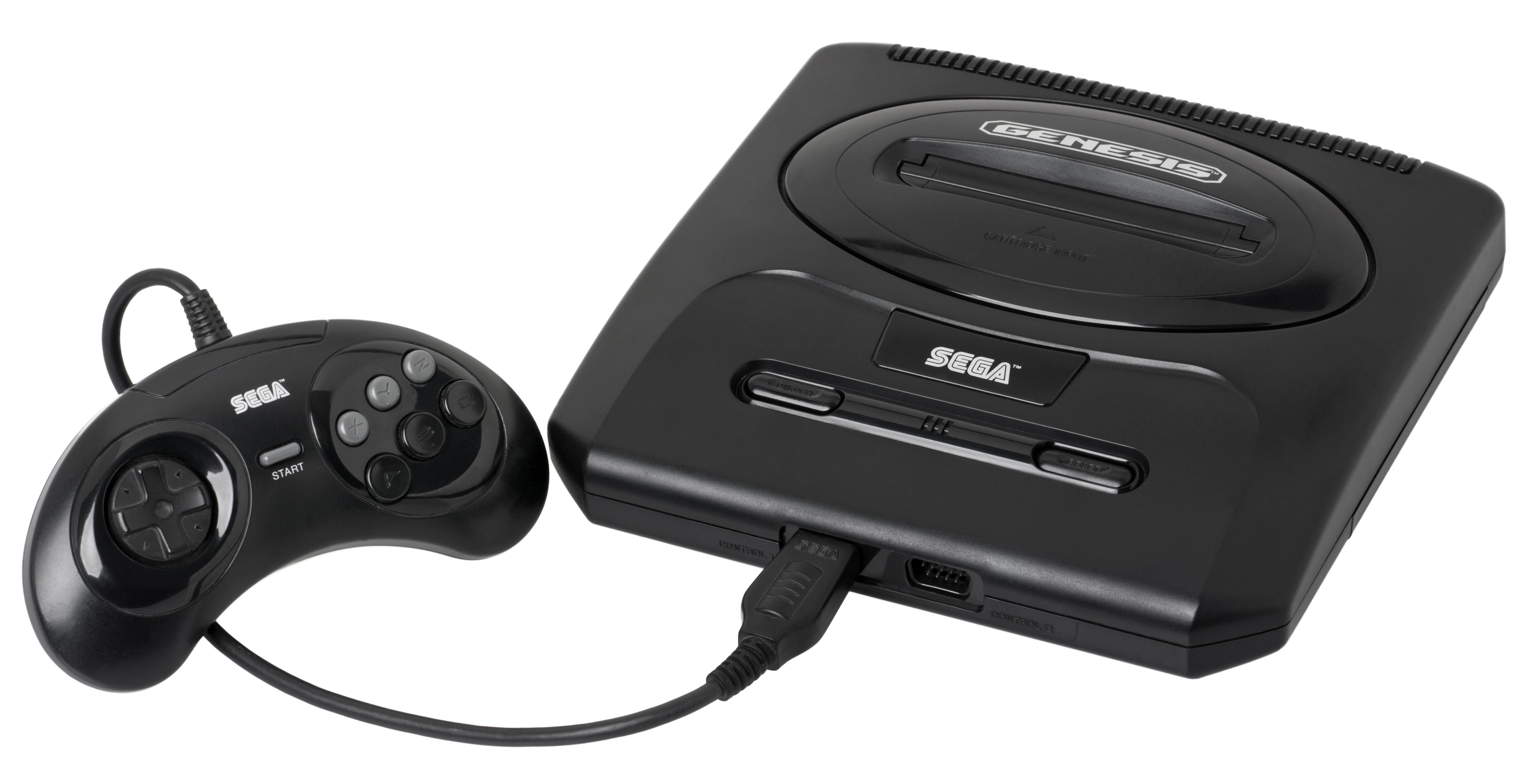
Sega Genesis de Sega
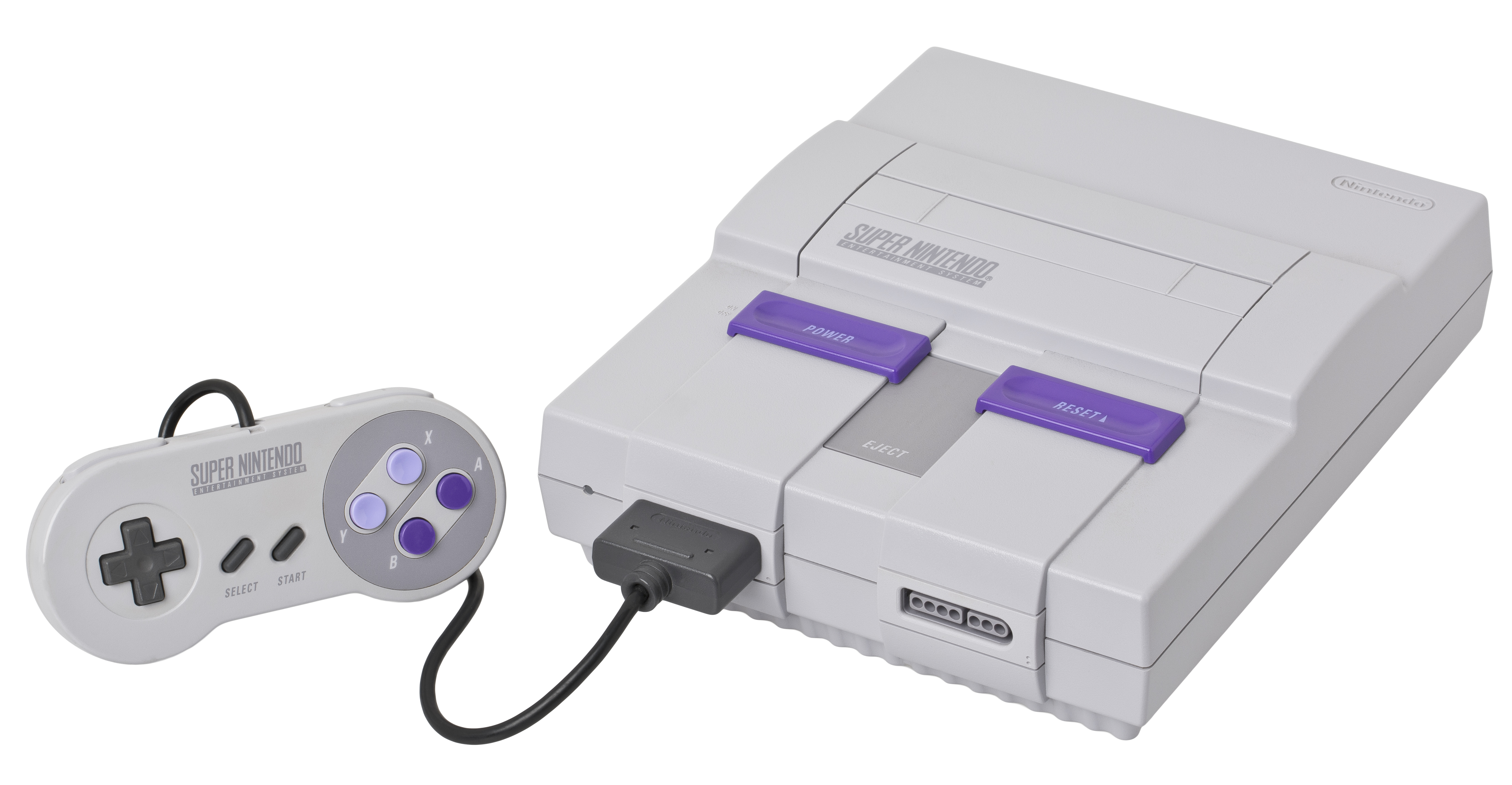
Super Nintendo Entertainment System de Nintendo
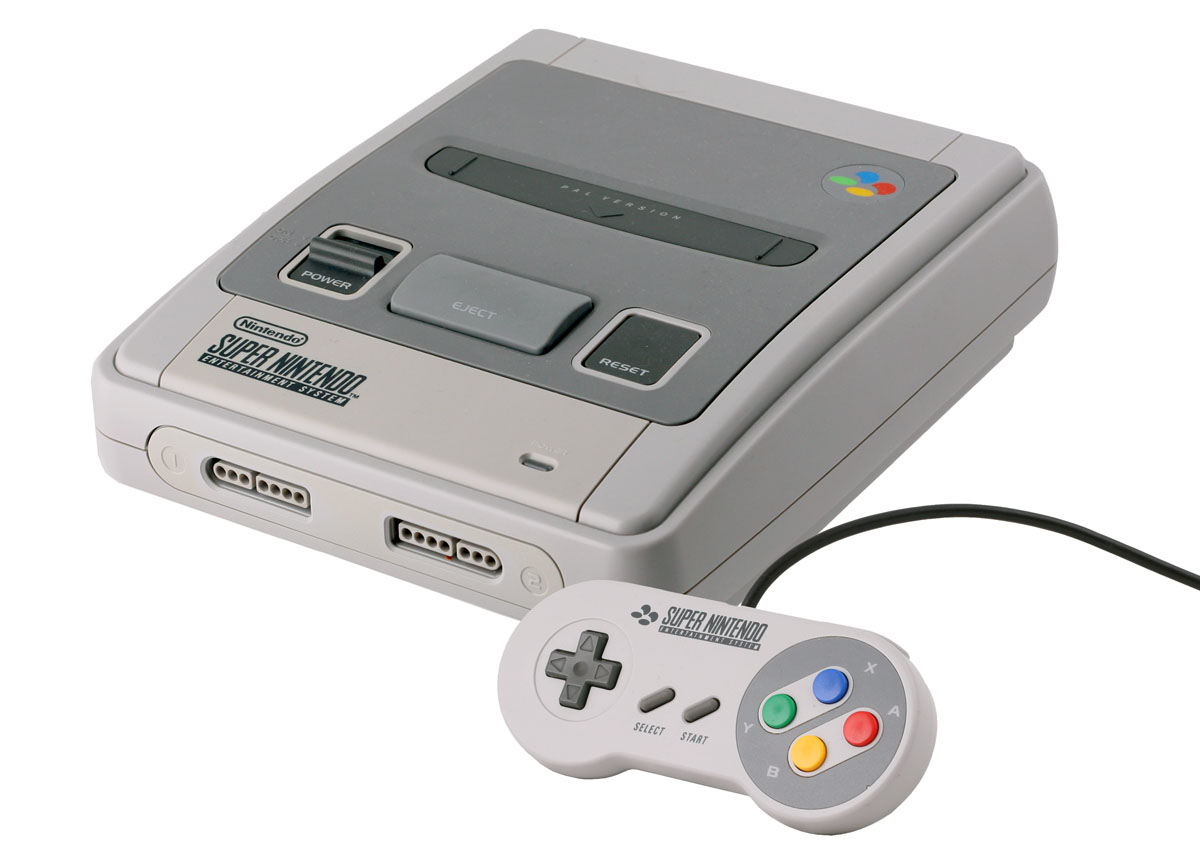
Super Famicom de Nintendo Versión Japonesa de la SNES.
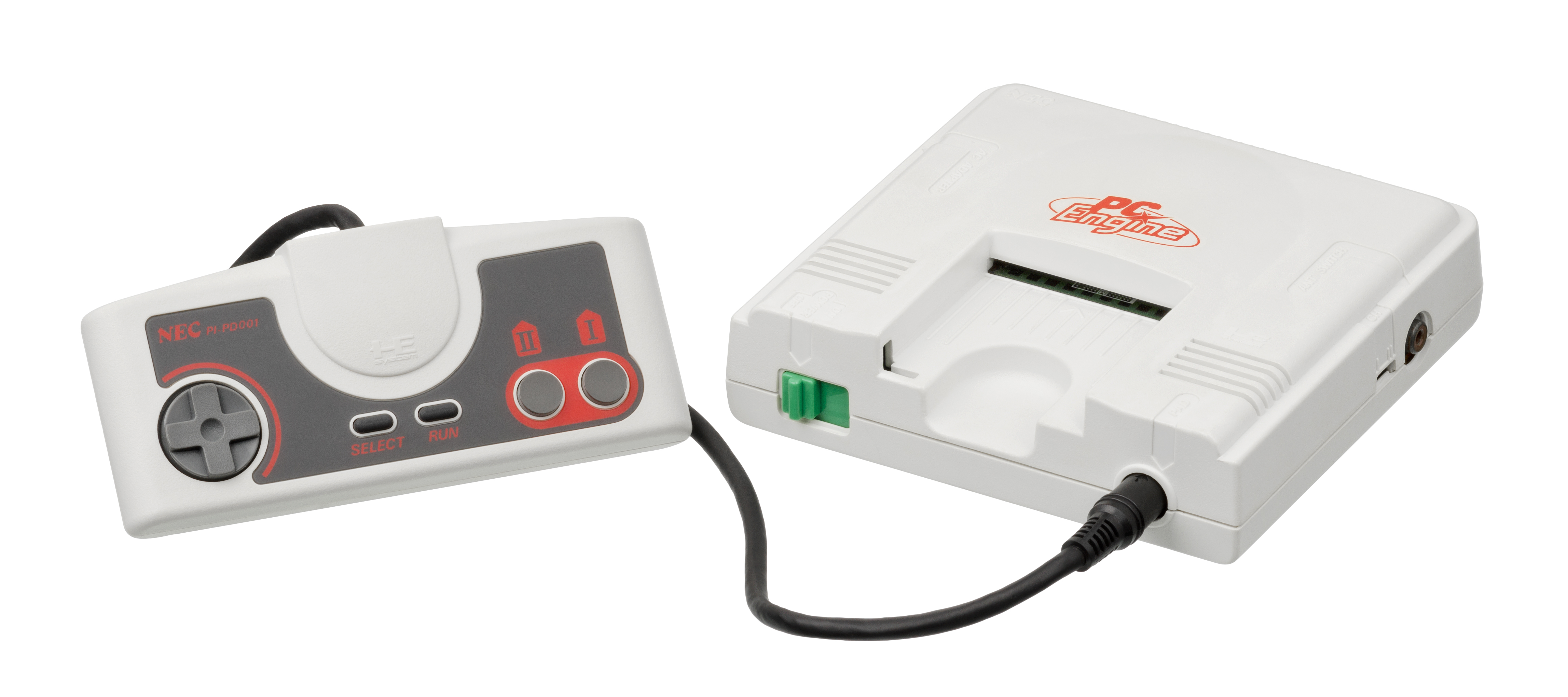
PC Engine de NEC Versión japonesa de la TurboGrafx-16.
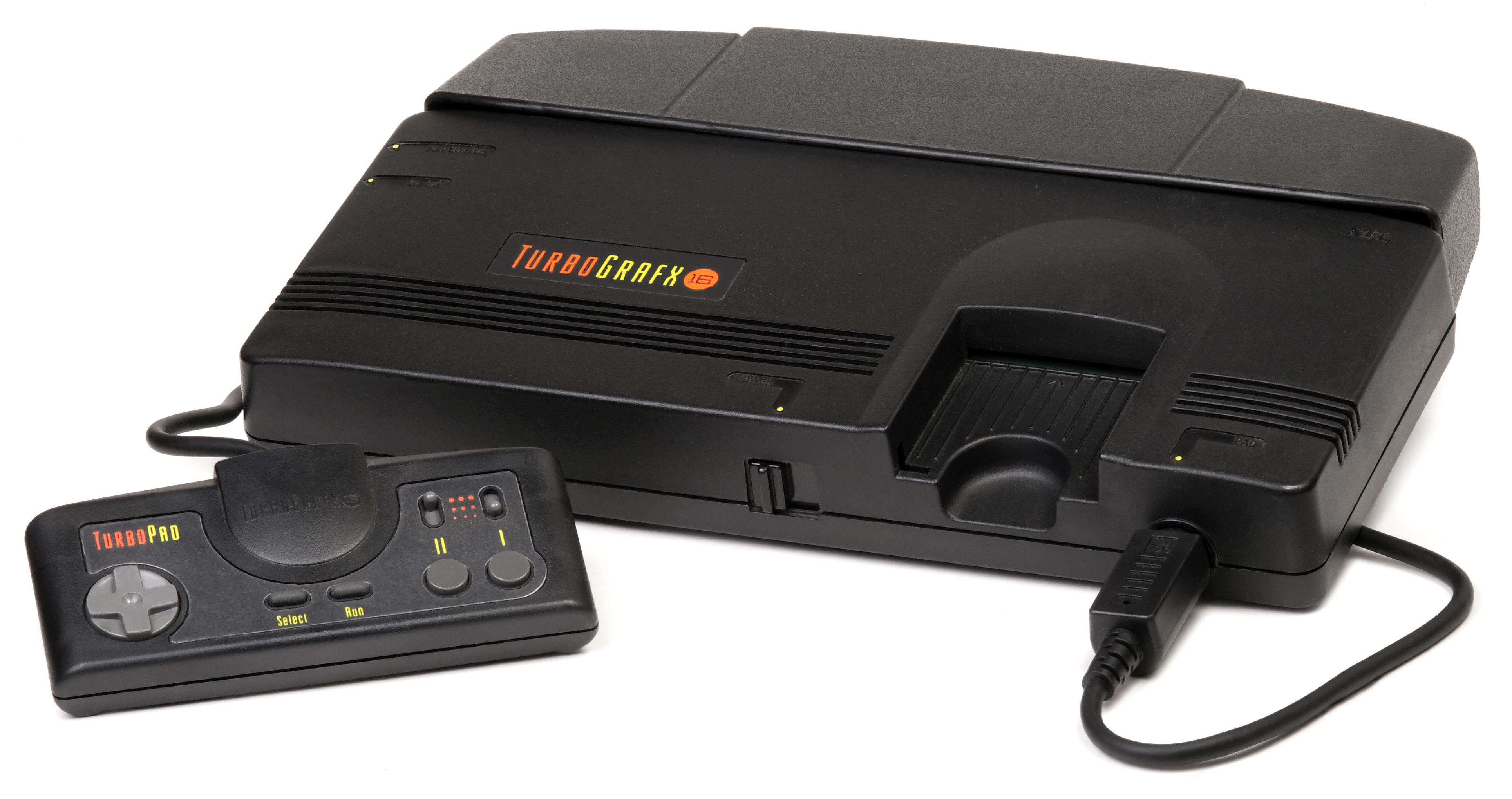
TurboGrafx-16 de NEC
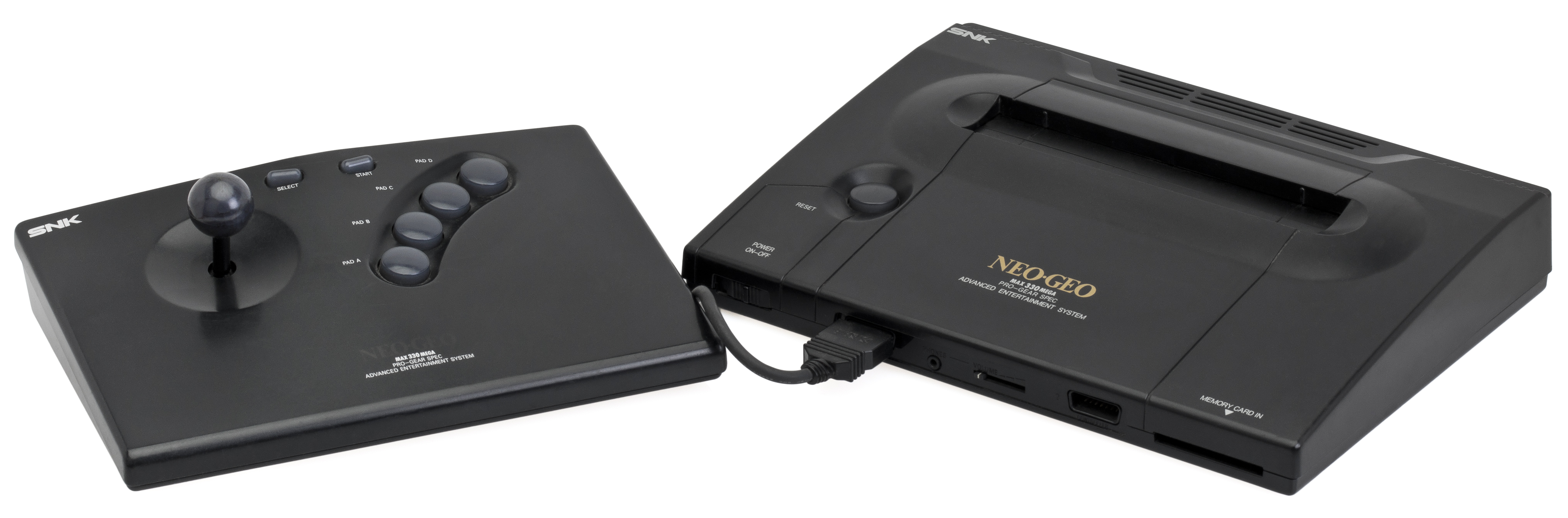
Neo-Geo de SNK.
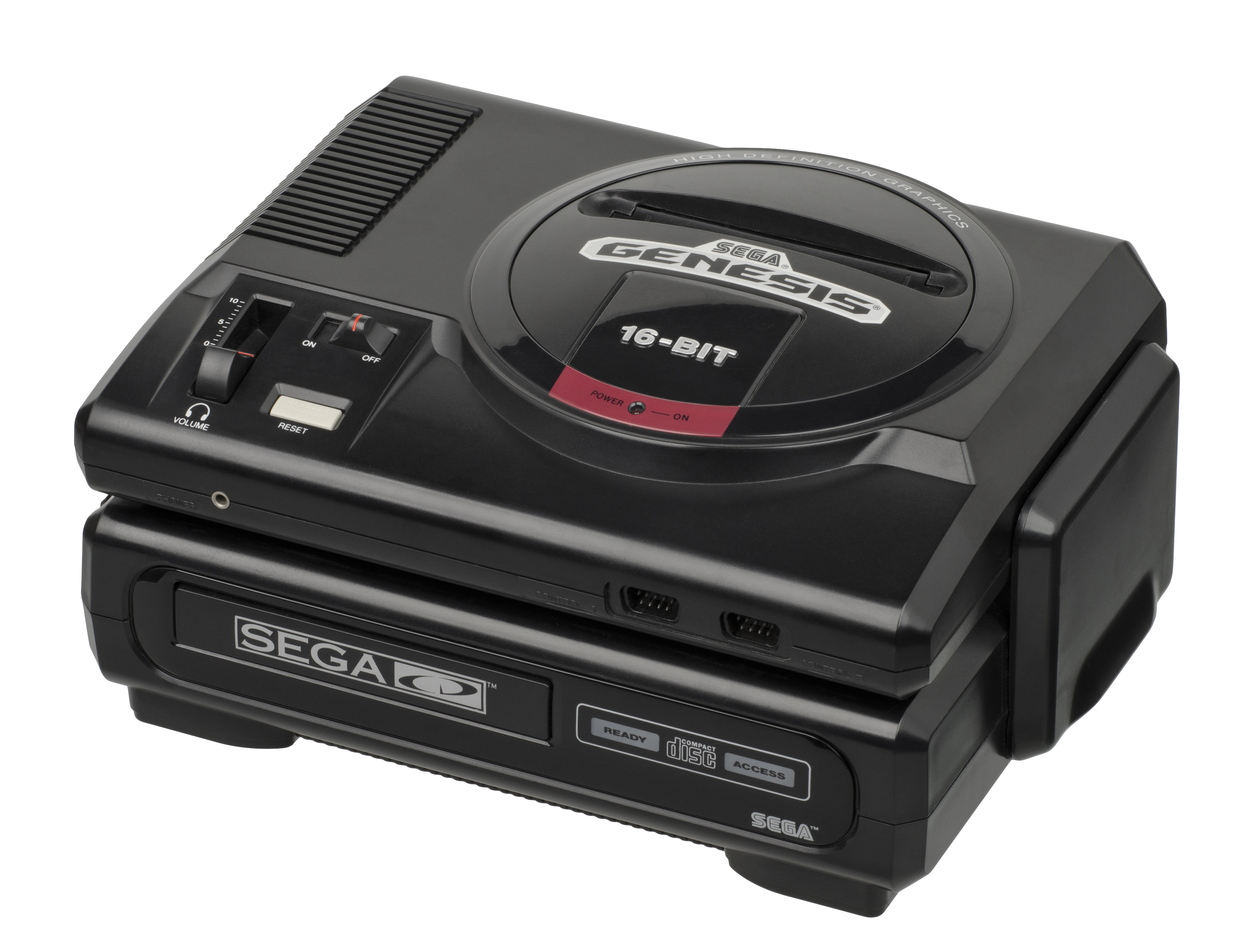
Sega Mega-CD de Sega
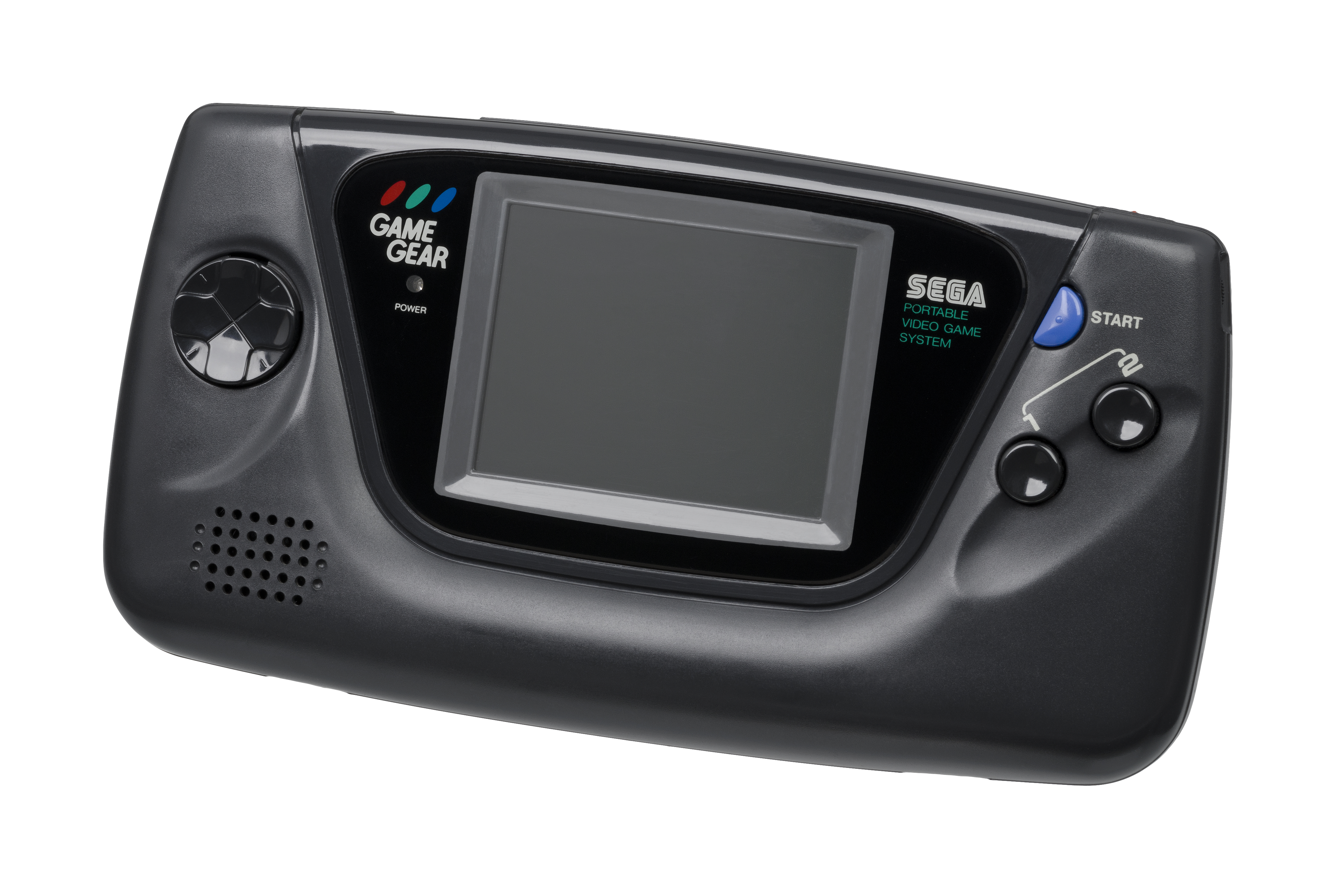
Sega Game Gear de Sega
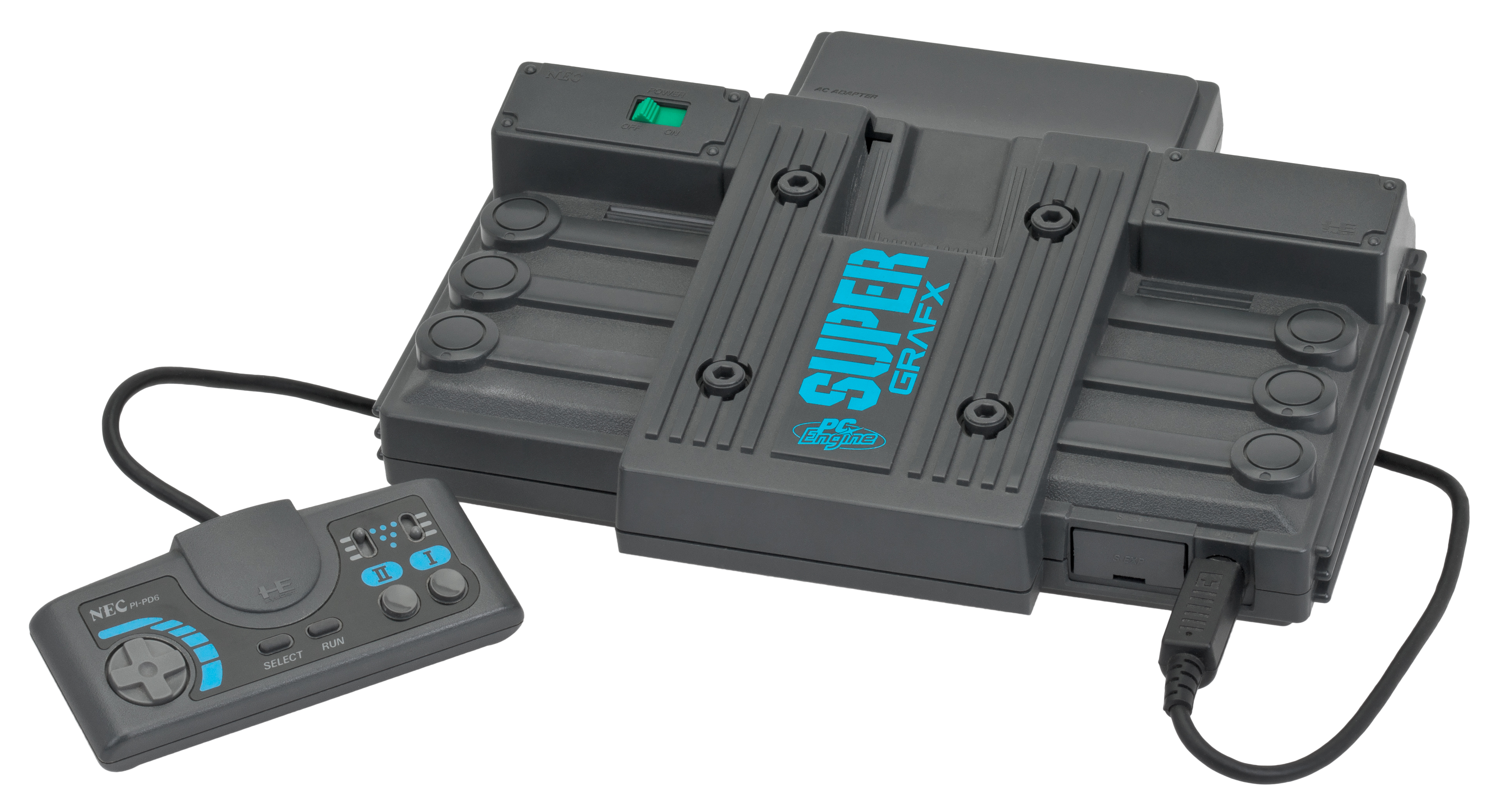
PC Engine SuperGrafx de NEC
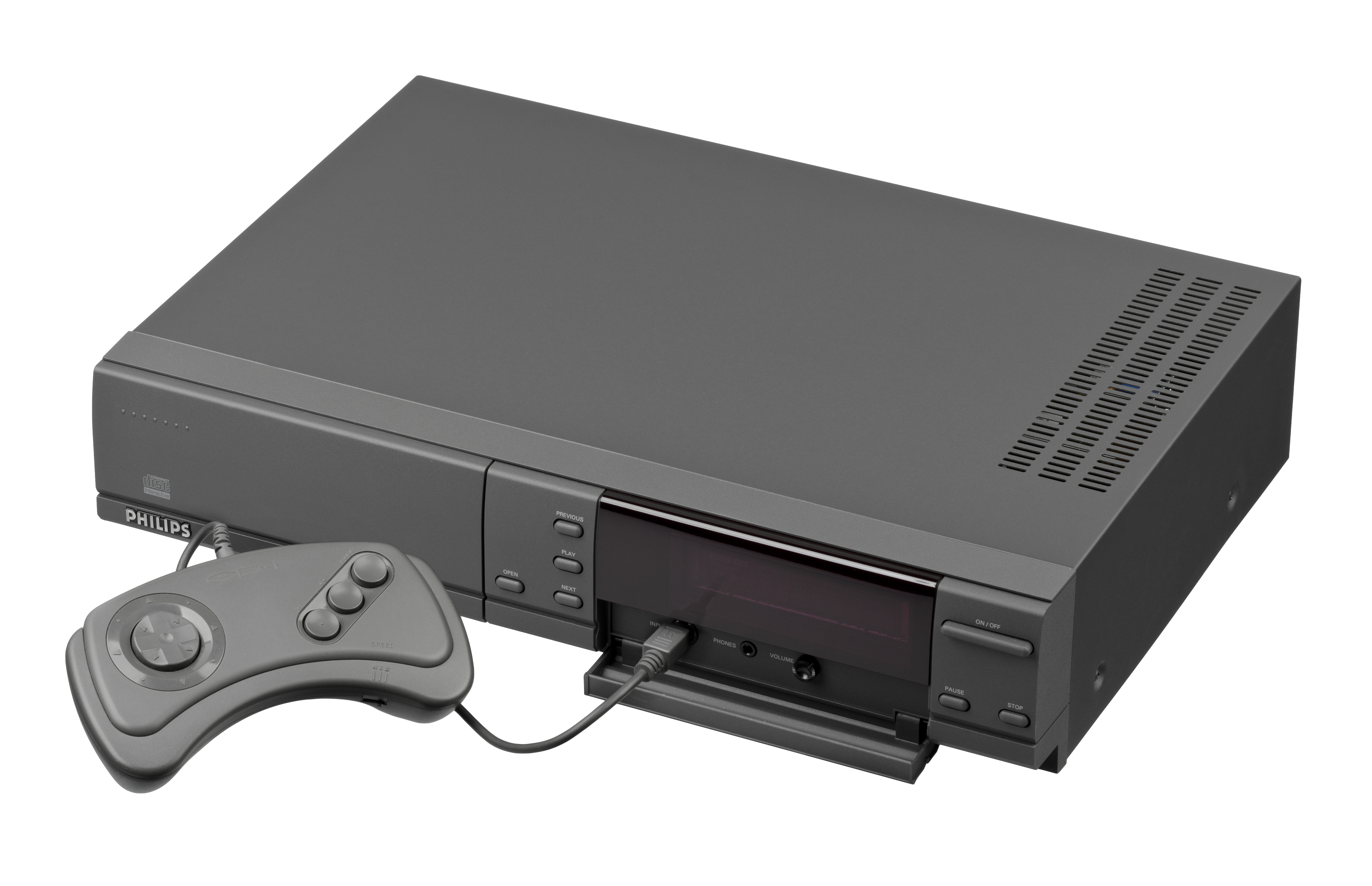
CD-i de Philips
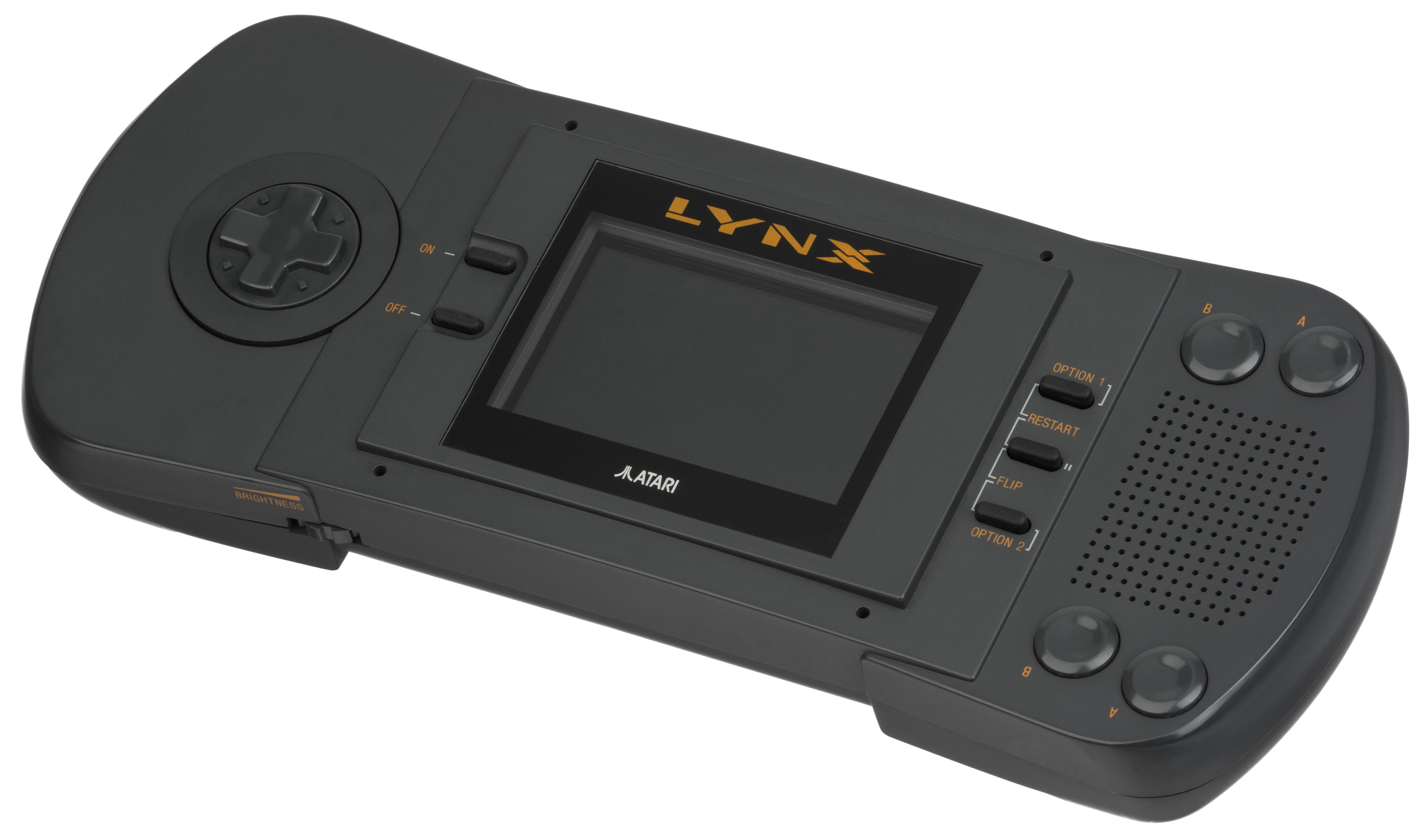
Atari Lynx de Atari
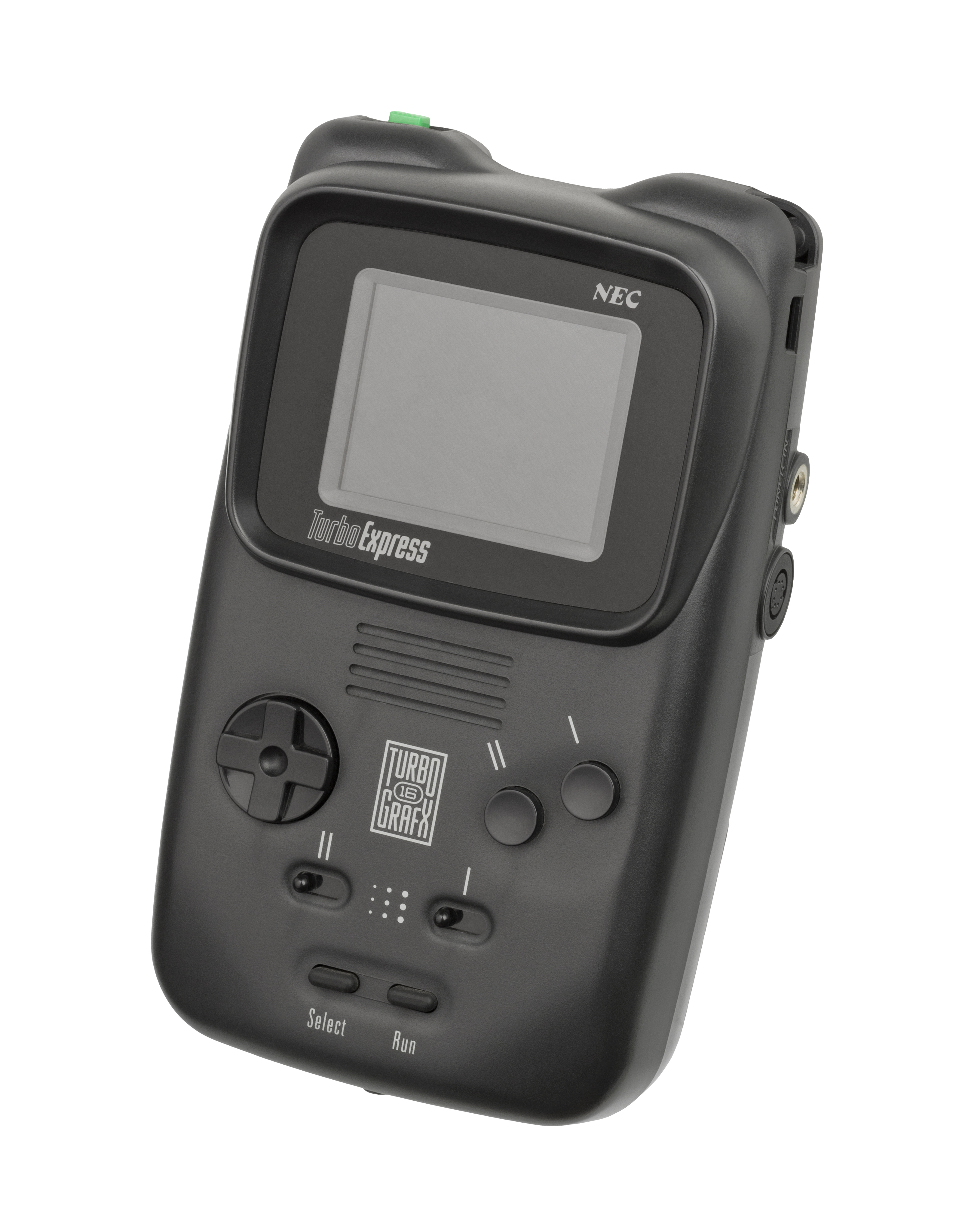
TurboExpress de NEC
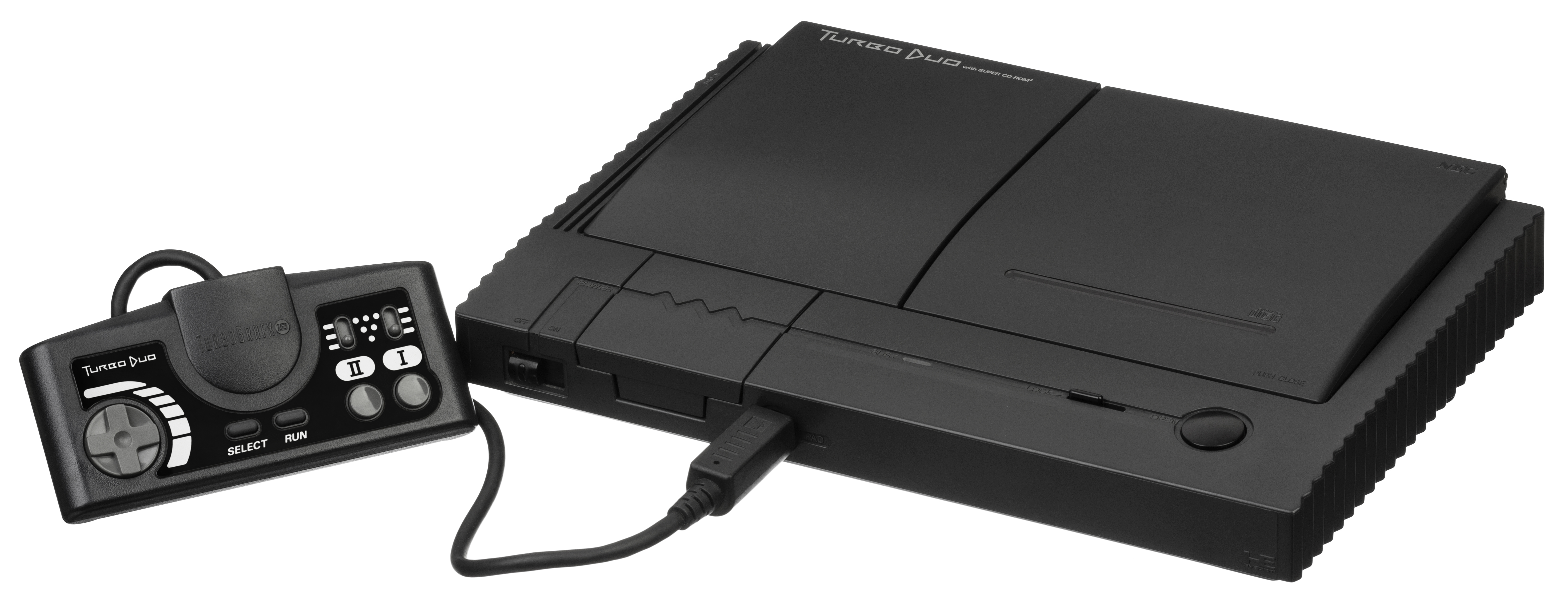
PC Engine Duo de NEC
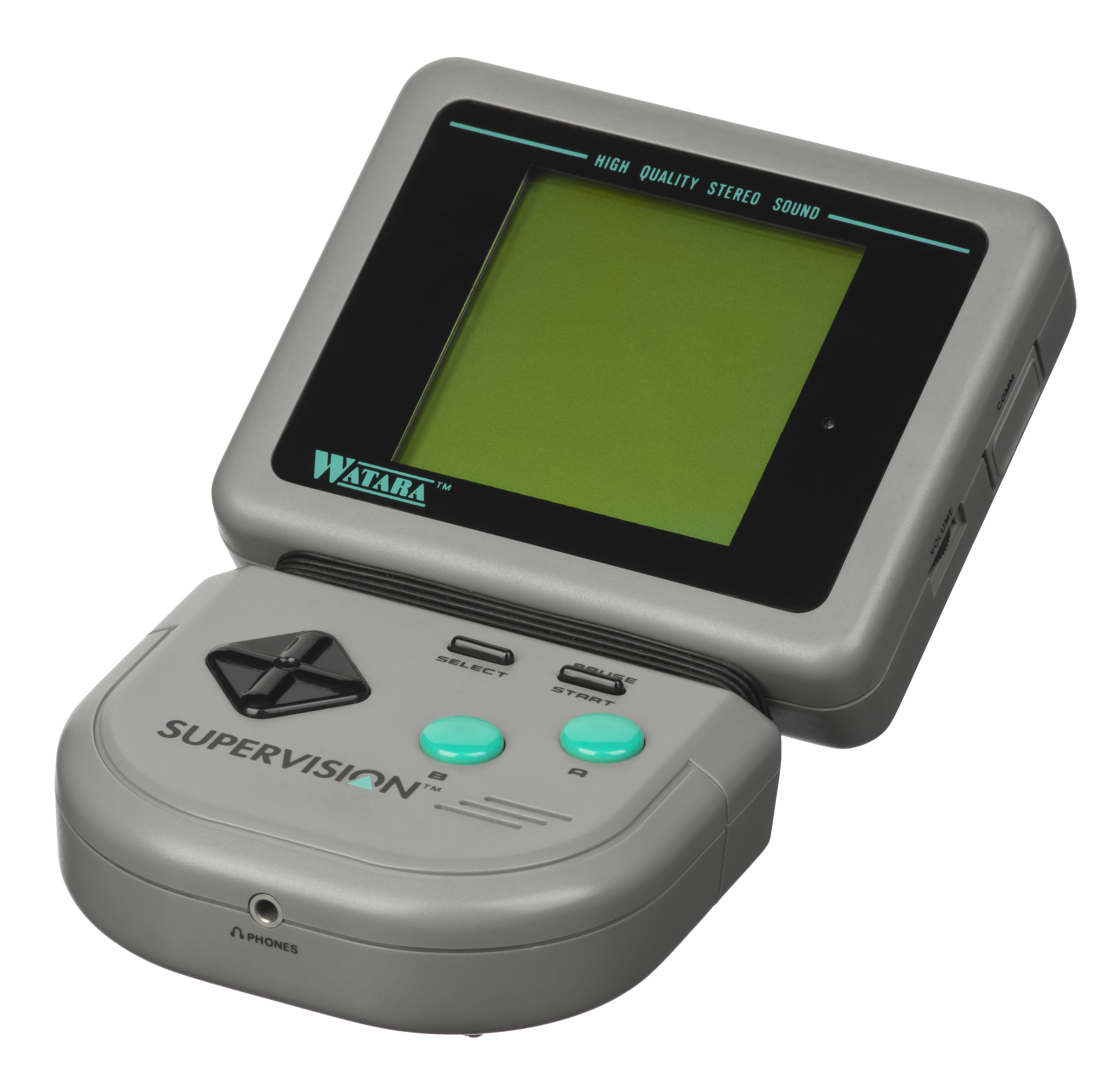
Watara Supervision de Supervision
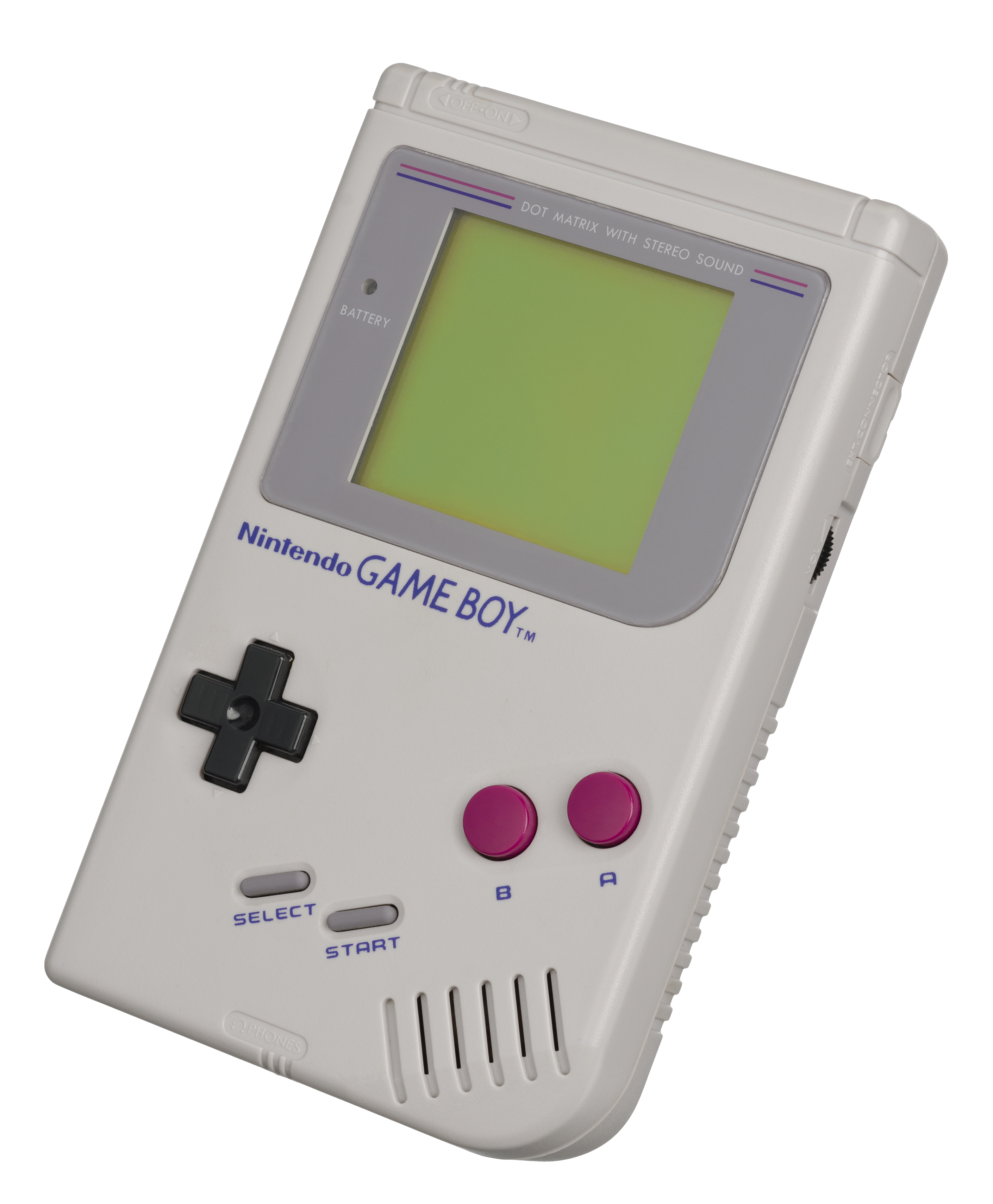
Game Boy de Nintendo
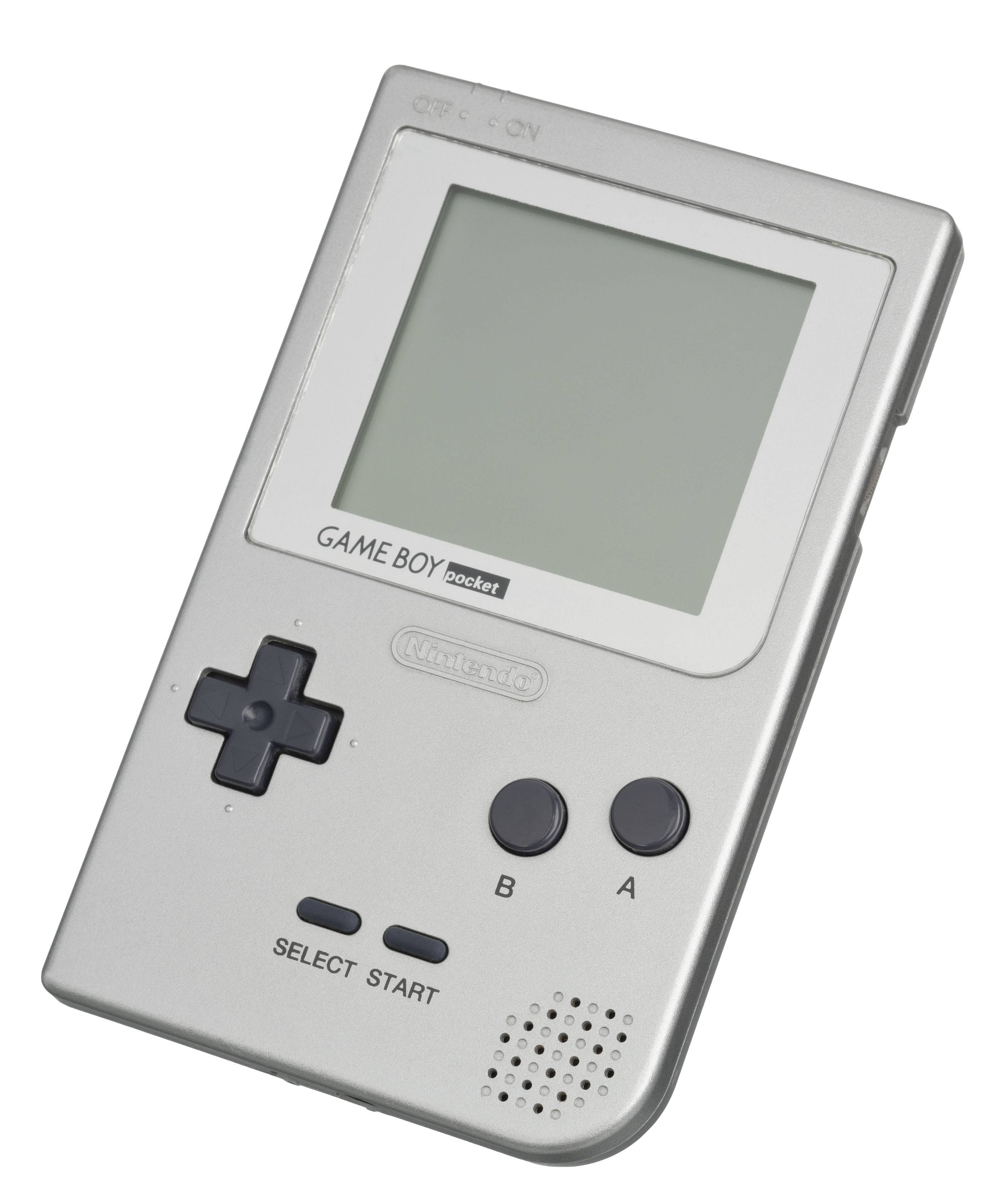
Game Boy Pocket de Nintendo
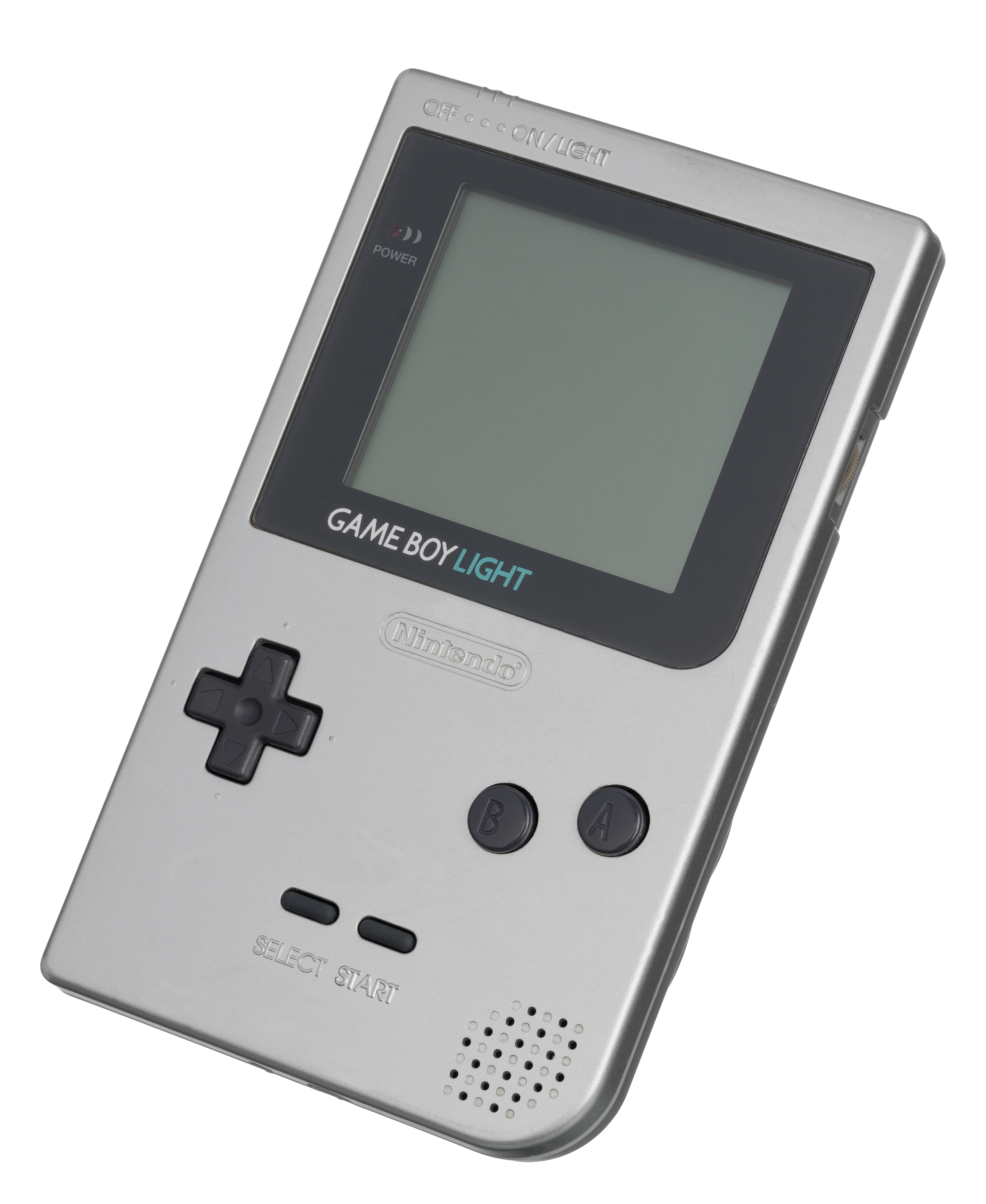
Game Boy Light de Nintendo

### Quinta generación
En el período de la quinta generación existen muchos fabricantes de juegos que presentaron diversos equipos con características parecidas a las de un computadora. Estos fabricantes comenzaron a presentar títulos en un entorno 3D, aprovechando la mayor capacidad de hardware de los equipos. A esta generación se la conoce como la "era de los 32 bits", aunque ocasionalmente algunas personas se refieren a ella como la era de los 64 bits puesto que Nintendo lanzaría dos años más tarde un sistema que rompería este apodo. Se trata de la consola Nintendo 64, a la que raramente se llama también la "era 3D".
Se trata de una generación que supuso el paso de los 2D a los entornos tridimensionales 3D, que comenzó en el año 1994 cuando Sega lanzó su Sega Saturn y Sony su PlayStation, la cual supuso la irrupción de esta compañía en el mundo de los videojuegos.
Básicamente el mercado estaba dominado por tres consolas, Nintendo 64 (1996), la cual contó con algunos de los videojuegos más emblemáticos de la época y de la historia del ocio electrónico, como el inolvidable Super Mario 64 (juego de lanzamiento que, en consecuencia, cumple también 25 años), F-Zero X, Perfect Dark o The Legend of Zelda: Ocarina of Time, entre otros. Del mismo modo, vio nacer sagas como Super Smash Bros. que siguen siendo grandes éxitos de ventas en la actualidad. Sega Saturn (1994), la consola más controvertida de SEGA, que sin embargo gozó de un gran éxito en Japón, fue la primera en lanzar los juegos en soporte de CD y es para muchos una gran desconocida, aunque atesora una larga lista de grandes juegos. Por su parte Sony, con la consola PlayStation (1994). En el transcurso de una década, PlayStation se convirtió en la primera consola de juegos de la historia en vender más de 100 millones de unidades en todo el mundo y, a lo largo de su vida, llegó a contar con casi 8 000 juegos. La demografía en las ventas de consolas varió considerablemente, pero estas consolas definieron la guerra de consolas de esta era. La 3DO Interactive Multiplayer y la Atari Jaguar fueron también parte de esta era, pero su marketing fue pobre y fallaron a la hora de crear impacto. Esta era también vio una versión actualizada de la Game Boy de Nintendo: la Game Boy Color.

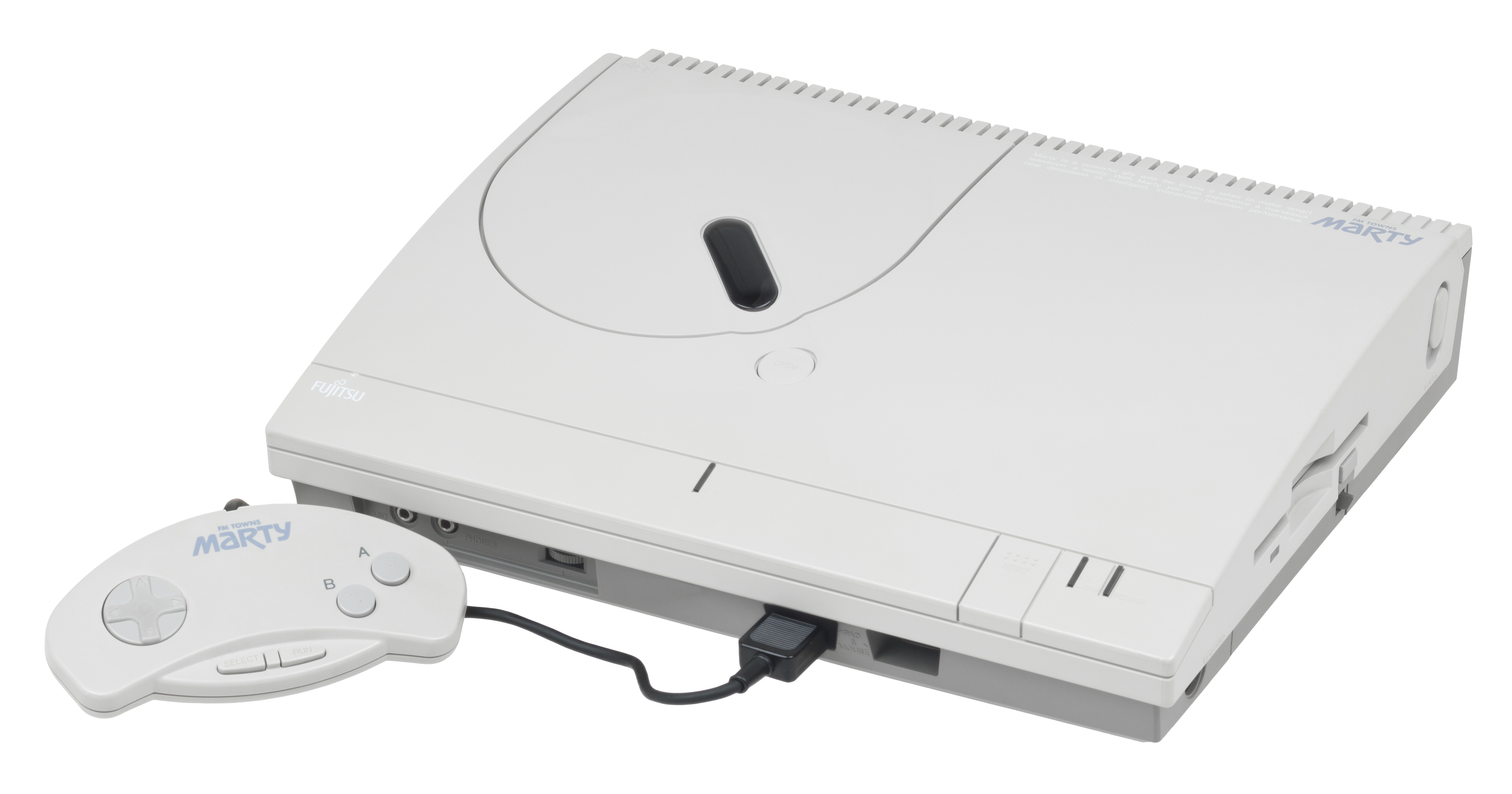
FM Towns Marty de Fujitsu.
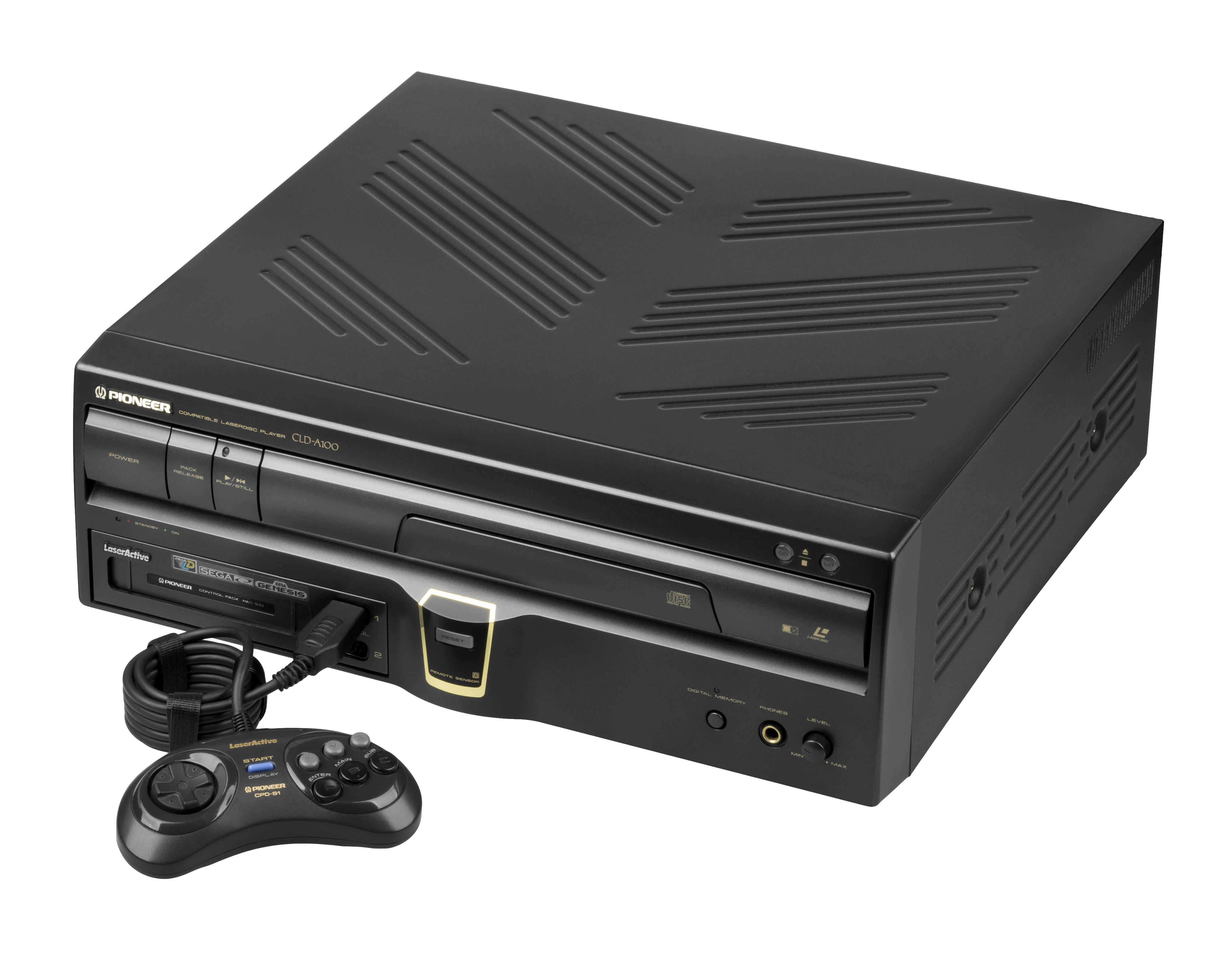
Pioneer LaserActive de Pioneer.
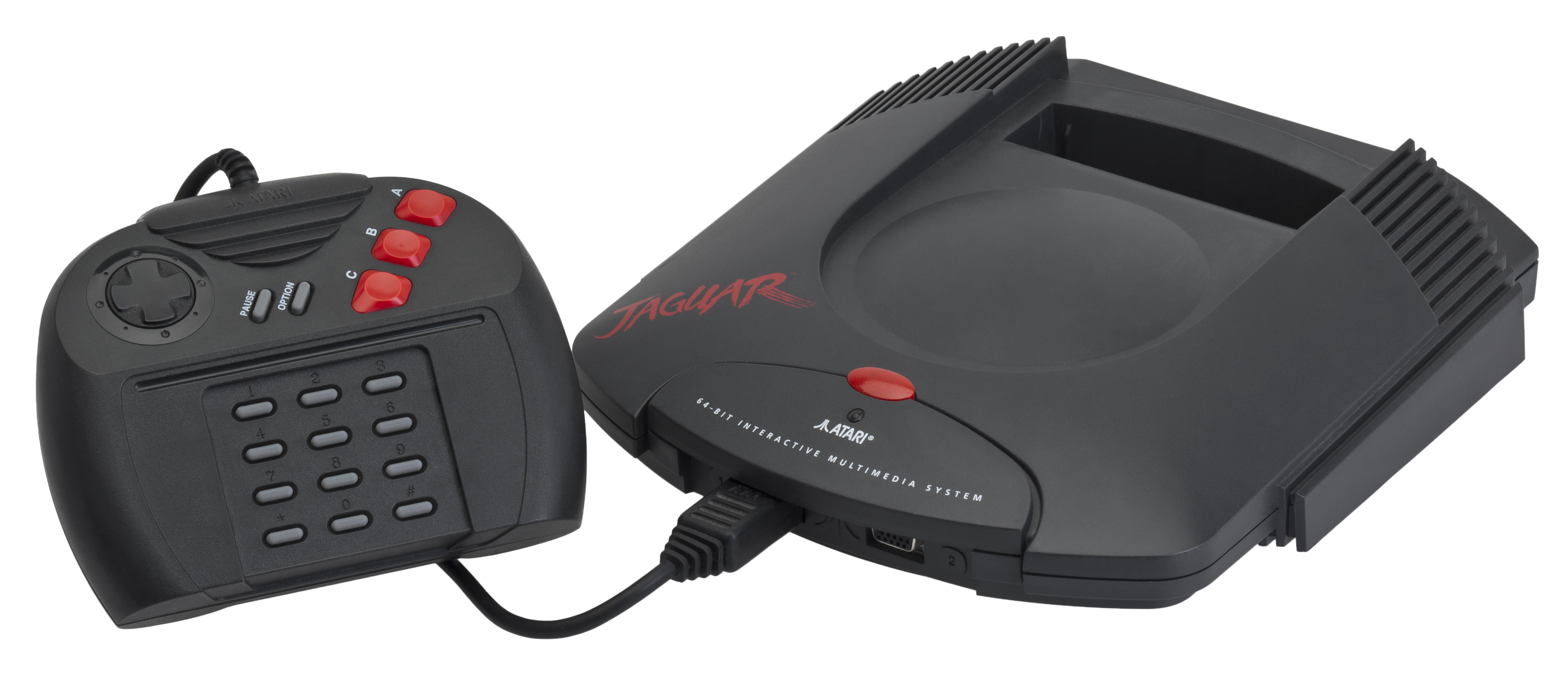
Atari Jaguar de Atari.
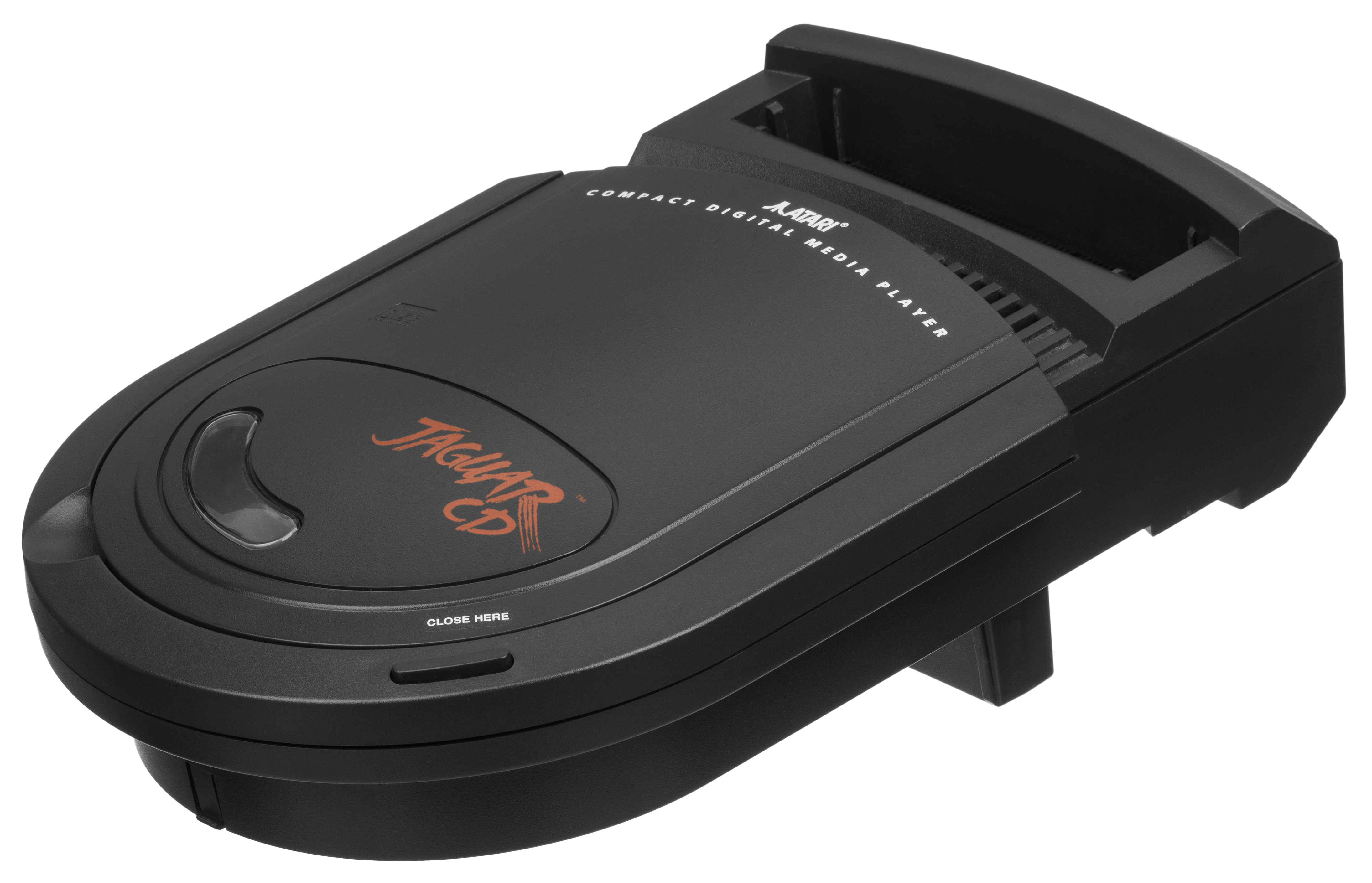
Atari Jaguar CD de Atari
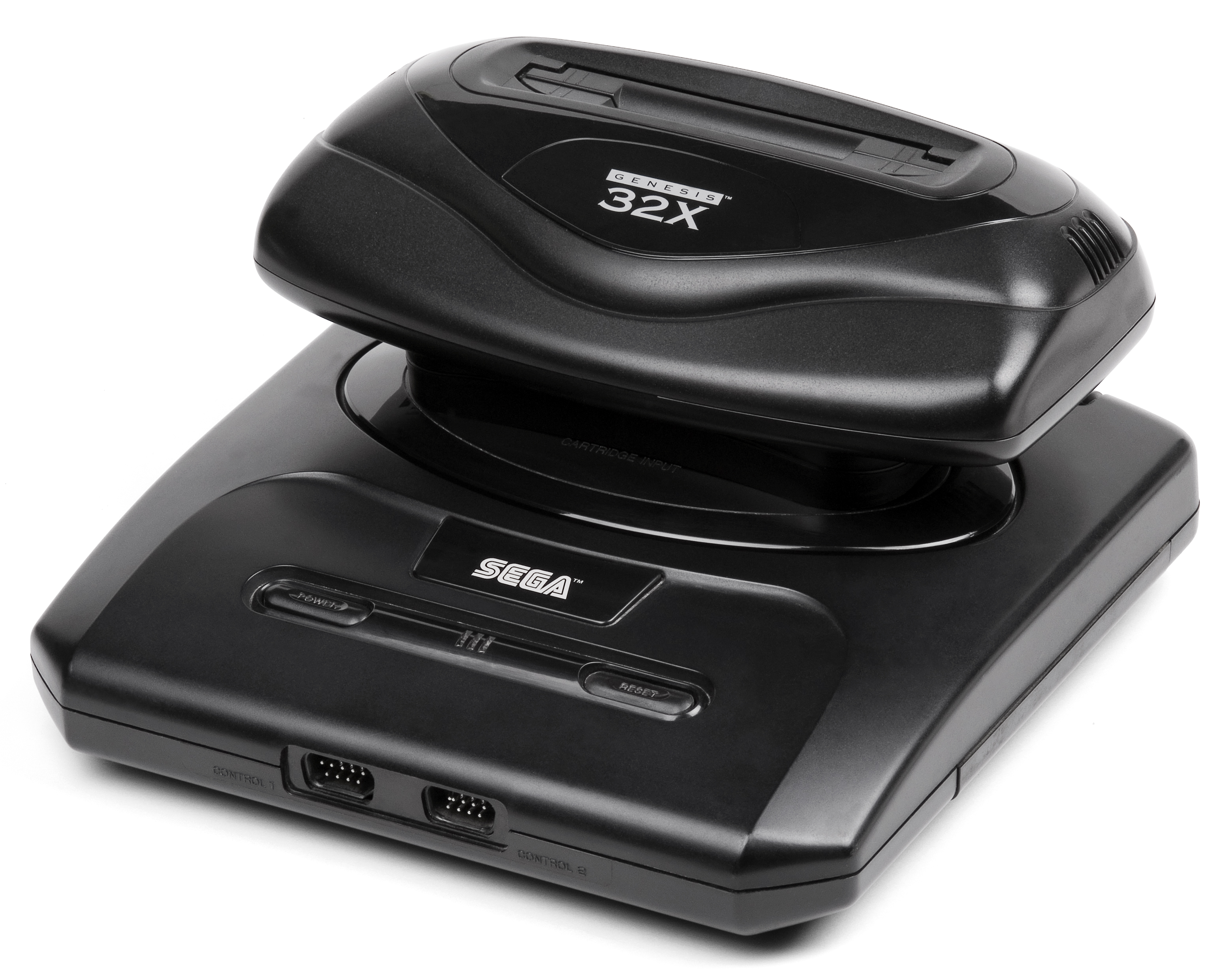
32X de Sega.
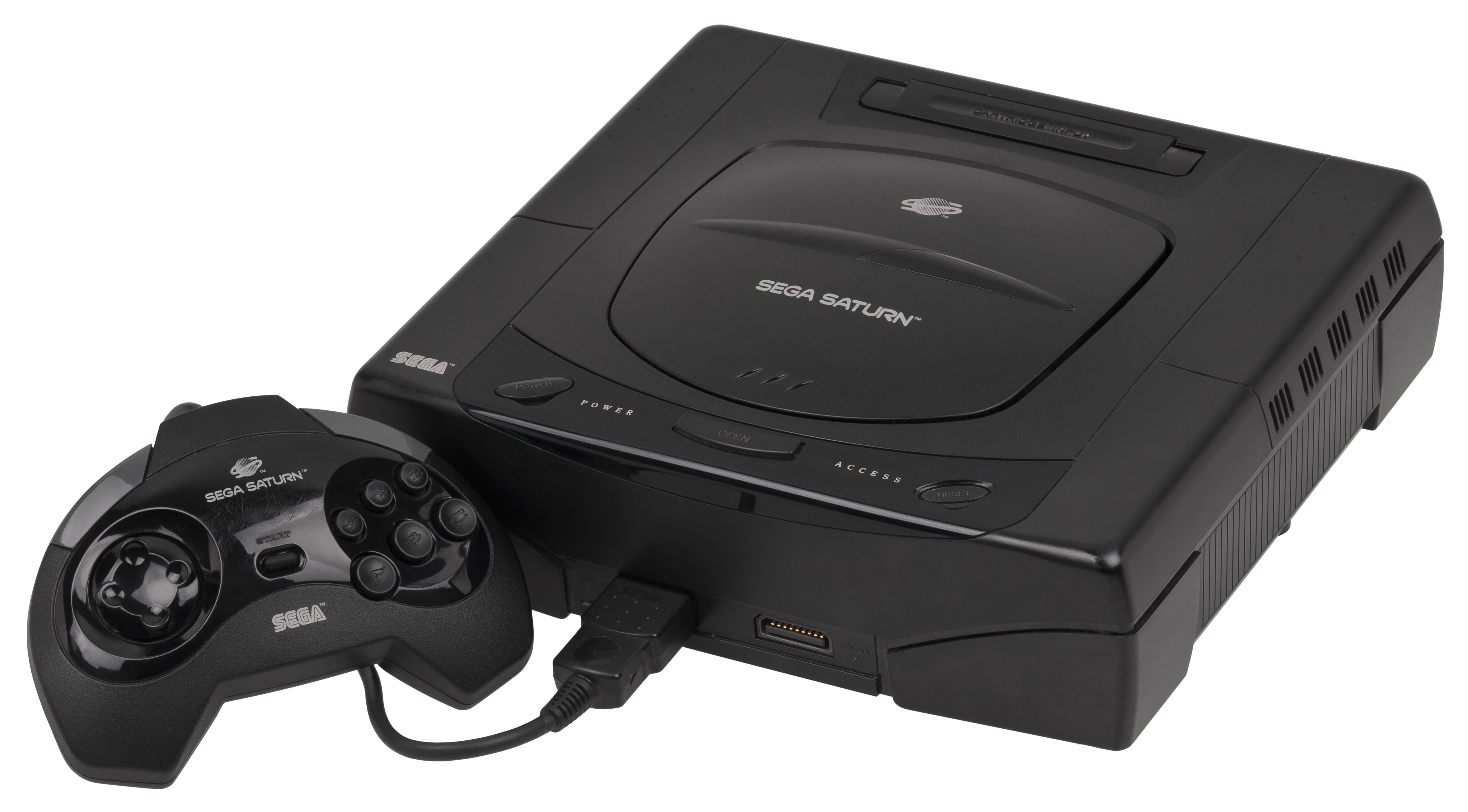
Sega Saturn de Sega.
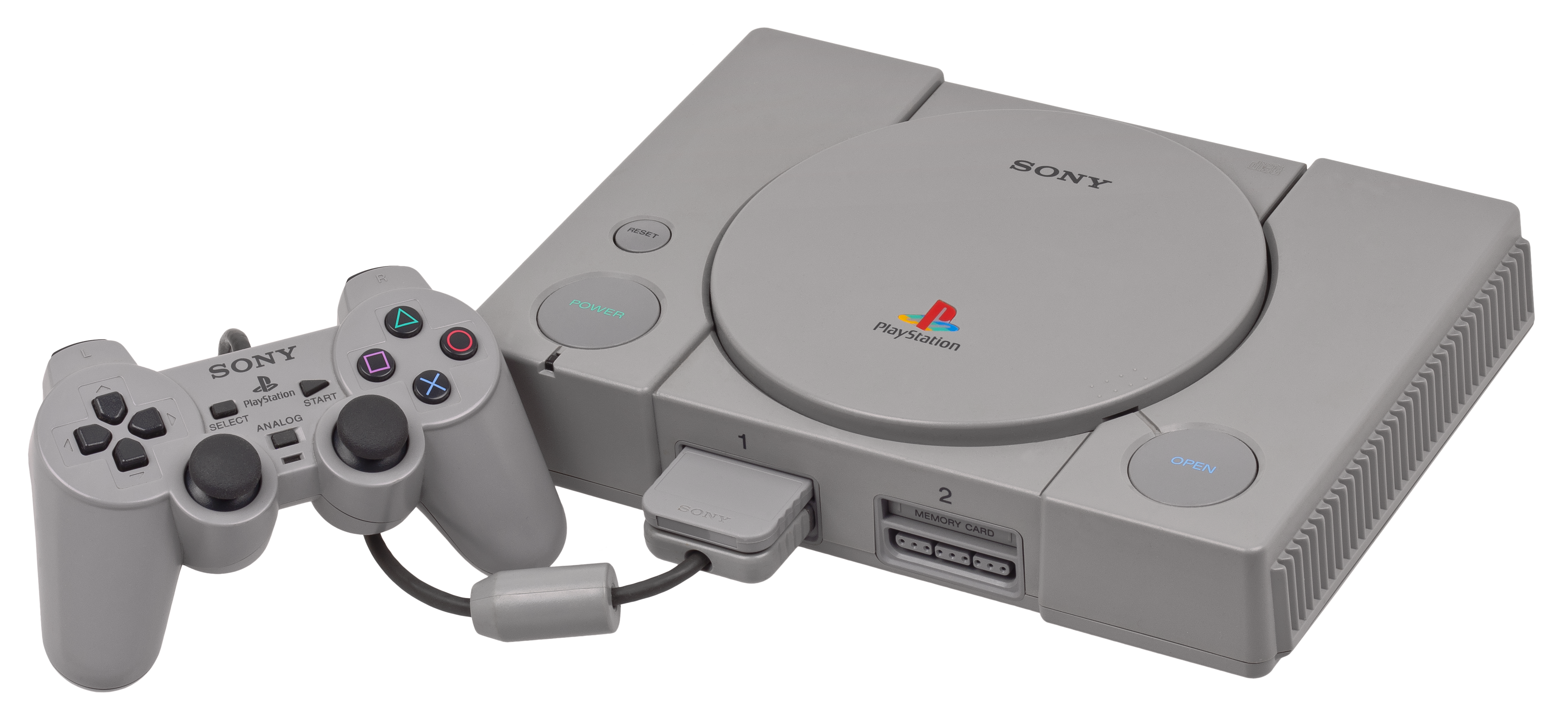
PlayStation de Sony.
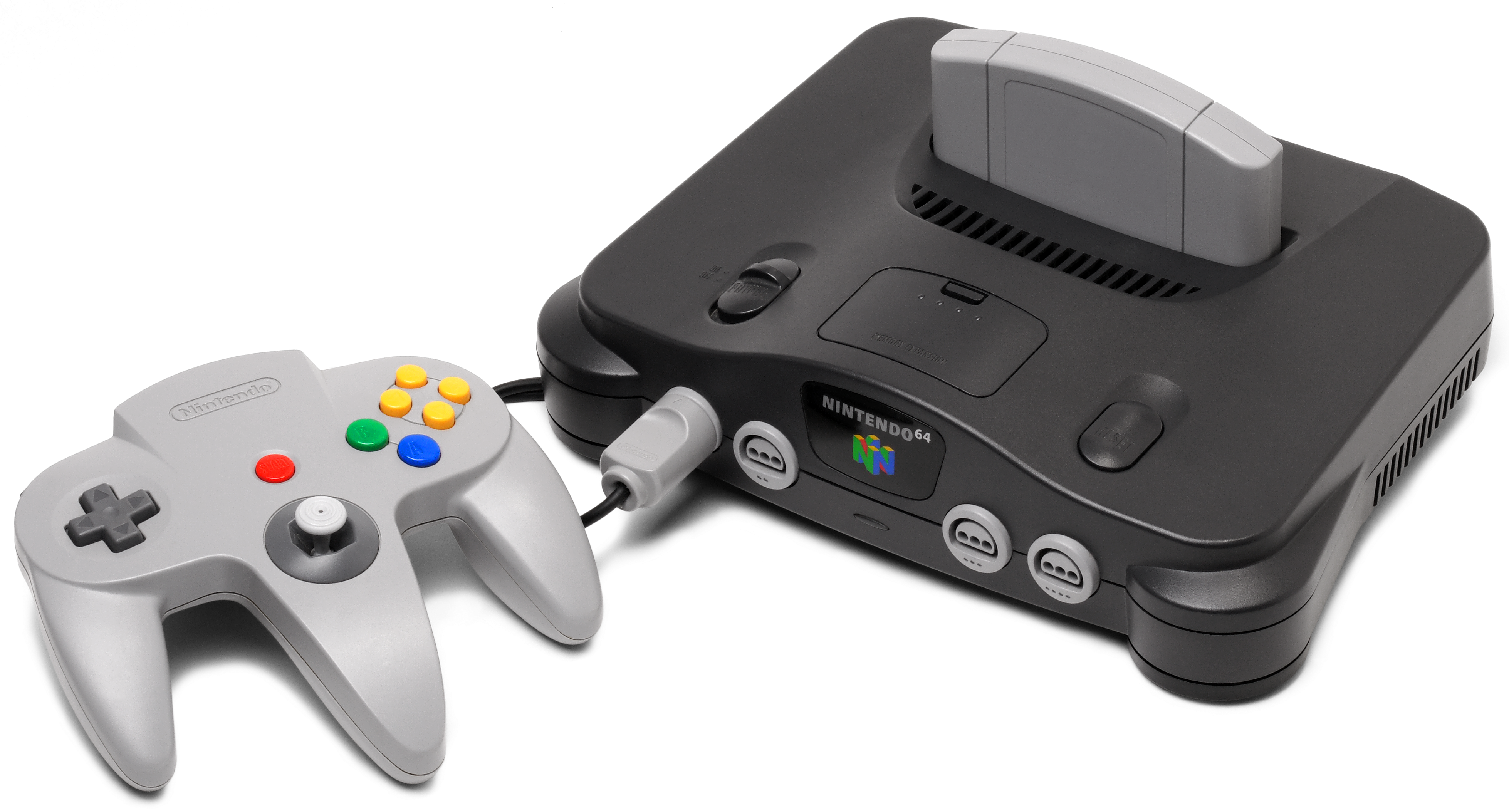
Nintendo 64 de Nintendo.
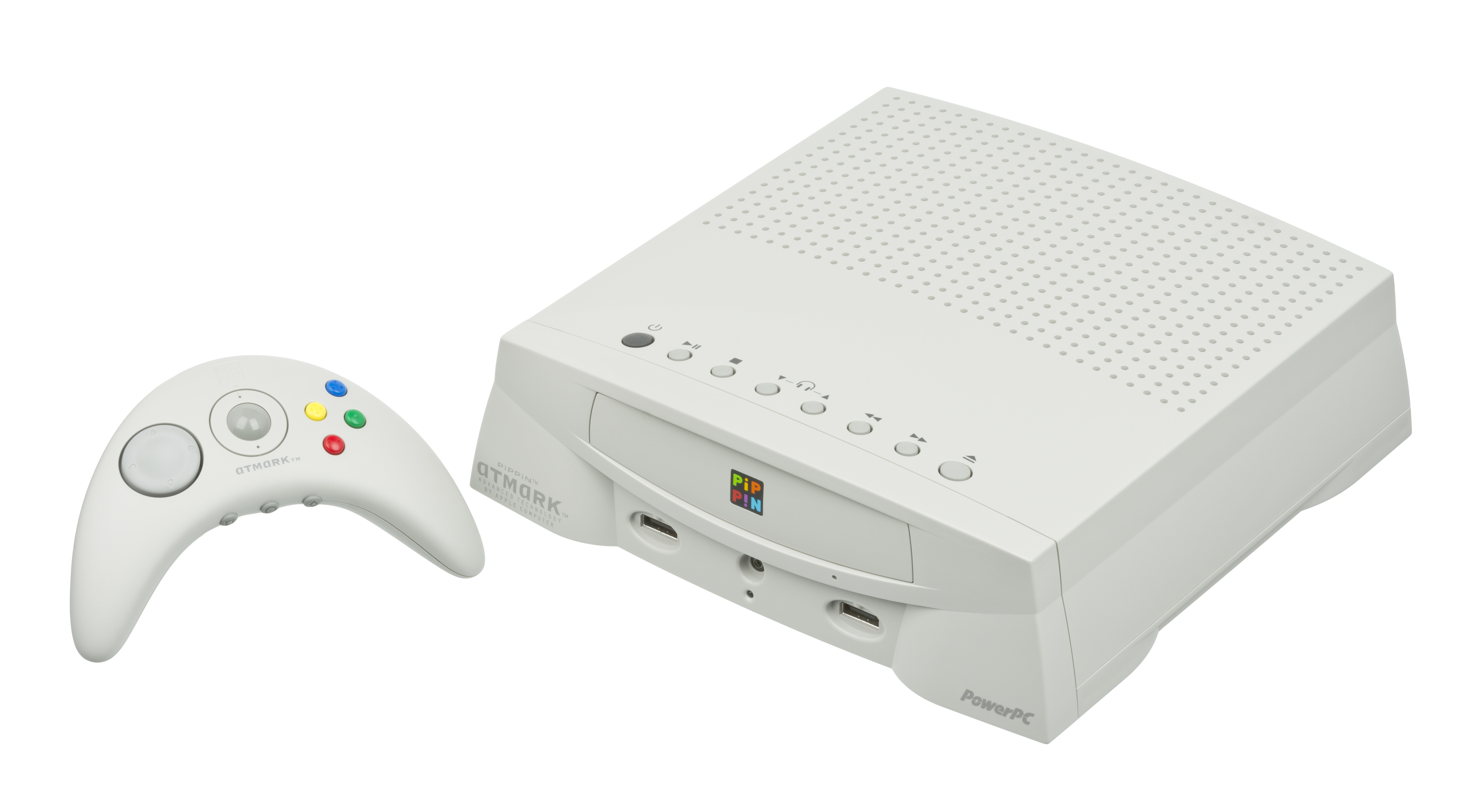
Apple Pippin de Apple.
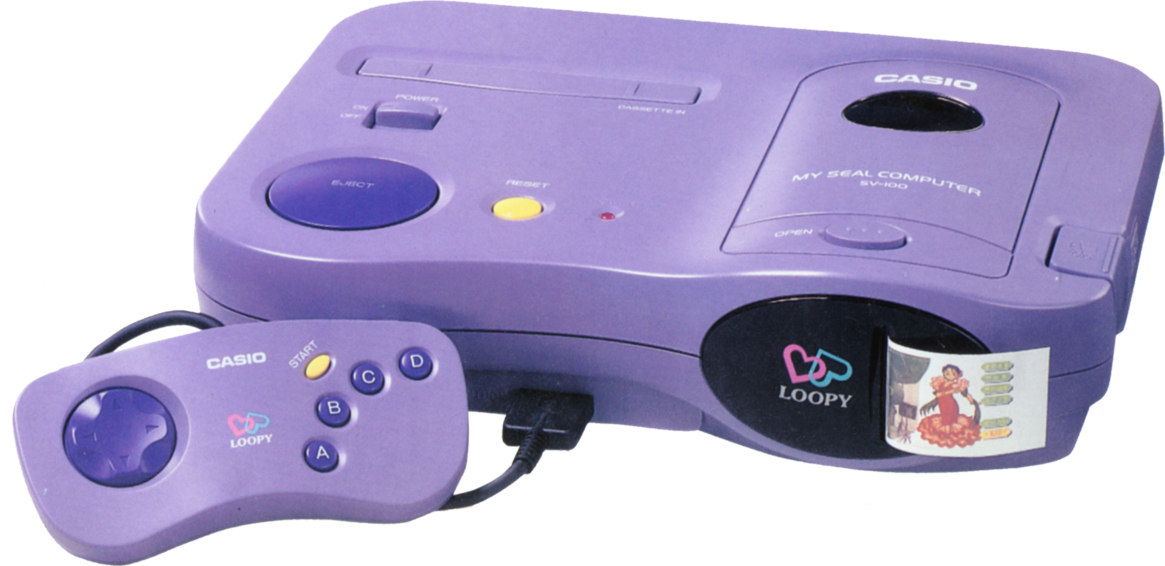
Casio Loopy de Casio.
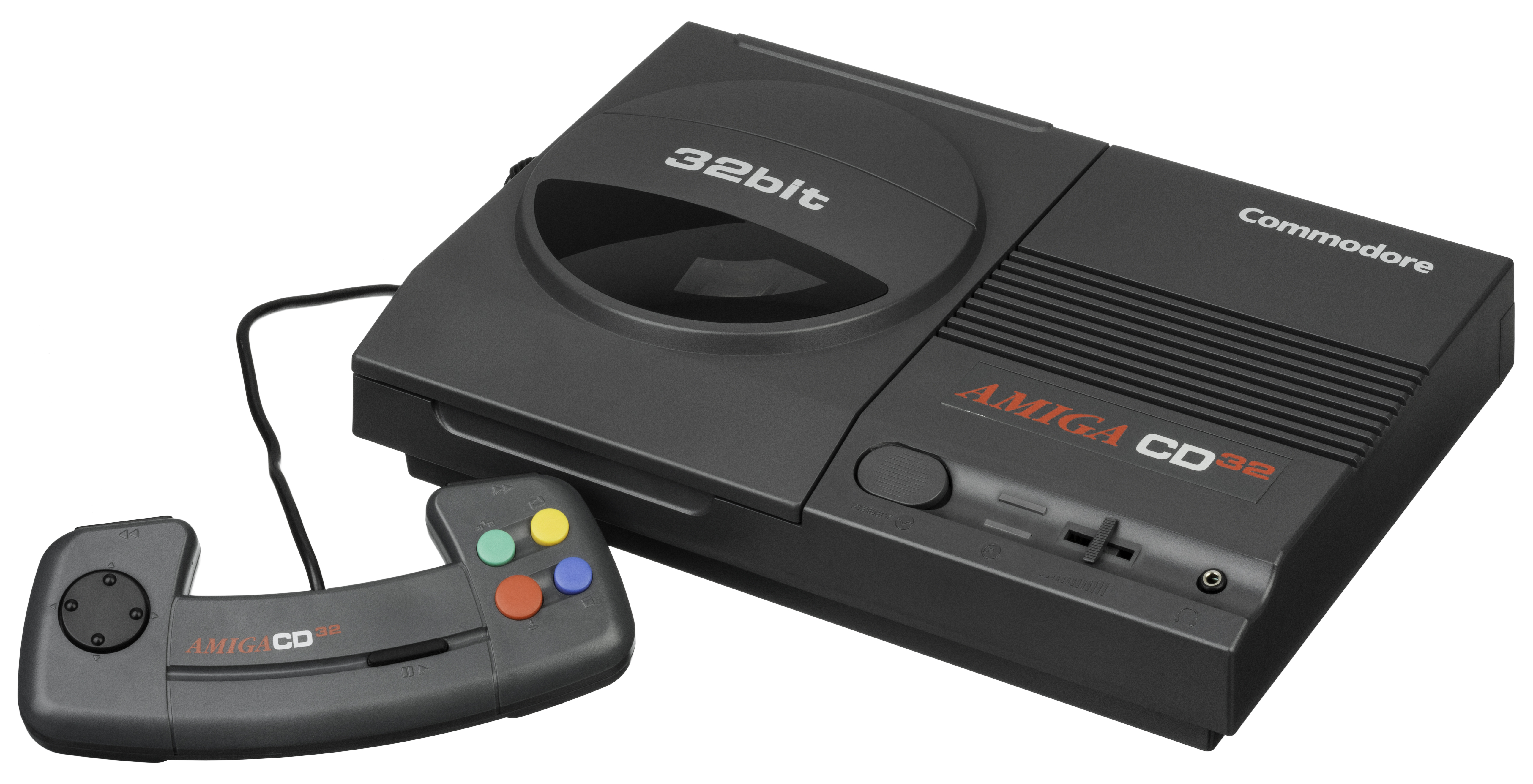
AmigaCD32 de Commodore International.
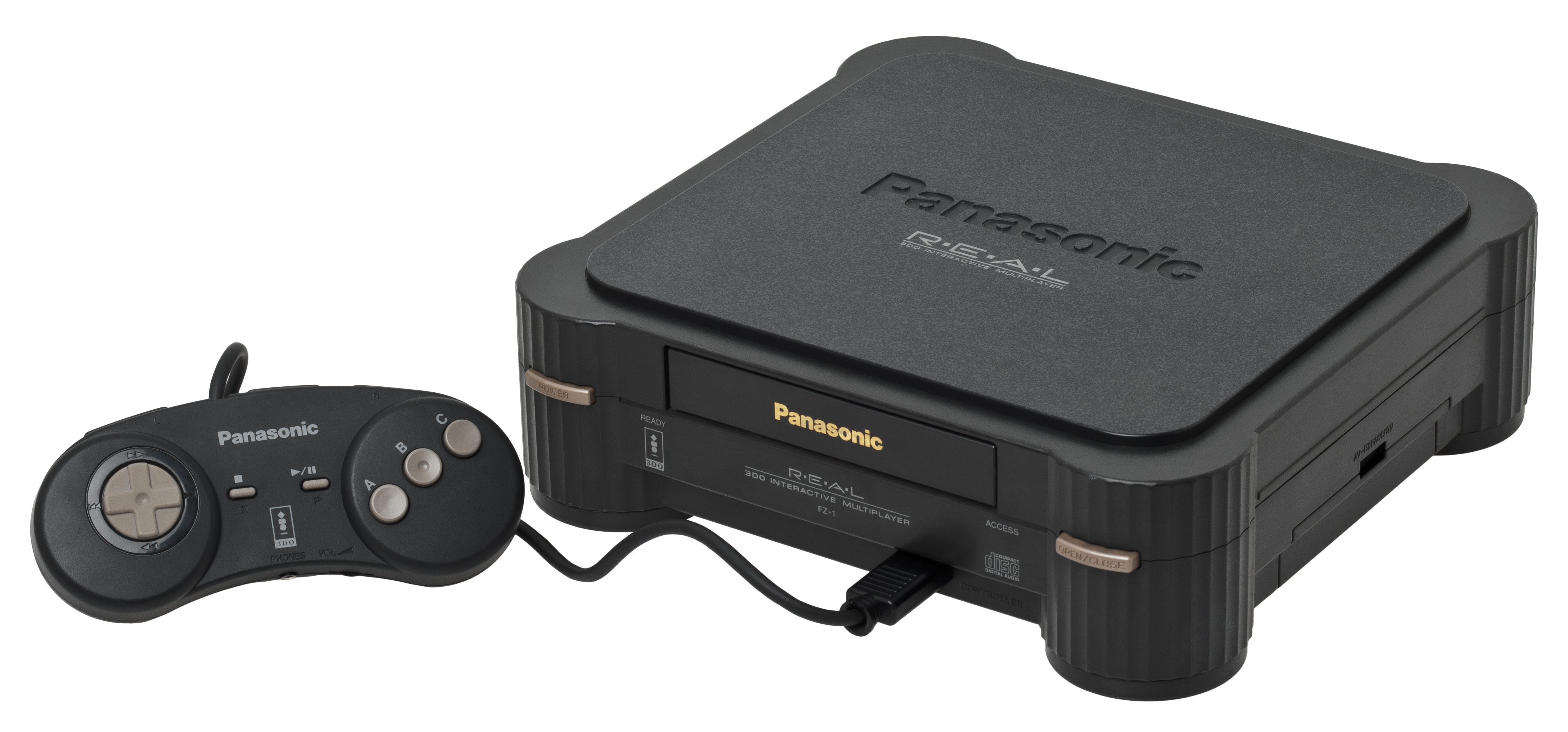
3DO Interactive Multiplayer de Panasonic, Sanyo y Goldstar (hoy llamada LG Electronics).
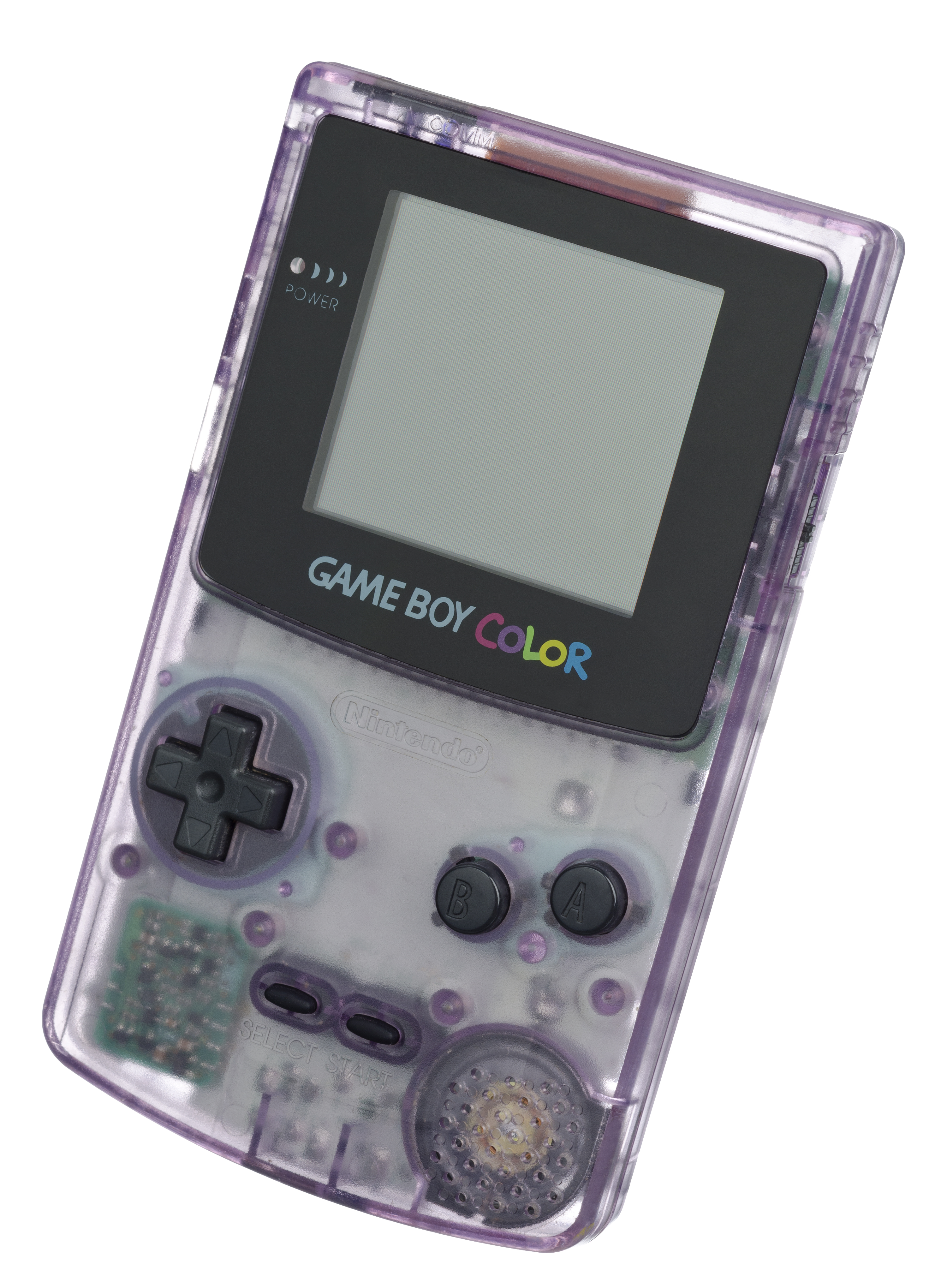
Game Boy Color de Nintendo
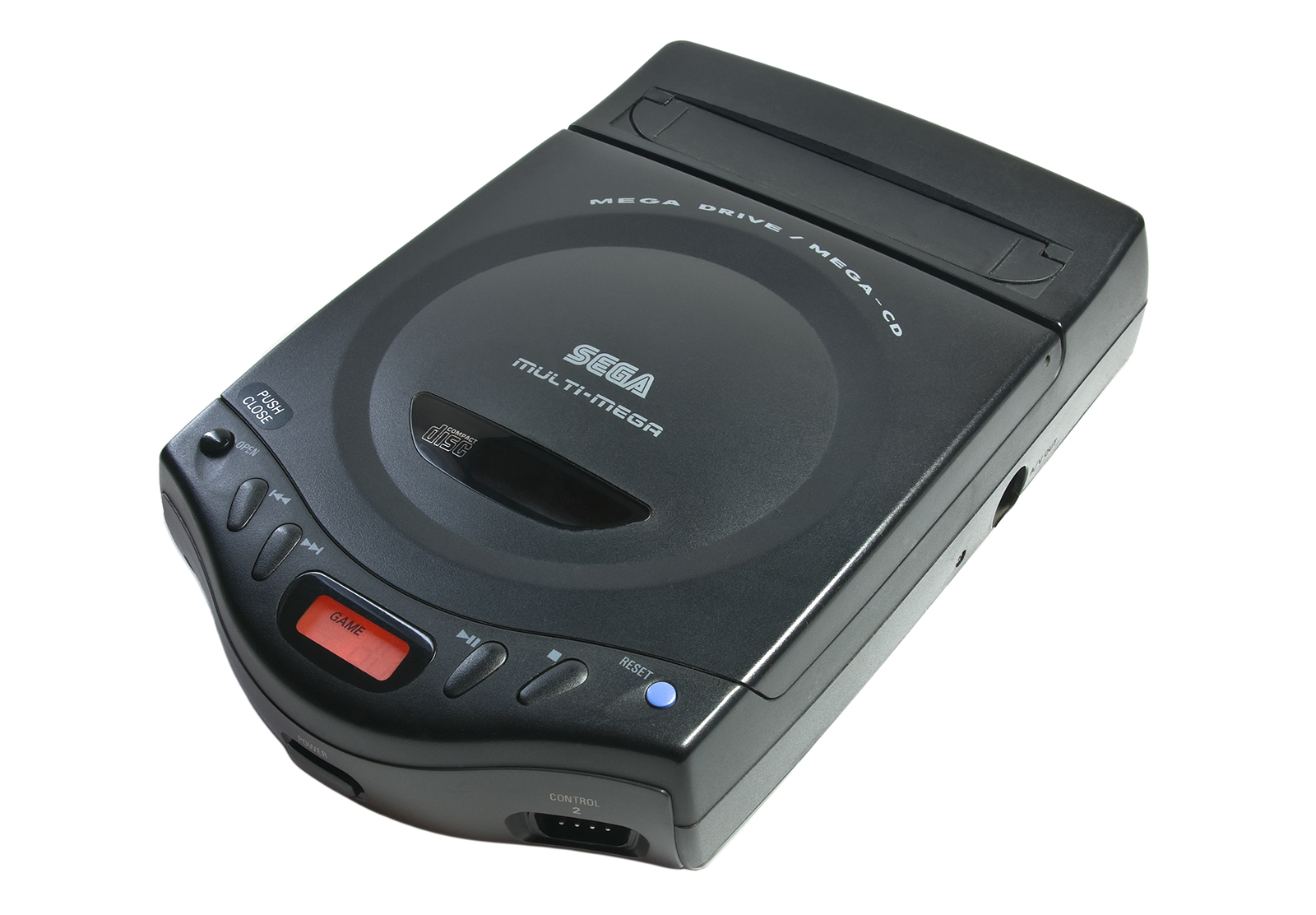
Sega Multi-Mega de Sega
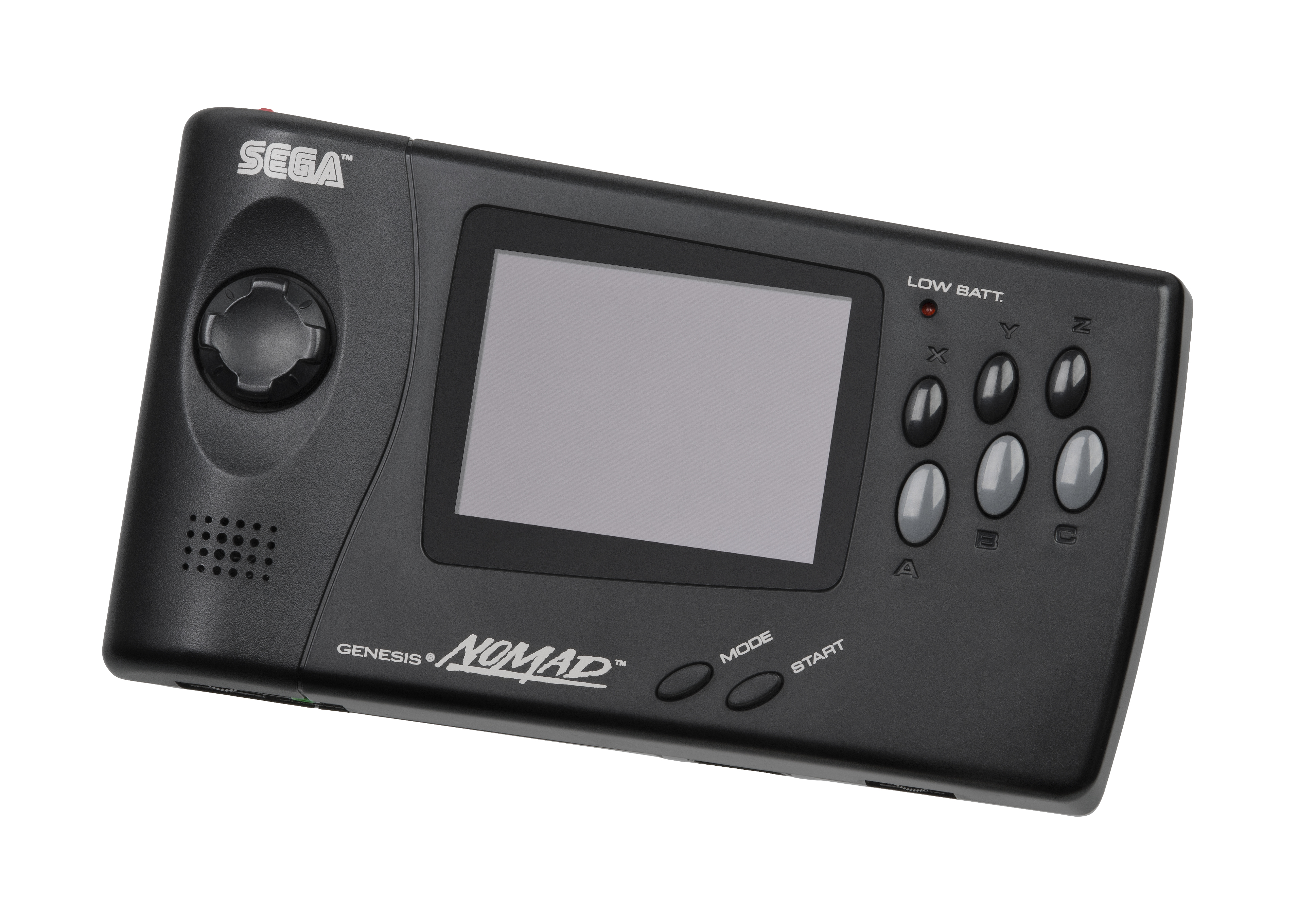
Sega Nomad de Sega
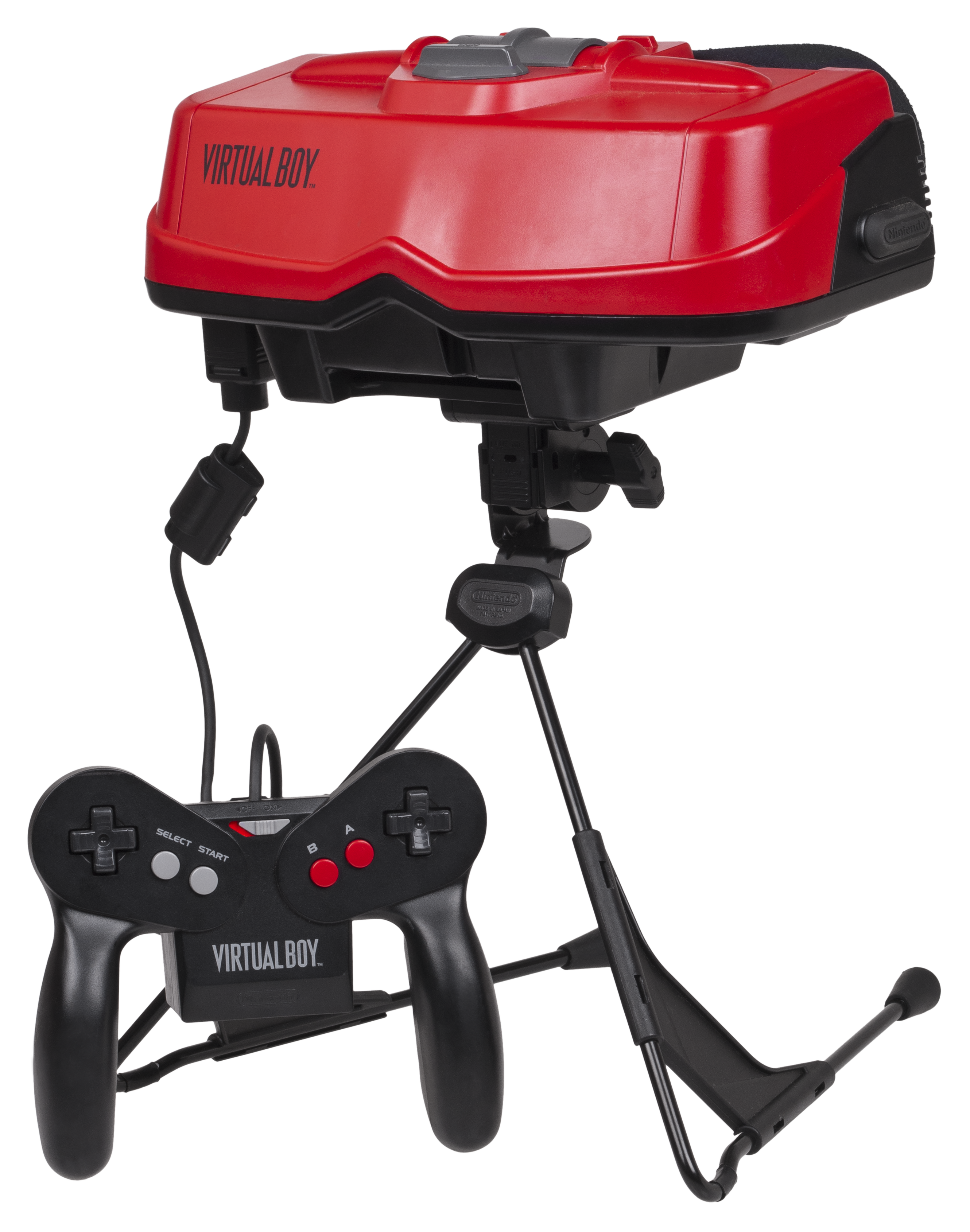
Virtual Boy de Nintendo
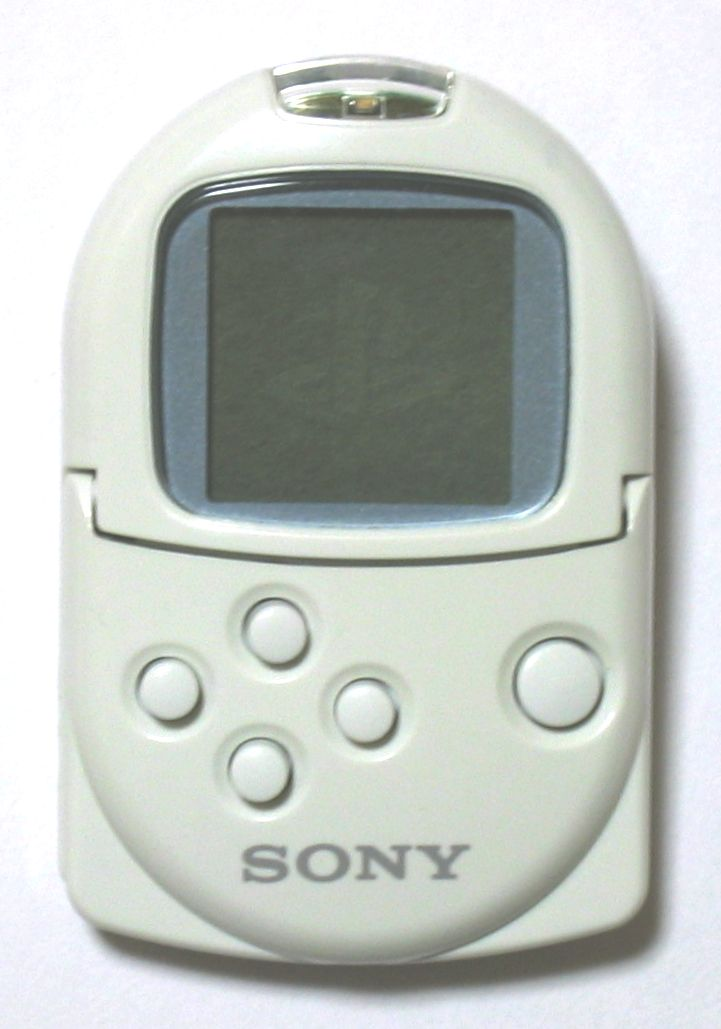
PocketStation de Sony
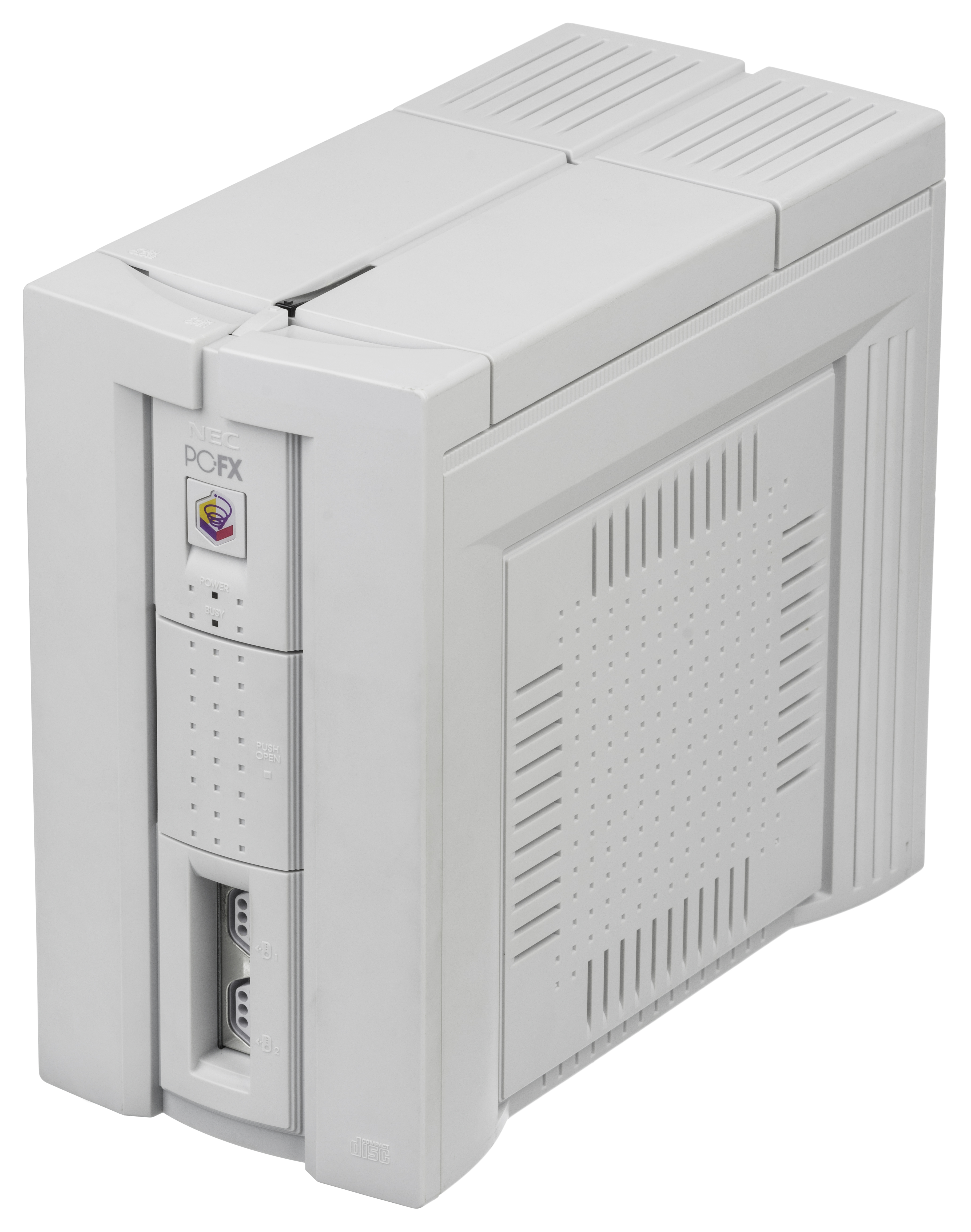
PC-FX de NEC
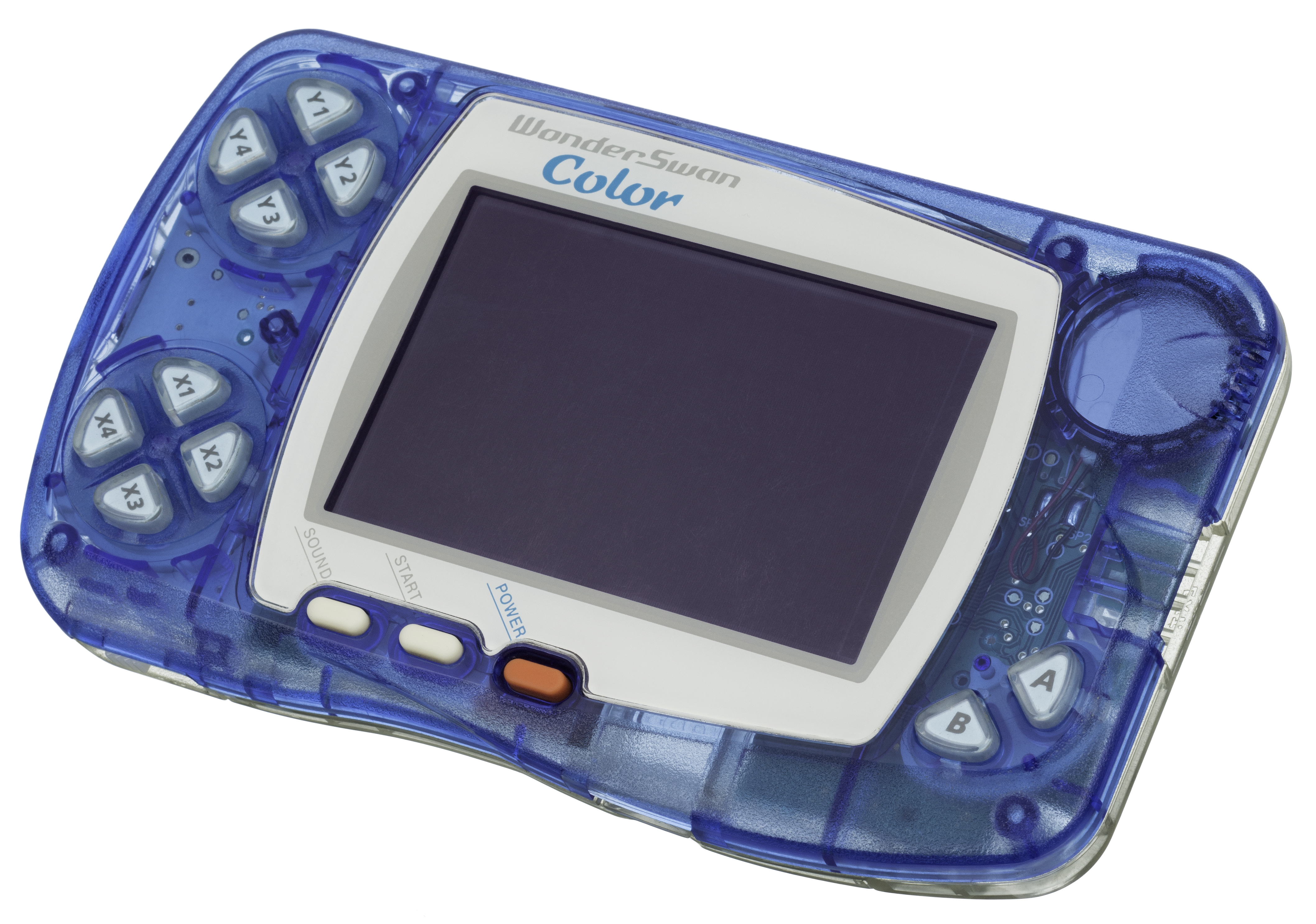
WonderSwan de Bandai
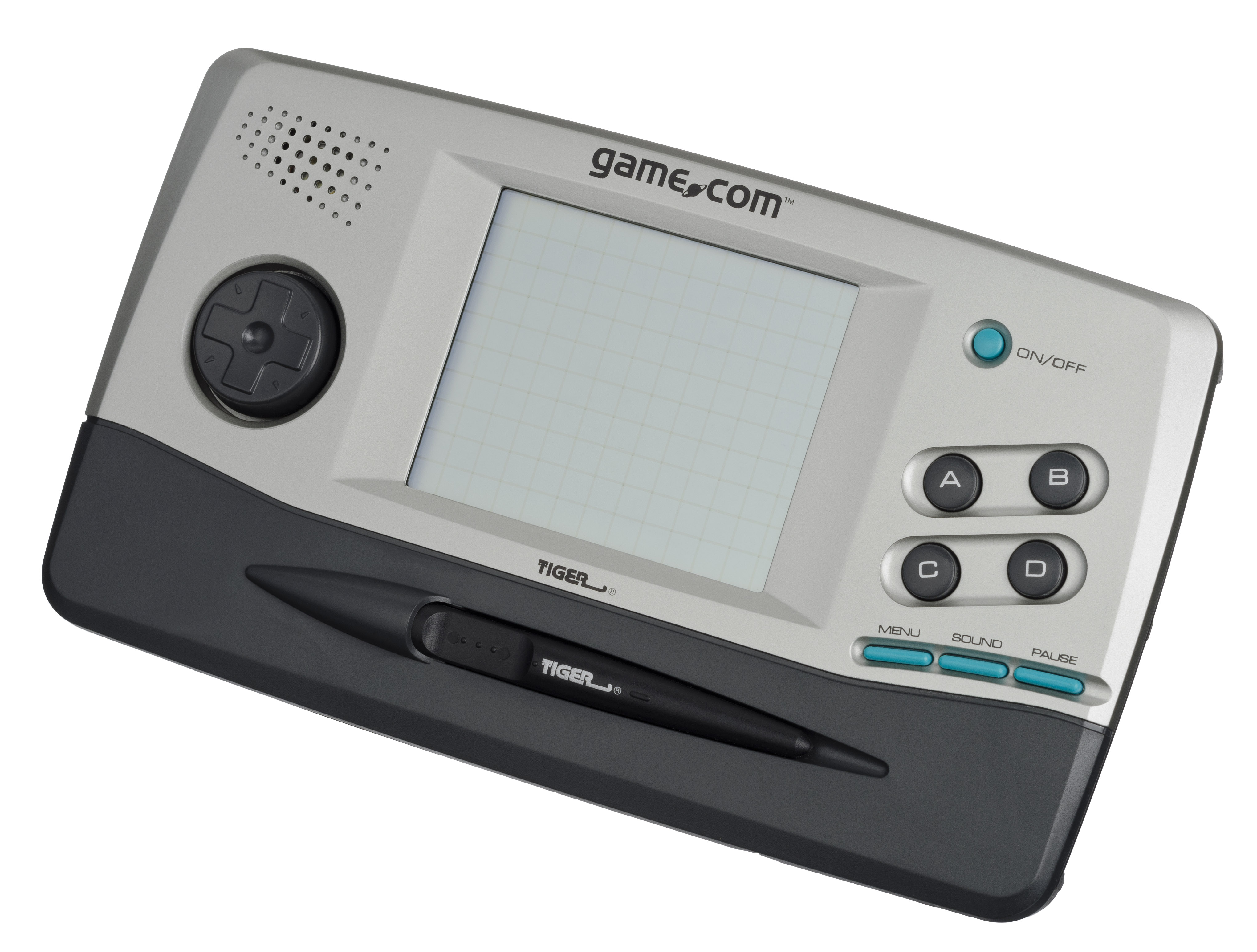
Game.com de Tiger Electronics
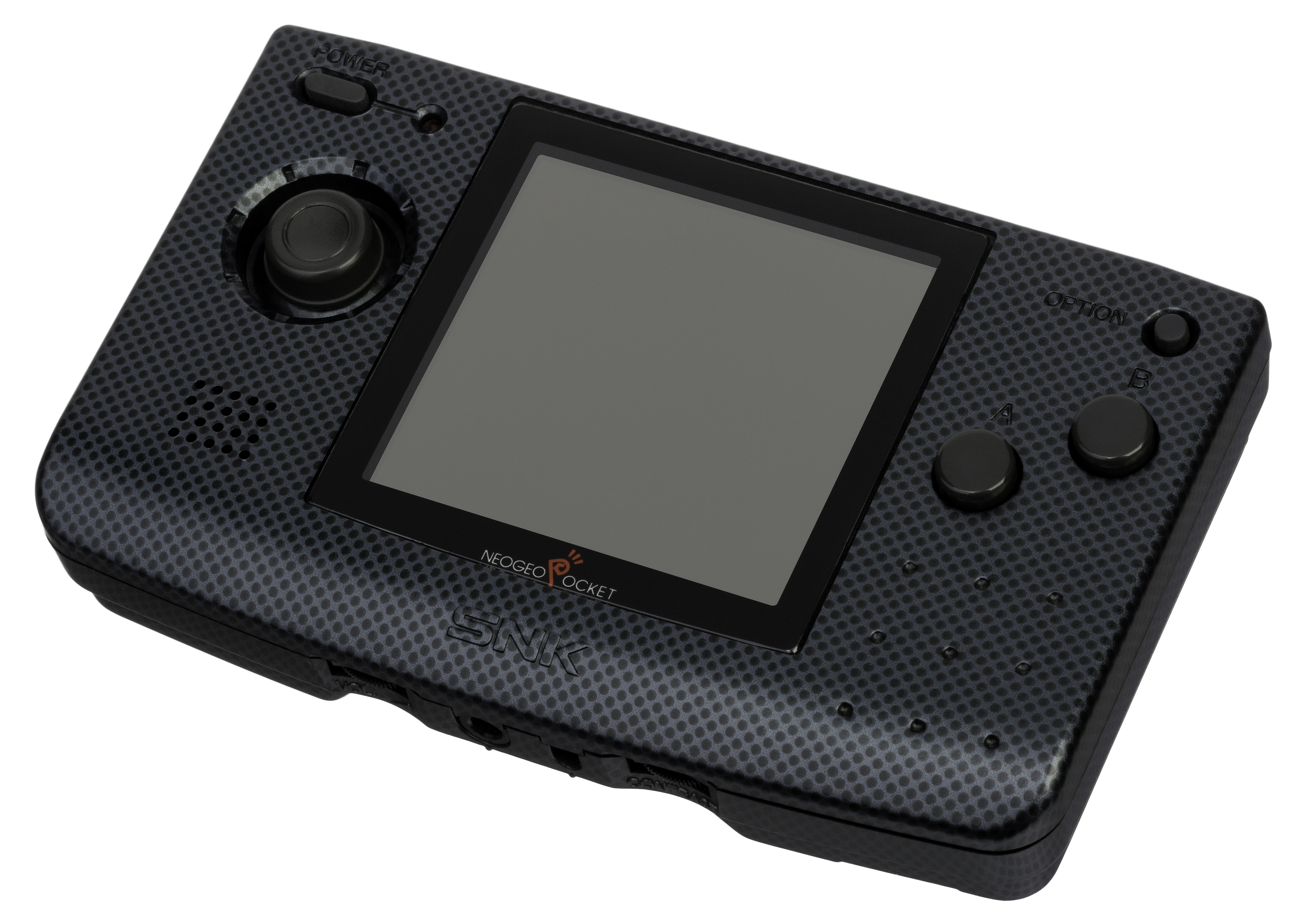
Neo Geo Pocket de SNK
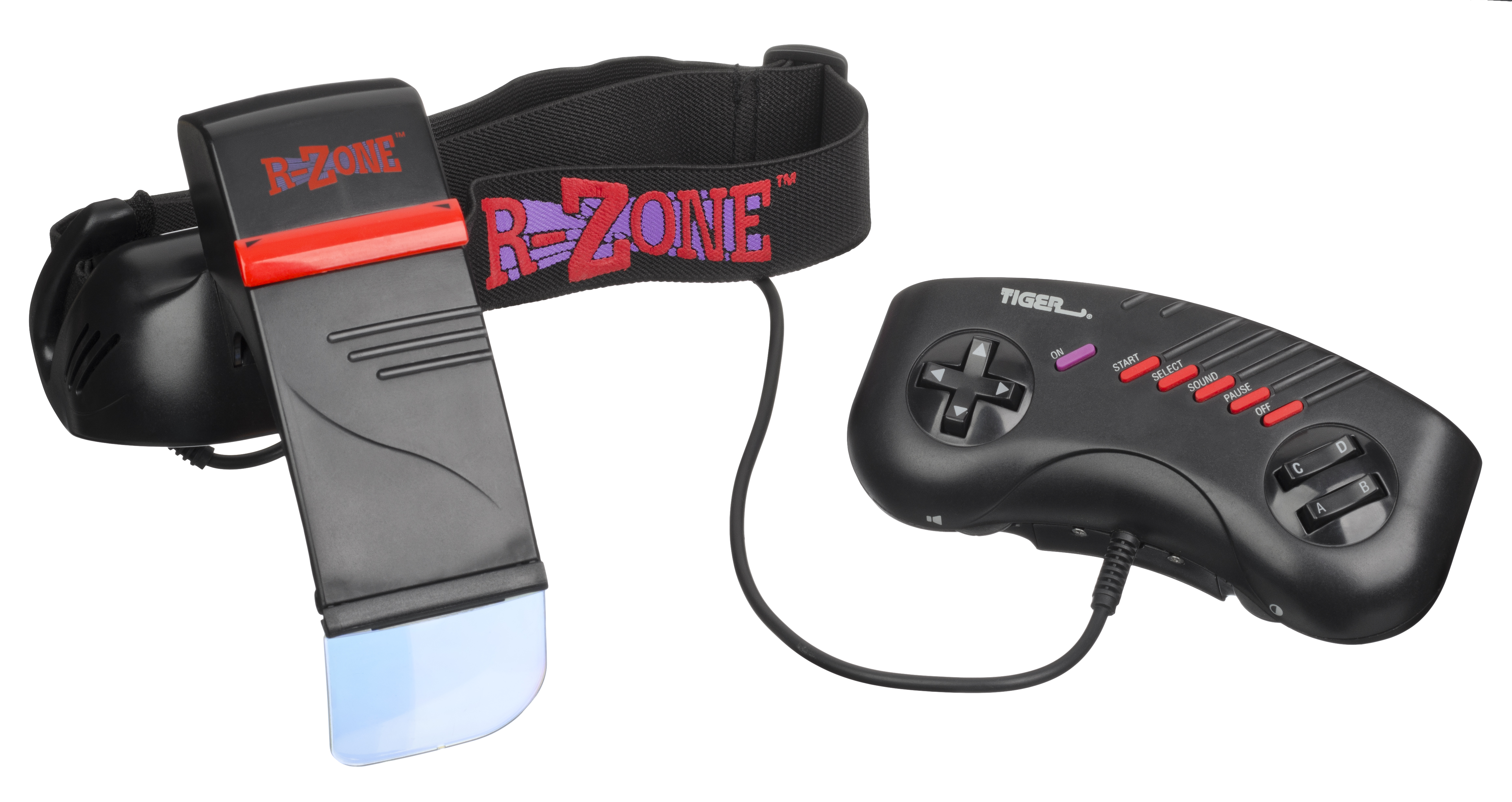
R-Zone de Tiger Electronics

### Sexta generación
En esta generación, se produjeron equipos con similitudes a la arquitectura de una computadora personal, no obstante, las consolas de sobremesa prescindieron de los cartuchos y utilizan medios de almacenamiento de gran capacidad como el DVD, GD-ROM, GOD. Lo cual hizo que los juegos fuesen más largos y visualmente más atractivos. Además, esta generación también experimenta el videojuego en línea en las consolas y la aplicación de sistemas almacenamiento internos en los equipos como memoria flash y disco duros que son utilizados para guardar datos del videojuego.

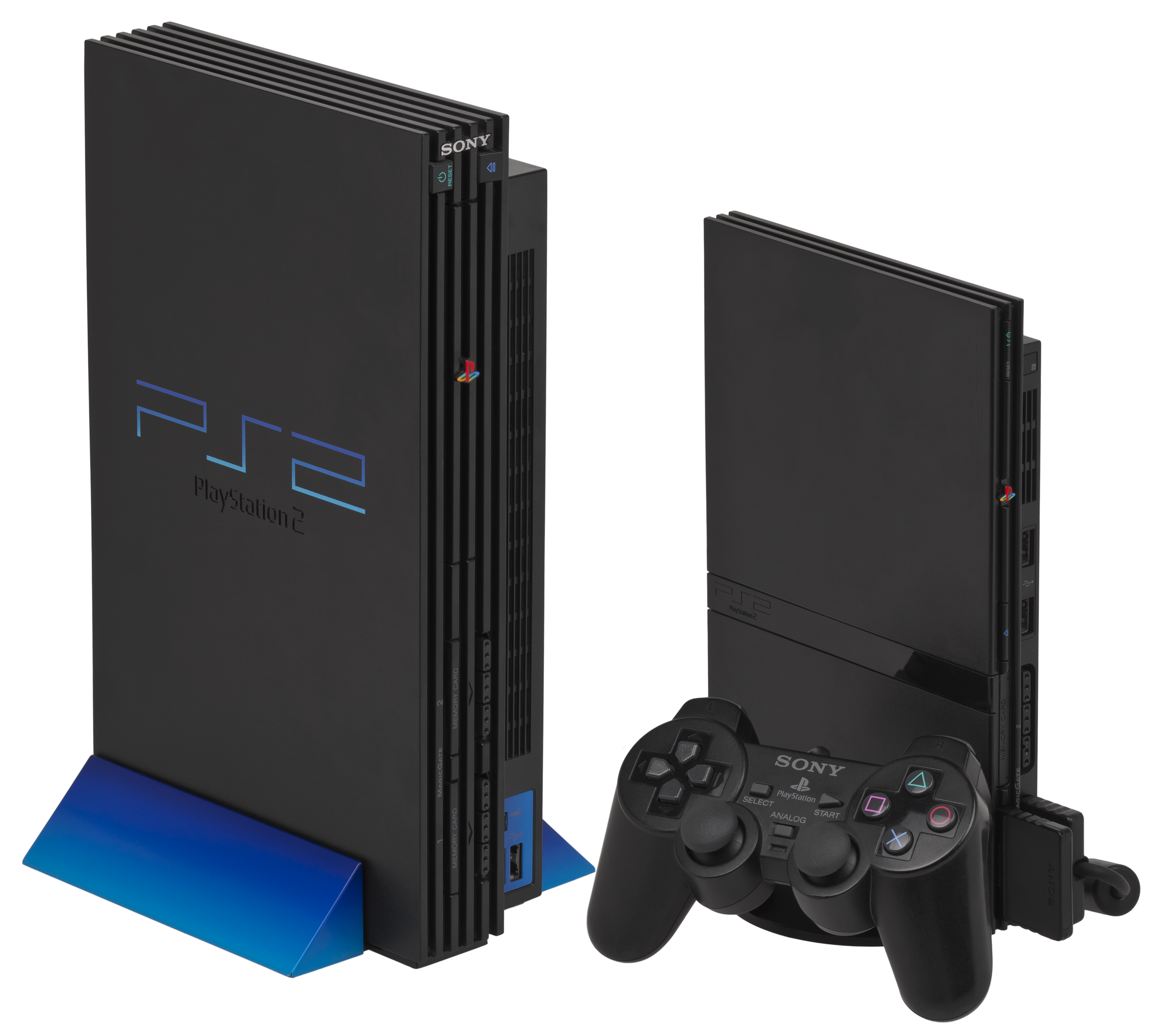
PlayStation 2 de Sony.
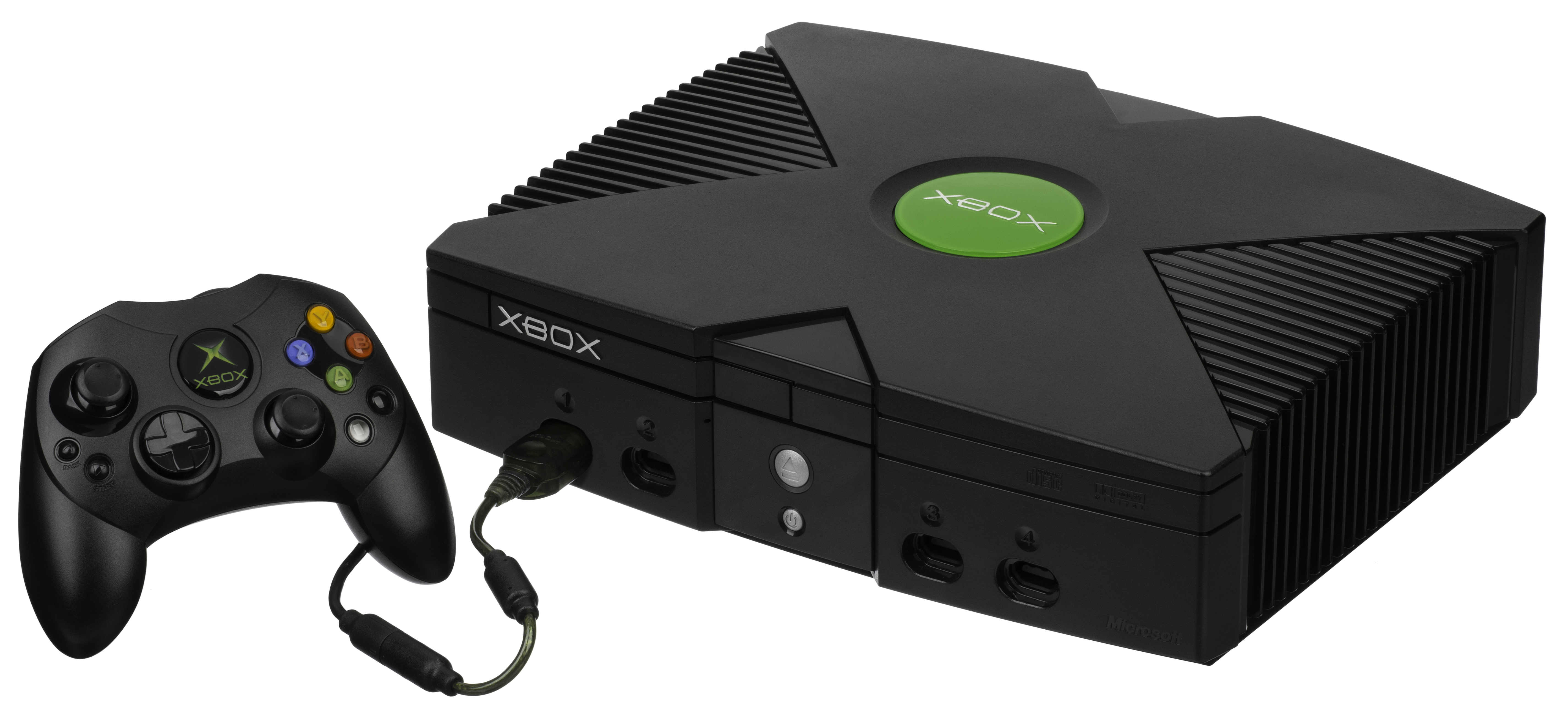
Xbox (consola) de Microsoft.
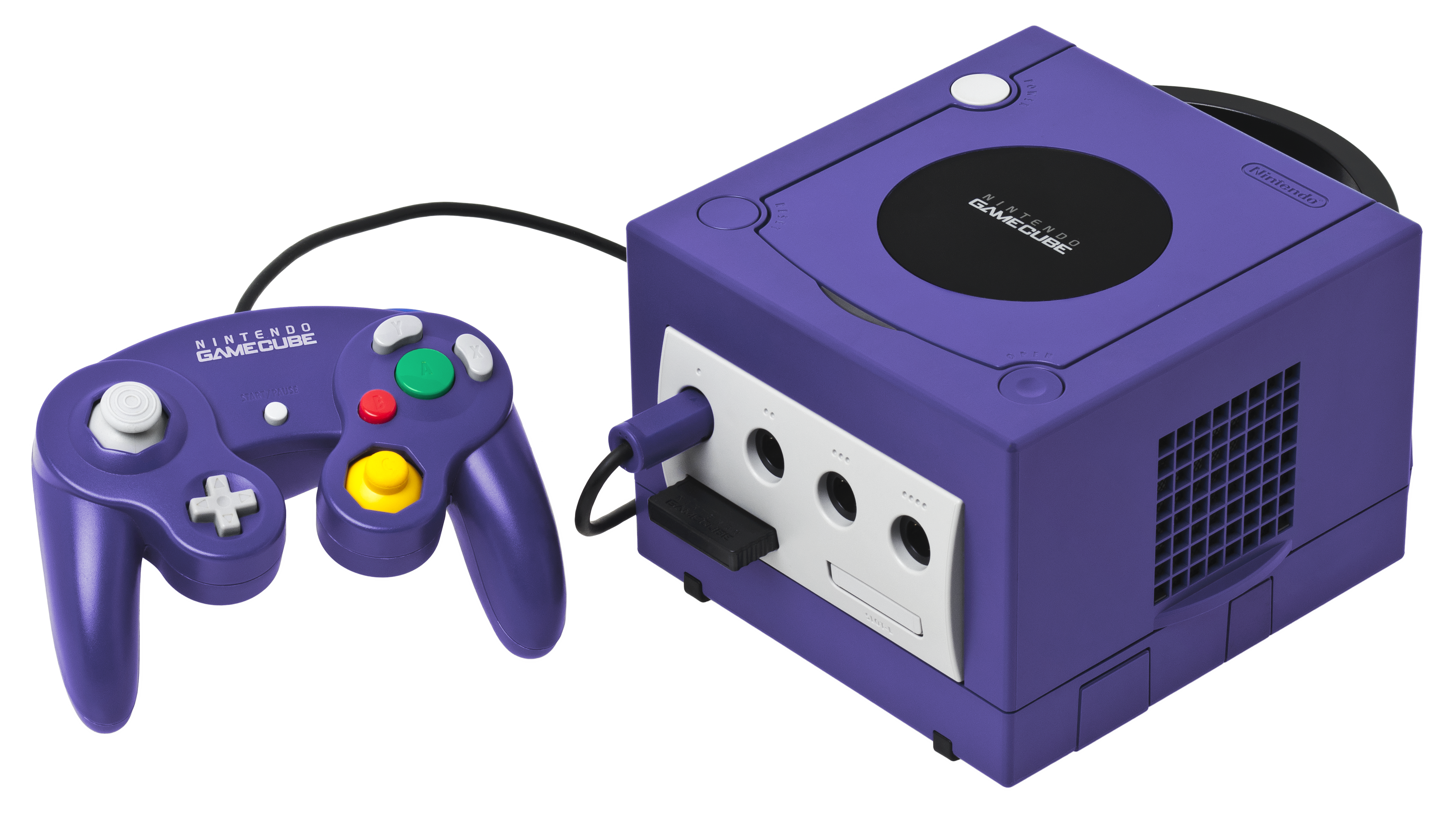
Nintendo GameCube de Nintendo.
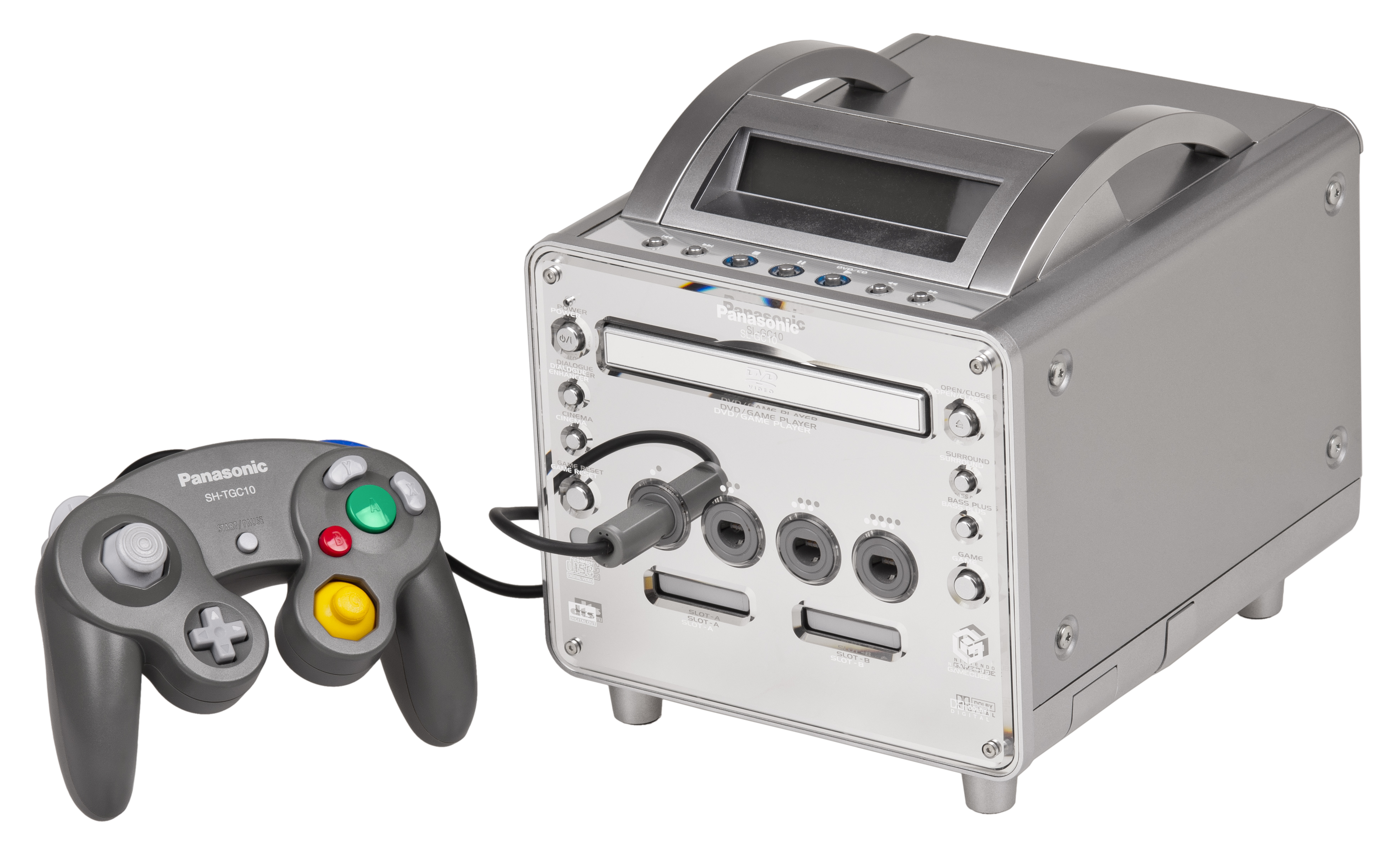
Panasonic Q de Nintendo y Matsushita Electric (Actualmente conocido como Panasonic).
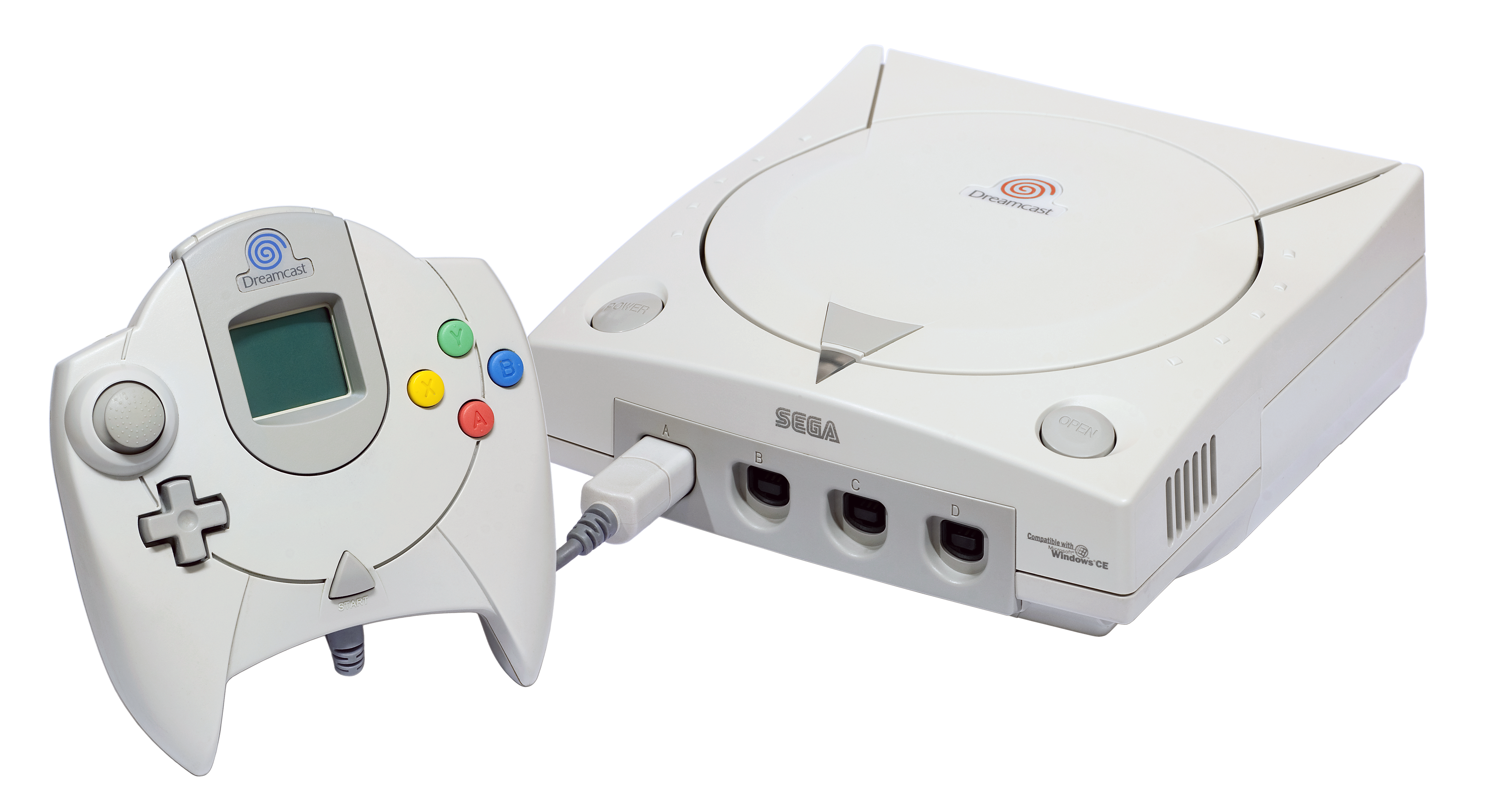
Sega Dreamcast de Sega.
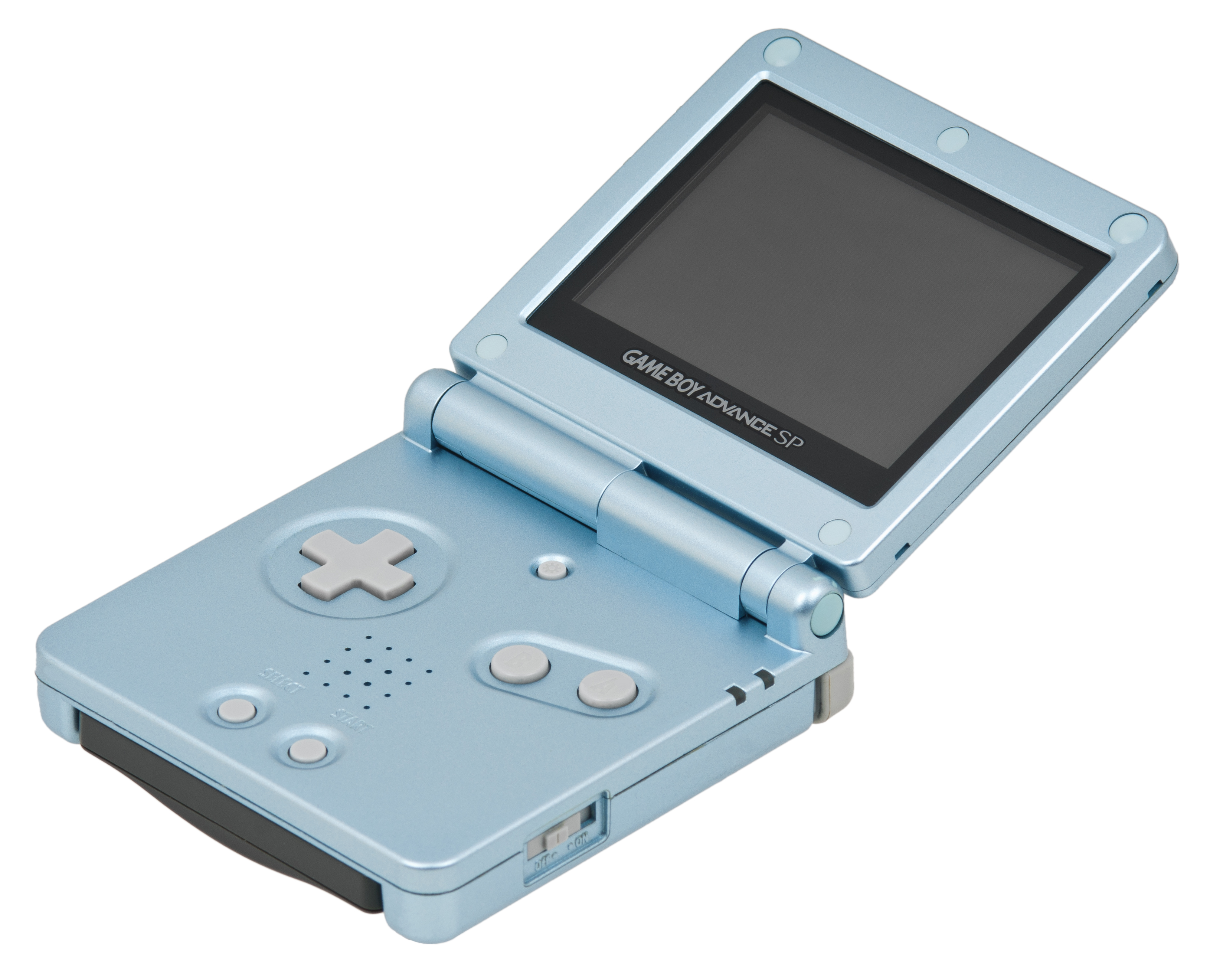
Game Boy Advance SP de Nintendo
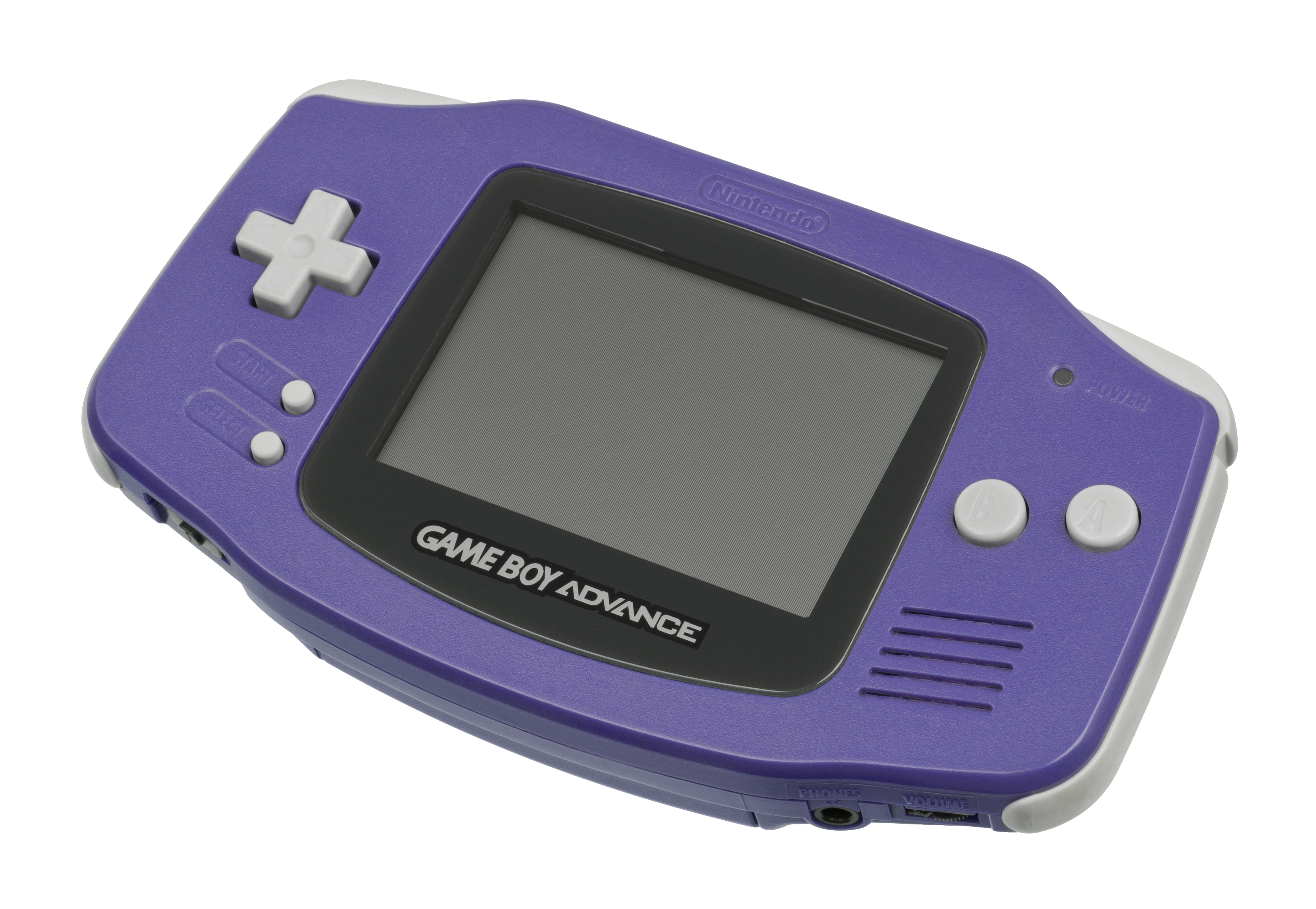
Game Boy Advance de Nintendo
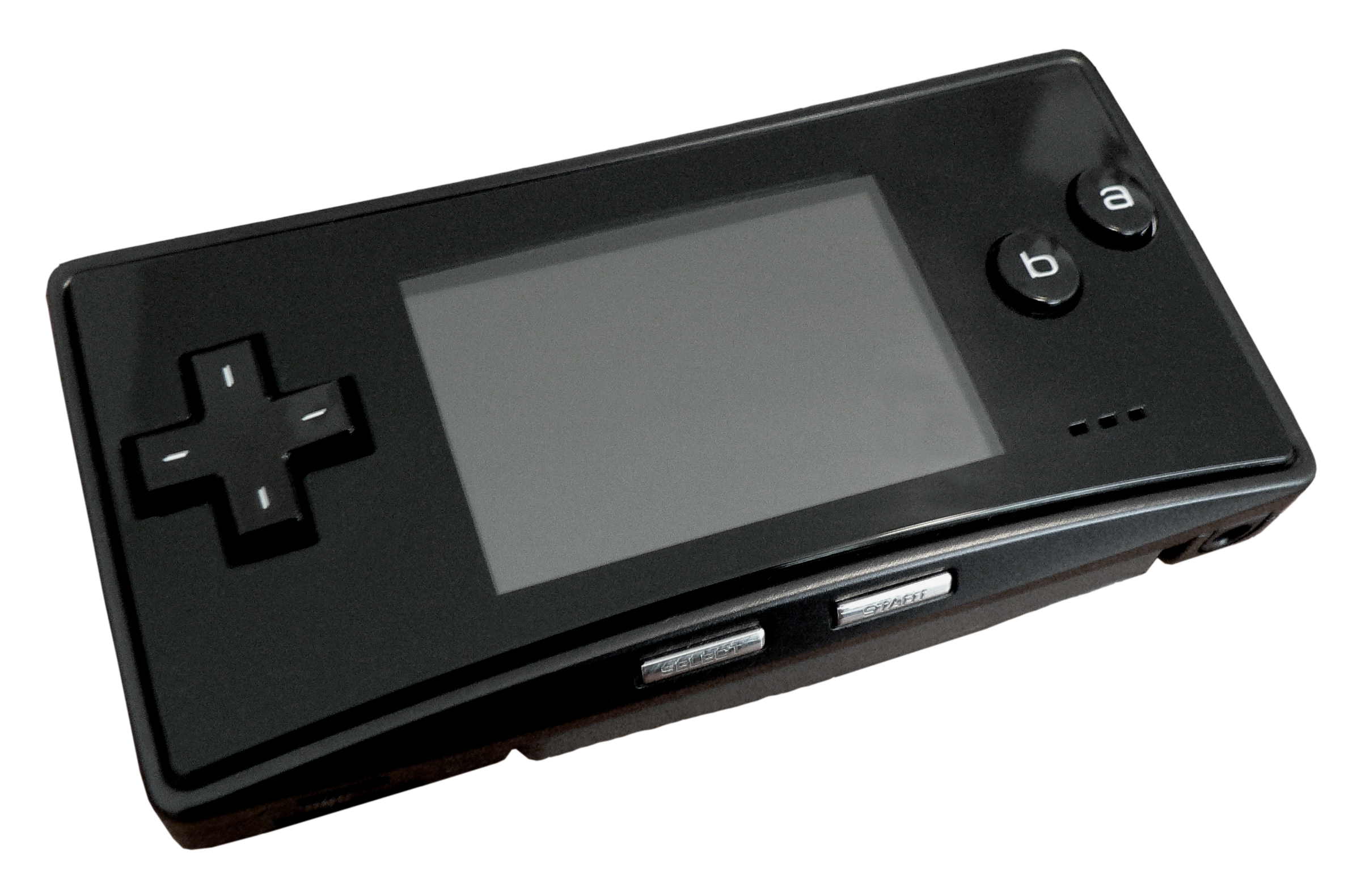
Game Boy Micro de Nintendo
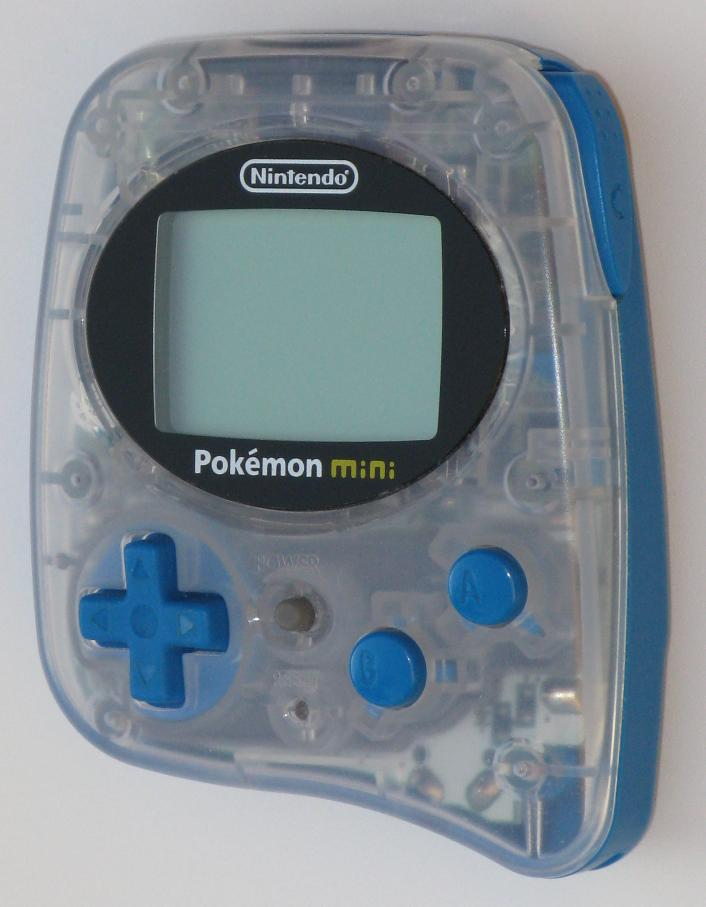
Pokémon mini de Nintendo
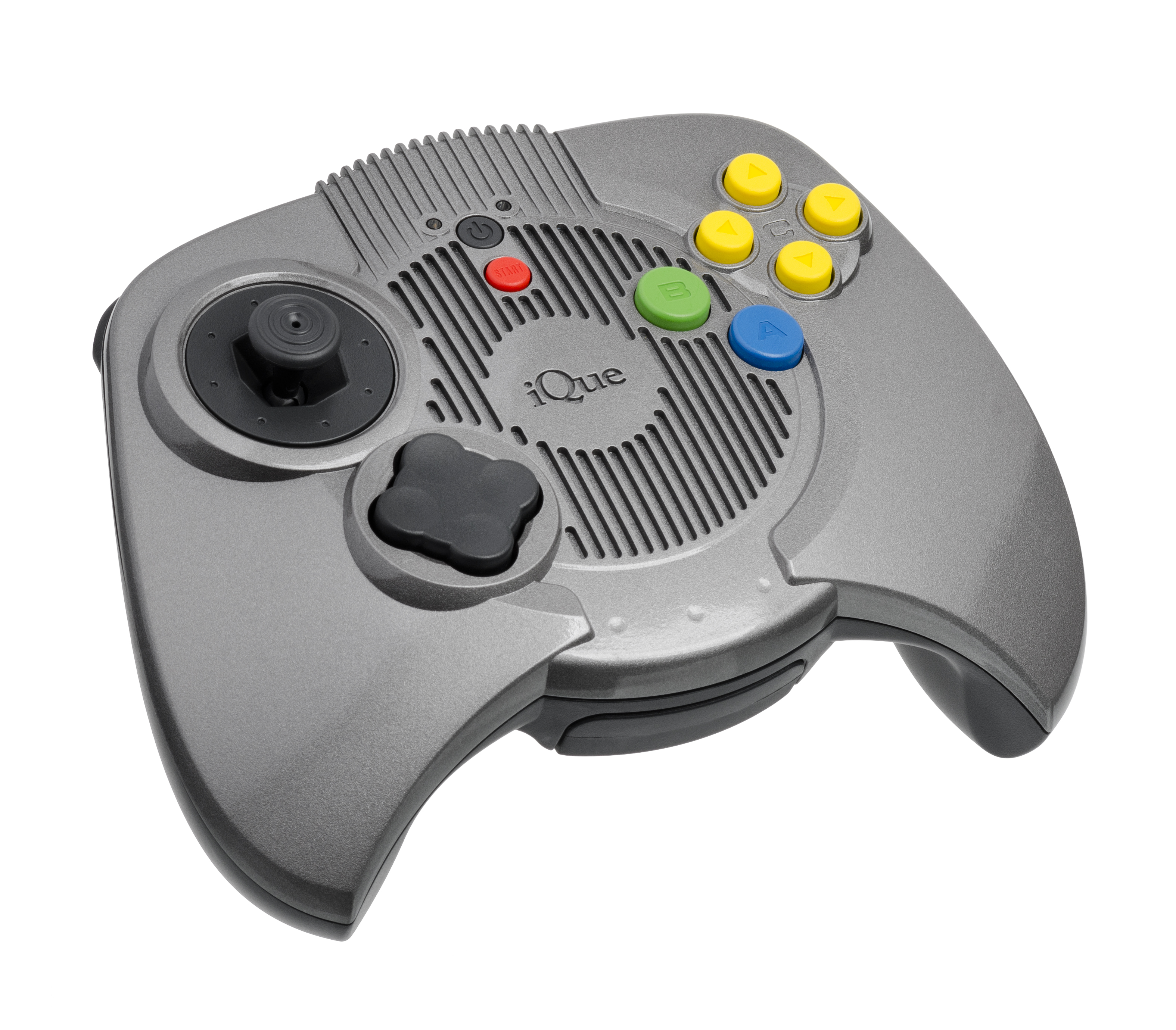
Nintendo iQue de Nintendo
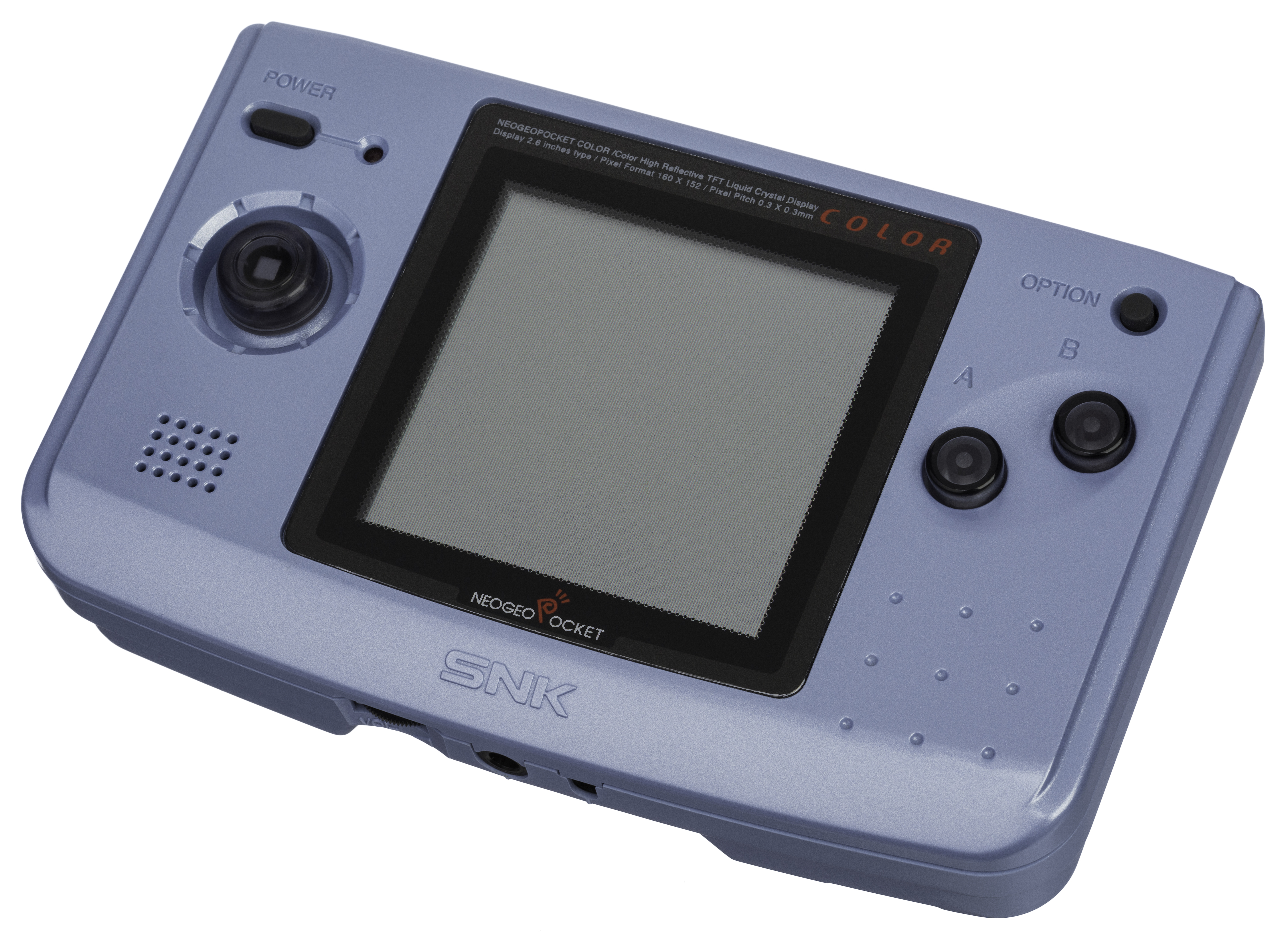
Neo Geo Pocket Color de SNK
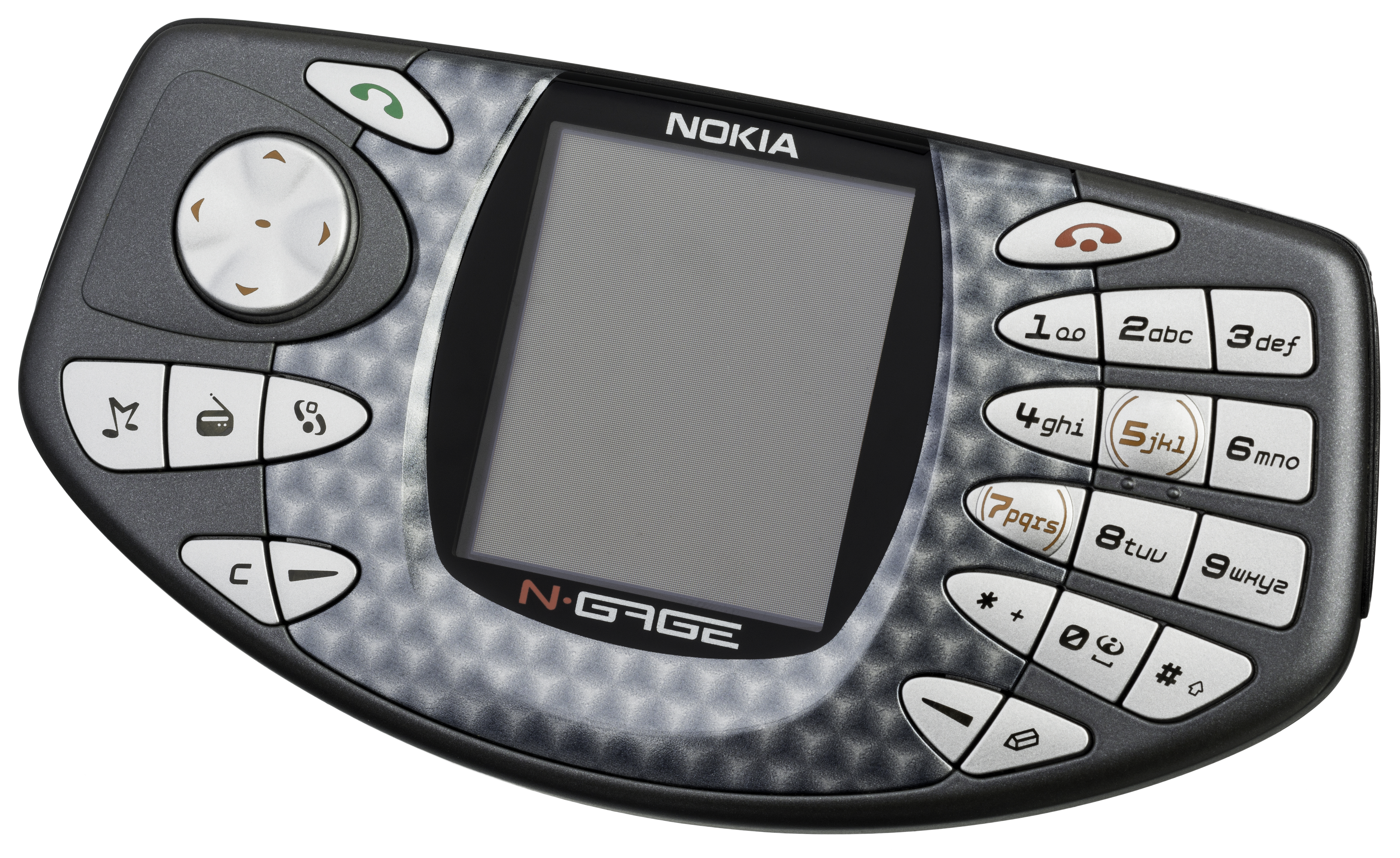
N-Gage de Nokia
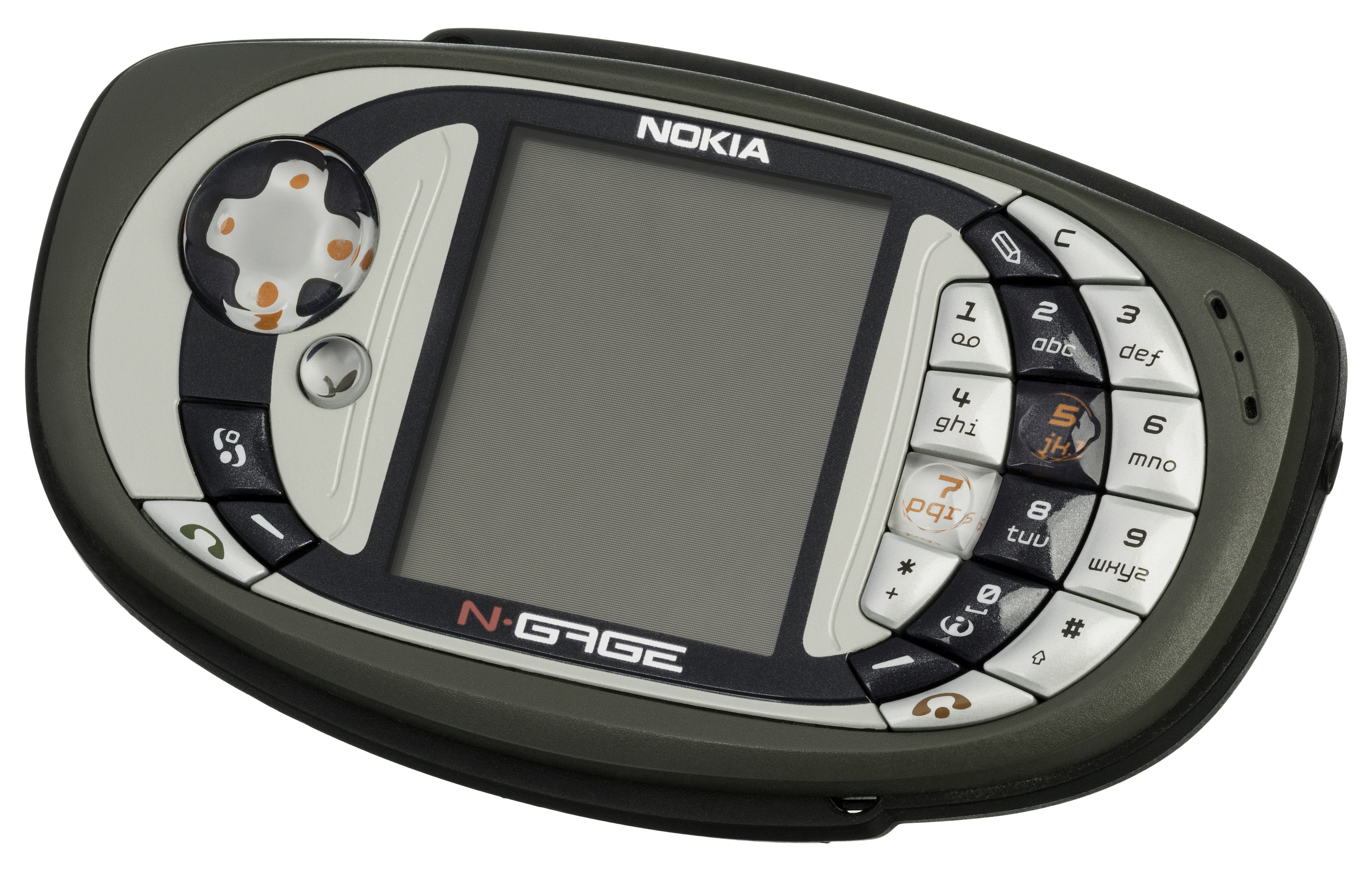
N-Gage QD de Nokia
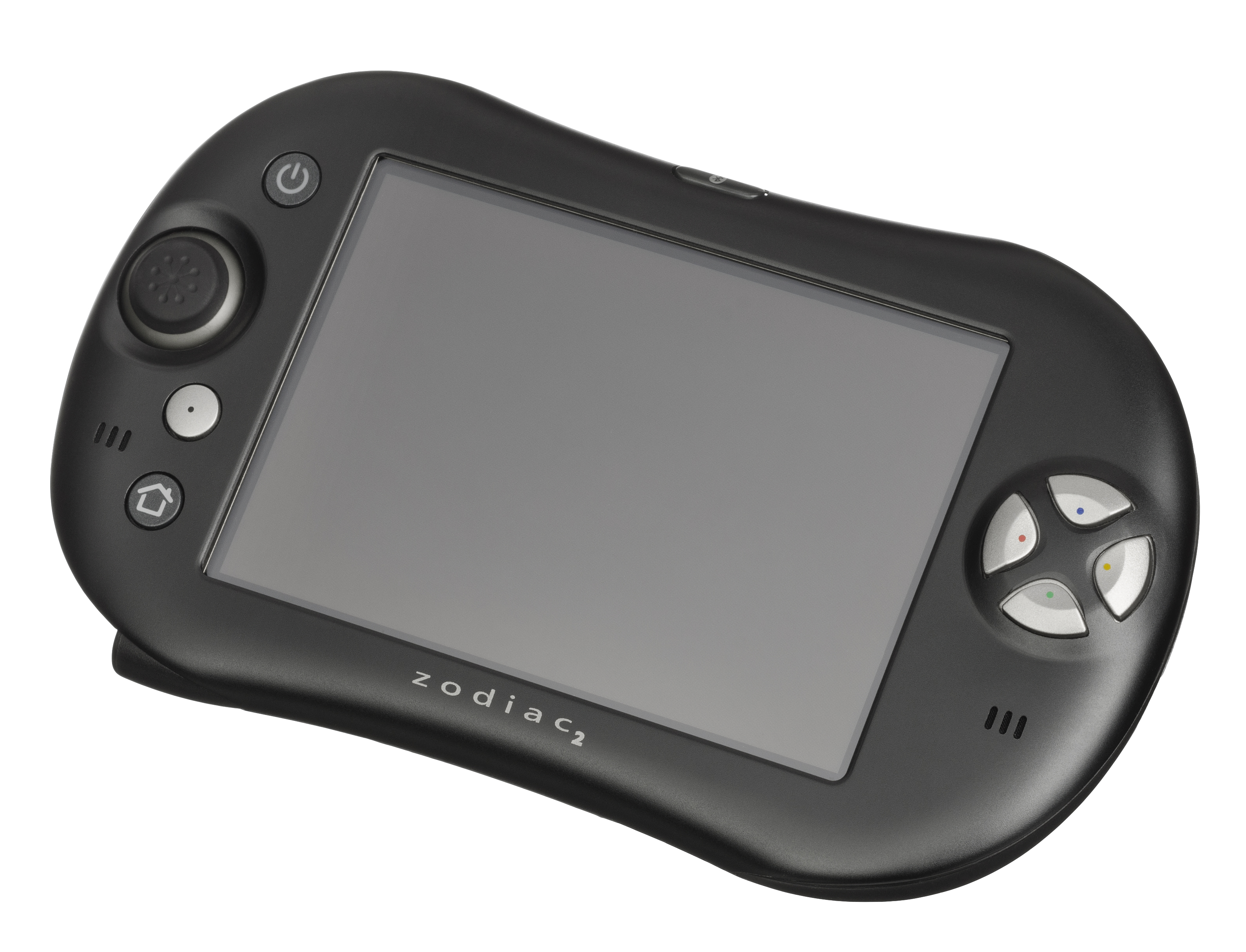
Tapwave Zodiac de Tapwave
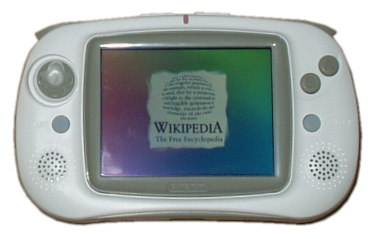
GP32 de Game Park

La Dreamcast fue la primera consola de esta generación, y la última consola de videojuegos de Sega, también fue la primera en cesar su producción en esta generación. Sega implementó un tipo especial de soporte óptico llamado GD-ROM. Estos discos fueron creados con el fin de evitar la piratería de software, relativamente fácil en las consolas de la generación anterior, ya que coincidió con la salida al mercado de las primeras grabadoras de CD-ROM, sin embargo, este formato fue instantáneamente violado. En 2001, se suspende la producción de este sistema, Sega se enfoca únicamente al desarrollo de software. Sin embargo, la compañía continuó dando soporte a las consolas que fueron vendidas y al formato GD-ROM, hasta el 2007. El equipo fue el primero en disponer de un módem de 33.6 Kb, con el cual se podía acceder a Internet y jugar algunos títulos en línea como Phantasy Star Online.
La PlayStation 2 de Sony continuó el mismo éxito de la PlayStation, y fue la primera videoconsola casera en incluir un reproductor de DVD, que permitía reproducir películas en el sistema. Además existía la posibilidad de poner un disco duro interno, en combinación con el adaptador de red. Al igual que su predecesor, también dispuso de un modelo pequeño que fue lanzado en el 2004. La consola fue retirada en 2013.
La Nintendo GameCube fue la cuarta videoconsola de sobremesa de Nintendo, y el primer sistema de la compañía que prescinde de los cartuchos. Este sistema utiliza un formato de disco similar al DVD, denominado "GOD" (Gamecube Optical Disc), cuyo tamaño es de 8 cm. Fue retirada en 2008.
La Xbox fue la última consola que salió en esta generación y la primera de Microsoft. Se apoyó como lo hizo Sega Dreamcast en el juego en línea e innovó al proporcionar a la consola un disco duro integrado; utiliza el formato DVD y da la posibilidad de guardar música desde un CD de audio a la consola utilizándolo juegos como GTA San Andreas. Tuvo una buena aceptación, aunque una corta vida.
La V Smile también fue la penúltima consola que salía de primera de Vtech que era para menores de 0 a 7 años y se usaban cartuchos compatibles en vez y su memoria era de 644 mb. y su tamaño es de 2.2 cm.

### Séptima generación
Esta generación se caracteriza por la introducción de la tecnología multinúcleo en la unidad central de procesamiento. También está marcada por la integración del formato de disco óptico Blu-ray y los controladores inalámbricos y la detección de movimiento que han "desplazado" el clásico controlador por cable.
Otro aspecto importante es la distribución de juegos vía Internet, gracias a la aparición del servicio de banda ancha a nivel mundial. Algunos de los servicios de Internet que dan soporte técnico a los juegos multijugador es la Xbox Live de Microsoft, la PlayStation Network de Sony y la Nintendo WiFi Connection de Nintendo. Otro aspecto importante que caracteriza esta generación a las otras, es la inclusión de chips gráficos sofisticados que ayudan a procesar imágenes reales tal es el caso del procesador digital GPU.
En esta generación Sega dejó de competir con las principales videoconsolas para dirigirse a un mercado de menor escala con el lanzamiento de su miniconsola Sega Zone que al igual que las demás consolas de la generación, está equipada con sensores de movimiento. En este mismo mercado aparece la miniconsola Zeebo que ofrecía juegos en línea y que más tarde anunciaría el cese de su producción.
Vtech llegó a la séptima generación con su V Smile Moniton, una consola que paso en 2008 que Zeebo en precederlo al 1.
Únicamente tres compañías se disputan el mercado a gran escala: Nintendo, Sony y Microsoft. Nintendo y Sony son empresas de origen de Japón, mientras que Microsoft es la única empresa de origen de los Estados Unidos que disputa el mercado de videoconsolas a gran escala. A finales del año 2005, la Xbox 360 de Microsoft fue la primera en aparecer en esta generación. En noviembre de 2006, aparecen la Wii de Nintendo y la PlayStation 3 de Sony. Respecto a las ventas, la compañía Nintendo recupera el mercado, gracias al nuevo enfoque con el cual se diseñó la Wii, para así posicionarse en el primer lugar en las ventas de videoconsolas de sobremesa.
En 2017 salió Nintendo Switch, siendo la sucesora de la Wii U; 

PlayStation 3 de Sony.
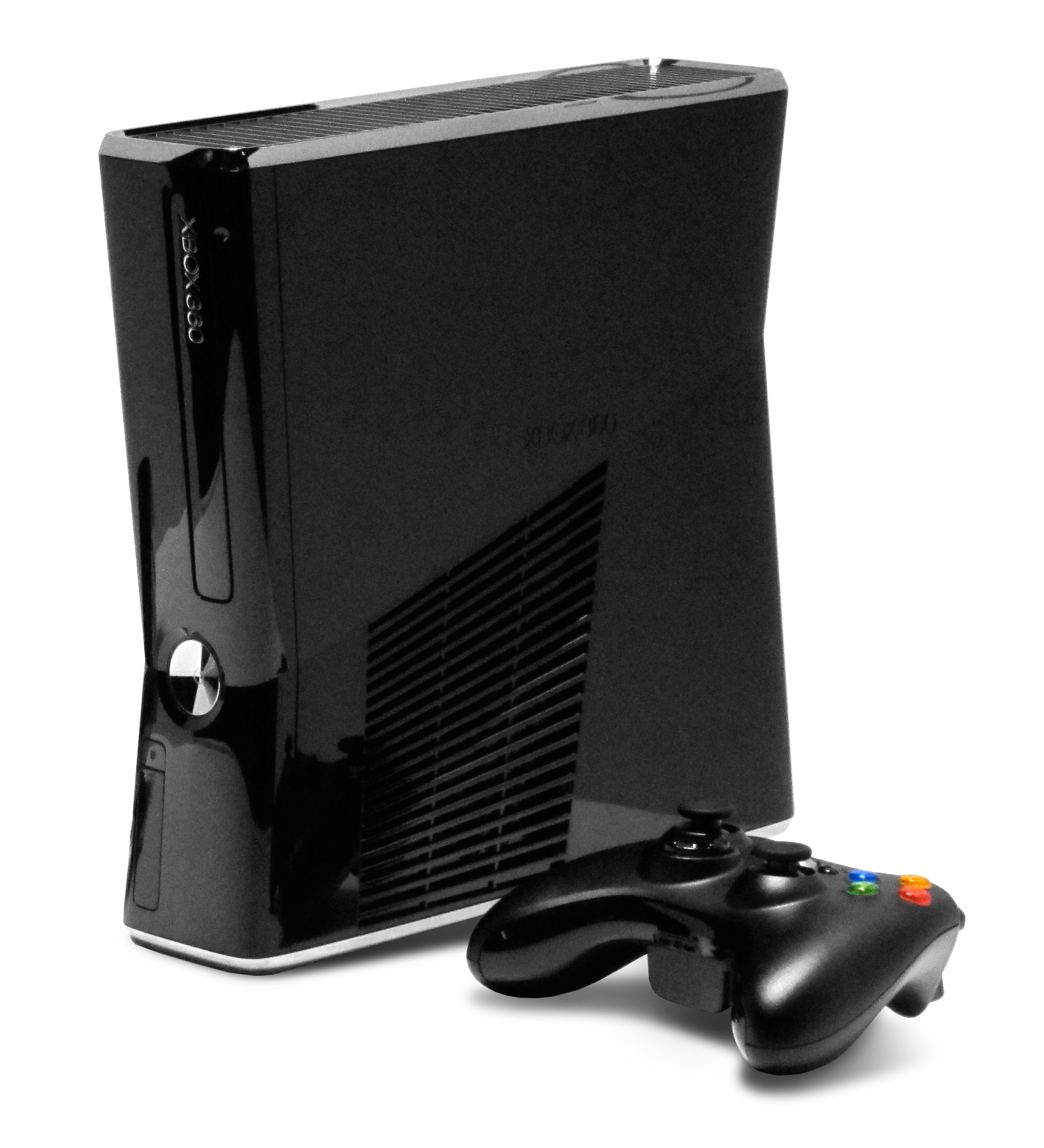
Xbox 360 de Microsoft.
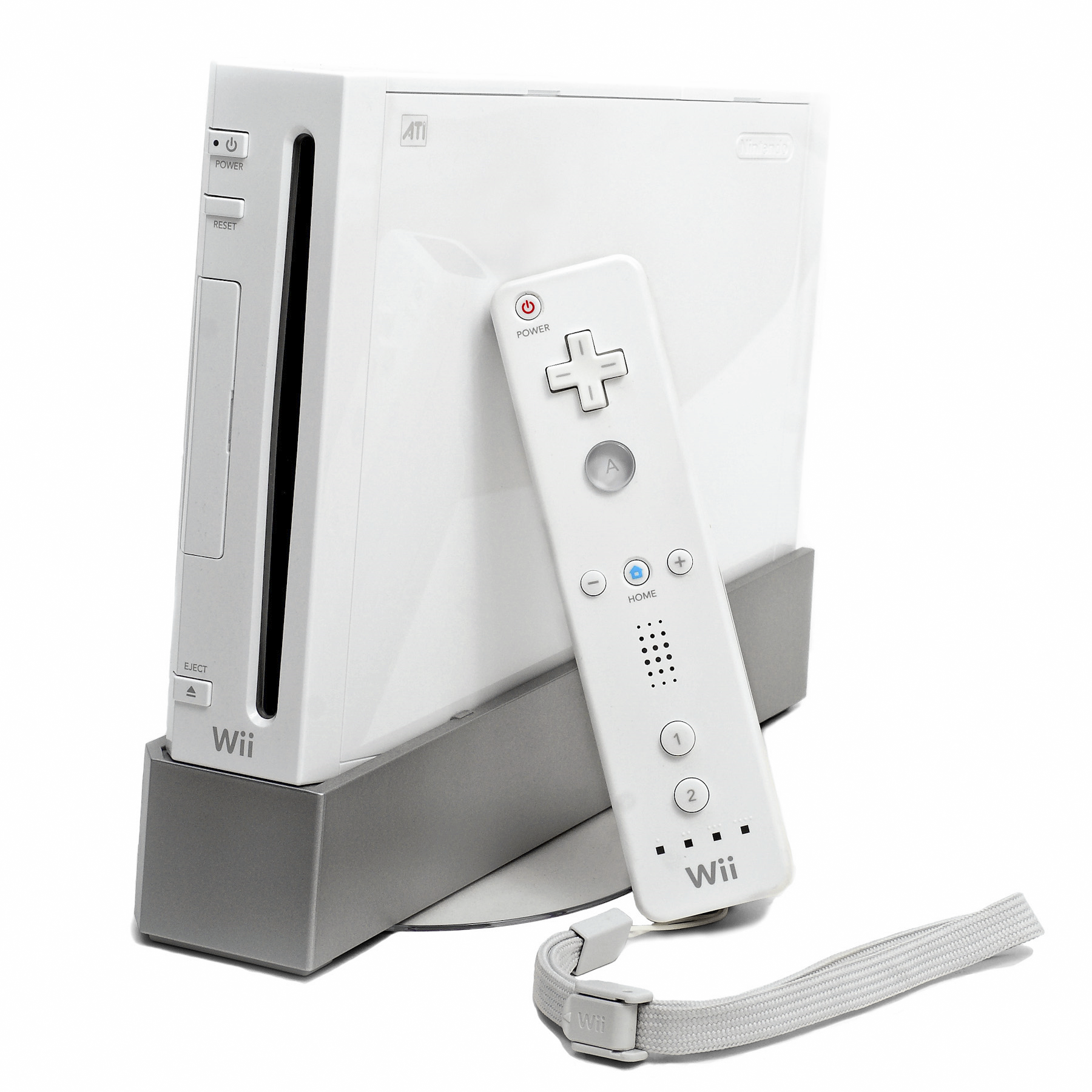
Wii de Nintendo.
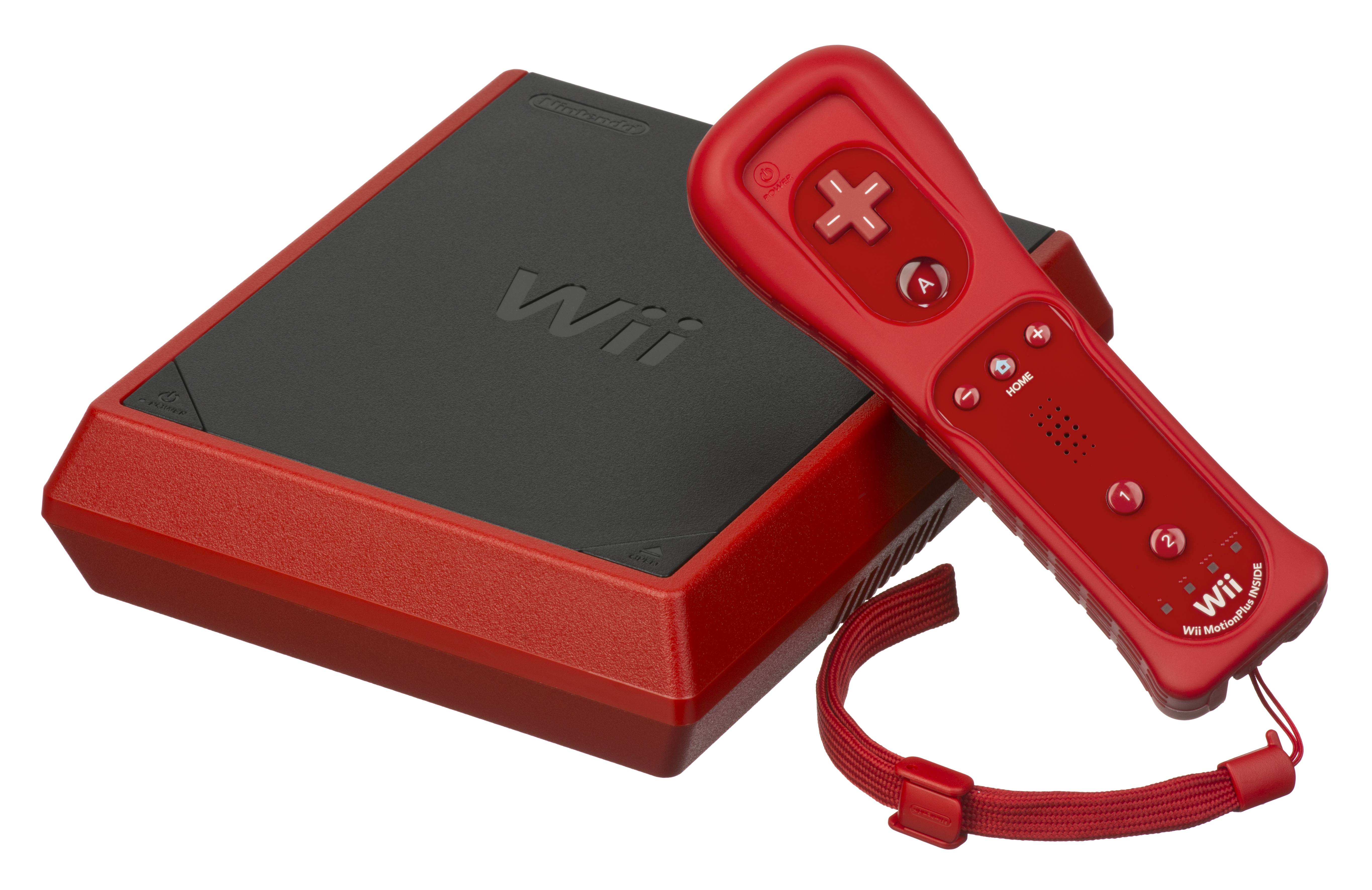
Wii Mini de Nintendo
Wii Family Edition de Nintendo
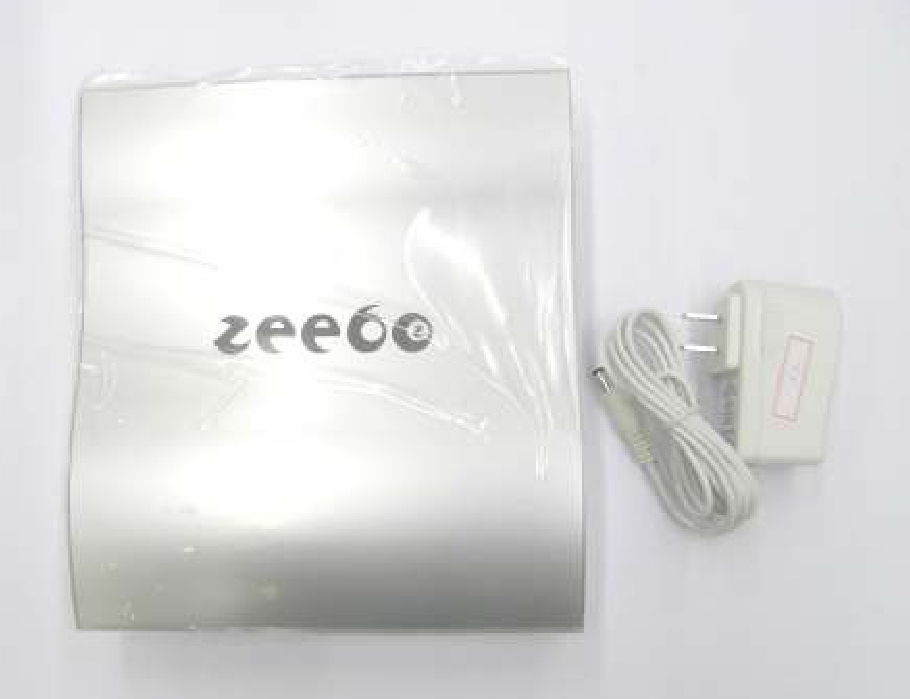
Zeebo de Tectoy y Qualcomm.
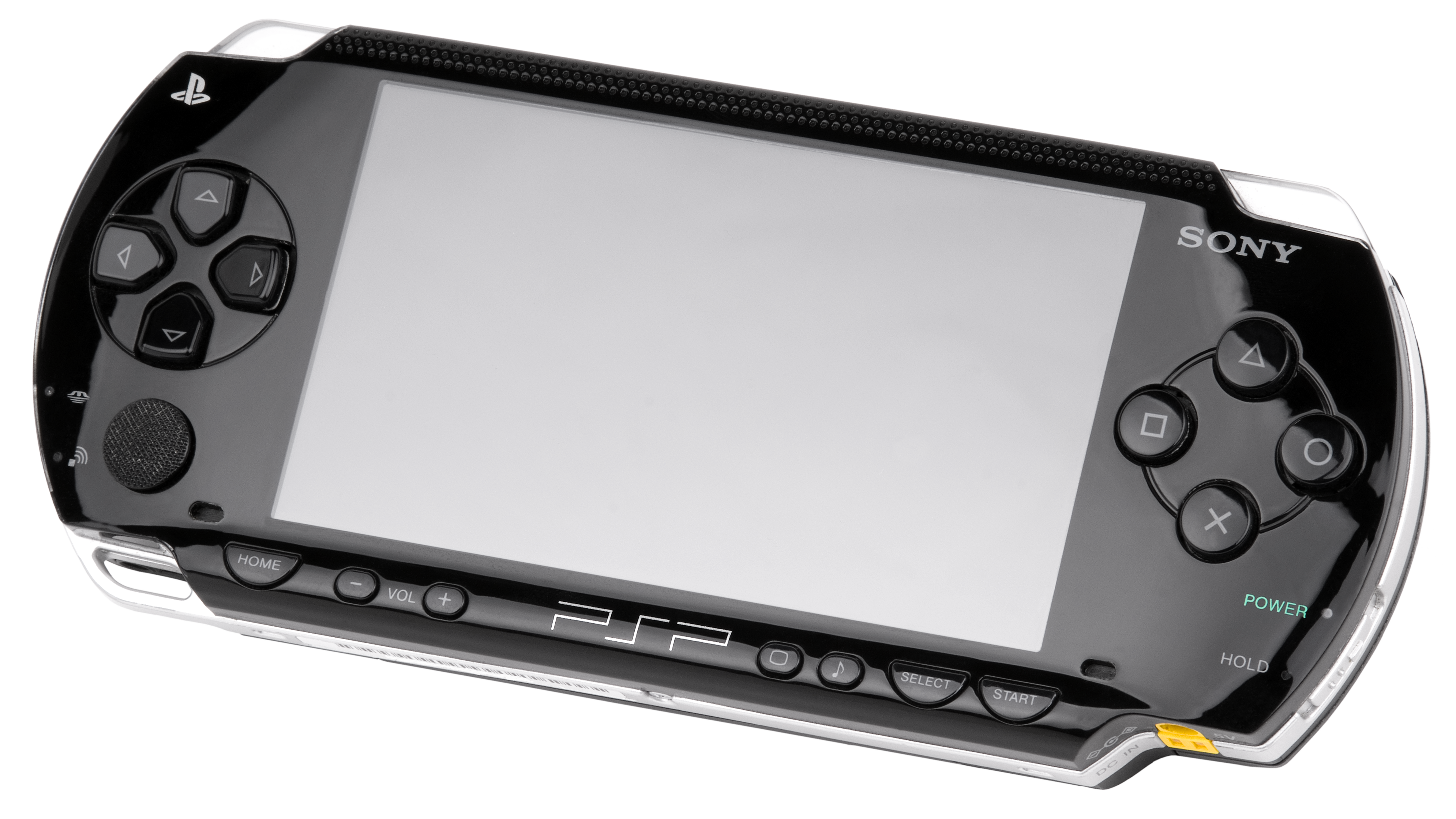
PlayStation Portable de Sony
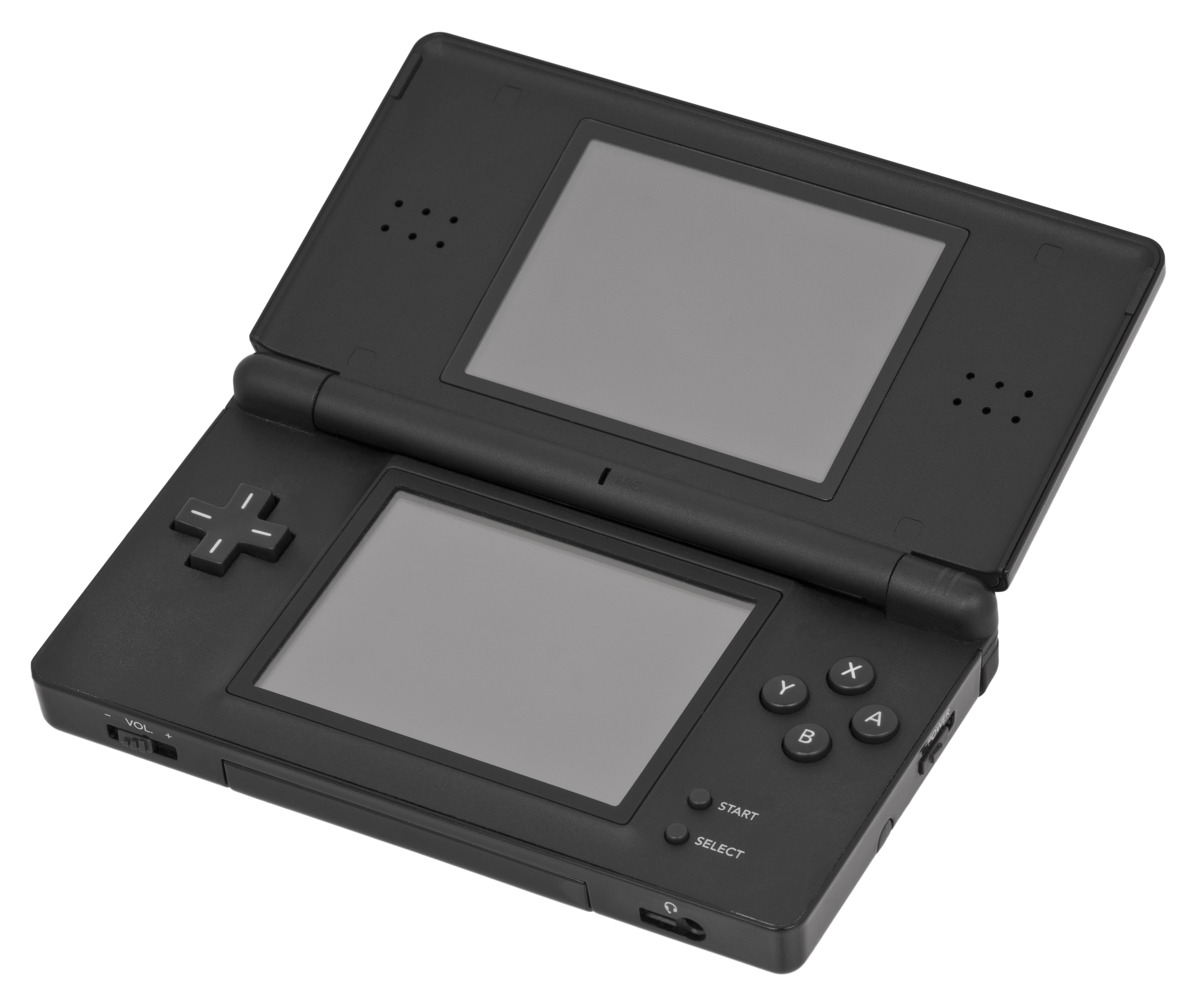
Nintendo DS Lite de Nintendo
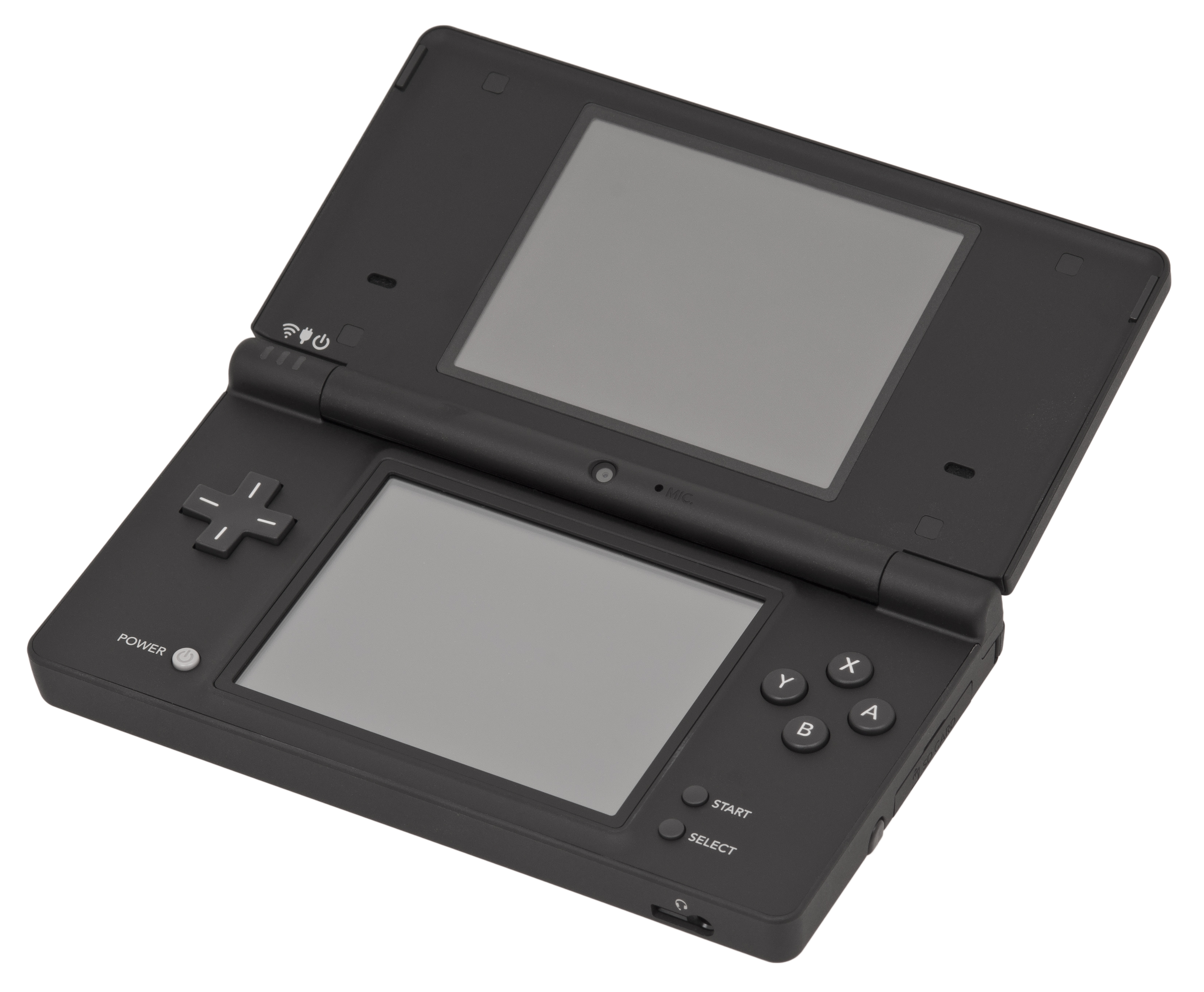
Nintendo DSi de Nintendo
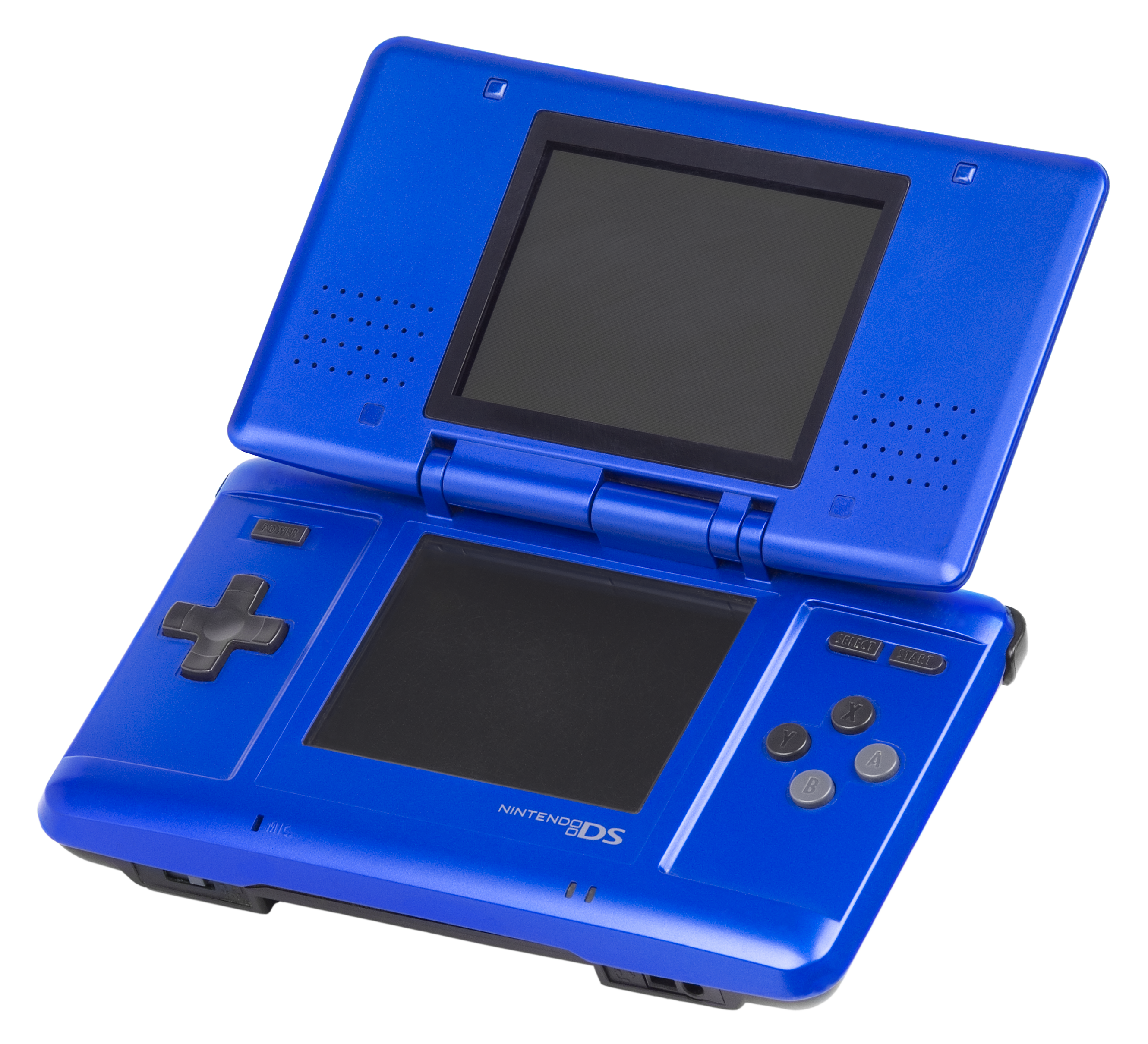
Nintendo DS de Nintendo
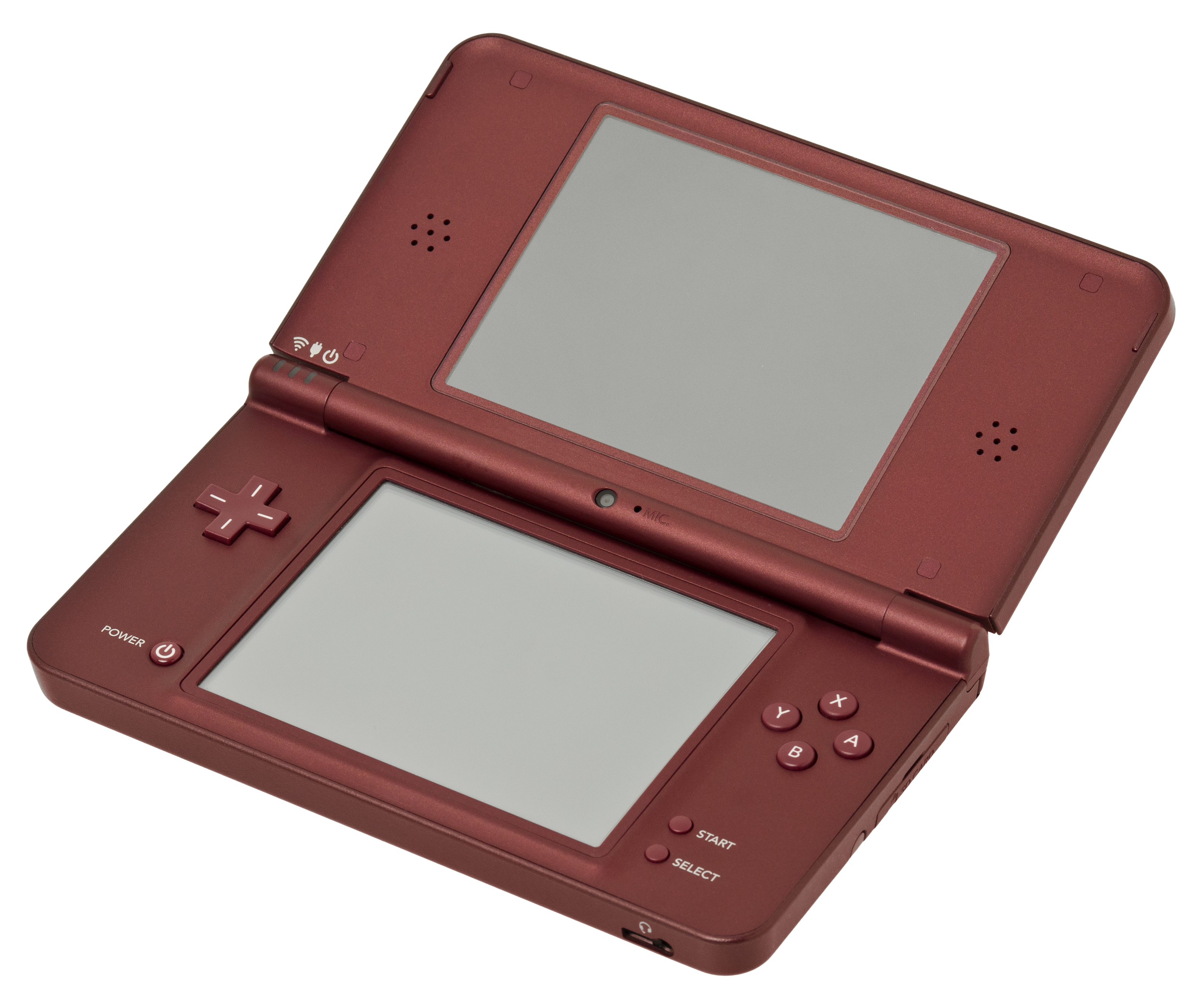
Nintendo DSi XL de Nintendo
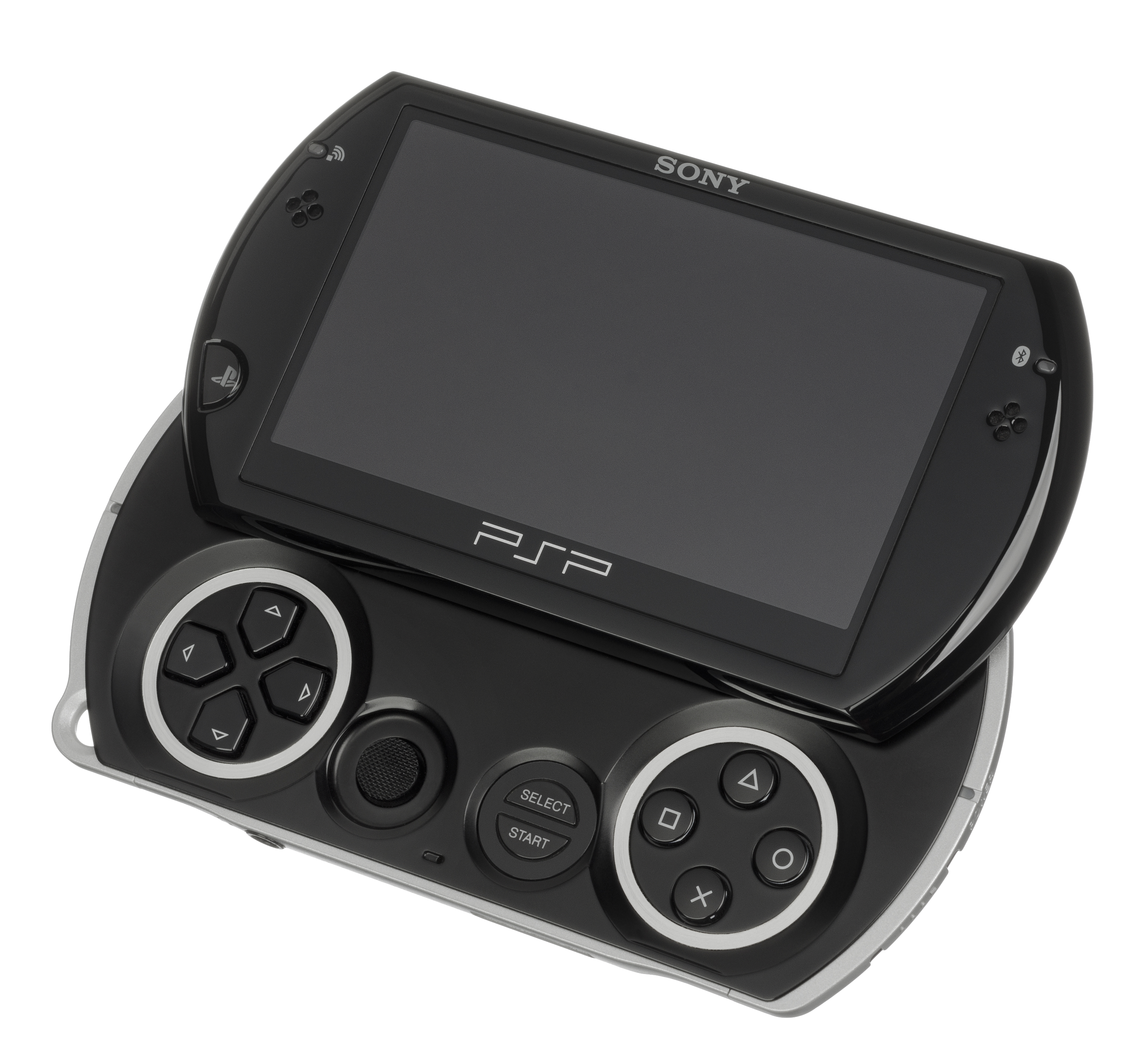
PlayStation Portable Go de Sony
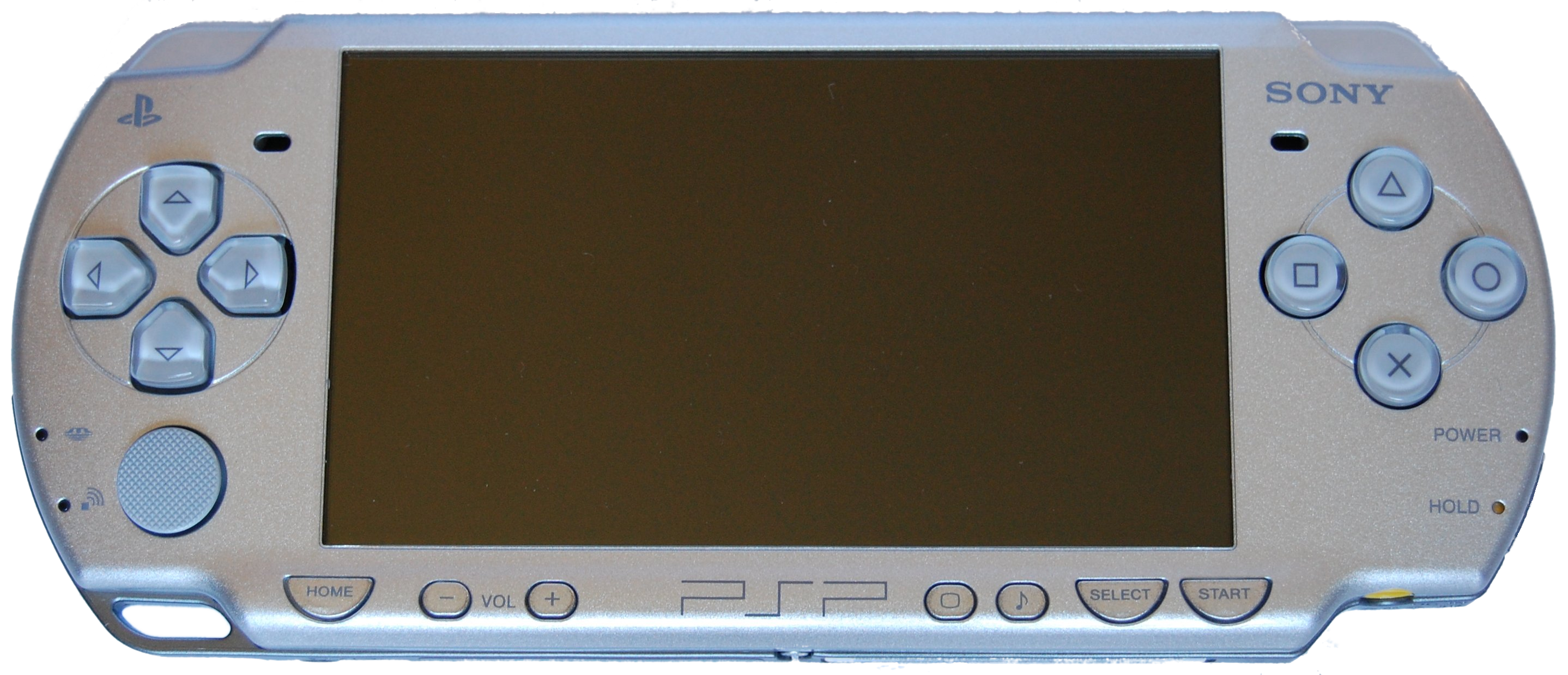
PlayStation Portable Slim & Lite de Sony
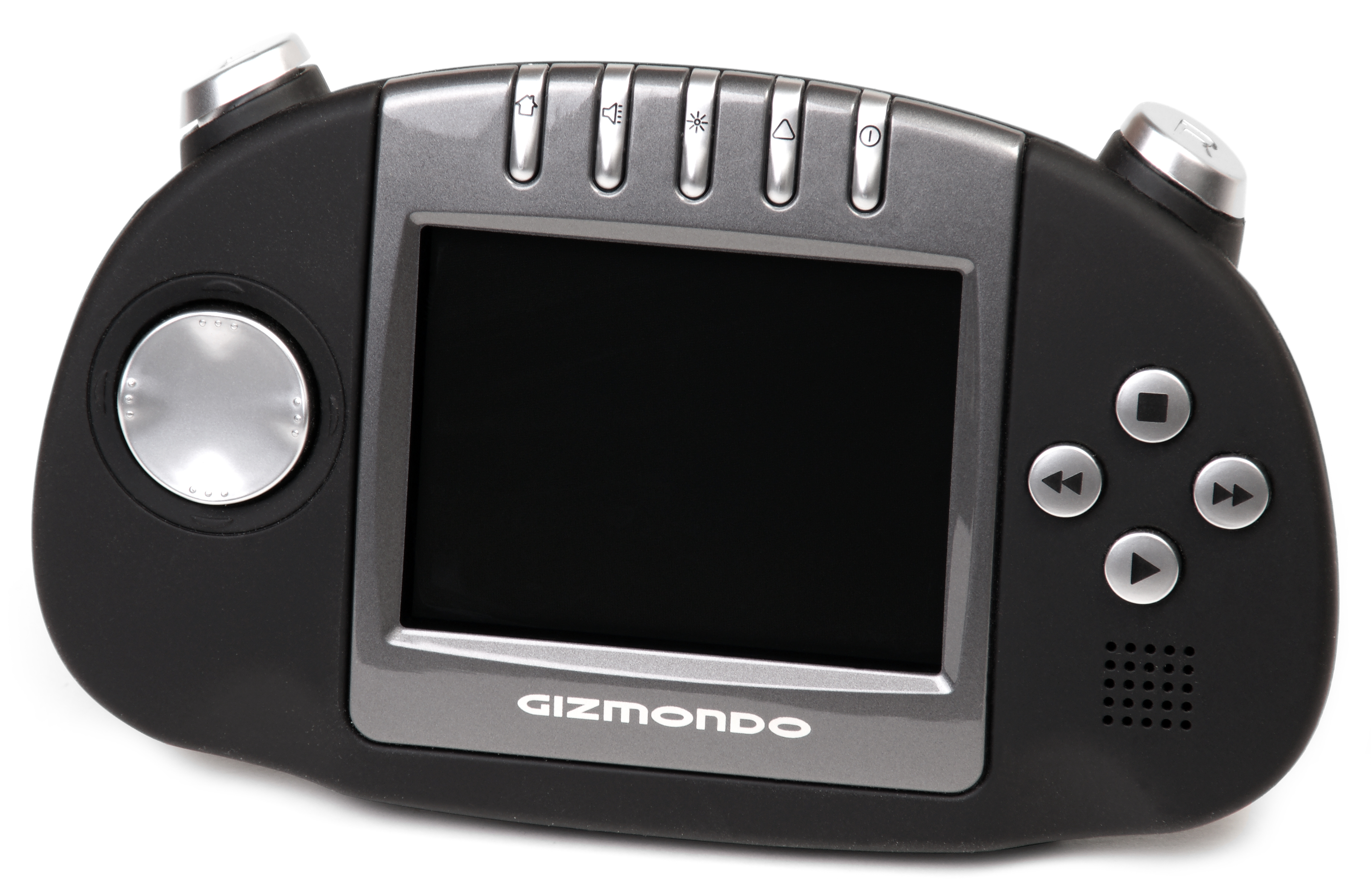
Gizmondo de Tiger Telematic
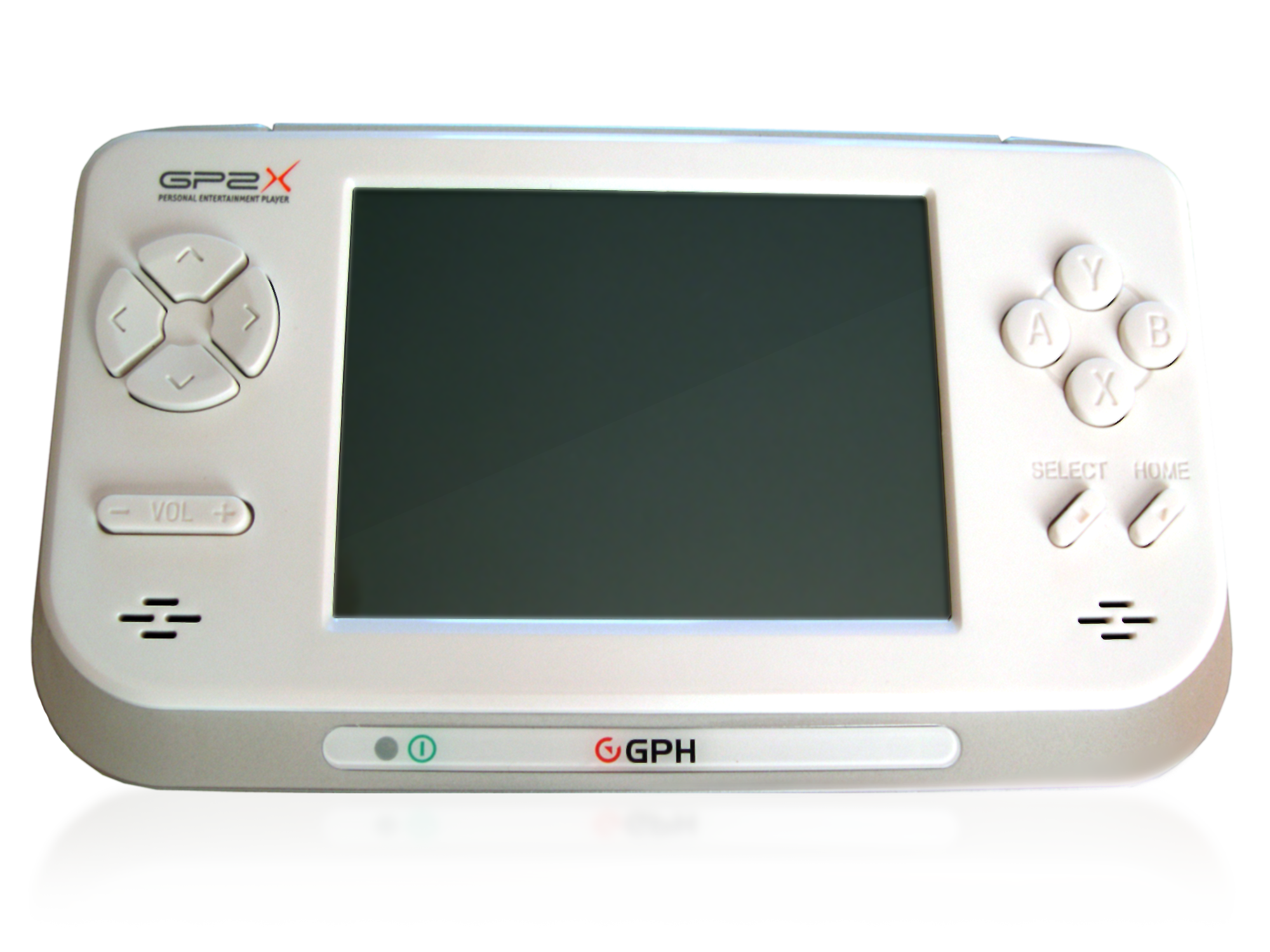
GP2X de Gamepark Holdings.

### Octava generación
Lo destacable de esta generación es el uso de internet como eje central de la funcionalidad de las consolas, estas convertidas en media centers uniendo en un único aparato las funciones de consola de videojuegos y bazar de venta de películas, series de TV y otros contenidos desde el propio aparato. Aunque las generaciones anteriores de videoconsolas normalmente se han sucedido en ciclos de cinco años, la transición de la séptima a la octava generación ha durado más de seis años. La transición de consolas de sobremesa es similar a la de la anterior generación que tuvo más ventas, la Wii, la primera en tener sucesora.

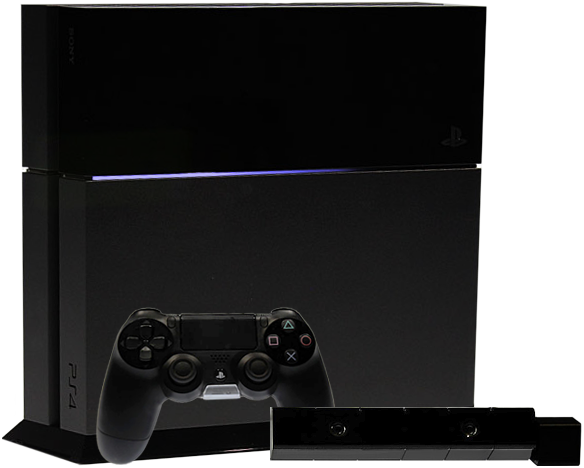
PlayStation 4 de Sony.
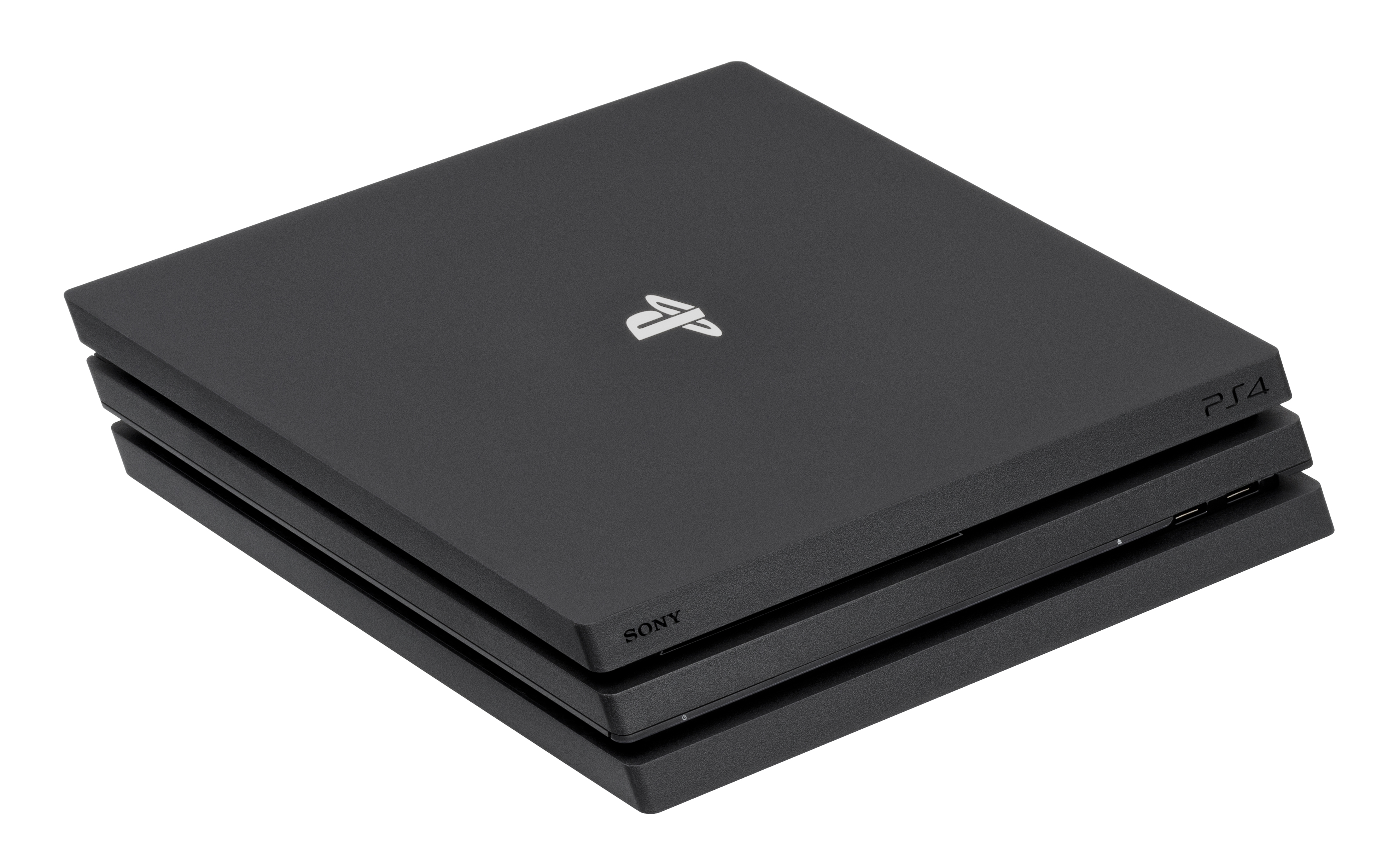
PlayStation 4 Pro de Sony
PlayStation Vita de Sony
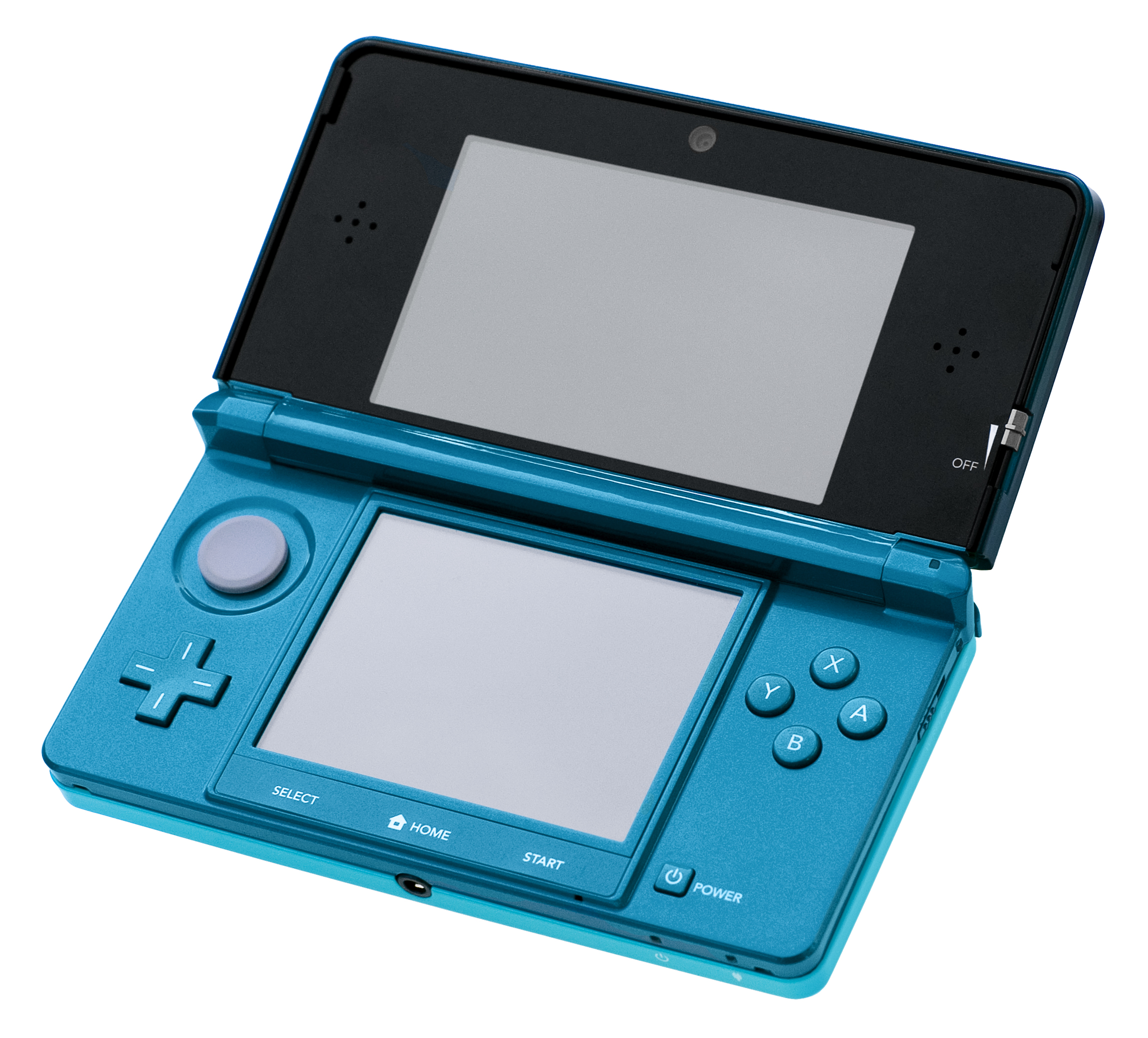
Nintendo 3DS/XL de Nintendo
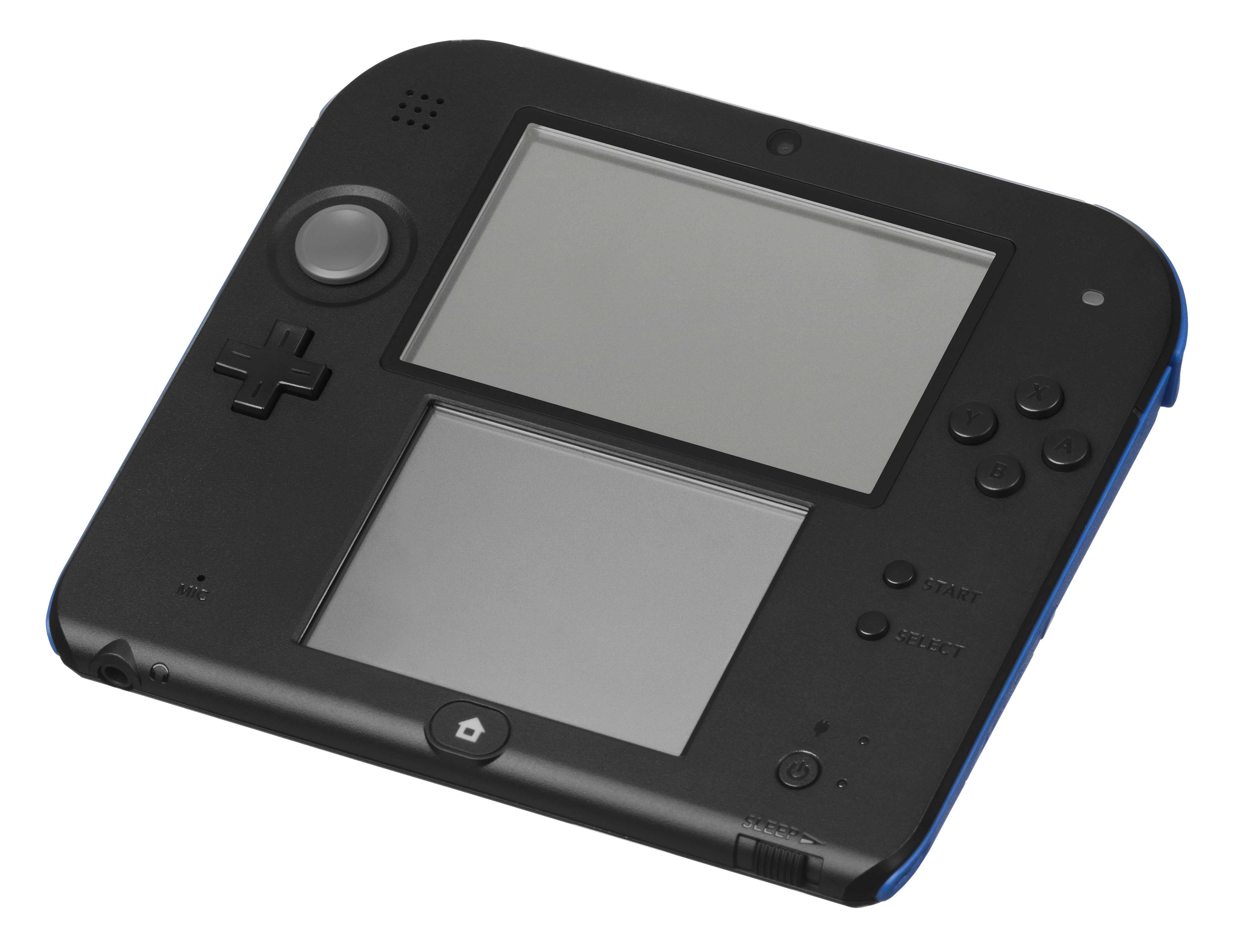
Nintendo 2DS de Nintendo
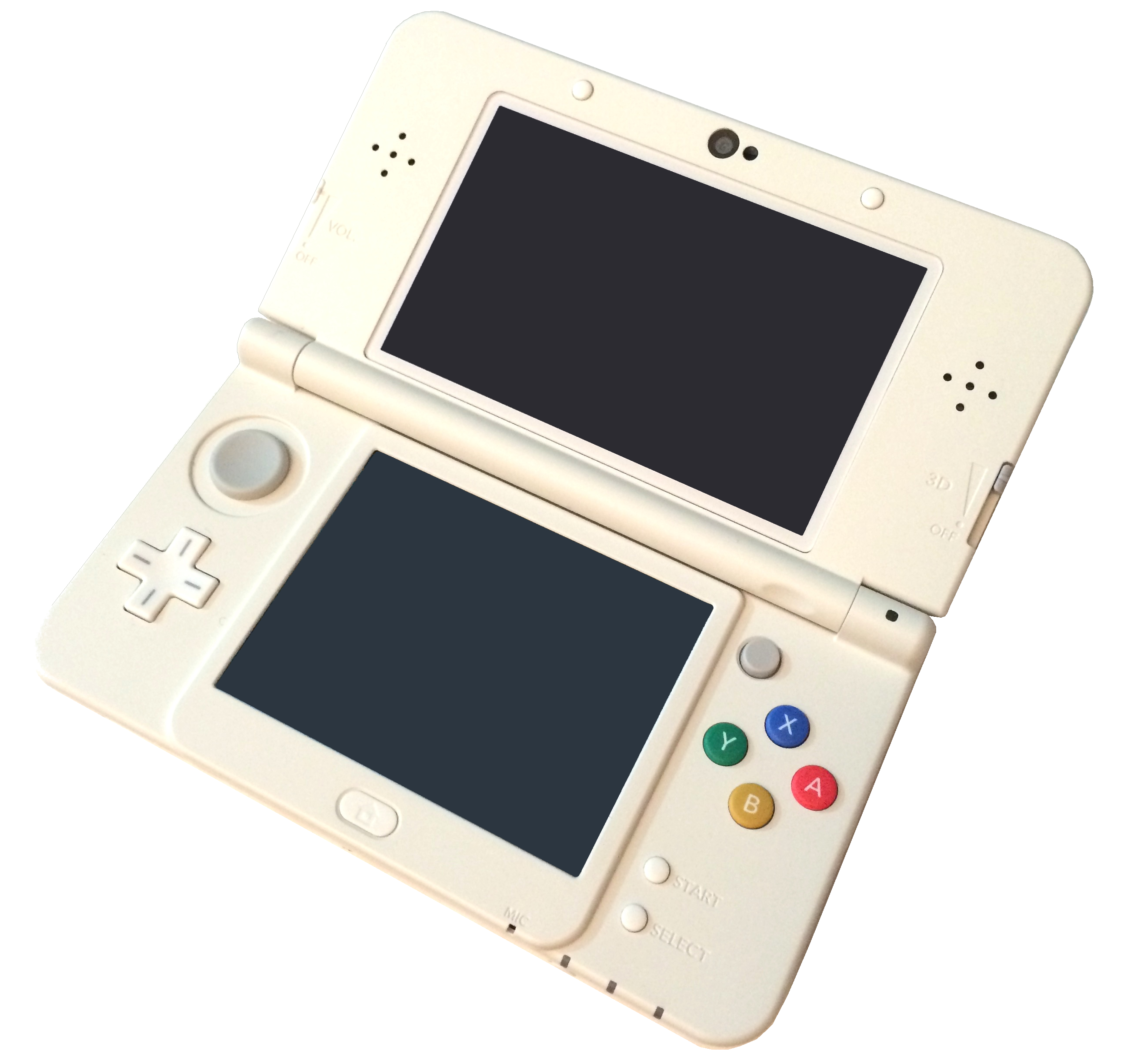
New Nintendo 3DS/XL de Nintendo
New Nintendo 2DS XL de Nintendo
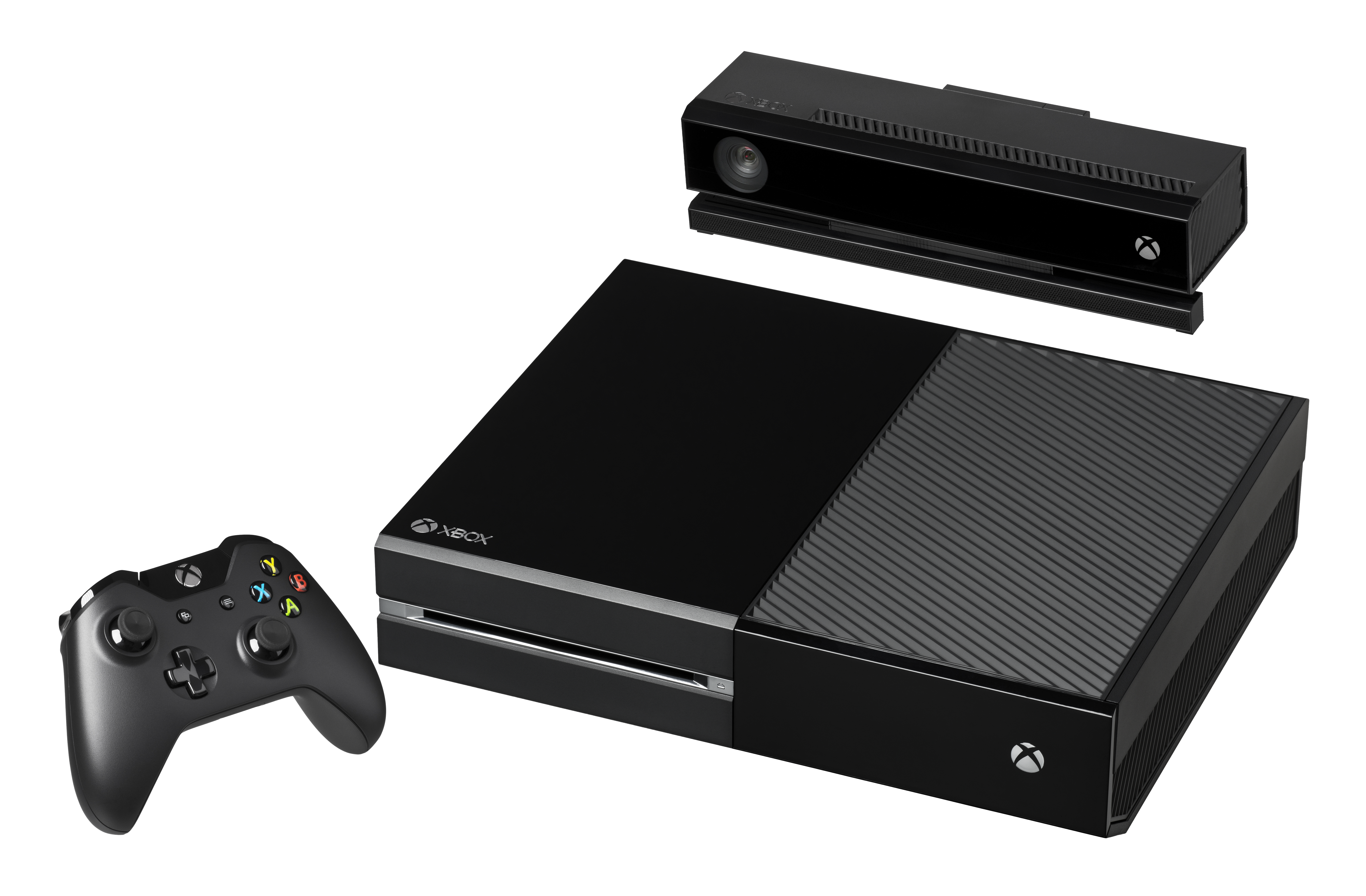
Xbox One de Microsoft.
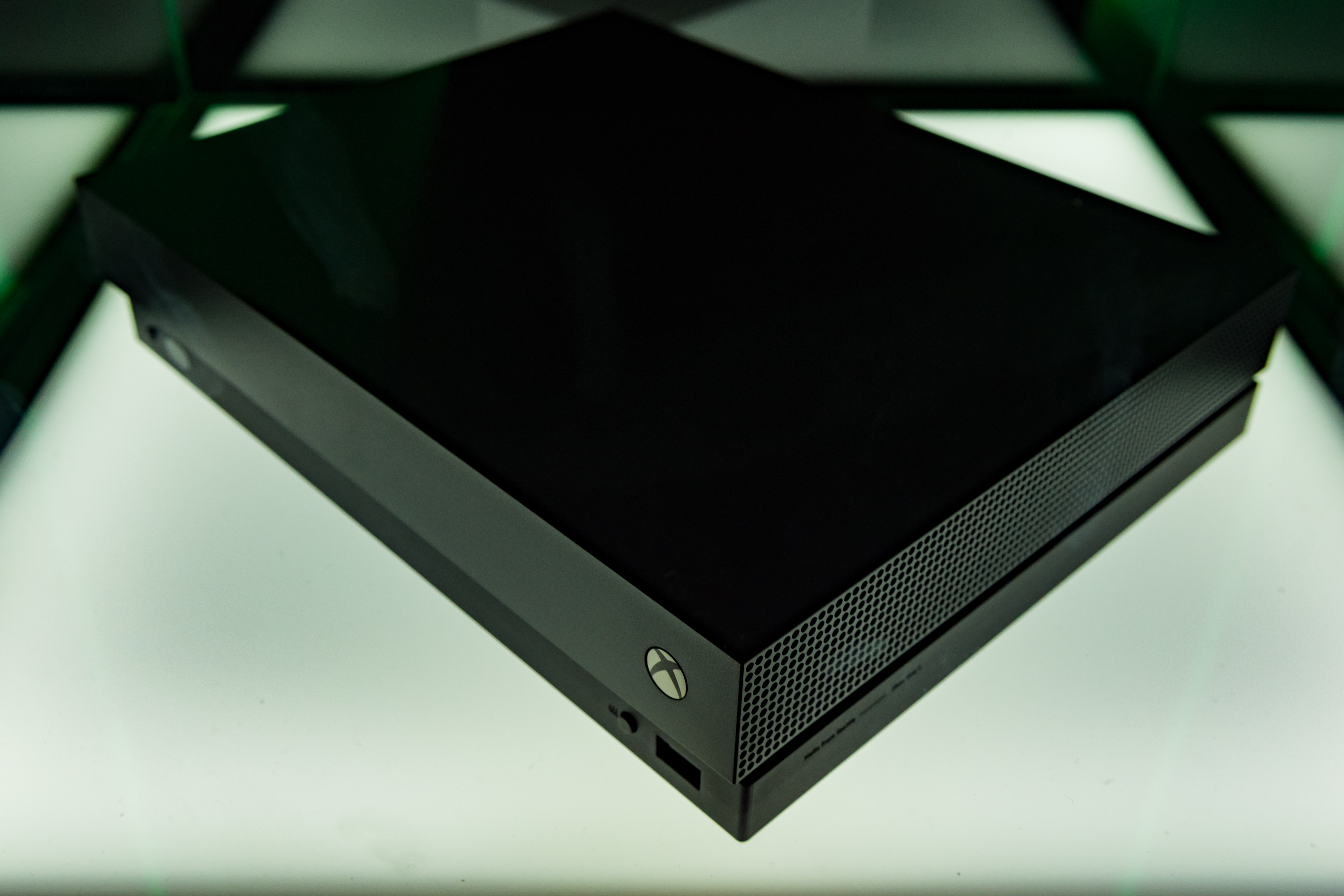
Xbox One X de Microsoft
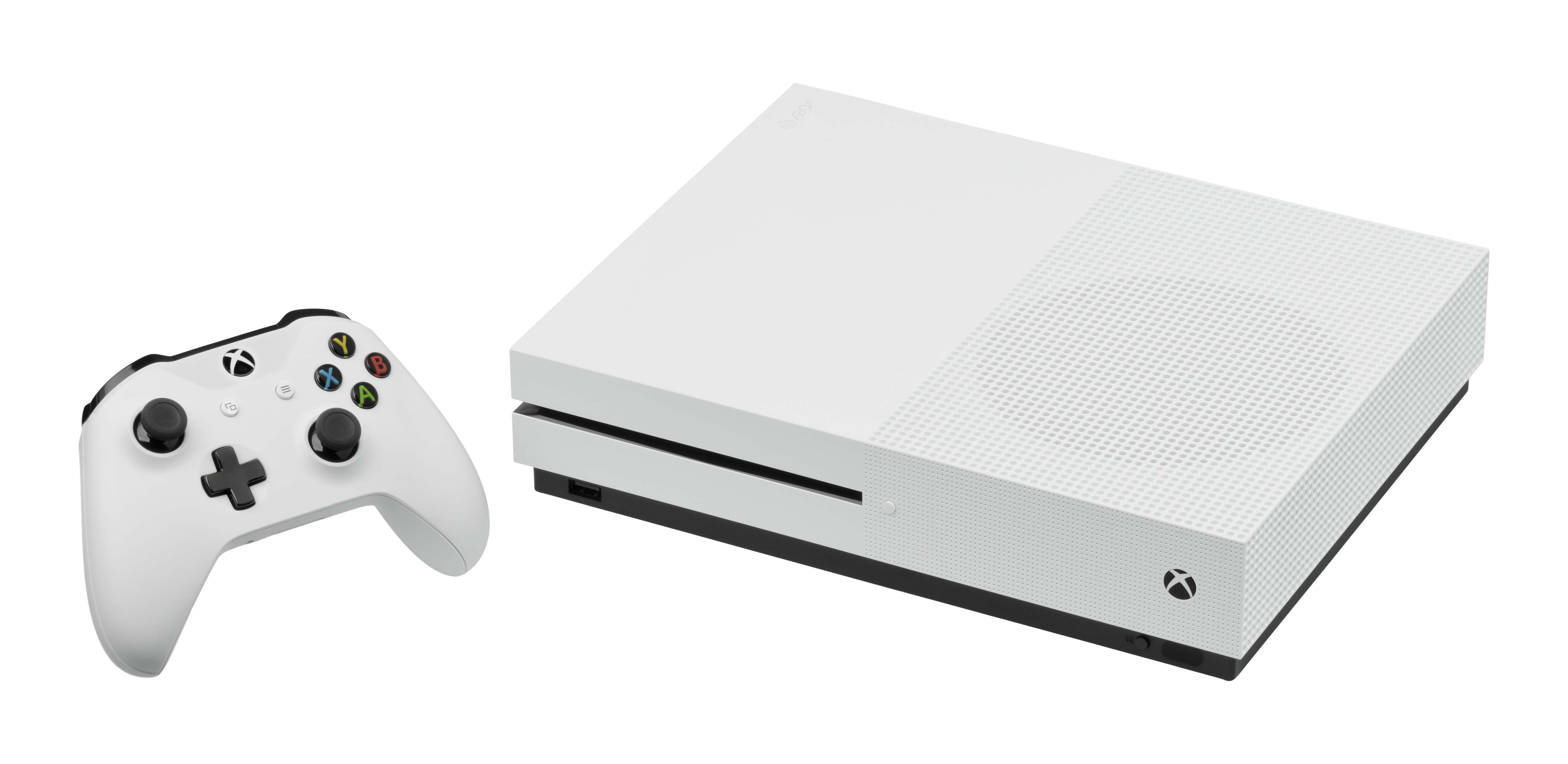
Xbox one S de Microsoft
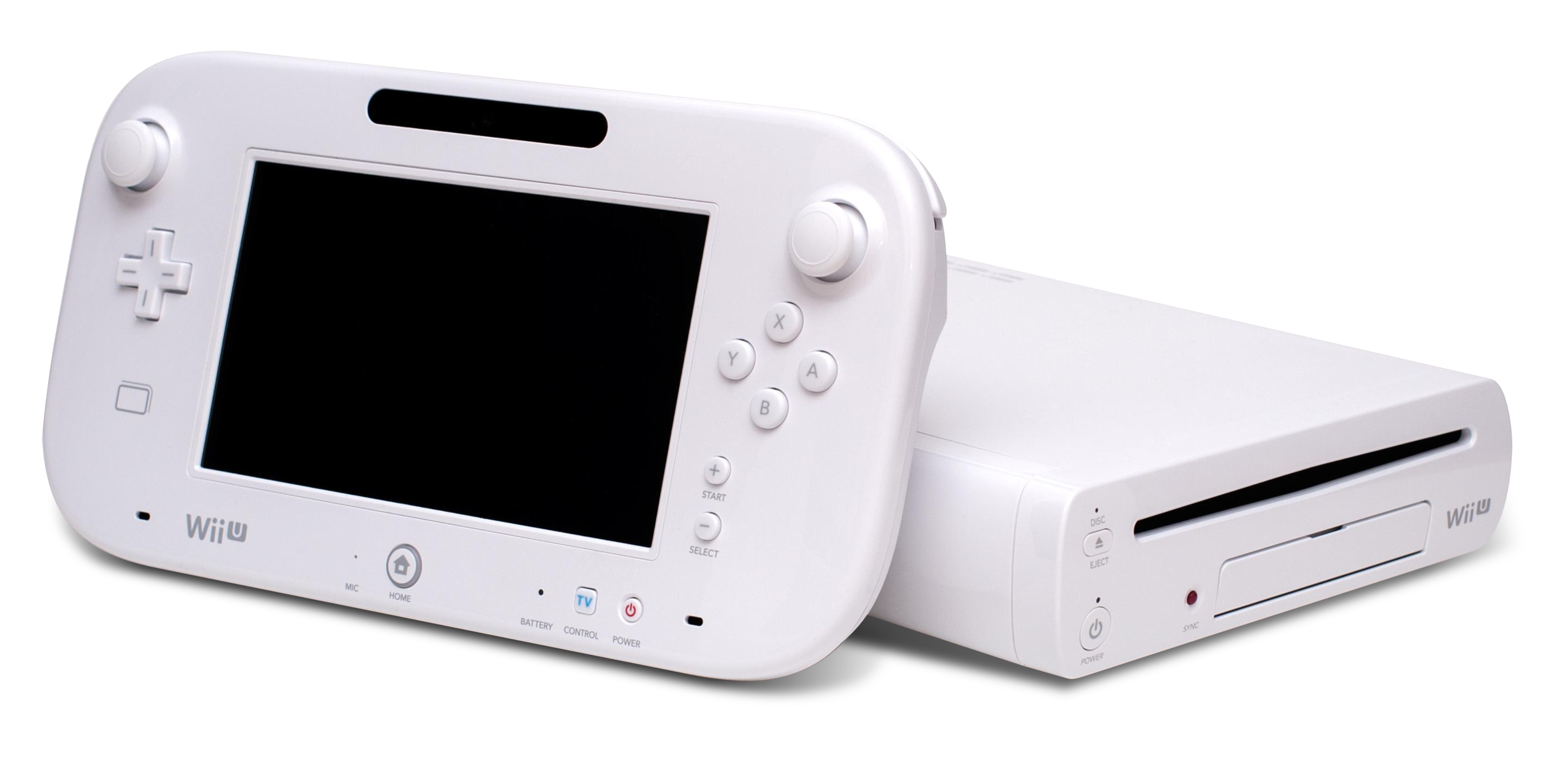
Wii U de Nintendo.
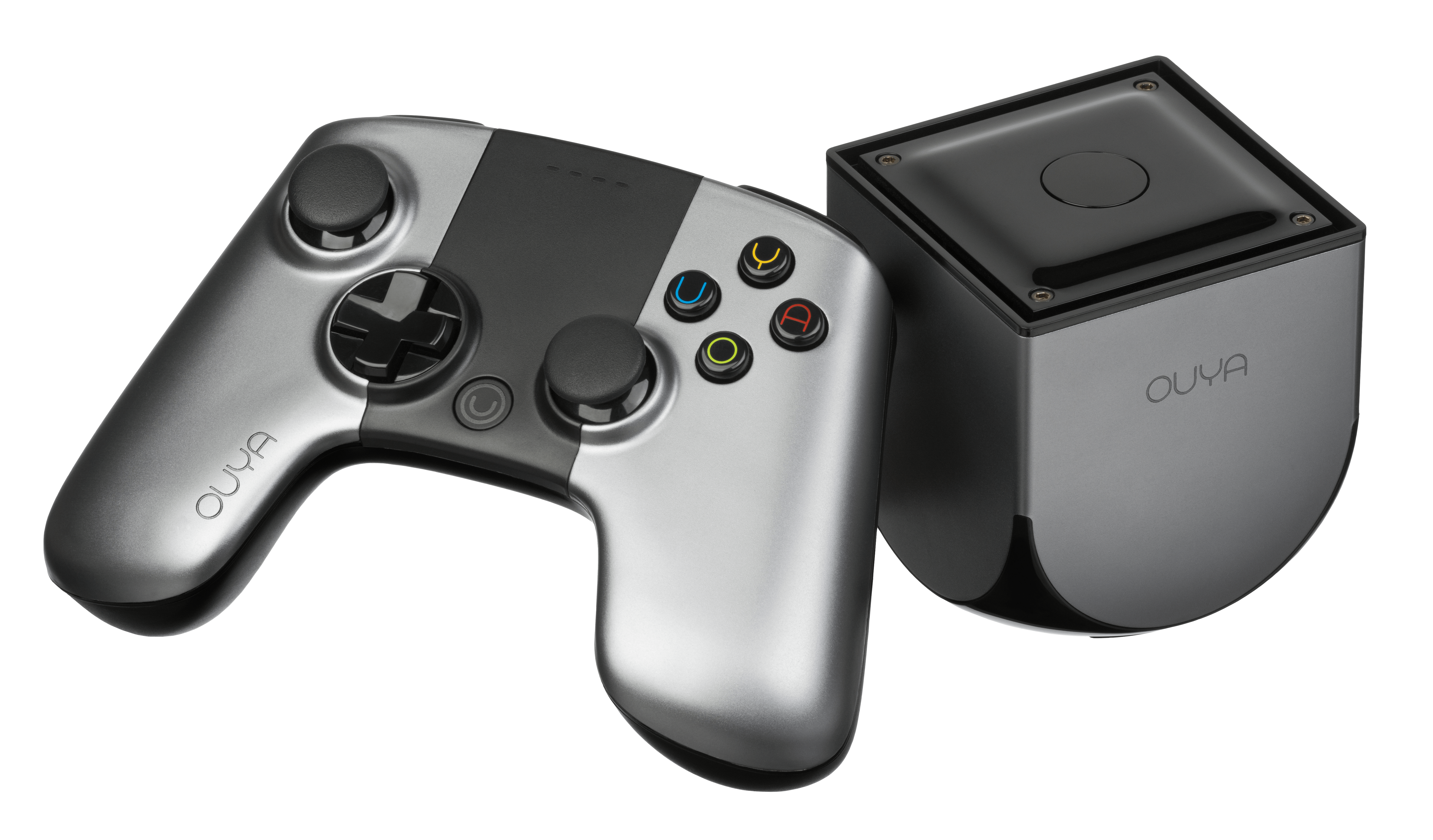
Ouya, basada en el sistema Android.

### Novena generación
Durante esta nueva generación Sony y Microsoft lanzaron sus nuevas videoconsolas.
Lo destacable de esta generación es el lanzamiento de consolas cuyo formato de videojuegos es completamente digital, como por ejemplo Xbox Series S de Microsoft y la versión digital de PlayStation 5 de Sony, aunque en la anterior generación ya se buscó terreno con la Xbox One S all digital. Por otro lado, Google lanzó su Stadia, un mando que se utiliza para jugar juegos en celulares (teléfonos móviles) y que se conecta mediante bluetooth o cable. Otro elemento destacado de esta generación ha sido el uso de la unidad de estado sólido (SSD) para el almacenamiento.

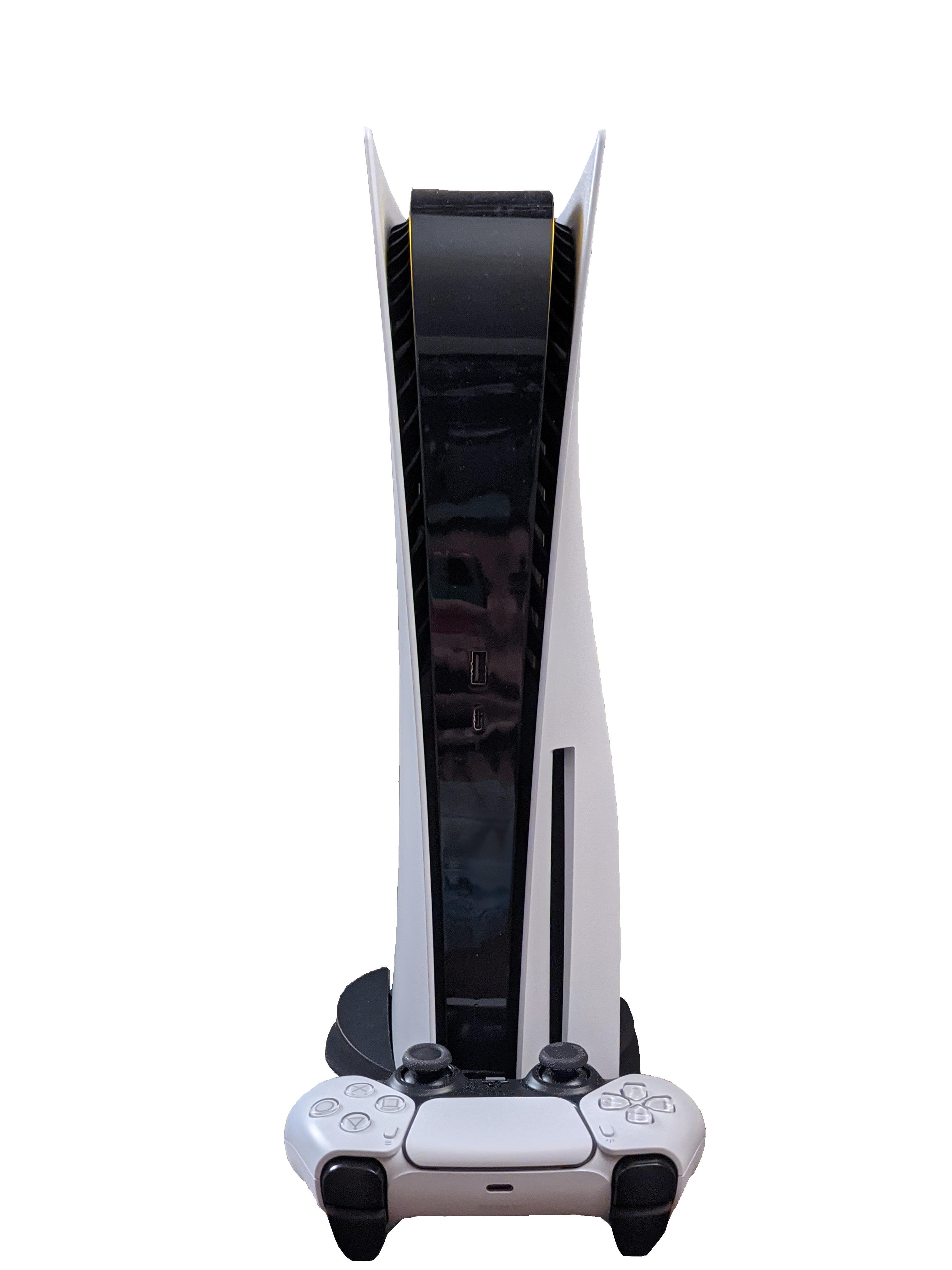
PlayStation 5 de Sony
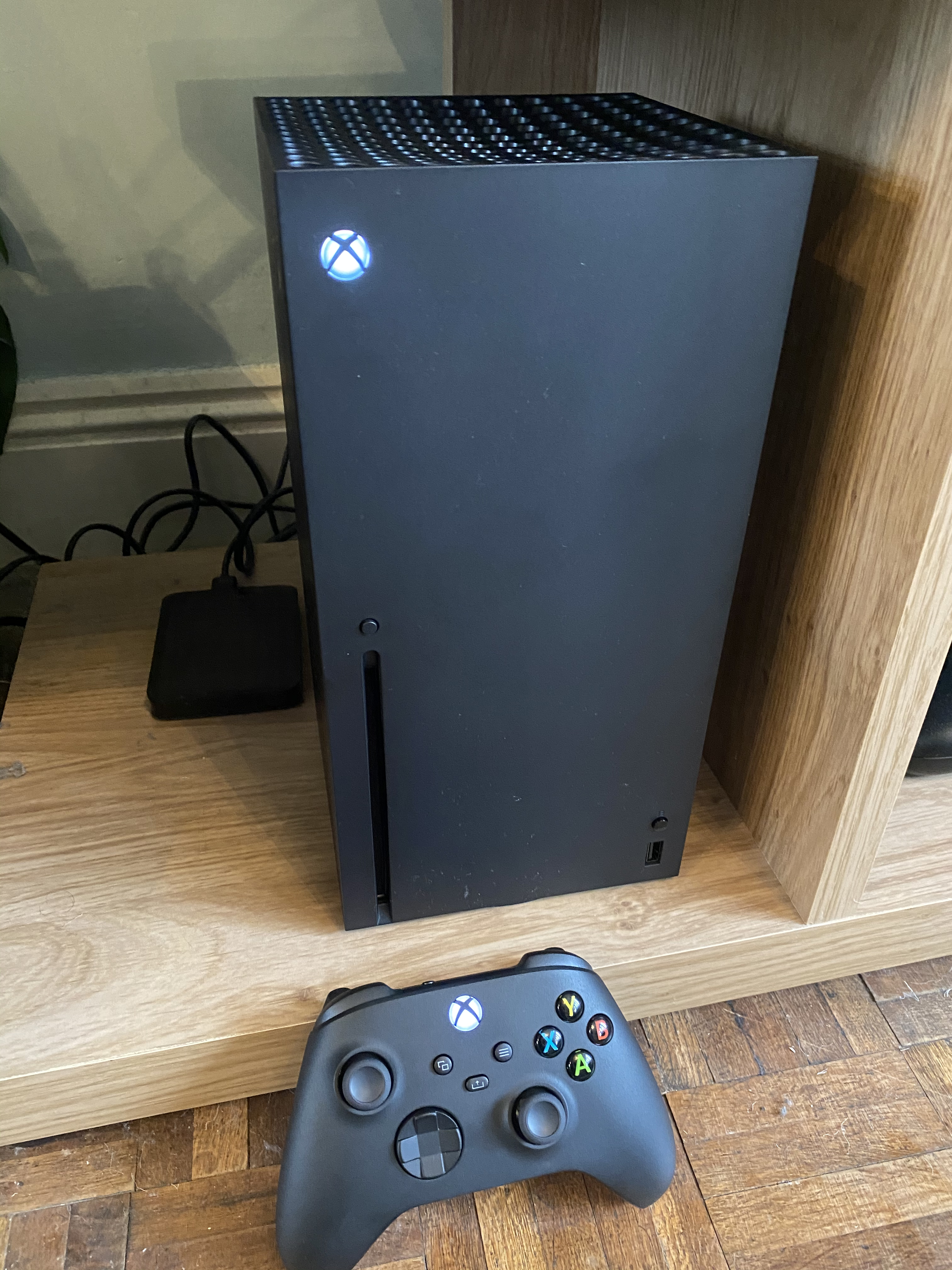
Xbox Series X de Microsoft
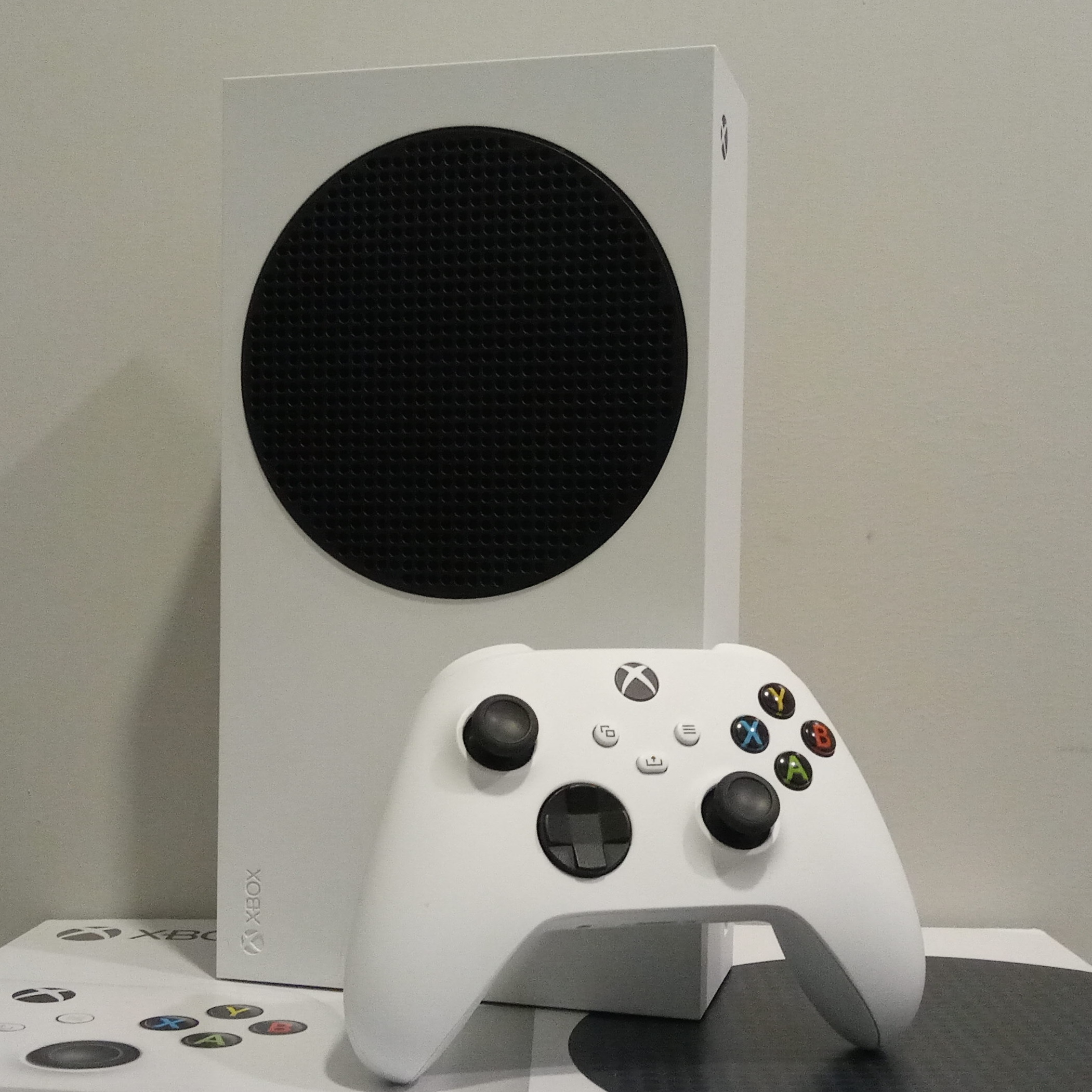
Xbox Series S de Microsoft
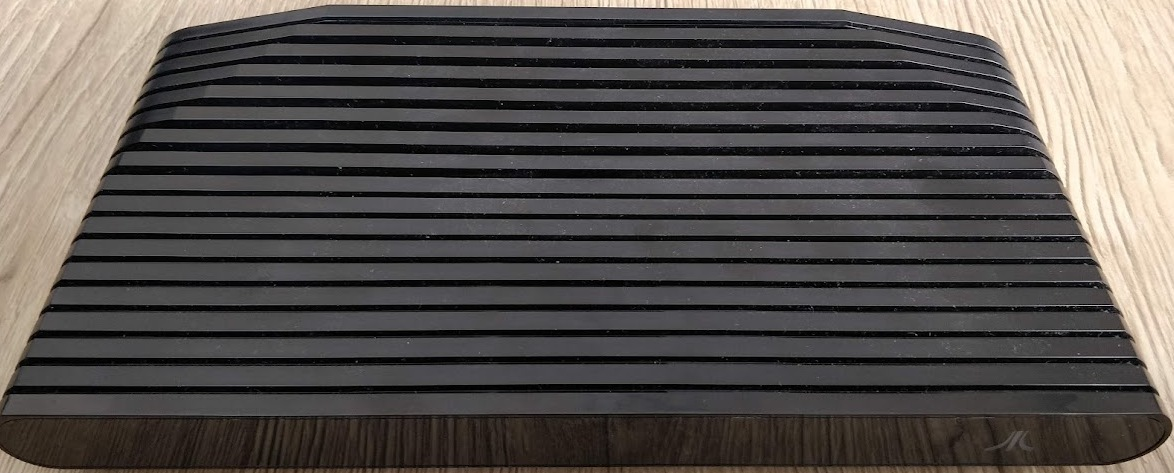
Atari VCS de Atari SA
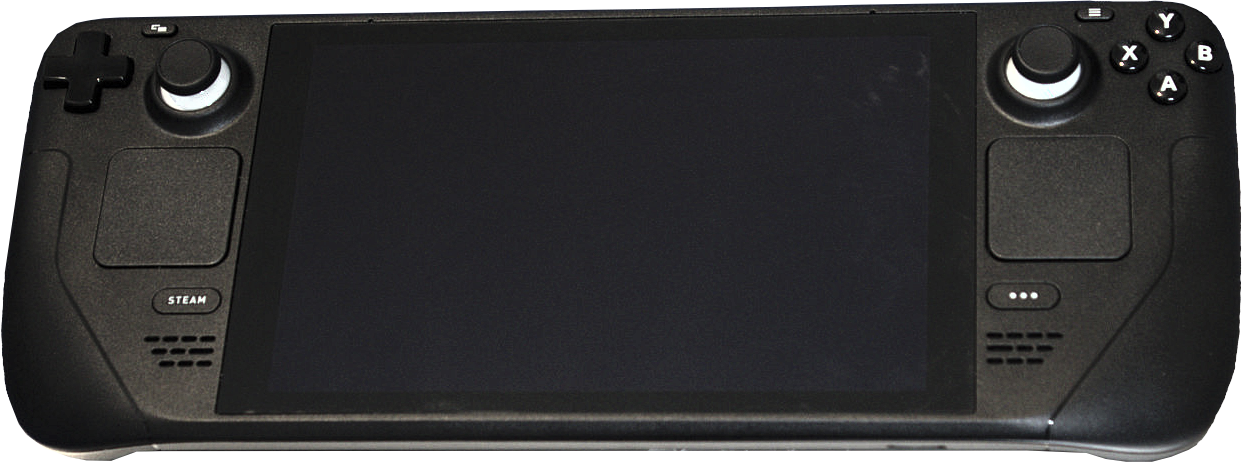
Steam Deck de Valve

## Visión detallada

### Consolas de sobremesa
Las generaciones son las siguientes:
| Generación         | Periodo     | Bits              | Principales consolas |
| Primera generación | 1972-1983   | 1 bit             | Magnavox Odyssey, Coleco Telstar, TV-Game 6, Atari Pong                                                                                     |
| Segunda generación | 1976-1992   | 4 bits            | Fairchild Channel F, Atari 2600, Magnavox Odyssey², Bally Astrocade, Intellivision, Atari 5200, Vectrex, Arcadia 2001, ColecoVision         |
| Tercera generación | 1983-1998   | 8 bits            | Atari 7800, Nintendo Entertainment System, Sega Master System, PV-1000, Epoch Cassette Vision, Supergame VG 3000, Sega SG-1000              |
| Cuarta generación  | 1987-2003   | 16 bits           | Sega Mega Drive, Neo-Geo, Neo Geo CD, Super Nintendo Entertainment System, TurboGrafx-16/PC Engine, CD-TV, CD-i, Super A'Can                |
| Quinta generación  | 1993-2006   | 32 bits y 64 bits | 3DO, AmigaCD32, Atari Jaguar, Sega Saturn, Virtual Boy, PlayStation, Nintendo 64, Apple Pippin, Casio Loopy, PC-FX, Playdia, FM Towns Marty |
| Sexta generación   | 1998-2013   | 128 bits          | Sega Dreamcast, PlayStation 2, Xbox, Nintendo GameCube                                                                                      |
| Séptima generación | 2005-2012   | 128 bits          | Xbox 360, PlayStation 3, Wii, Zeebo |
| Octava generación  | 2012-2020   | 128 bits          | Wii U, PlayStation 4, Xbox One, Ouya, Nintendo Switch, Nintendo Switch OLED                                                                 |
| Novena generación  | 2020-Actual | 128 bits          | Xbox Series X y Series S, PlayStation 5, Atari VCS 2020, Steam Deck, Nintendo Switch 2                                                      |

A pesar de las limitaciones técnicas de la segunda generación, la Intellivision ya contaba con un CPU CP1600 de 16 bits.
También aunque la sexta generación es considerada la de los 128 bits, dos consolas tenían doble CPU de 64 bits (Sega Dreamcast y PlayStation 2), mientras que la Xbox tenía una CPU principal de 32 bits pero trabajando a 733 MHz, lo que suponía que ésta fuese el doble de potente que sus competidoras.
Además las consolas de la séptima tienen un GPU distinto como la Wii tiene un GPU ATI Hollywood 243 MHz, la Xbox 360 tiene un ATIXenos 500 MHz y la PlayStation 3 tiene un NVIDIA/SCEI RSX 550 MHz.

### Consolas portátiles
Handheld Video Game o Handheld Game es un dispositivo electrónico ligero que permite jugar Videojuegos y que, a diferencia con una Videoconsola clásica, los controles, la pantalla, los altavoces y la alimentación – pilas, baterías,etc - están todos integrados en la misma unidad y todo ello con un pequeño tamaño, para poder llevarla y jugar en cualquier lugar o momento.
Podemos establecer tres tipos de videojuegos portátiles:
- Videojuego electrónico portátil que no tienen cartuchos intercambiables, discos ópticos, discos magnéticos, tarjetas de memoria, etc, o no son reprogramables y de un solo juego normalmente. El ejemplo más claro es Game & Watch
- Videoconsola portátil un dispositivo electrónico ligero que permite jugar videojuegos y que además de que los controles, la pantalla, los altavoces y la alimentación – pilas, baterías - están todos integrados en la misma unidad, permite diferentes videojuegos a través de cartuchos intercambiables, discos ópticos, discos magnéticos, tarjetas de memoria, etc. El mejor ejemplo es Game Boy
- Videoconsola portátil de código abierto que permiten ser programadas libremente como GP2X. Parten de la misma idea de una consola portátil, pero permiten ser totalmente reprogramadas, y tienen una práctica ausencia de juegos oficiales. Funcionan a través de programas gratuitos creados en comunidades de internet. El mejor ejemplo sería la GP2X

El primer videojuego portátil que aparece en el mercado con su propia pantalla LCD es un minijuego de Mattel llamado Mattel Auto Race en 1976, con una tecnología similar a la de los Game & Watch y poco después en 1978 Coleco saca un juego de similares características llamado Electronic Quaterback. Esta podría considerarse como la primera generación de videojuegos portátiles.
La primera consola portátil con juegos intercambiables, que aparece en el mercado es la consola de MB juegos Microvision del año 1979. Era una consola de cartuchos intercambiables con su propia pantalla de LCD de 16x16 píxeles, con una CPU de 4 bits a 0,1 MHz cuyo control era una simple rueda y funcionaba con dos pilas. Se conservan muy pocas porque la pantalla se estropeaba con facilidad. Fue retirada del mercado en 1982.
El mercado de las consolas portátiles ha sufrido muchas transformaciones a lo largo de su historia, épocas tempranas a finales de los años 1970 pocos exitosos pero que sentaron las bases de las futuras generaciones portátiles, los años 1990 donde se popularizan, y el nuevo milenio donde las consolas portátiles son verdaderos centros multimedia. El sector de los videojuegos portátiles ha tenido dos épocas álgidas, en torno a la cuarta generación de consolas de sobremesa cuando las portátiles suponían un 17% del mercado de los videojuegos, y vivieron su máximo auge en la séptima generación de consolas suponiendo el 56% del mercado del videojuego de esa generación.
Es la empresa japonesa Nintendo, la que populariza el videojuego portátil. Primero con los juegos Game & Watch entre 1990 y 1991 que permite jugar a un único juego de bolsillo en cualquier lugar. Segundo con la popular Game Boy que permite jugar en cualquier parte con juegos intercambiables. Por último, Nintendo DS que consigue habituar a jugar en cualquier parte a un público no necesariamente interesado en los videojuegos. La mayoría de las empresas que han intentado sumarse a este mercado han fracasado estrepitosamente. Tan solo Sega Game Gear y PlayStation Portable han conseguido arrebatar una porción de mercado suficiente para generar beneficios y prolongar su vida comercial durante el ciclo normal de una generación. El resto de sistemas con ventas paupérrimas han supuesto un fracaso, e importantes pérdidas para sus creadores. Solo 10 de las muchas consolas portátiles que se han lanzado al mercado han superado los 10 millones de unidades vendidas.[cita requerida]
A partir de 2001, irrumpe un nuevo modelo de videoconsolas portátiles, las Opensource o de Código Abierto. Consolas que buscan un mercado alternativo al de las grandes firmas. No tienen juegos oficiales o tienen muy pocos, y su baza es que su licencia es libre y permiten ser programadas por quien quiera. Su público objetivo son los geeks y los fanes de la emulación, ya que este es su fin. Son consolas para quién quiera programar juegos, emuladores, aplicaciones y un largo etcétera. Y funcionan mediante comunidades en internet que intercambian programas. En el fondo son aparatos multimedia, para quienes les gusta 'trastear' con su consola. La empresa más exitosa en este campo es la surcoreana Game Park, con sus consolas GP32, GP2X, y GP2X wiz bastante exitosas. Otras opciones son la Dingoo o la Open Pandora.
| Generación         | Periodo     | Principales consolas |
| Primera generación | 1976-1979   | Mattel Auto Race, Electronic Quarterback |
| Segunda generación | 1979-1989   | MB Microvision, Entex Select A Game, Game & Watch, Epoch Game Pocket |
| Tercera generación | 1989-1991   | Game Boy, Atari Lynx |
| Cuarta generación  | 1991-1998   | Watara Supervision, Game Boy Pocket, TurboExpress, Sega Game Gear |
| Quinta generación  | 1998-2001   | Sega Nomad, Game Boy Color, Game Boy Light, Neo Geo Pocket, Mega Duck, Gamate, Game.com, WonderSwan                                                                                              |
| Sexta generación   | 2001-2004   | Neo Geo Pocket Color, SwanCrystal, Game Boy Advance, Game Boy Advance SP, Game Boy Micro, Tapwave Zodiac, GP32, (N-Gage y N-Gage QD)                                                             |
| Séptima generación | 2004-2011   | Nintendo DS, Nintendo DS Lite, Nintendo DSi, Nintendo DSiXL, PlayStation Portable, PlayStation Portable Slim & Lite (2000), PSP 3000, PlayStation Portable Go,PSP E1000 (Street), GP2X, GP2X Wiz |
| Octava generación  | 2011-2020   | Nintendo 3DS-Nintendo 3DS XL, PlayStation Vita, Nintendo 2DS y New Nintendo 3DS-New Nintendo 3DS XL, New Nintendo 2DS XL, Nintendo Switch, Nintendo Switch Lite, Nintendo Switch OLED            |
| Novena generación  | 2020-Actual | Steam Deck |

### Consolas híbridas
Debido a los grandes avances técnicos a lo largo de toda la época de los videojuegos, las diferencias entre las consolas portátiles y de sobremesa se han reducido, sobre todo en la arquitectura.
Por ello, muchas empresas han hecho lo posible por desarrollar sistemas con pantallas en los controles y función TV-off (siendo pionero SEGA quien dio un pequeño empuje conSega Nomad en este campo).
Por ello, desde que fue anunciado el proyecto NX (17 de marzo del 2015), se dieron muchas expectativas basadas en el concepto del Wii U Gamepad; hasta que se mostró el anuncio de la Nintendo Switch, con el concepto de un dock para adaptarse a la TV, un mando con pantalla, Joy-Cons desacoplables y un Pro Controller.

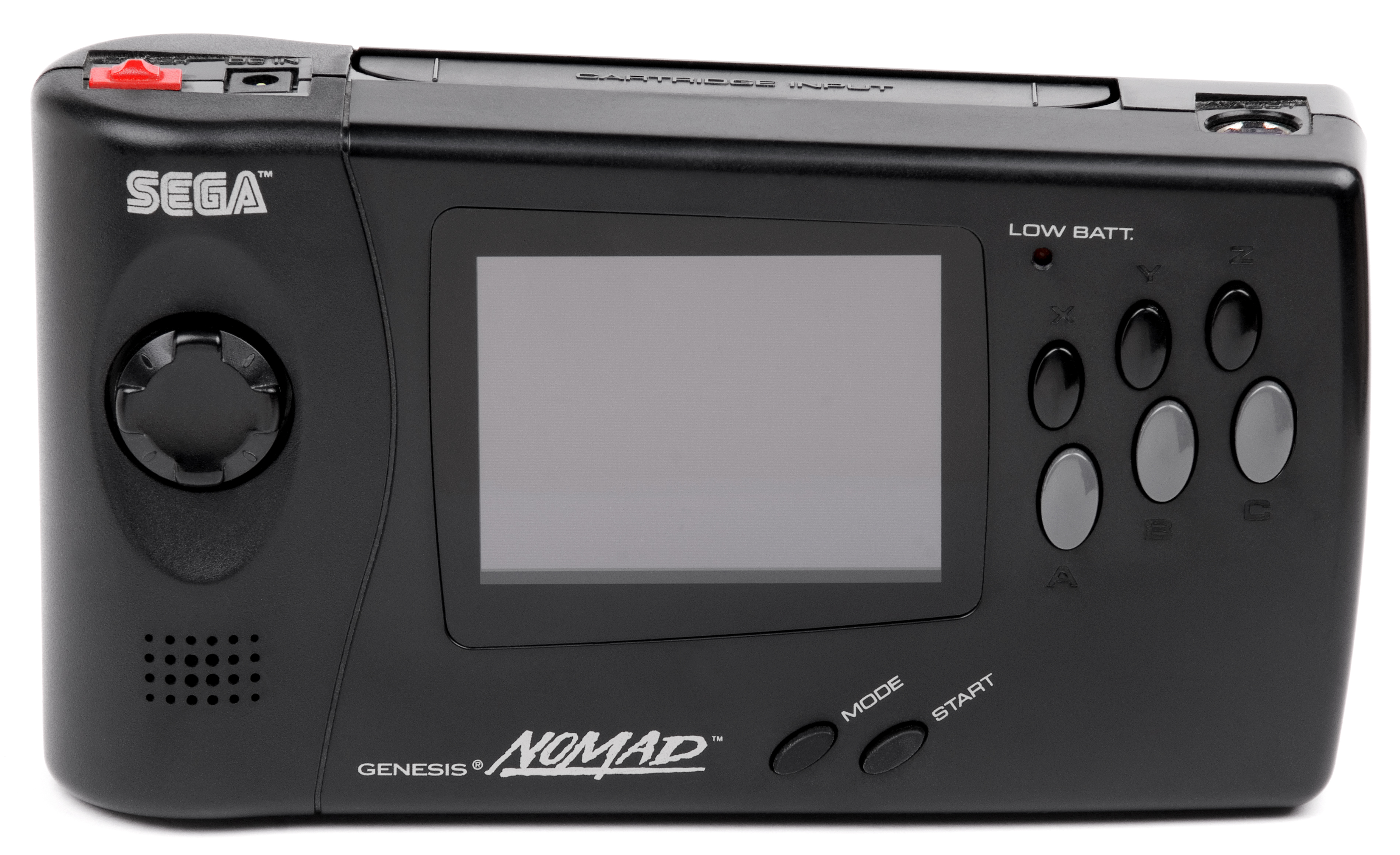
Sega Nomad
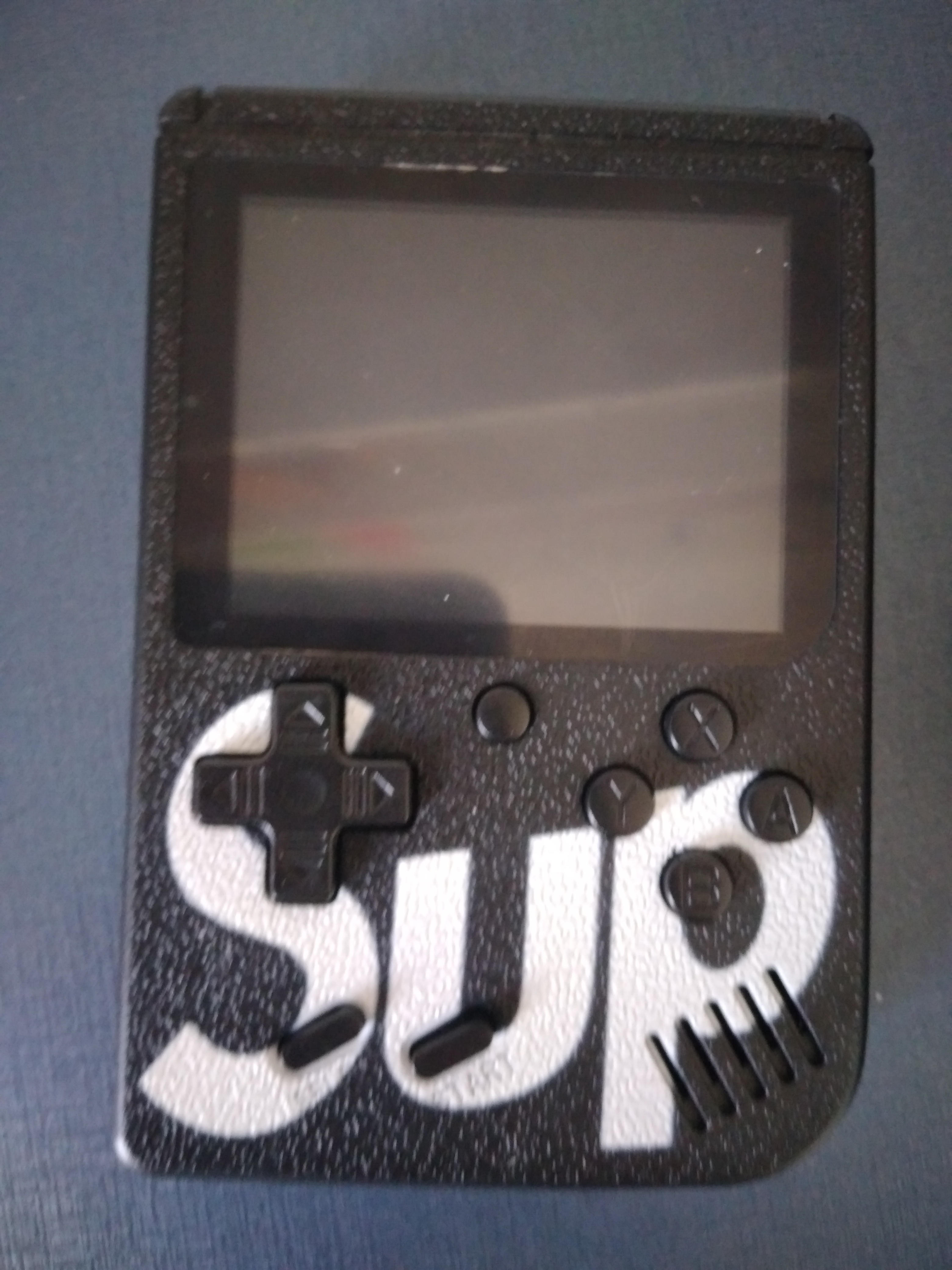
SUP GAME BOX
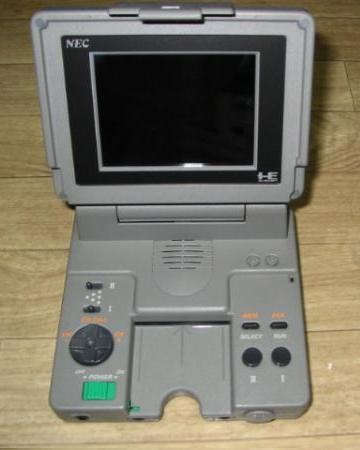
PC Engine LT
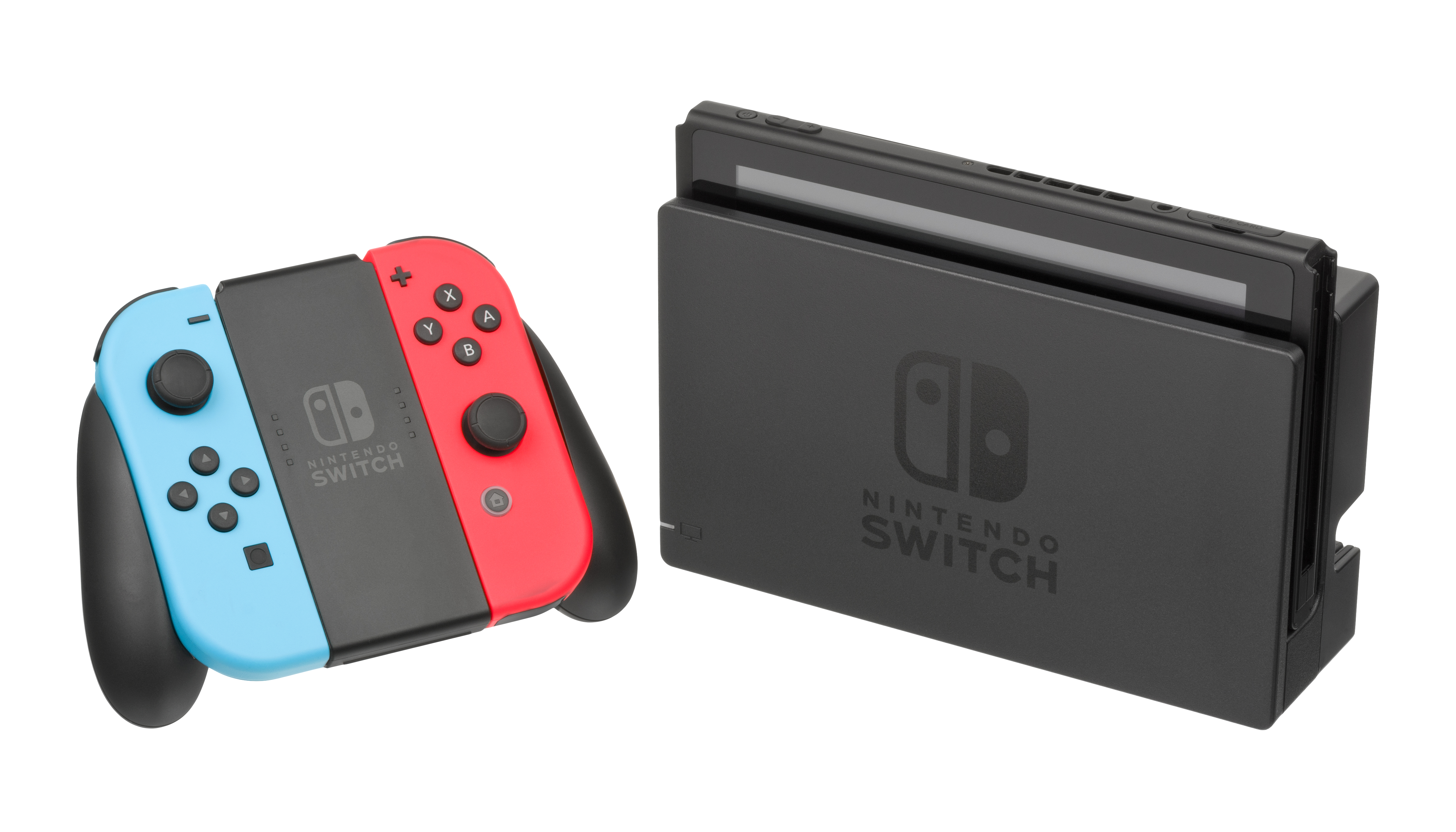
Nintendo Switch

## Ventas

### Ventas en Japón
| Fabricante | Consola                       | Lanzamiento              | Unidades vendidas         |
| ---------- | ----------------------------- | ------------------------ | ------------------------- |
| Nintendo   | Nintendo DS                   | 2 de diciembre de 2004   | 32.990.000                |
| Nintendo   | Game Boy y Game Boy Color     | 21 de abril de 1989      | 32.470.000                |
| Nintendo   | Nintendo 3DS                  | 26 de febrero de 2011    | 24.700.000                |
| Sony       | PlayStation 2                 | 4 de marzo de 2000       | 21.454.325                |
| Nintendo   | Famicom (NES)                 | 15 de julio de 1983      | 19.350.000                |
| Nintendo   | Super Famicom (Super NES)     | 21 de noviembre de 1990  | 17.170.000                |
| Nintendo   | Game Boy Advance              | 21 de febrero de 2001    | 16.960.000                |
| Sony       | PlayStation Portable          | 12 de diciembre de 2004  | 16.867.853                |
| Nintendo   | Wii                           | 2 de diciembre de 2006   | 12.750.000                |
| Nintendo   | Nintendo Switch               | 3 de marzo de 2017       | Más de 10.000.000         |
| NEC        | PC Engine (TurboGrafx-16)     | 30 de octubre de 1987    | 8.000.000                 |
| Sony       | PlayStation 4                 | 22 de febrero de 2014    | 8.506.964                 |
| Sony       | PlayStation Vita              | 17 de diciembre de 2011  | 5.643.626                 |
| Nintendo   | Nintendo 64                   | 23 de junio de 1996      | 5.540.000                 |
| Sega       | Sega Saturn                   | 22 de noviembre de 1994  | 5.000.000[cita requerida] |
| Nintendo   | Nintendo Switch               | 3 de marzo de 2017       | 4.380.000                 |
| Nintendo   | Nintendo GameCube             | 14 de septiembre de 2001 | 4.040.000                 |
| Sega       | Mega Drive                    | 29 de octubre de 1988    | 3.580.000                 |
| Nintendo   | Wii U                         | 8 de diciembre de 2012   | 3.340.000                 |
| Sega       | Dreamcast                     | 27 de noviembre de 1998  | 2.320.000                 |
| Microsoft  | Xbox 360                      | 10 de diciembre de 2005  | 1.448.665                 |
| Sega       | Sega Mark III (Master System) | 20 de octubre de 1985    | 1.000.000                 |
| Microsoft  | Xbox One                      | 4 de septiembre de 2014  | 87.592                    |

### Ventas en Norteamérica
| Fabricante | Consola                             | Lanzamiento              | Unidades vendidas                  |
| ---------- | ----------------------------------- | ------------------------ | ---------------------------------- |
| Nintendo   | Nintendo DS                         | 21 de noviembre de 2004  | 59.930.000                         |
| Nintendo   | Wii                                 | 19 de noviembre de 2006  | 48.640.000                         |
| Sony       | PlayStation 2                       | 26 de octubre de 2000    | 47.680.000                         |
| Nintendo   | Game Boy y Game Boy Color           | 31 de julio de 1989      | 44.060.000                         |
| Nintendo   | Game Boy Advance                    | 11 de junio de 2001      | 41.640.000                         |
| Sony       | PlayStation                         | 9 de septiembre de 1995  | 40.780.000                         |
| Nintendo   | Nintendo Entertainment System       | 18 de octubre de 1985    | 34.000.000                         |
| Nintendo   | Nintendo 3DS                        | 27 de marzo de 2011      | 25,170,000                         |
| Nintendo   | Super Nintendo Entertainment System | 23 de agosto de 1991     | 23.350.000                         |
| Sega       | Genesis (Mega Drive)                | 14 de agosto de 1989     | 21.4-22.4 millones[cita requerida] |
| Nintendo   | Nintendo 64                         | 29 de septiembre de 1996 | 20.630.000                         |
| Nintendo   | Nintendo Switch                     | 3 de marzo de 2017       | 17.500.000                         |
| Nintendo   | Nintendo Gamecube                   | 18 de noviembre de 2001  | 12.940.000                         |
| Nintendo   | Wii U                               | 18 de noviembre de 2012  | 6.490.000                          |

### Ventas en Reino Unido
| Fabricante | Consola                       | Lanzamiento             | Unidades vendidas            |
| ---------- | ----------------------------- | ----------------------- | ---------------------------- |
| Nintendo   | Nintendo DS                   | 11 de marzo de 2005     | 8.8 millones[cita requerida] |
| Nintendo   | Wii                           | 8 de diciembre de 2006  | 4.9 millones[cita requerida] |
| Microsoft  | Xbox 360                      | 2 de diciembre de 2005  | 3.2 millones[cita requerida] |
| Sony       | PlayStation Portable          | 1 de septiembre de 2005 | 3.2 millones[cita requerida] |
| Sega       | Mega Drive                    | 30 de noviembre de 1990 | 2.1 millones[cita requerida] |
| Sony       | PlayStation 3                 | 23 de marzo de 2007     | 1.9 millones[cita requerida] |
| Sega       | Master System                 | Septiembre de 1987      | 1.35 millones                |
| Nintendo   | Nintendo 64                   | 1 de marzo de 1997      | 1.3 millones[cita requerida] |
| Nintendo   | Nintendo Entertainment System | 1987                    | 1.1 millones                 |
| Nintendo   | Super NES                     | 1992                    | 1.05 millones                |

### Ventas en España
El color verde indica que la consola aún se encuentra en producción.
| Fabricante | Consola              | Lanzamiento              | Unidades vendidas             |
| ---------- | -------------------- | ------------------------ | ----------------------------- |
| Nintendo   | Nintendo DS          | 11 de marzo de 2005      | 5.7 millones (hasta 2012)     |
| Sony       | PlayStation 2        | 24 de noviembre de 2000  | 5 millones (hasta 2009)       |
| Sony       | PlayStation 4        | 29 de noviembre de 2013  | 3.3 millones (hasta 2019)     |
| Nintendo   | Switch               | 3 de marzo de 2017       | 3 millones (hasta 2023)       |
| Nintendo   | Wii                  | 8 de diciembre de 2006   | 2.7 millones (hasta 2011)     |
| Sony       | PlayStation 3        | 23 de marzo de 2007      | 2.7 millones (hasta 2014)     |
| Nintendo   | Game Boy             | Enero de 1991            | 2.3 millones (hasta 1999)     |
| Sony       | PlayStation Portable | 1 de septiembre de 2005  | 2.1 millones (hasta 2009)     |
| Nintendo   | Nintendo 3DS         | 25 de marzo de 2011      | 2 millones (hasta 2018)       |
| Nintendo   | Game Boy Advance     | 22 de junio de 2001      | 1.6 millones (hasta 2004)     |
| Sony       | PlayStation          | 29 de septiembre de 1995 | 1.4 millones (hasta 1999)     |
| Sony       | PlayStation 5        | 19 de noviembre de 2020  | 1 126 000 (hasta 2023)        |
| Microsoft  | Xbox 360             | 2 de diciembre de 2005   | 1 millón (hasta 2012)         |
| Sega       | Mega Drive           | Septiembre de 1990       | Menos de 700 000 (hasta 1994) |
| Nintendo   | SNES                 | 1 de junio de 1992       | 630 000 (hasta 1998)<         |
| Sony       | PlayStation Vita     | 22 de febrero de 2012    | 600 000 (hasta 2015)          |
| Sega       | Master System        | 1987                     | 550 000 (hasta 1993)          |
| Nintendo   | NES                  | 1987/1988                | 440 000 (hasta 1993)          |
| Microsoft  | Xbox Series X/S      | 10 de noviembre de 2020  | 310 000 (hasta 2023)          |
| Microsoft  | Xbox One             | 22 de noviembre de 2013  | 305 000~500 000 (hasta 2018)  |
| Nintendo   | GameCube             | 3 de mayo de 2002        | Menos de 300 000 (hasta 2006) |
| Sega       | Dreamcast            | 14 de octubre de 1999    | 200 000 (hasta 2001)          |
| Sega       | Game Gear            | Julio de 1991            | 175 000 (hasta 1992)          |
| Sega       | Saturn               | 7 de julio de 1995       | 70 000 (hasta 1997)           |
| Philips    | CD-i                 | 1992                     | 54 000 (hasta 1994)           |

## Ventas durante la pandemia de COVID-19
Durante los meses entre enero y julio se vendió un total de 22 284 462 consolas de videojuegos en todo el mundo, presentando un aumento del 36.54% en comparación a las vendidas el mismo periodo pero del año 2019.
Estos datos fueron recopilados por la firma británica Safe Betting Sites, el cual muestra que la cifra es 36.54% superior en comparación a las 16 319 770 consolas vendidas. Para 2020 el número de ventas de consolas tuvo un registro de 4 147.251. El mes en el que se presentó el número mayor de venta con 2 939 647 unidades.